# قائمة إصدارات الطوابع البريدية في دبي
أدارت المملكة المتحدة العلاقات الخارجية لإمارات الساحل المتصالح نتيجة لمعاهدة «الاتفاقية الحصرية» لعام 1892، بما في ذلك إدارة البريد والبرق - حيث تكن هذه الإمارات منتمية للاتحاد البريدي العالمي. افتتحت حكومة الهند أول مكتب بريد في دبي في عام 1941. وفي عام 1948، وتولت إدارته وتشغيله الوكالات البريدية البريطانية في شرق شبه الجزيرة العربية، وهي شركة تابعة لمكتب البريد العام. كانت الطوابع في ذلك الوقت عبارة عن طوابع بريطانية مقابل رسوم إضافية بقيمة الروبية، حتى عام 1959، حيث أصدرت مجموعة من طوابع بريدية تحمل اسم «الإمارات المتصالحة» من دبي.
في عام 1963، تنازلت المملكة المتحدة عن مسؤوليتها عن الأنظمة البريدية في الإمارات المتصالحة إلى حكام الإمارات المتصالحة. لذا أصدرت إمارة دبي أول طوابعها البريدية في سنة 1963.
الكثير من الطوابع التي أصدرت في إمارة دبي تصنف ضمن طوابع الكثبان الرملية. طبعت هذه الطوابع بكثرة في الستينيات وأوائل السبعينيات من القرن الماضي، وتكاد تكون عديمة القيمة اليوم.
وجد فينبار كيني وهو رجل أعمال أمريكي ومن هواة جمع الطوابع الفرصة لإنشاء عدد من الإصدارات من الطوابع التي تستهدف سوق جامعي الطوابع المربح. وقد أبرم في عام 1964 اتفاقات مع إمارات الخليج العربي لإصدار طوابع، ومن بينها إمارة دبي. حملت هذه الطوابع مصورا ذات ألوان وأشكال صارخة وليس لها صلة فعلية بالإمارات.
كان بيع الطوابع البريدية لفترة قصيرة تجارة مربحة للإمارات، حيث كان لمعظم الإمارات القليل من مصادر الدخل، باستثناء إمارة أبو ظبي، التي توفر فيها إنتاج النفط منذ عام 1965. ومع ذلك، انخفضت الإيرادات التي تصل إلى 70 ألف جنيه إسترليني للإمارات الأفقر إلى 30 ألف جنيه إسترليني مع التشبع الحتمي للسوق. شكل بيع الطوابع بحلول عام 1966 المصدر الرئيسي لدخل الإمارات المتصالحة الشمالية.
أدى انتشارها في النهاية إلى تقليل قيمتها، ولهذا السبب، فإن العديد من الكتالوجات الشعبية اليوم لا تدرجها حتى.
اتهم فينبار كيني بالتورط في قضية رشوة في الولايات المتحدة بسبب تعاملاته مع حكومة جزر كوك. انتهت ترتيبات فينبار كيني عندما توحدت الإمارات العربية المتحدة في ديسمبر 1971.
هذه قائمة إصدارات الطوابع البريدية في إمارة دبي:

## إصدارات عام 1963
أصدرت أول مجموعات طوابع عن إمارة دبي عام 1963:

### الإصدار الأول من الطوابع القياسية (الدائمة)
الإصدار الأول من الطوابع كان بتاريخ 15 يونيو 1963:

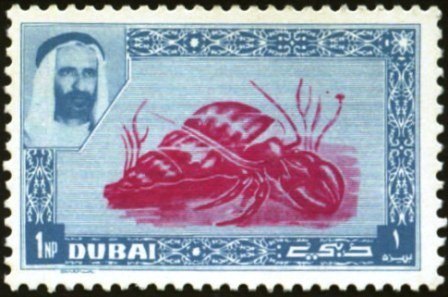
1 بيزة
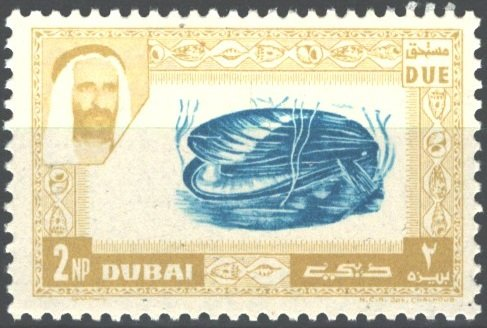
بيزتان
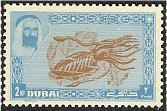
بيزتان
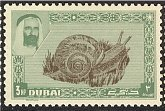
3 بيزات
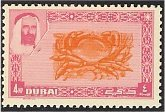
4 بيزات
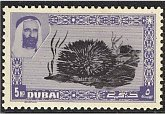
5 بيزات
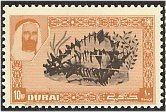
10 بيزات
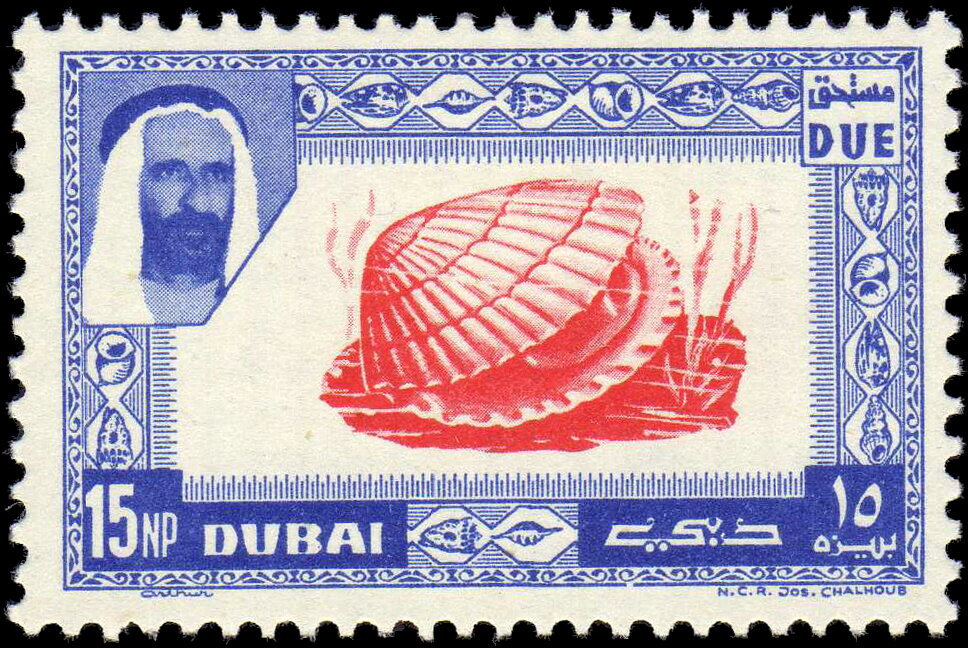
15 بيزة
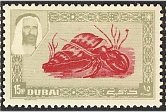
15 بيزة
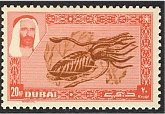
20 بيزة
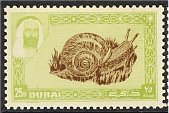
25 بيزة
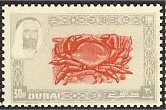
30 بيزة
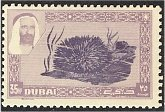
35 بيزة
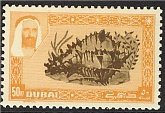
50 بيزة
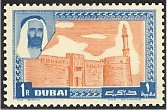
1 روبية
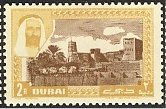
روبيتان
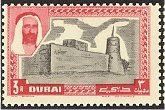
3 روبيات
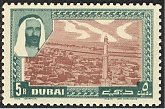
5 روبيات
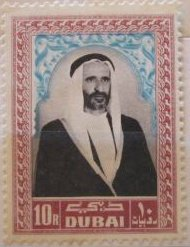
10 روبيات

### الإصدار الأول من الطوابع القياسية (الدائمة) - البريد الجوي
كما ضم الإصدار الأول من الطوابع طوابع مخصصة للبريد الجوي وكان الإصدار بتاريخ 15 يونيو 1963:

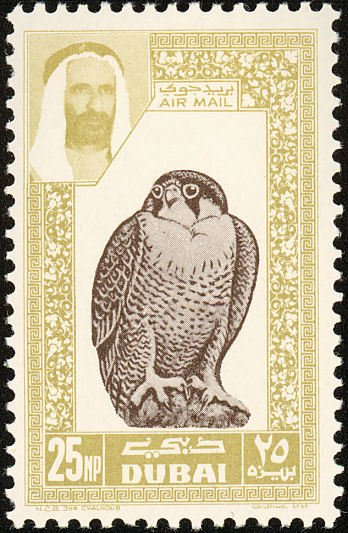
25 بيزة
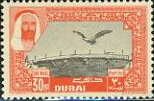
30 بيزة
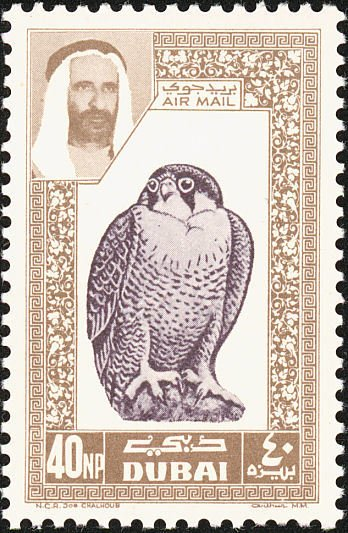
40 بيزة
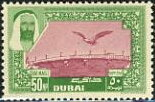
50 بيزة
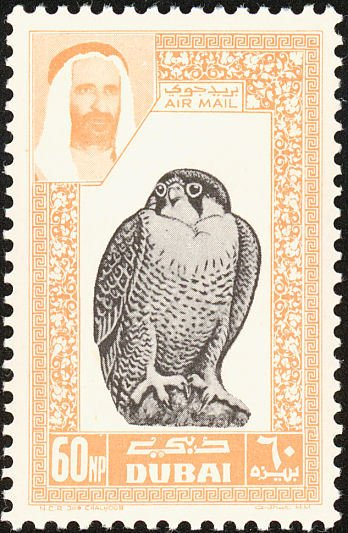
60 بيزة
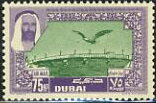
75 بيزة
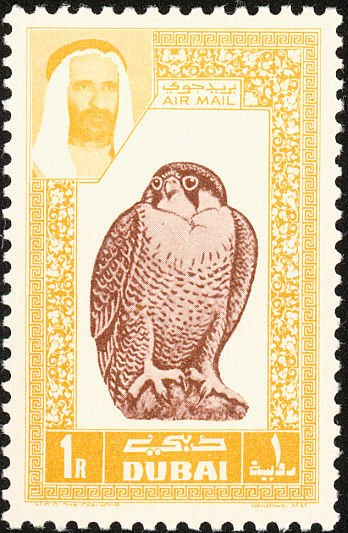
1 روبية

### الطوابع المستحقة (المالية)
كذلك أصدرت أول مجموعة من الطوابع المستحقة (المالية) وكان الإصدار بتاريخ 15 يونيو 1963:

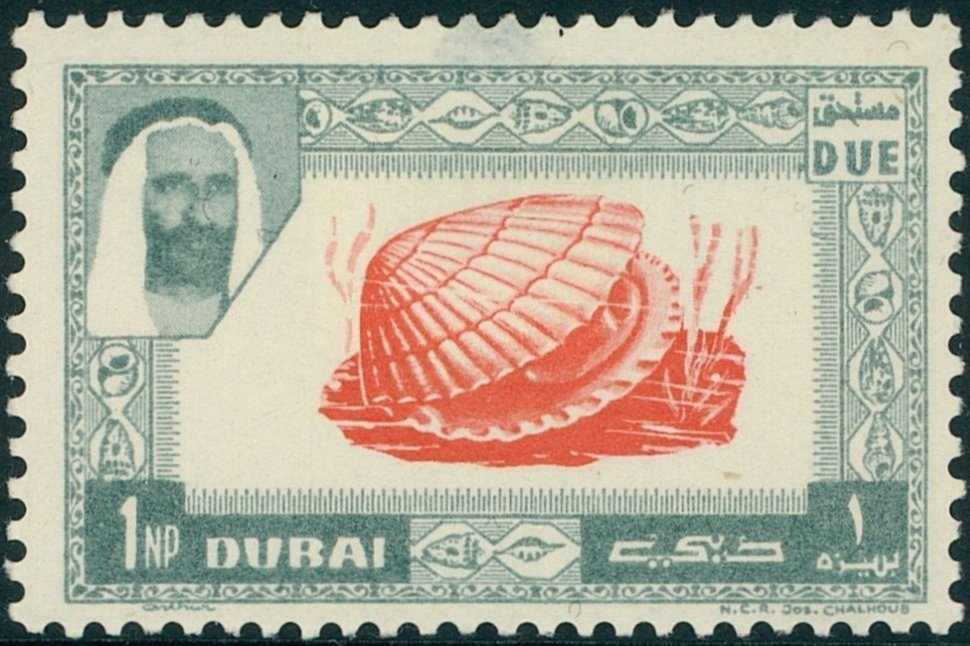
1 بيزة
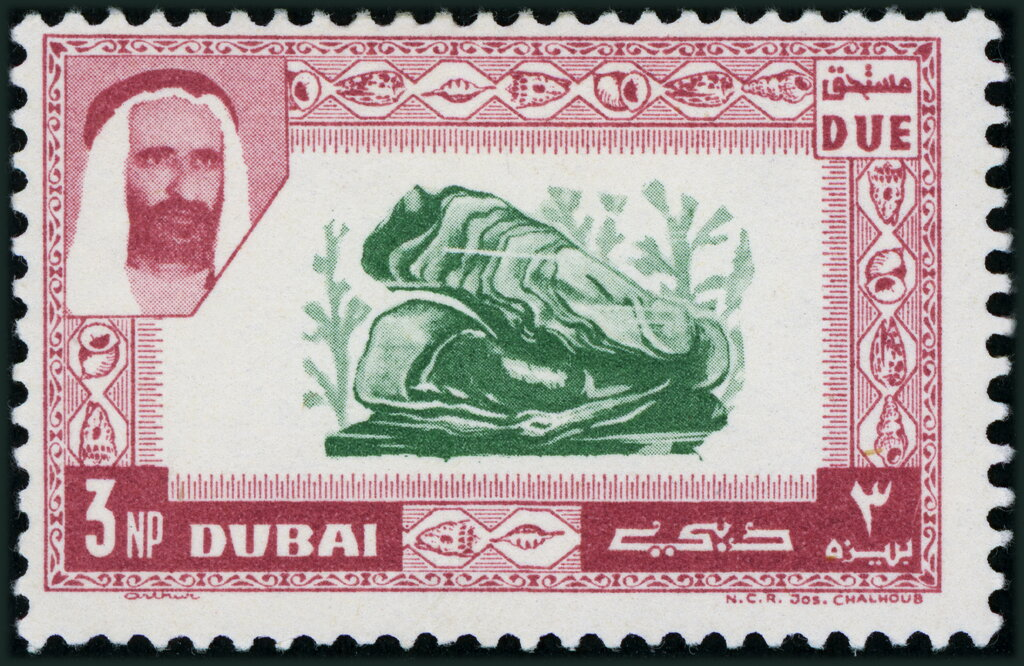
3 بيزات
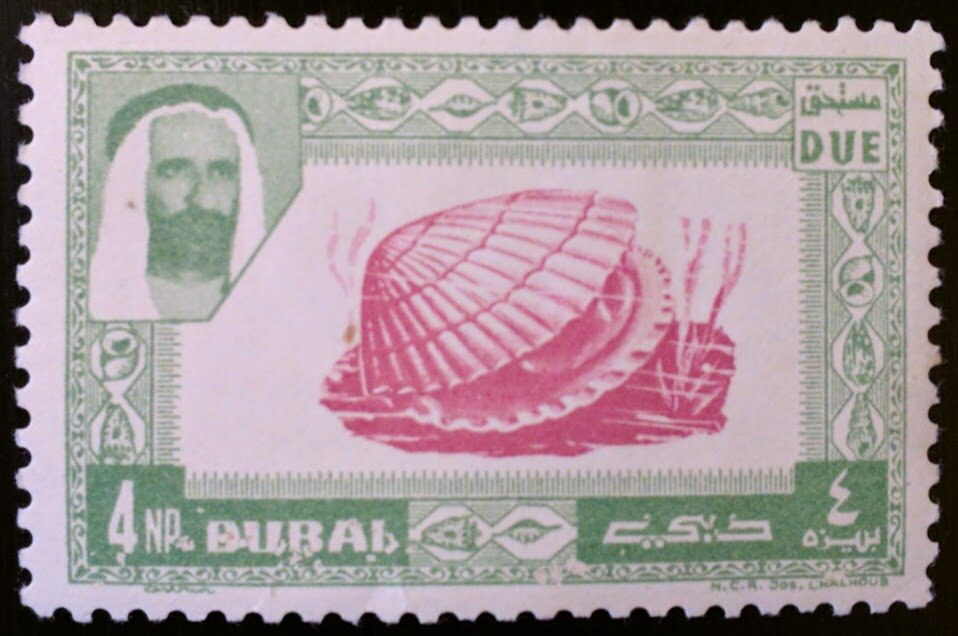
4 بيزات
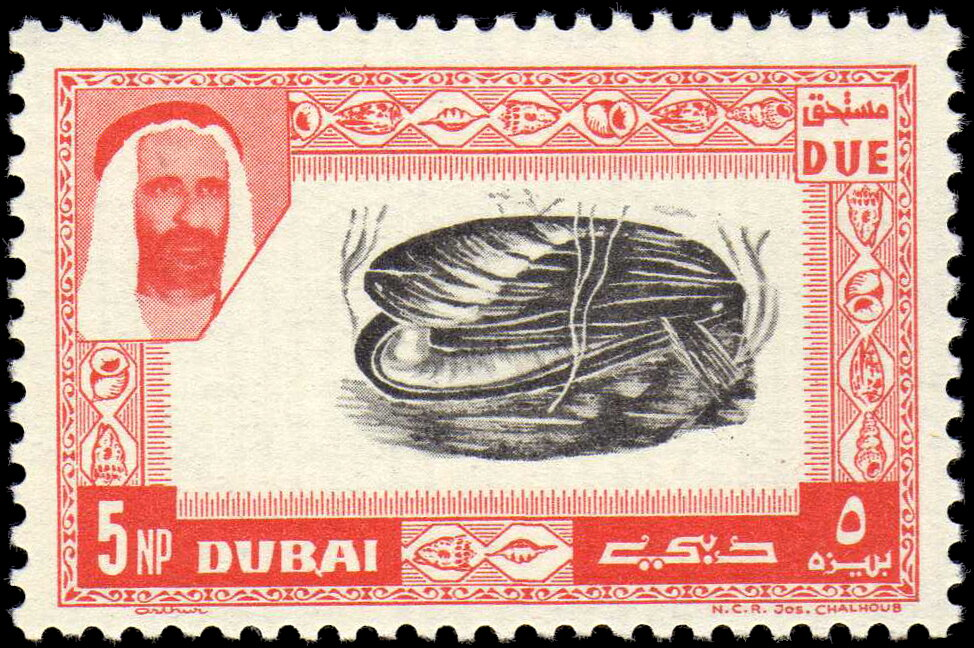
5 بيزات
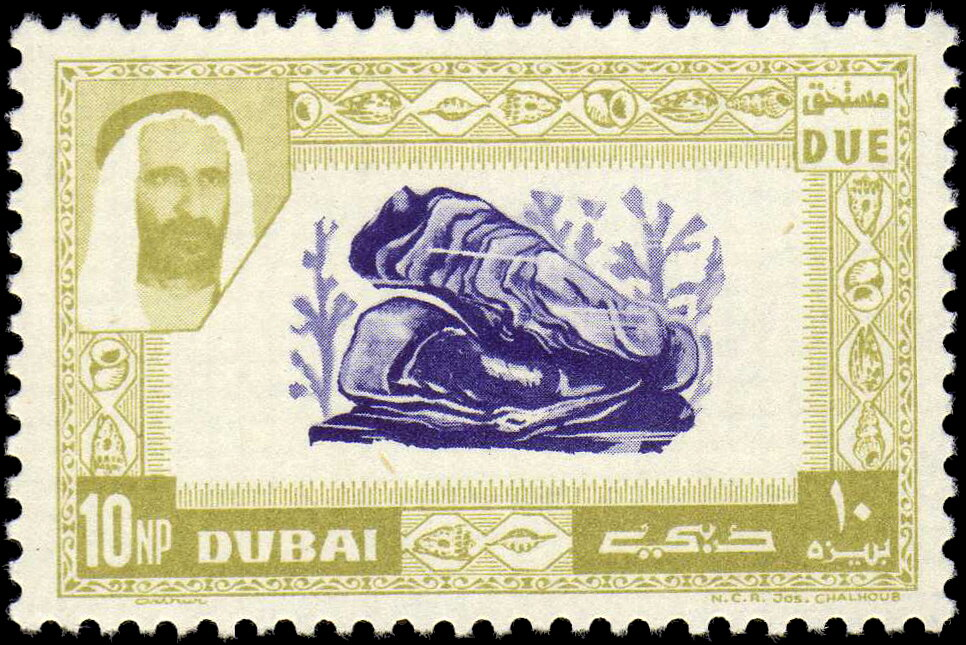
10 بيزات
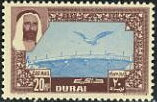
20 بيزة
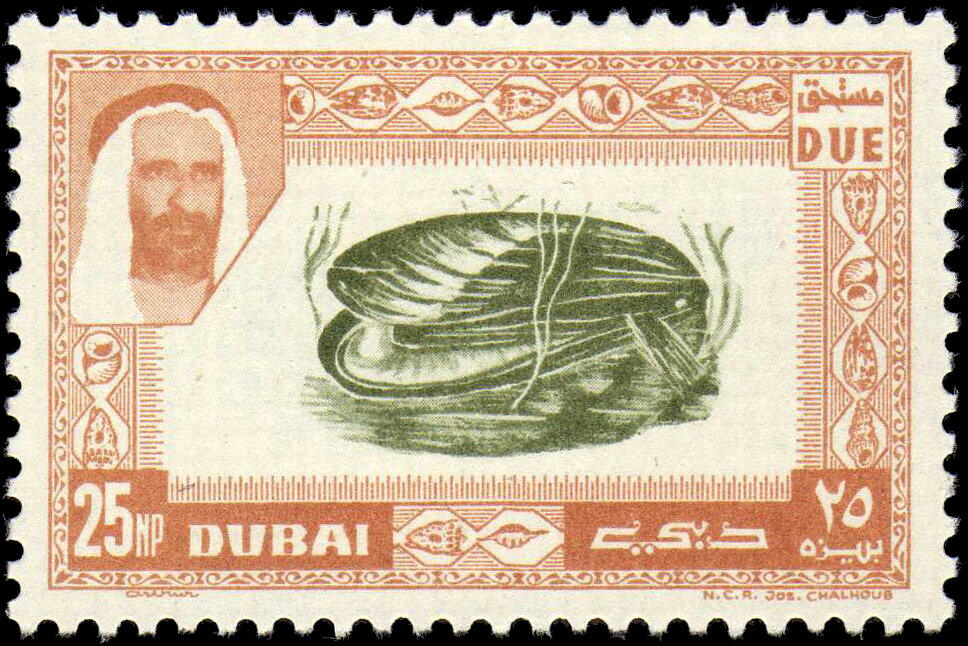
25 بيزة
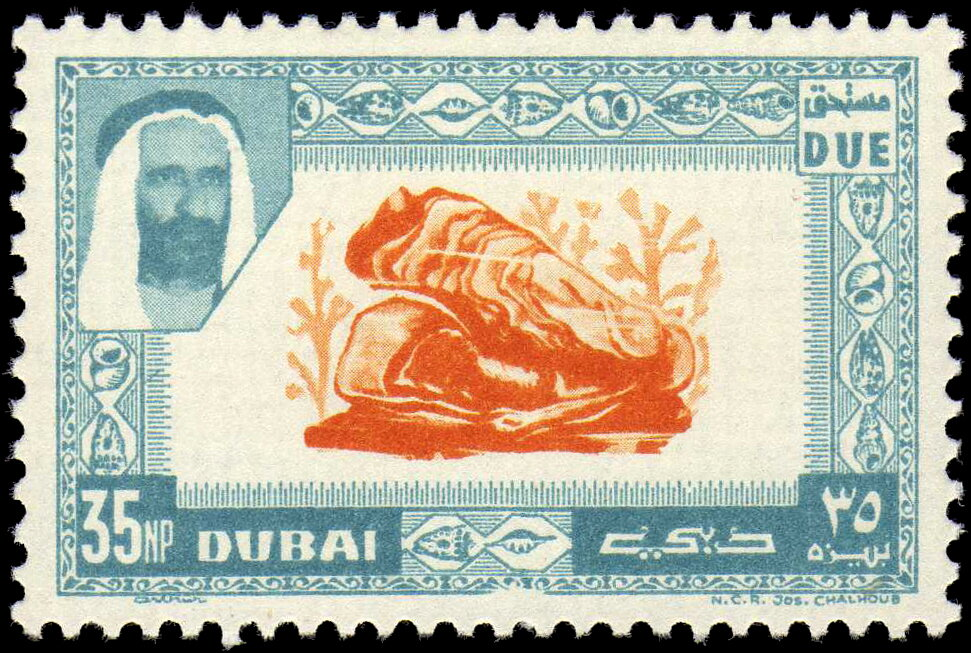
35 بيزة

### إصدار الذكرى المئوية لهيئة الصليب الأحمر
وفي 1 سبتمير 1963، كان أول إصدار لطوابع تذكارية لمناسبة الذكرى المئوية لهيئة الصليب الأحمر:

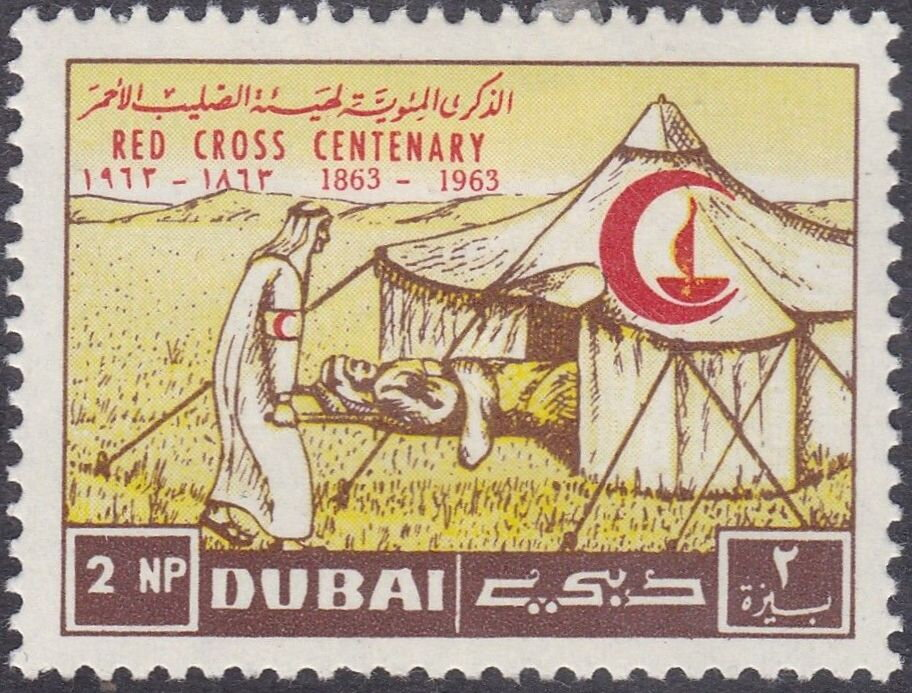
بيزتان
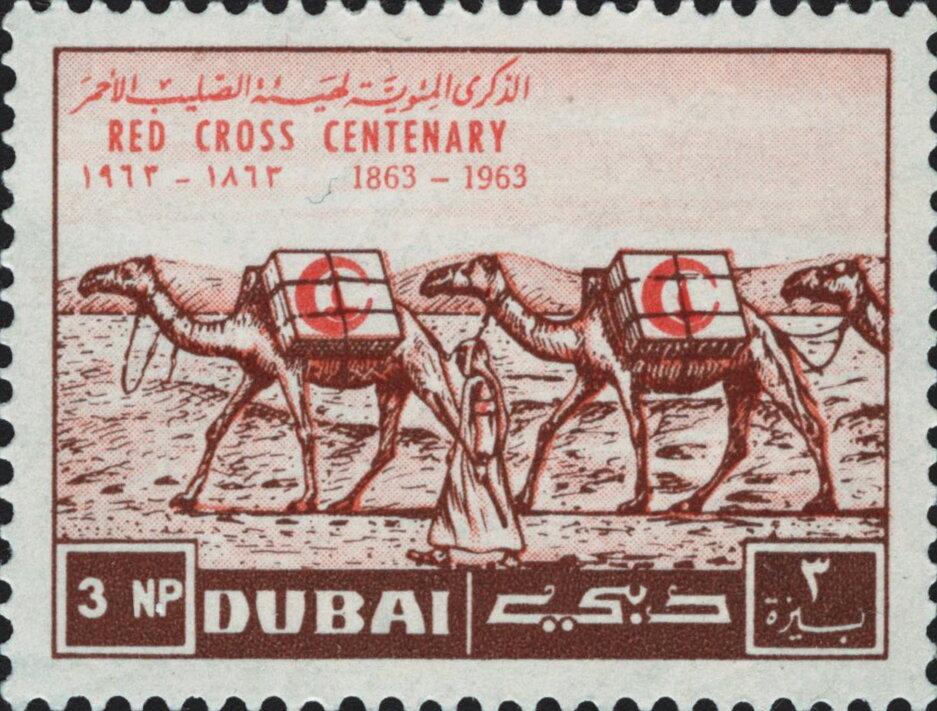
3 بيزات
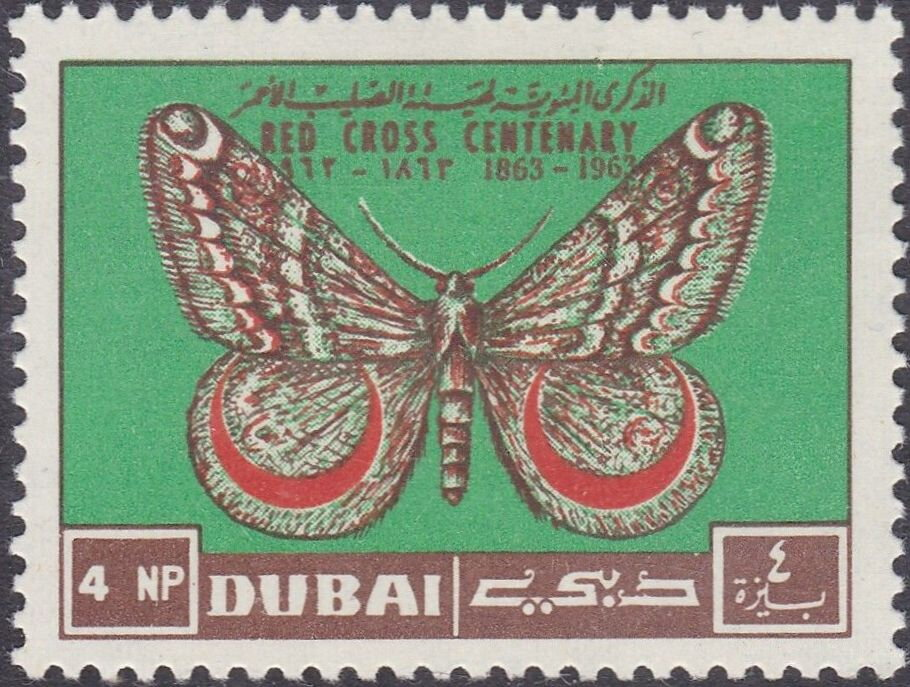
4 بيزات
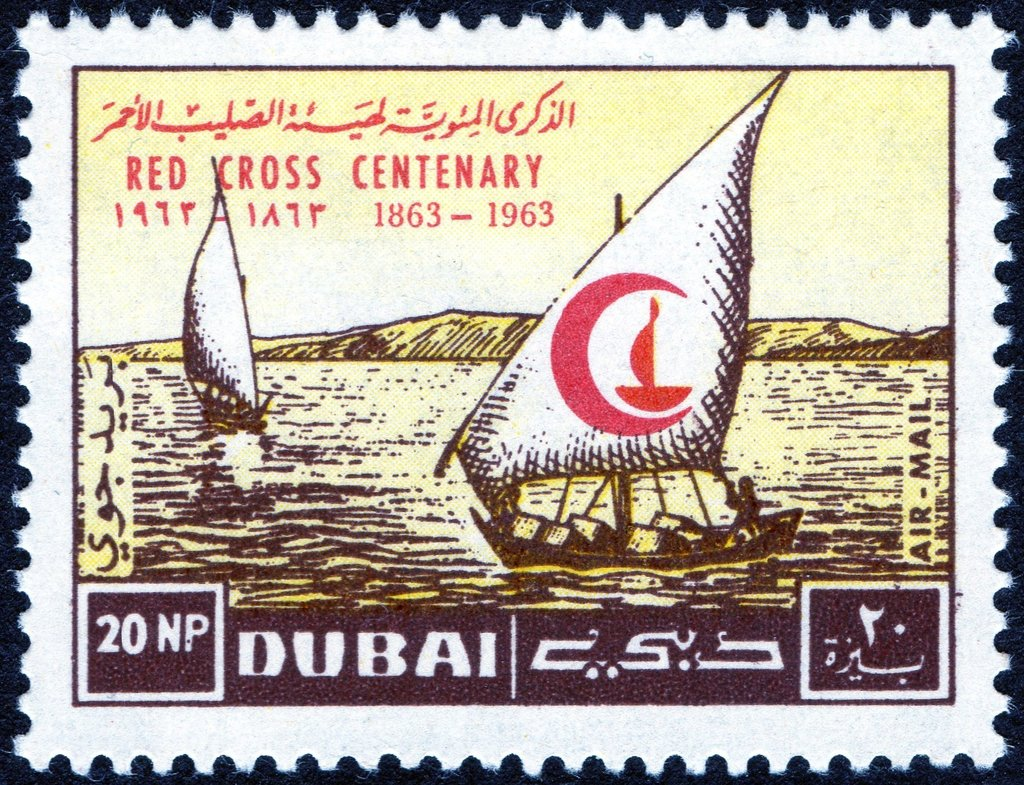
20 بيزة
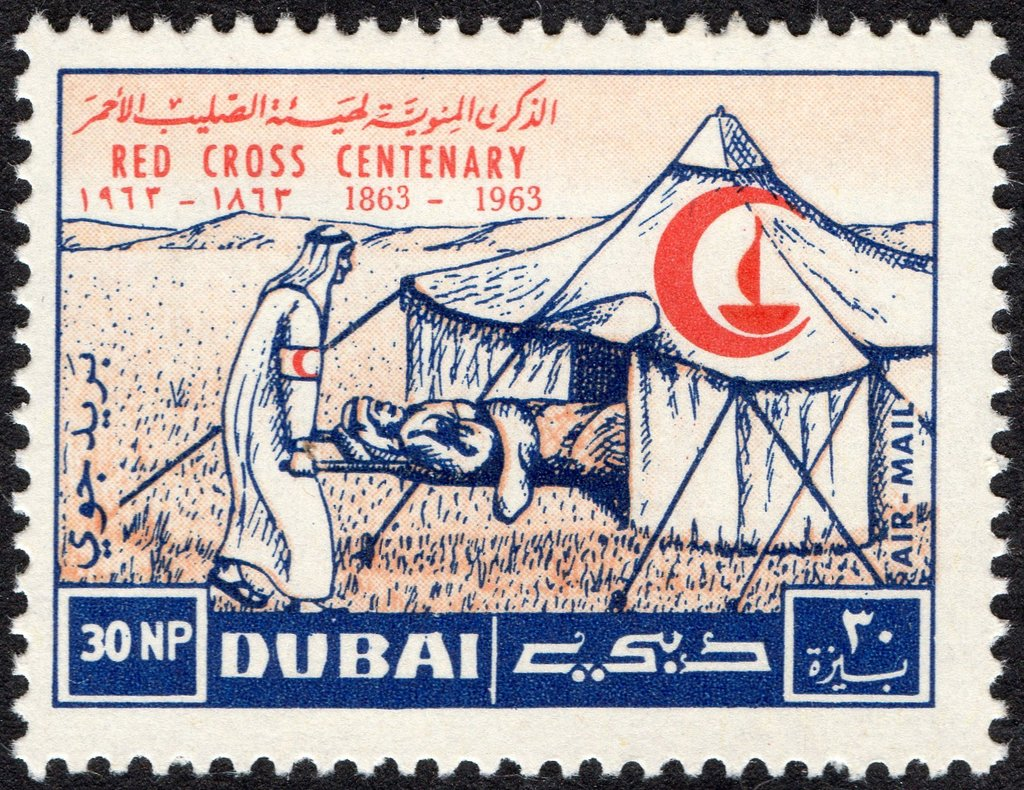
30 بيزة
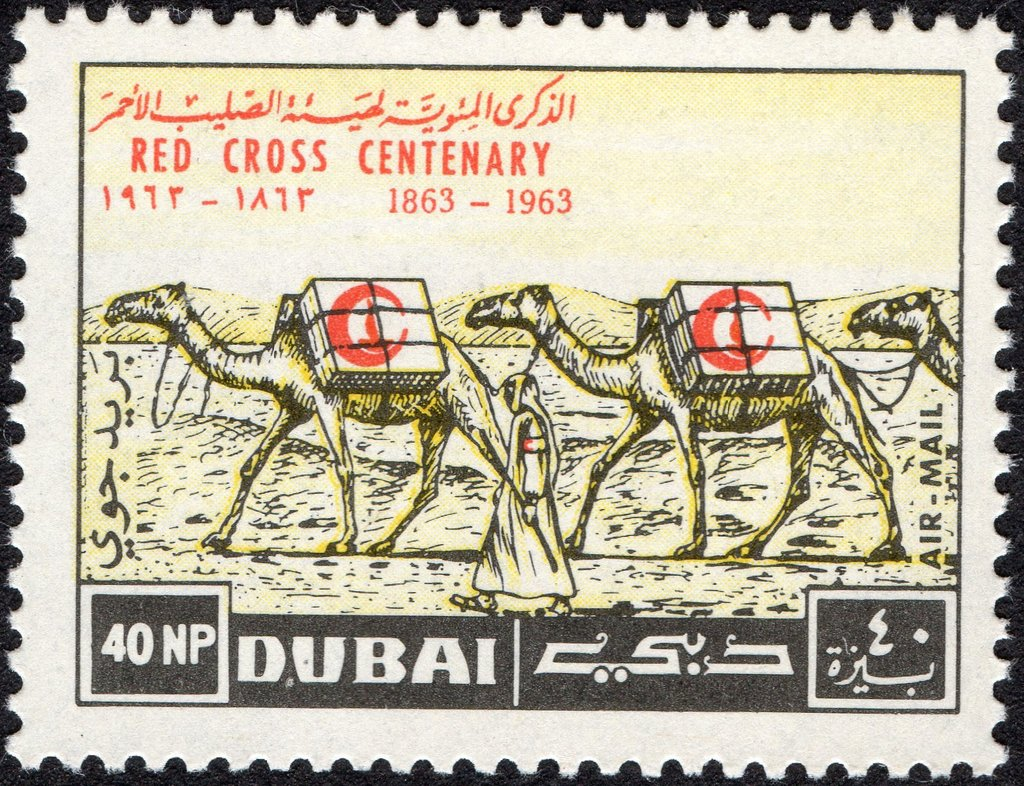
40 بيزة
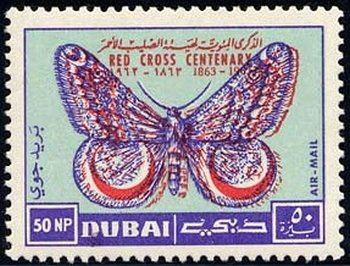
50 بيزة

كذلك طوابع غير مخرمة:

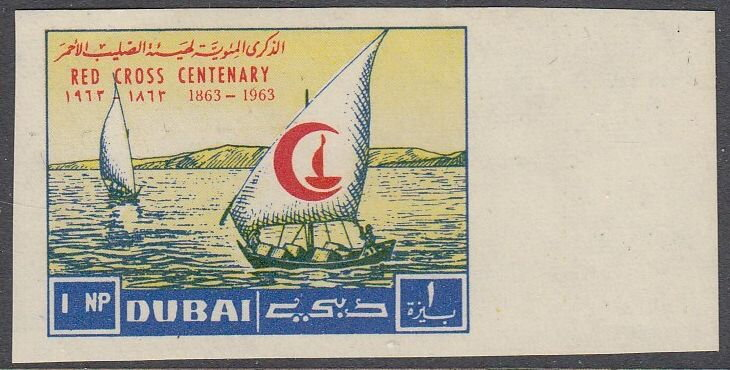
1 بيزة
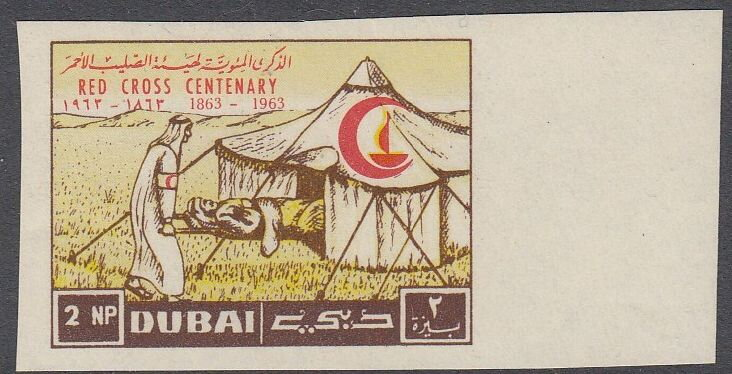
بيزتان
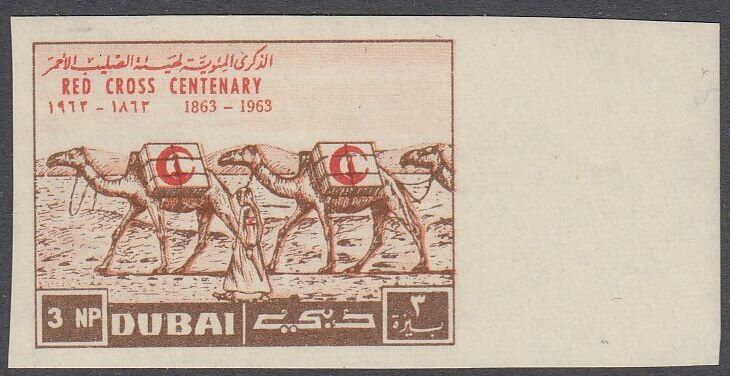
3 بيزات
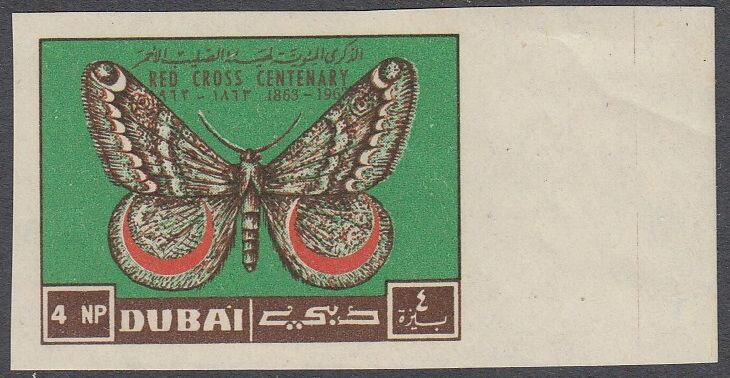
4 بيزات
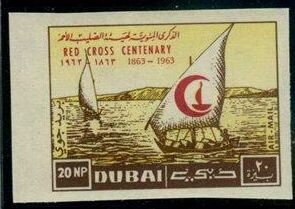
20 بيزة
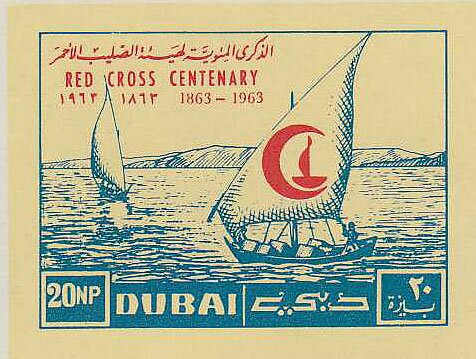
20 بيزة
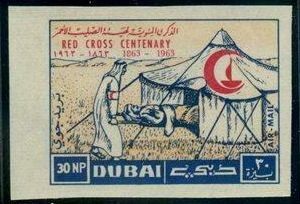
30 بيزة
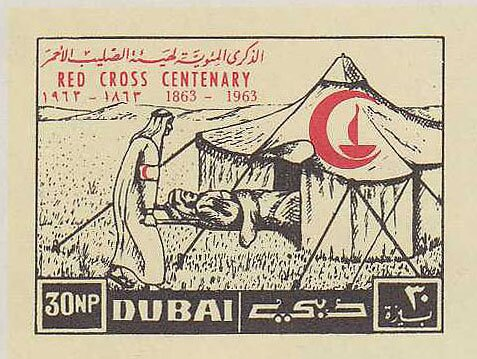
30 بيزة
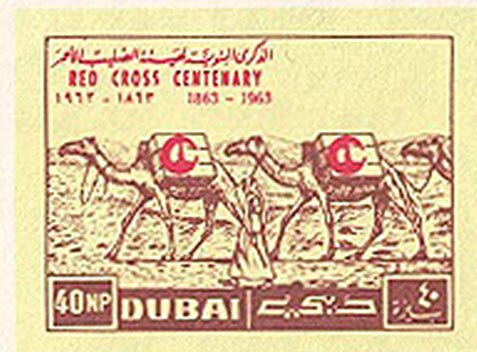
40 بيزة
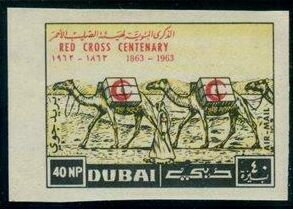
40 بيزة
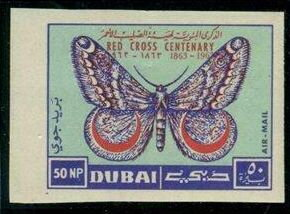
50 بيزة
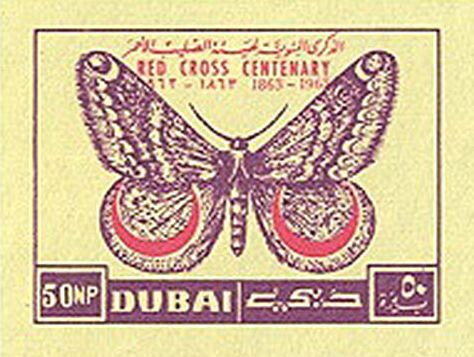
50 بيزة

كذلك البطاقات:

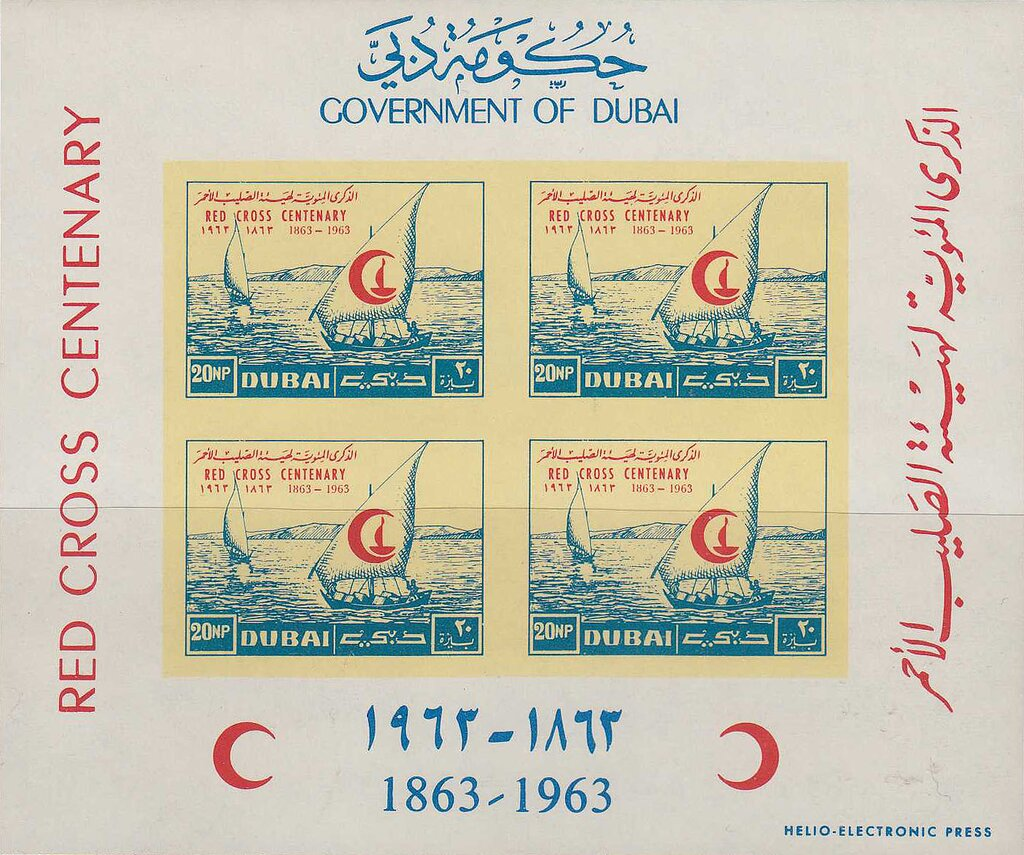
بطاقة الطوابع ذات القيمة الاسمية 20 بيزة
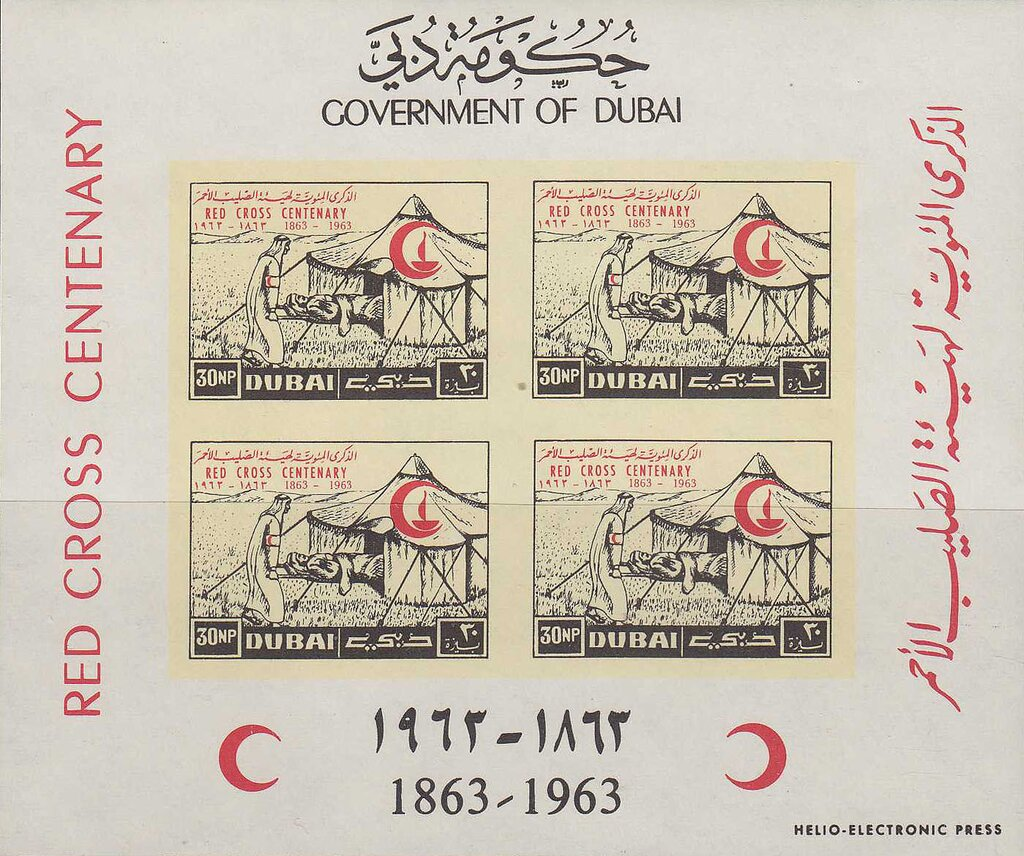
بطاقة الطوابع ذات القيمة الاسمية 30 بيزة
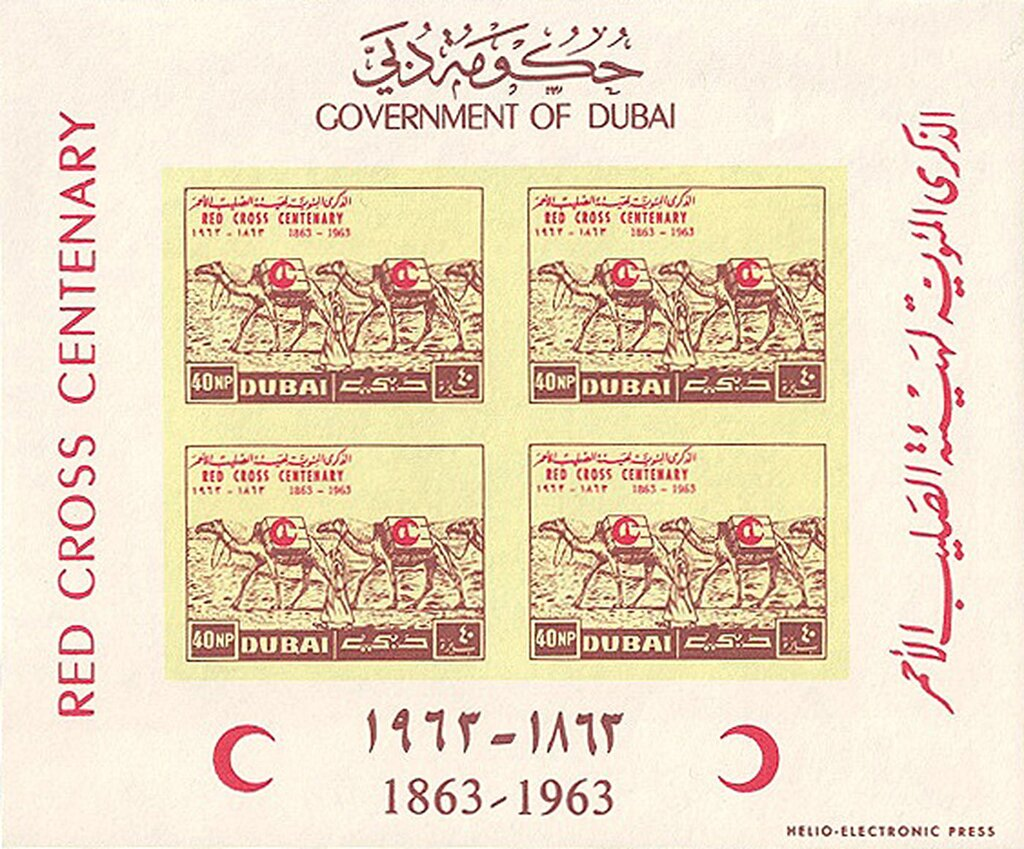
بطاقة الطوابع ذات القيمة الاسمية 40 بيزة
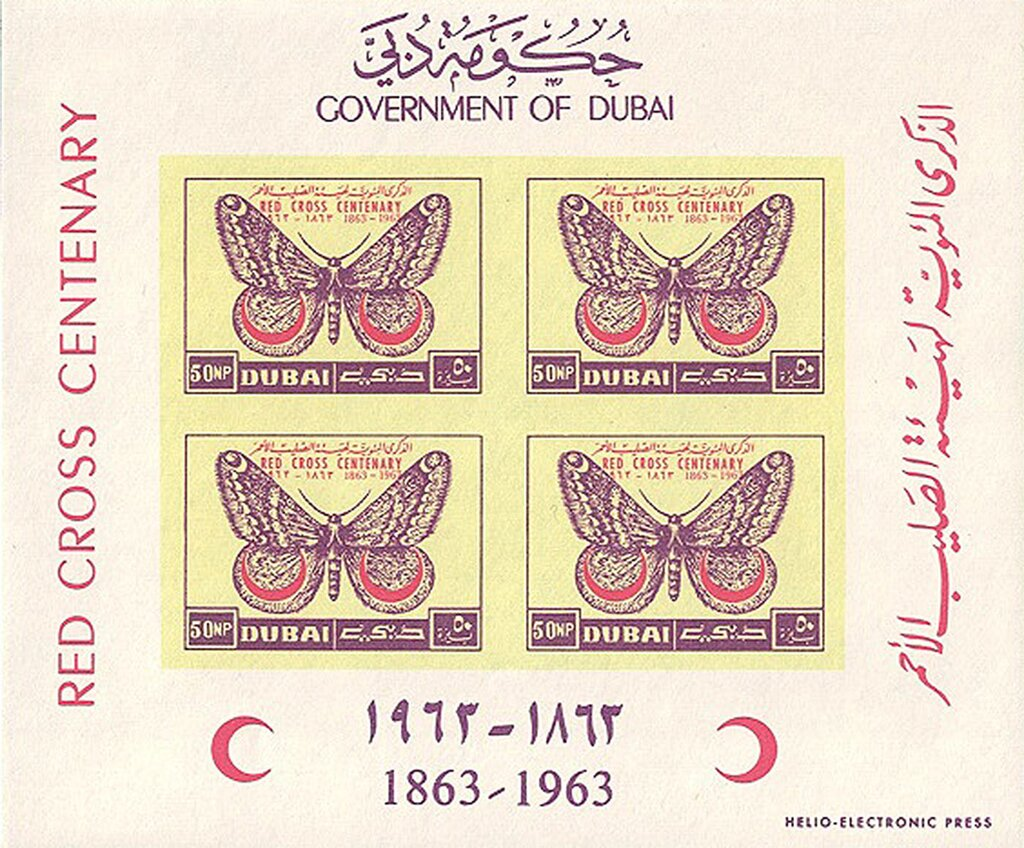
بطاقة الطوابع ذات القيمة الاسمية 50 بيزة

### إصدار مكافحة الملاريا
في 20 سبتمبر 1963، أصدرت طوابع في موضوع مكافحة الملاريا:

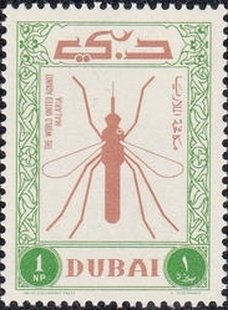
1 بيزة
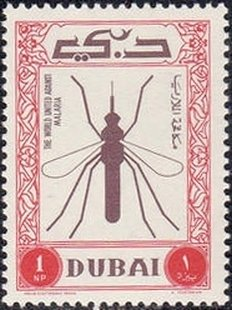
1 بيزة
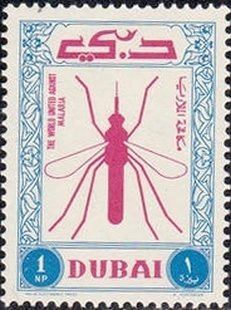
1 بيزة
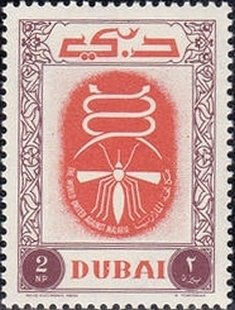
بيزتان
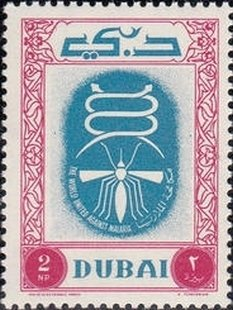
بيزتان
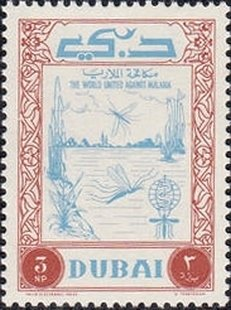
3 بيزات
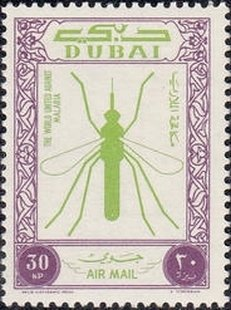
30 بيزة (بريد جوي)
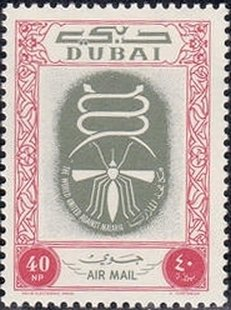
40 بيزة (بريد جوي)
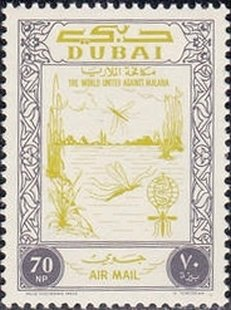
70 بيزة (بريد جوي)

البطاقات:

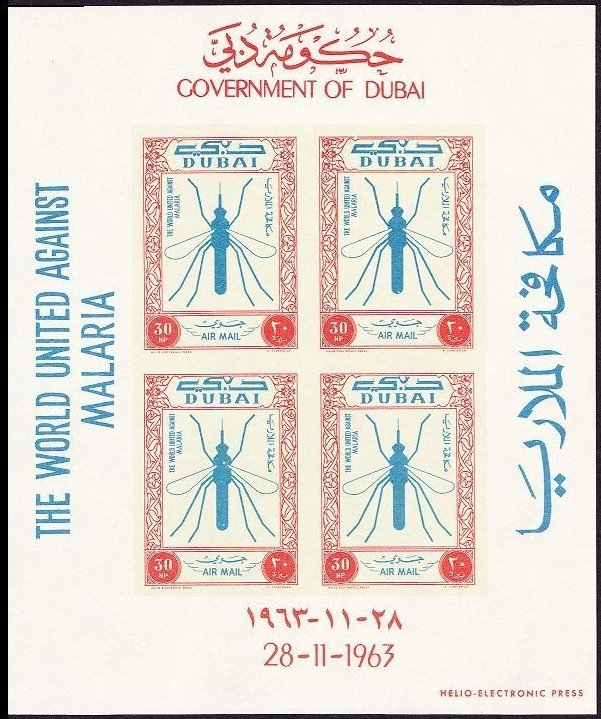
بطاقة الطوابع ذات القيمة الاسمية 30 بيزة (بريد جوي)
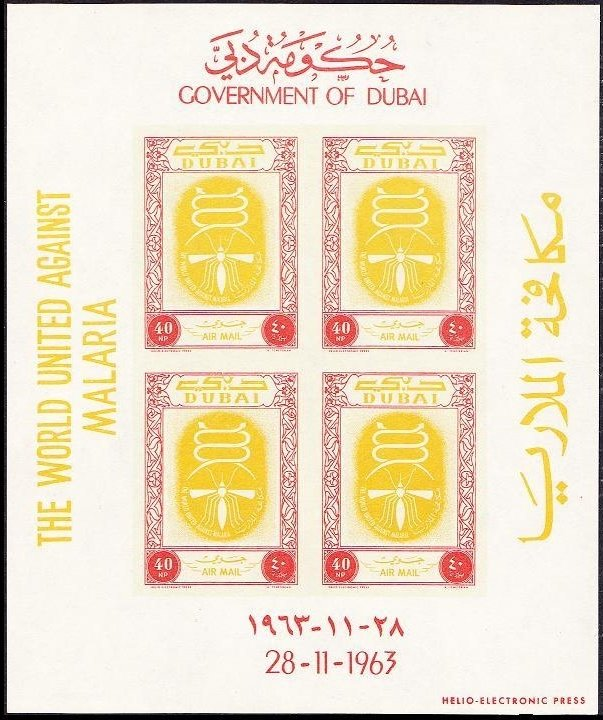
بطاقة الطوابع ذات القيمة الاسمية 40 بيزة (بريد جوي)
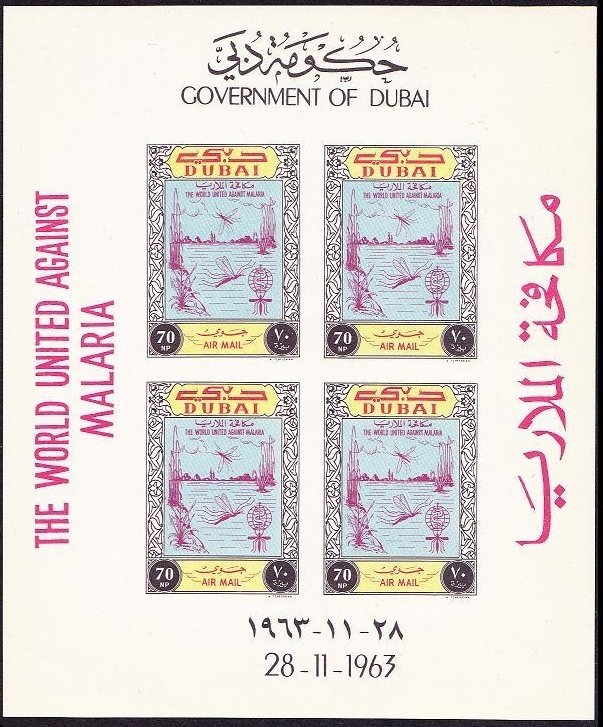
بطاقة الطوابع ذات القيمة الاسمية 70 بيزة (بريد جوي)

### إصدار مكافحة الجوع
في 30 سبتمبر 1963، أصدرت طوابع في موضوع مكافحة مكافحة الجوع:

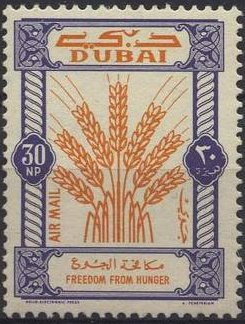
30 بيزة
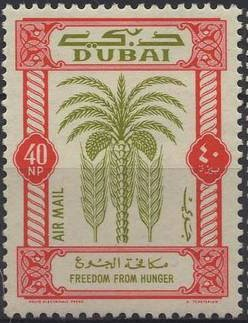
40 بيزة
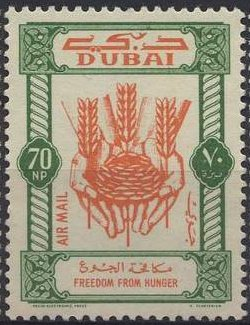
70 بيزة
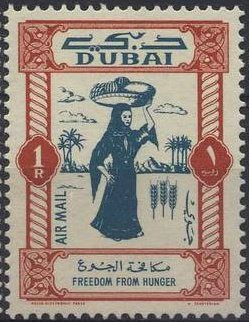
1 روبية

## إصدارات عام 1964

### إصدارات ذكرى وفاة الرئيس الأمريكي جون كينيدي
في 15 يناير 1964، أصدر الطوابع التالية التي تخلد وفاة الرئيس الأمريكي جون كينيدي:
- 75 بيزة
- 1 روبية
- 1.25 روبية

كما أصدرت نسخة من الطوابع غير مخرمة:

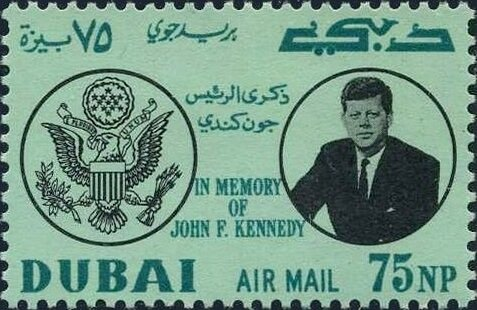
75 بيزة
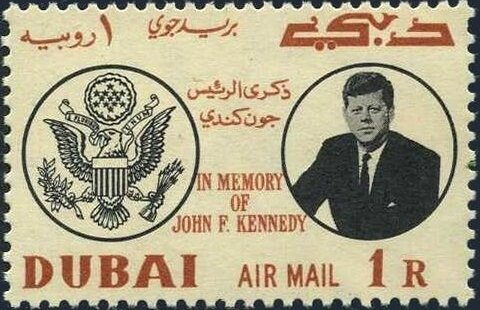
1 روبية
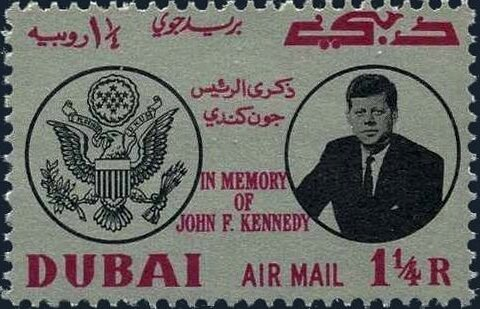
1.25 روبية

وكذلك أصدرت بطاقة تذكارية:

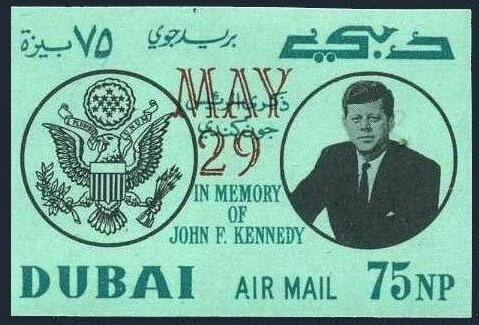
75 بيزة
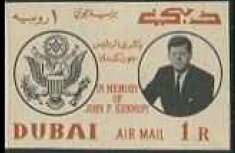
1 روبية
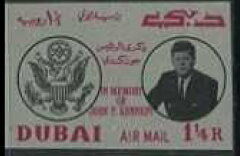
1.25 روبية

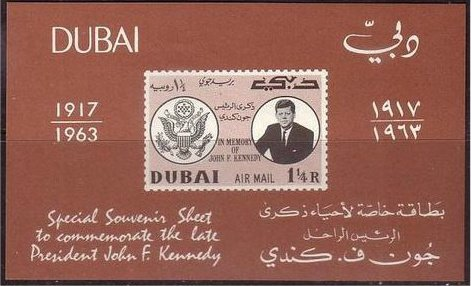
بطاقة تذكارية

- ملاحظة: لاحقا أعيد توشيح هذه الطوابع بمناسبة ذكرى ميلاد جون كينيدي، وكذلك بمناسبة الذكرى الأولى لاغتياله.

### إصدارات المخيم الكشفي العالمي الحادي عشر
في 20 يناير 1964، أصدرت الطوابع التالية لمناسبة المخيم الكشفي العالمي الحادي عشر في أثينا عاصمة اليونان:

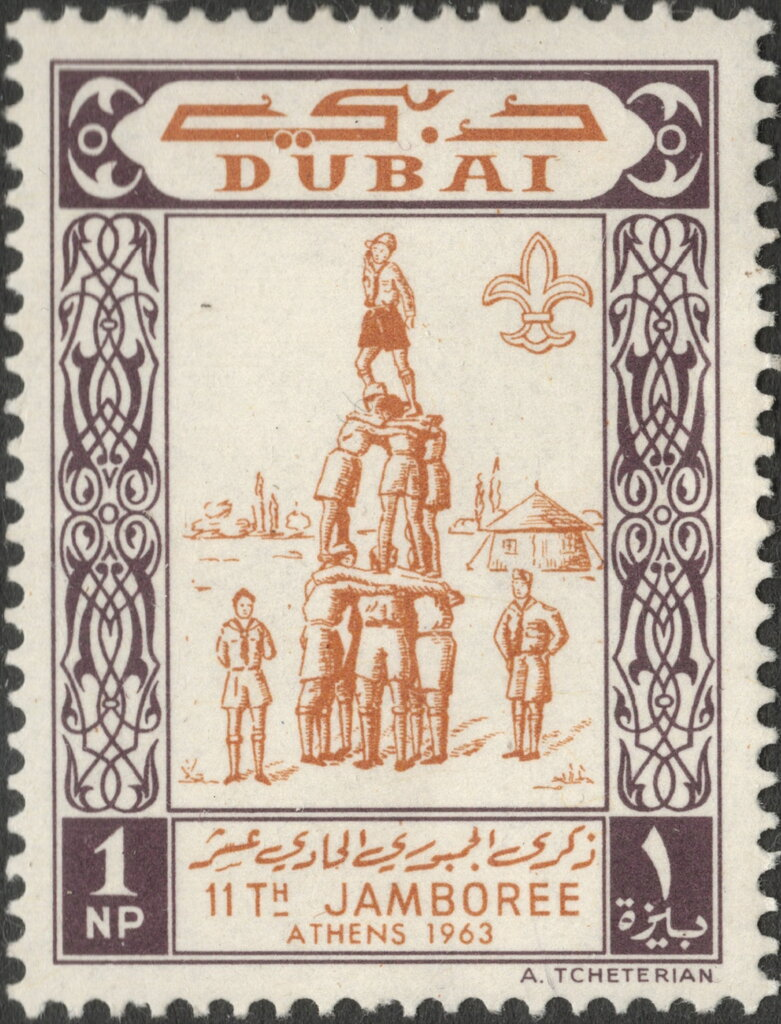
1 بيزة
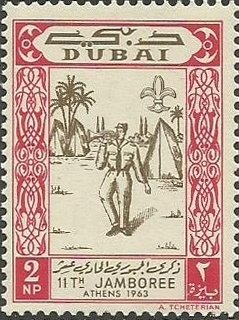
2 بيزة
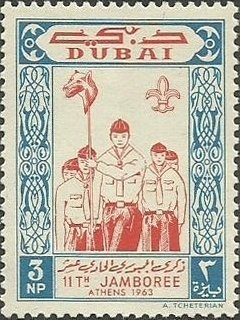
3 بيزات
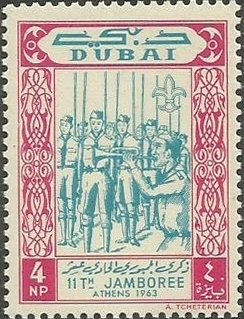
4 بيزات
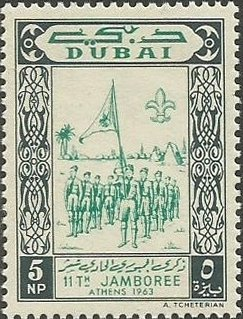
5 بيزات

وكذلك طوابع للبريد الجوي:

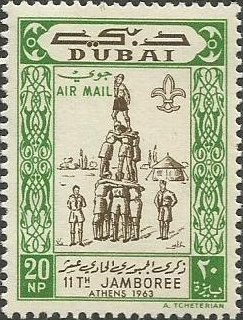
20 بيزة
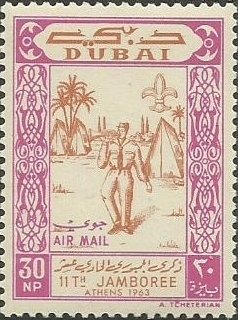
30 بيزة
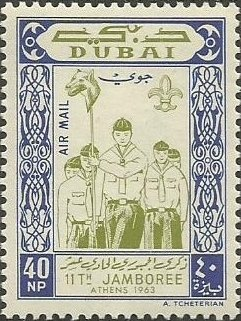
40 بيزة
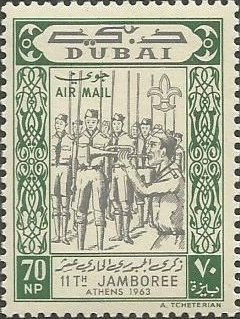
70 بيزة
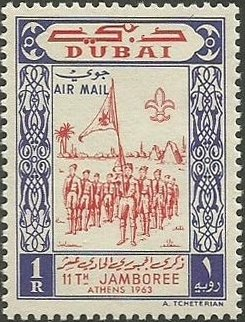
1 روبية

وكذلك البطاقات:

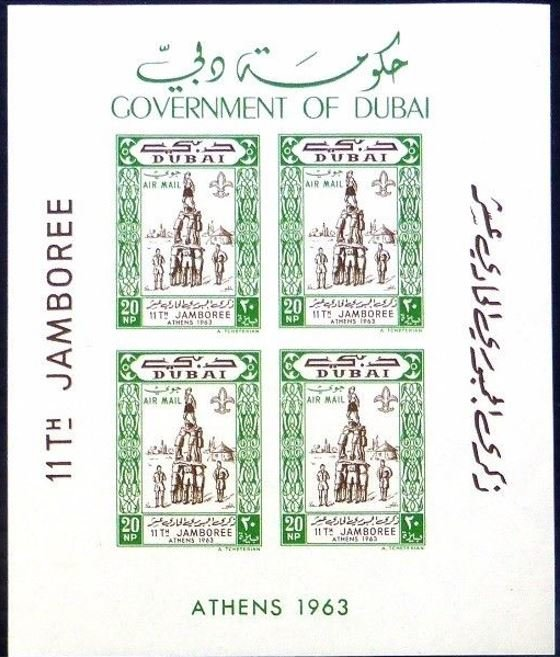
بطاقة الطوابع ذات قيمة 20 بيزة
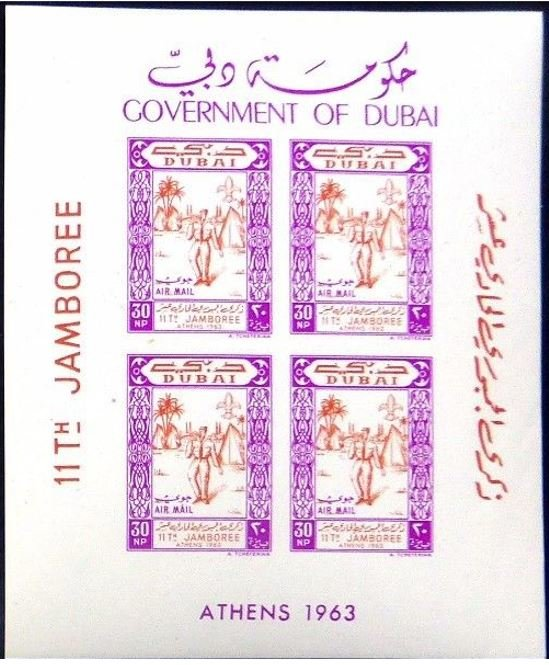
بطاقة الطوابع ذات قيمة 30 بيزة
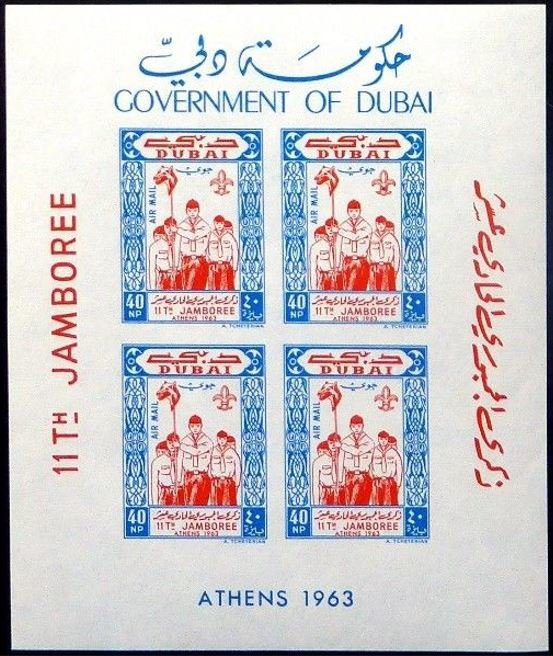
بطاقة الطوابع ذات قيمة 40 بيزة
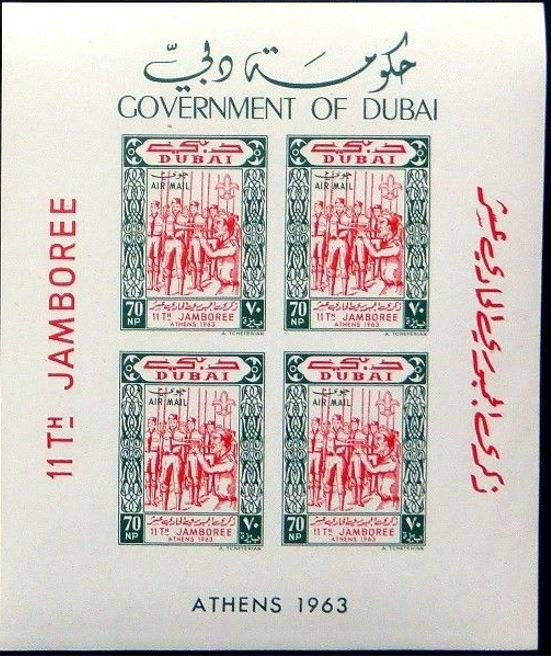
بطاقة الطوابع ذات قيمة 70 بيزة
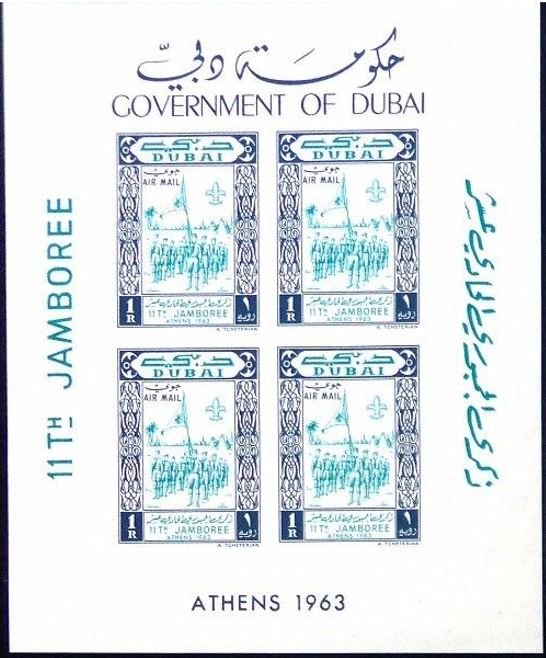
بطاقة الطوابع ذات قيمة 1 روبية

وقد وشحت هذه الطوابع لاحقا ضمن إصدار الألعاب الأولمبية الشتوية 1964.

### إصدارات ذكرى رجال الفضاء
في 25 يناير 1964، أصدرت الطوابع التالية وتحمل عنوان: "ذكرى رجال الفضاء"، وهي مخصصة للبريد الجوي

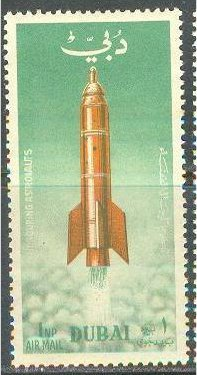
1 بيزة
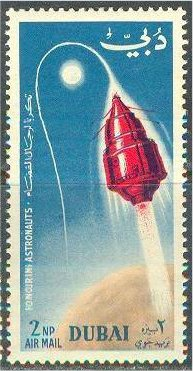
2 بيزة
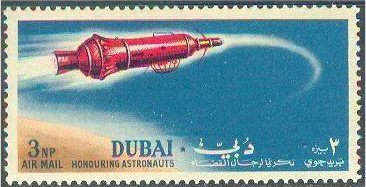
3 بيزة
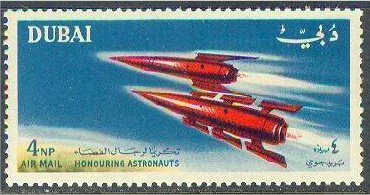
4 بيزة
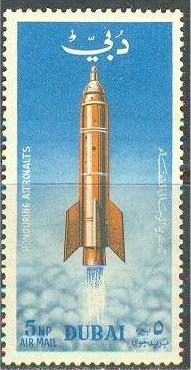
5 بيزة
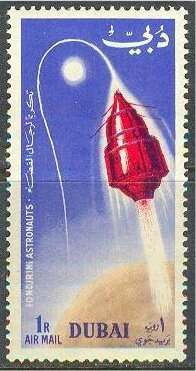
1 روبية
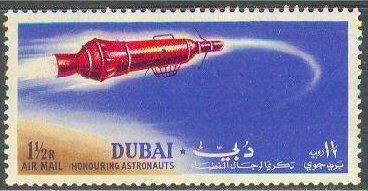
1.25 روبية
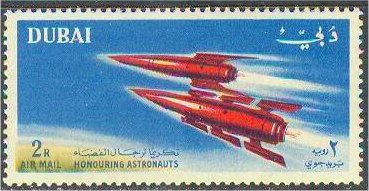
2 روبية

وكذلك طوابع غير مخرمة:

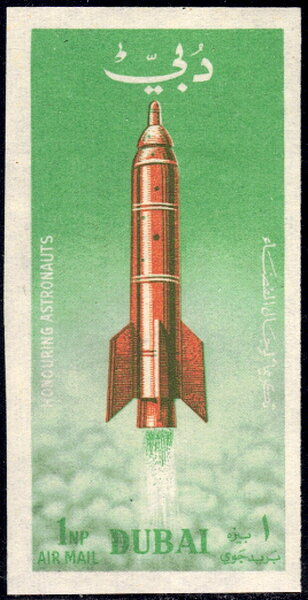
1 بيزة
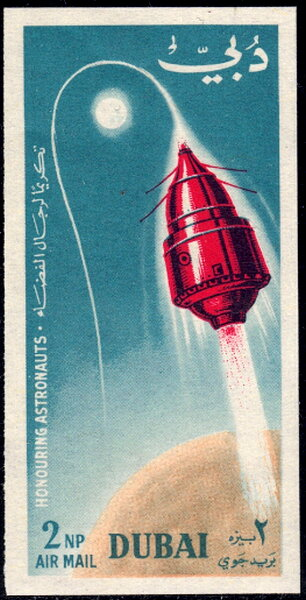
2 بيزة
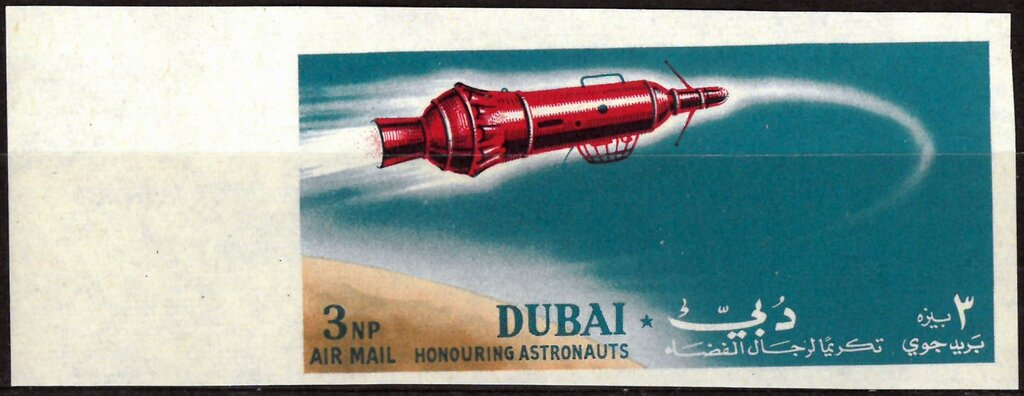
3 بيزة
4 بيزة
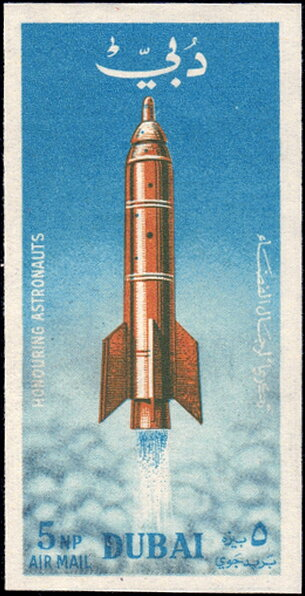
5 بيزة
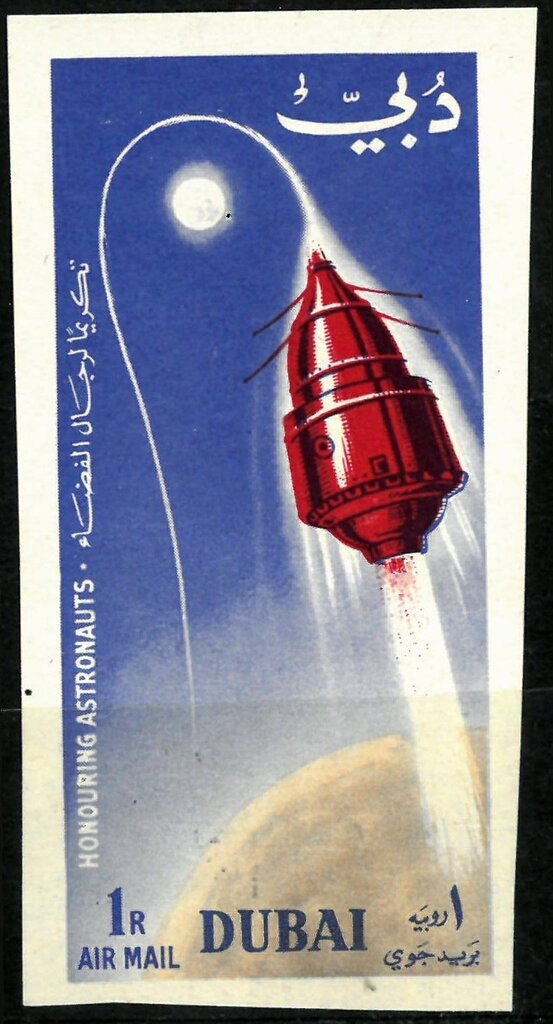
1 روبية
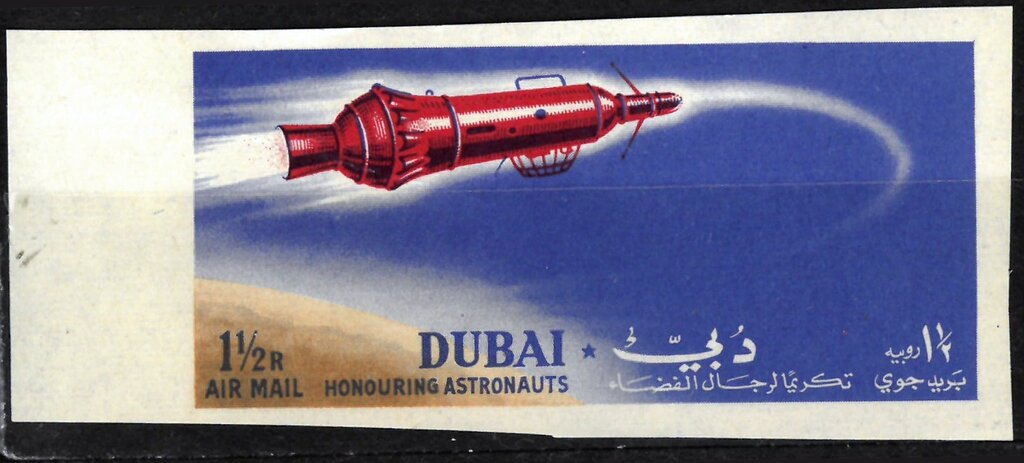
1.25 روبية
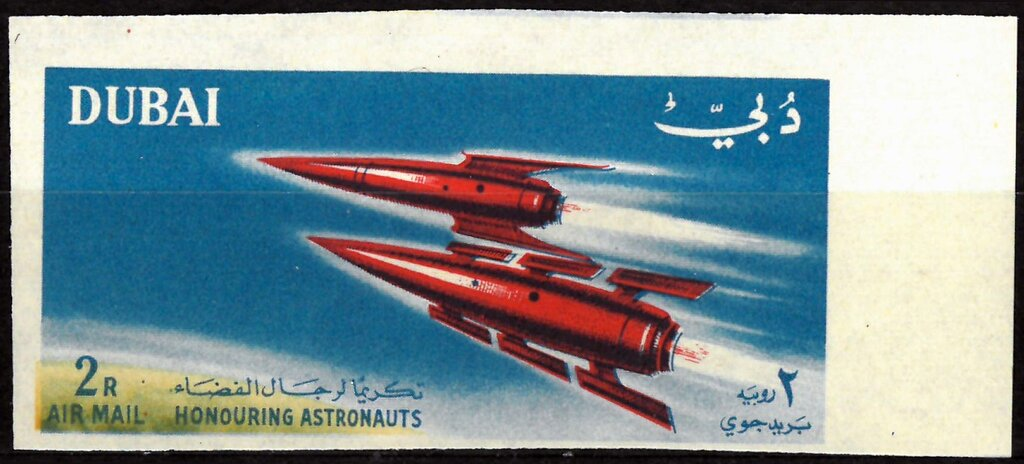
2 روبية

وكذلك بطاقة تذكارية:

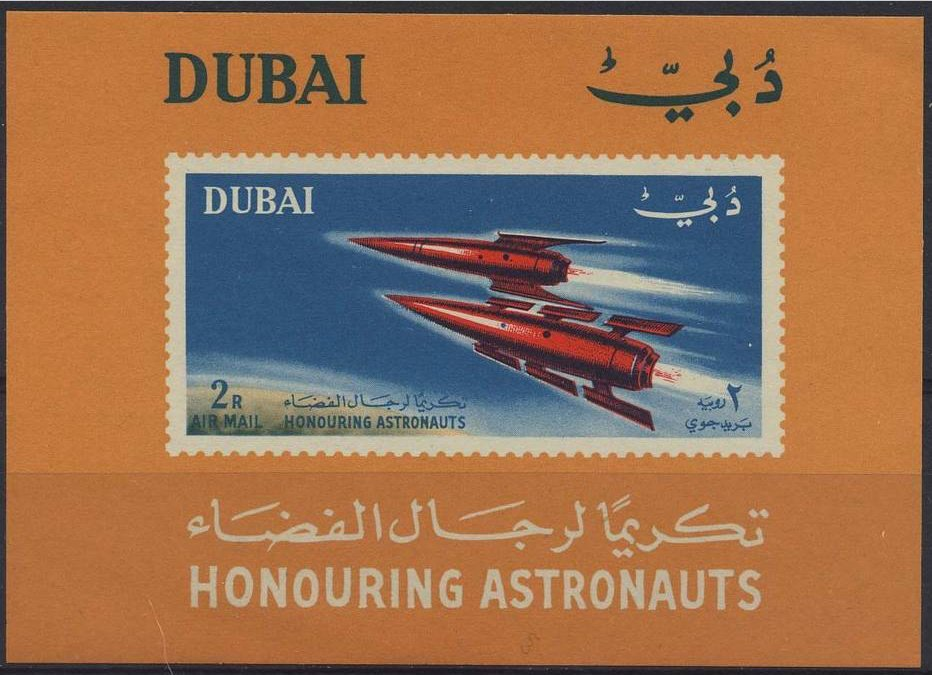
بطاقة تذكارية تضم طابعا بقيمة روبيتين

- ملاحظة: أعيد توشيح قسم من الطوابع ضمن إصدارات التقدم في الفضاء الخارجي.

### إصدارات الألعاب الأولمبية الشتوية 1964
في 19 فبراير 1964، وشح عدد من طوابع المخيم الكشفي العالمي الحادي عشر بتوشيح بمناسبة الألعاب الأولمبية الشتوية 1964 في في إنسبروك في النمسا.

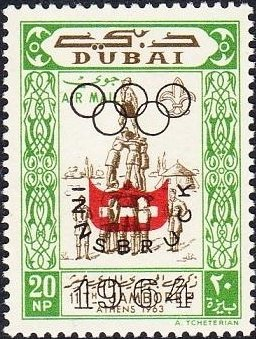
20 بيزة
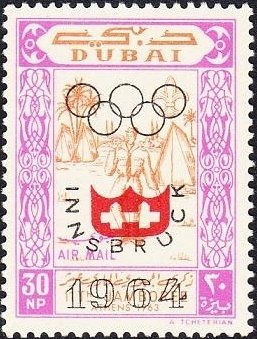
30 بيزة
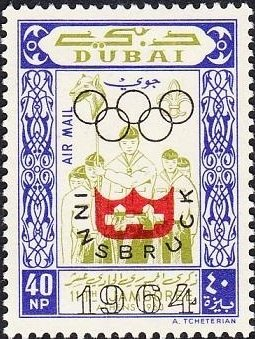
40 بيزة
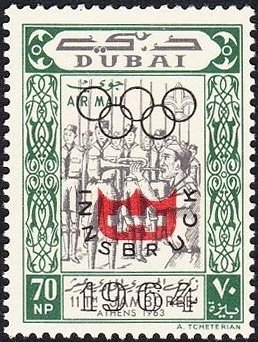
70 بيزة
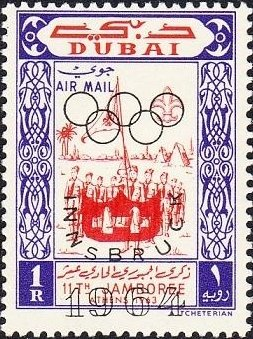
1 روبية

وكذلك بطاقات ضمت كل منها 4 طوابع:

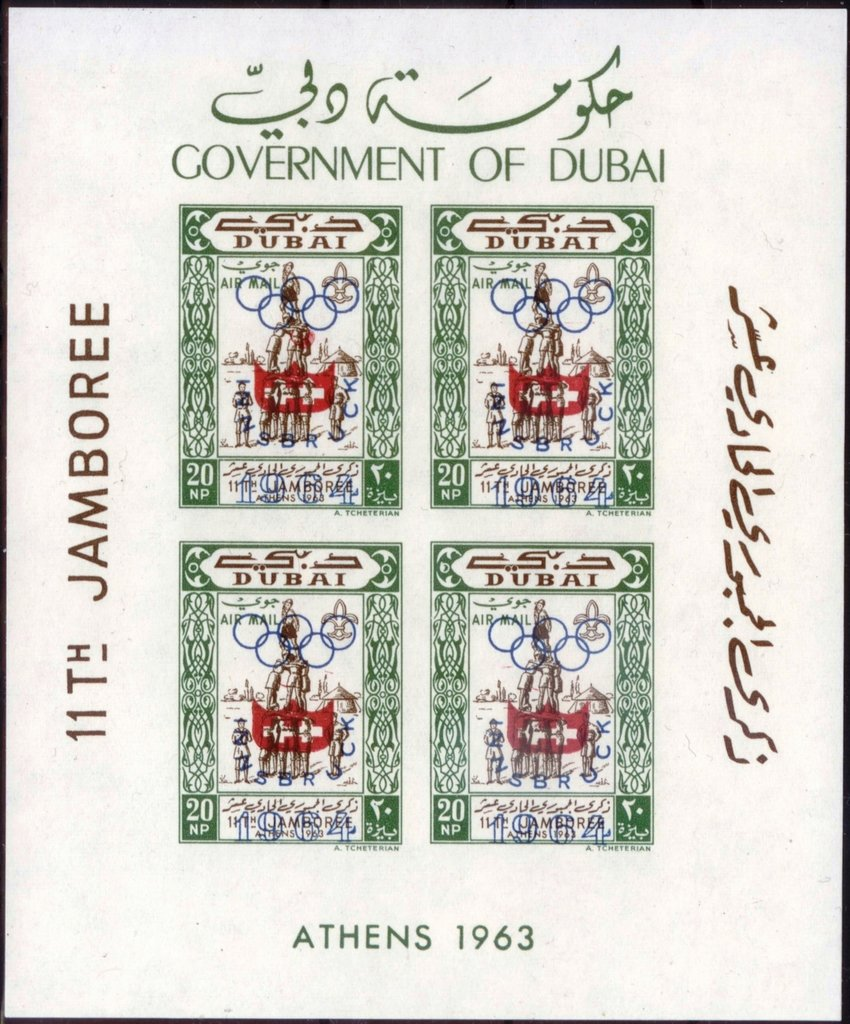
20 بيزة لكل طابع
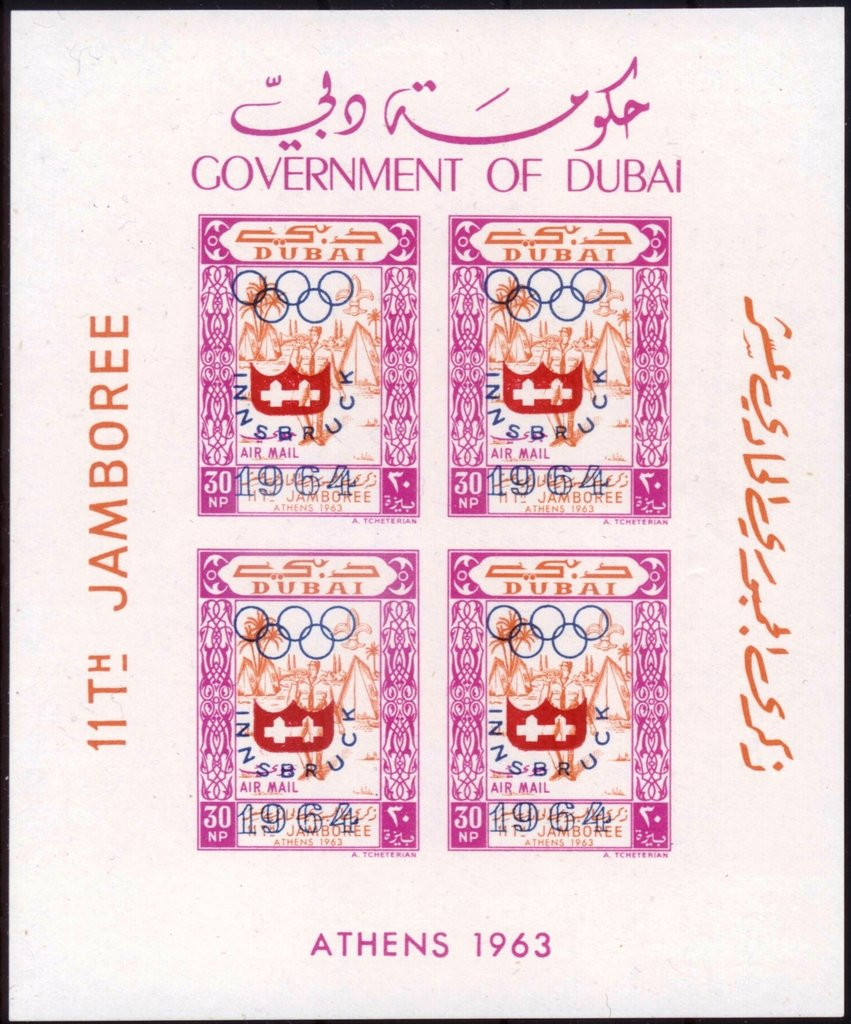
30 بيزة لكل طابع
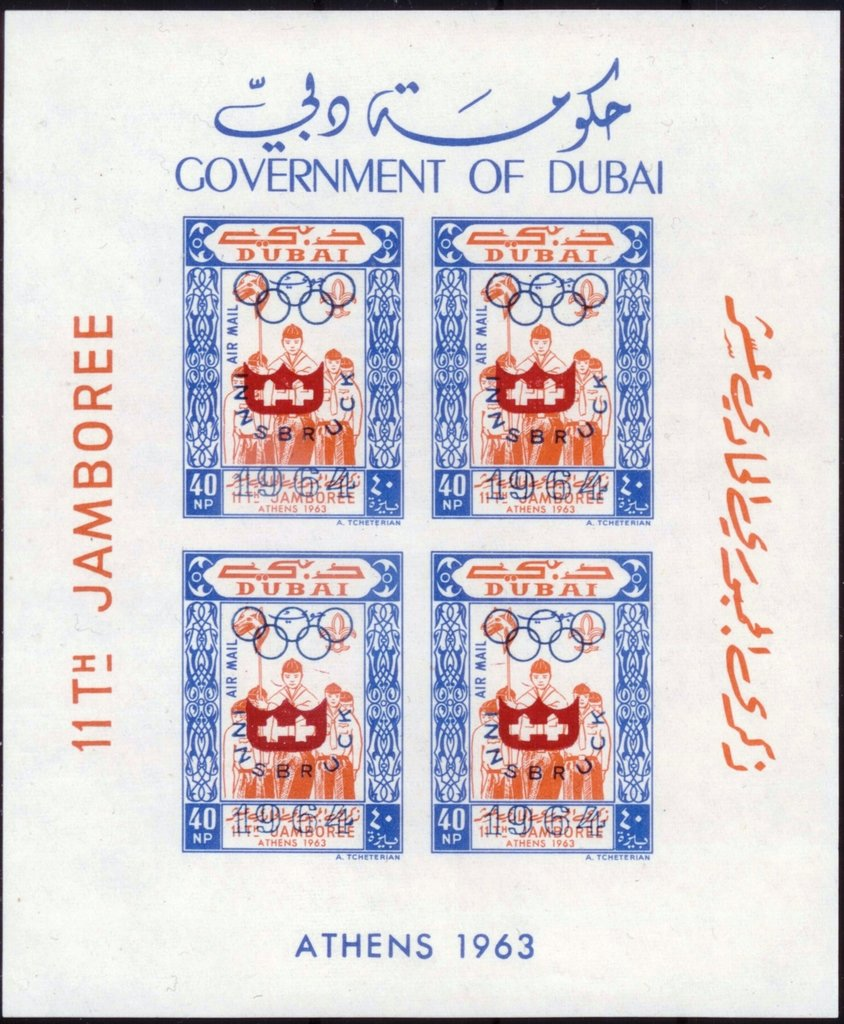
40 بيزة لكل طابع
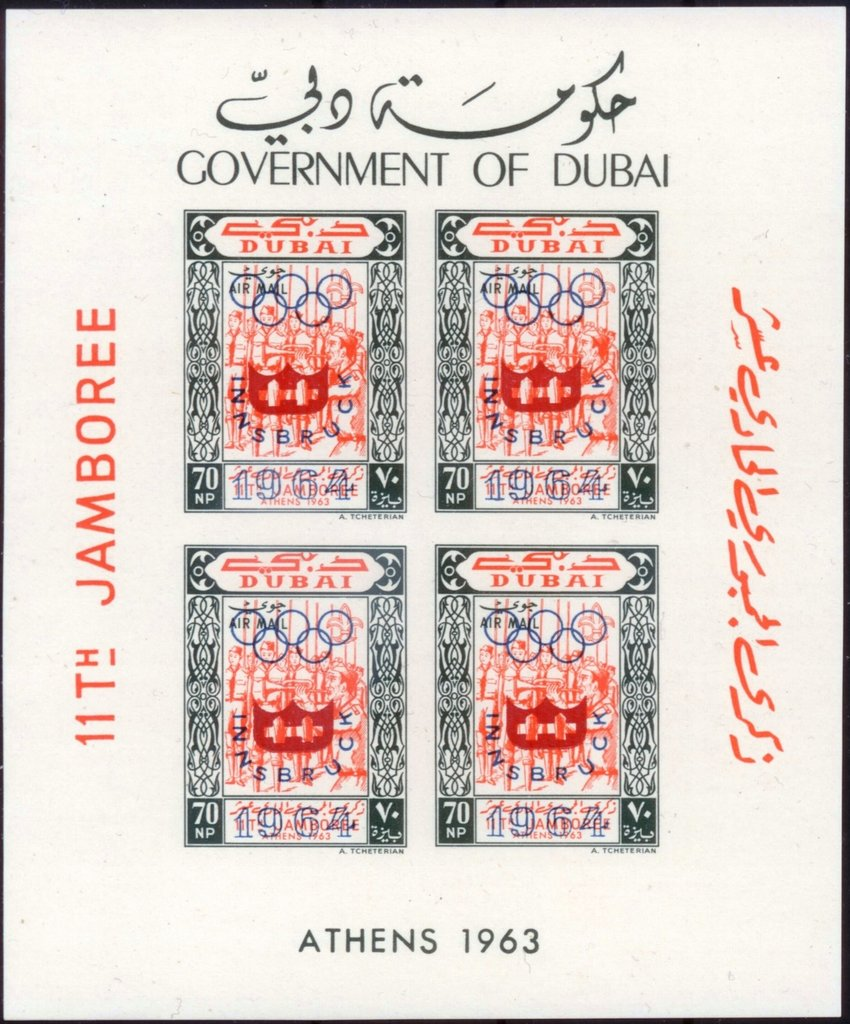
70 بيزة لكل طابع
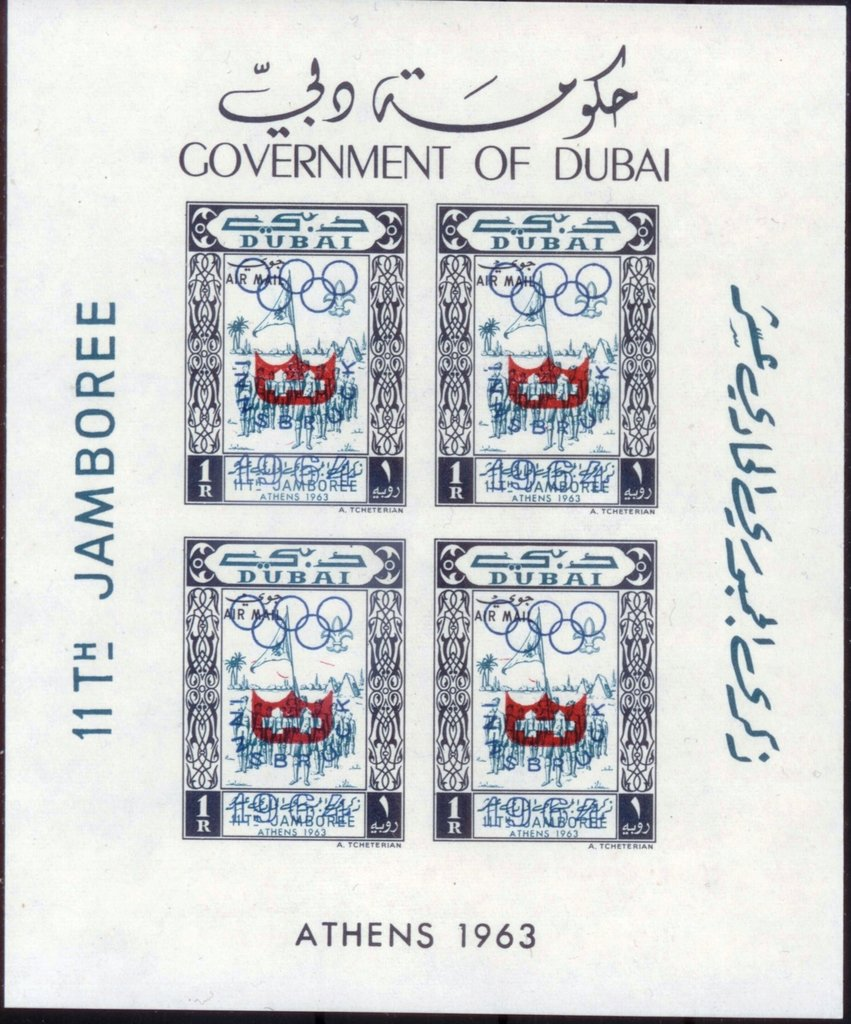
1 روبية لكل طابع

### إصدارات معرض نيويورك العالمي 1964

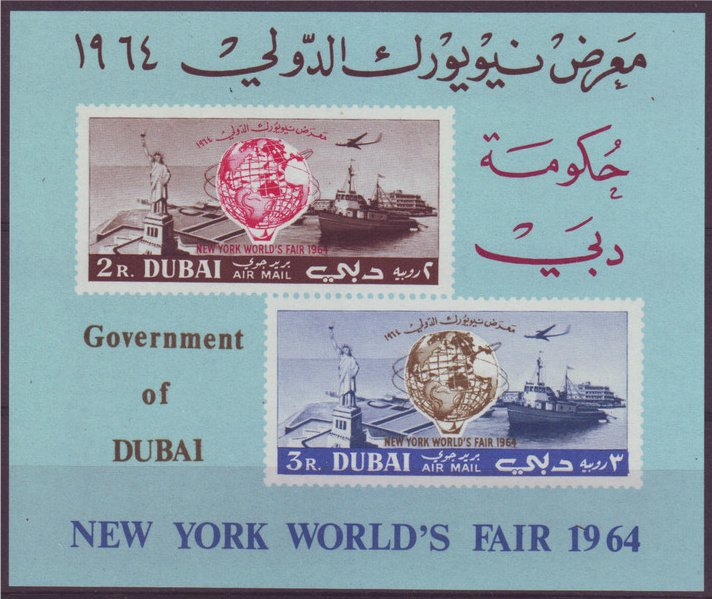
بطاقة تضم طابعين بقيمة 2 روبية + 3 روبية

في يوم 22 أبريل 1964، أصدرت الطوابع التالية لمناسبة معرض نيويورك العالمي 1964:

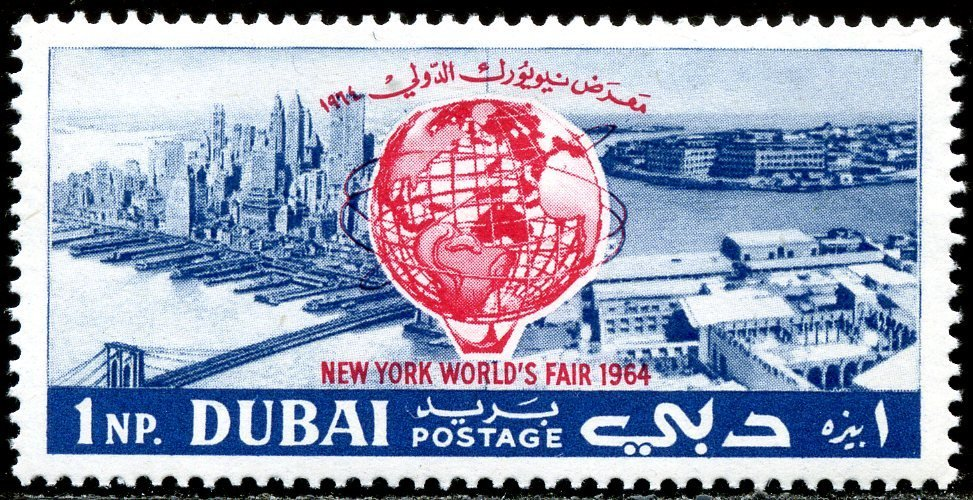
1 بيزة
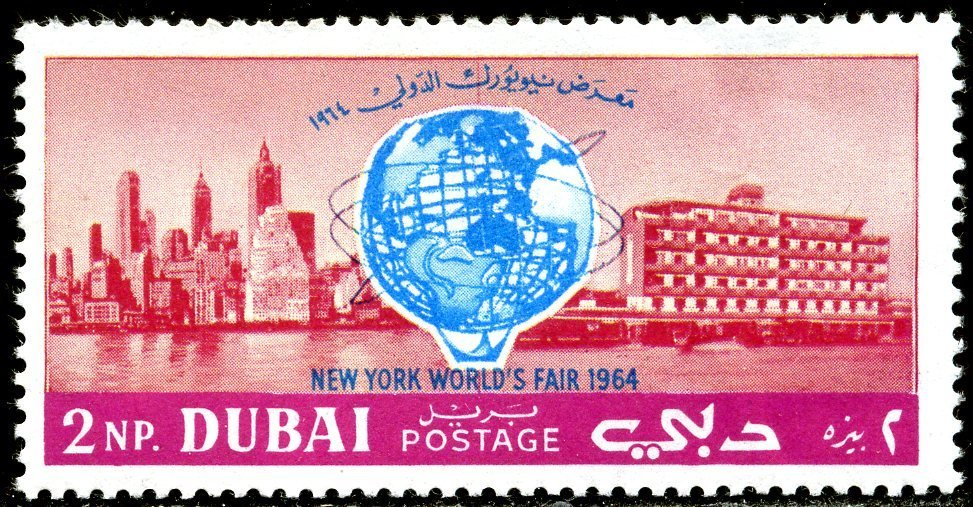
2 بيزة
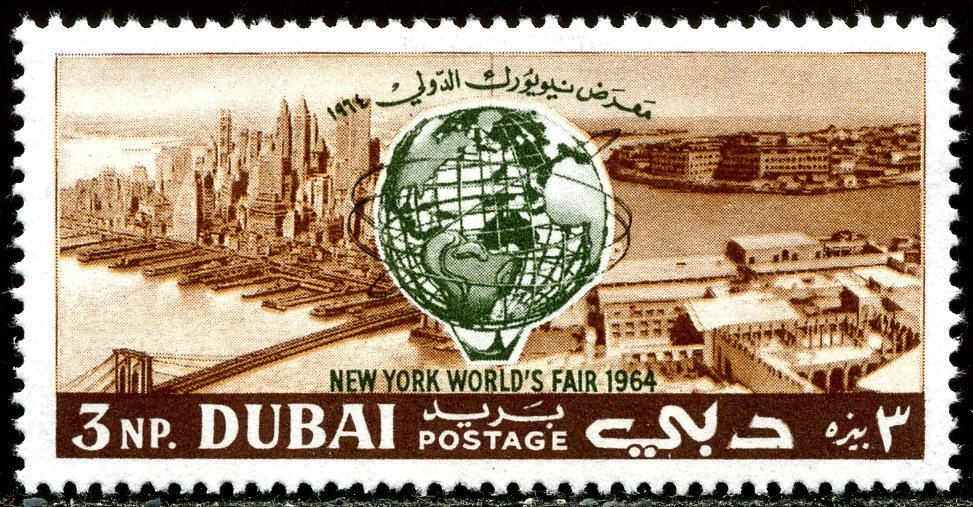
3 بيزة
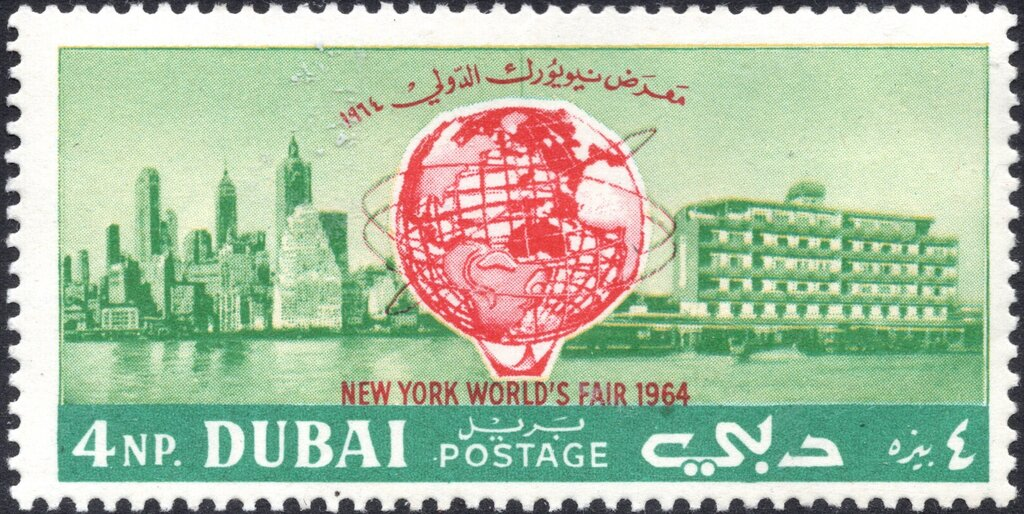
4 بيزة
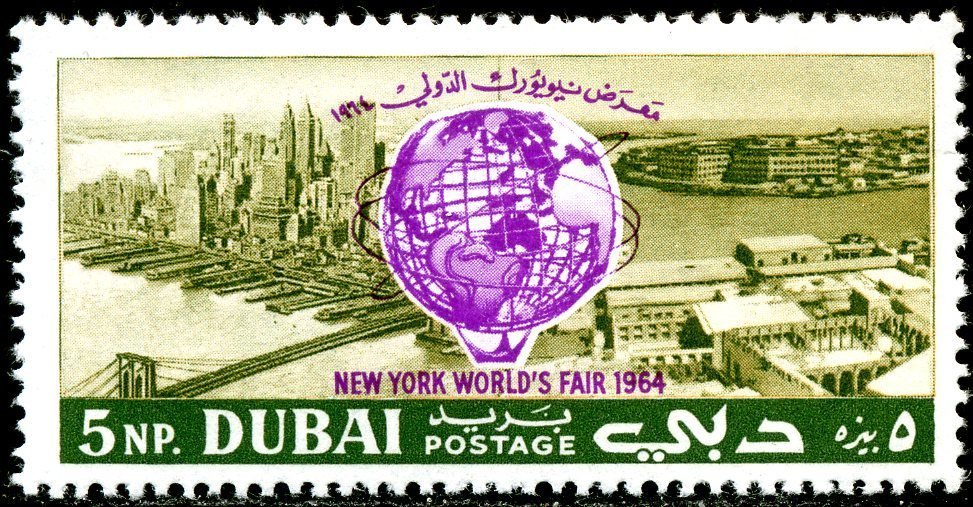
5 بيزة
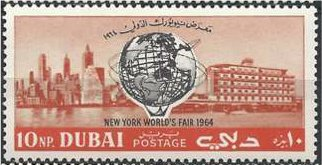
10 بيزة
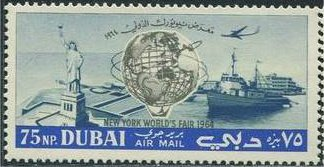
75 بيزة (للبريد الجوي)
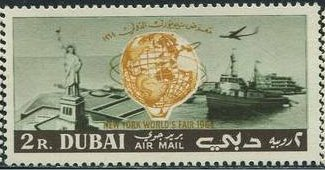
2 روبية (للبريد الجوي)
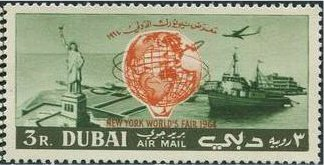
3 روبية (للبريد الجوي)

وكذلك طوابع غير مخرمة:

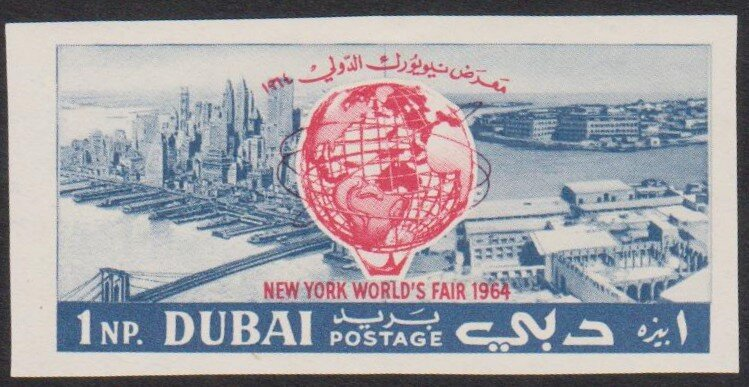
1 بيزة
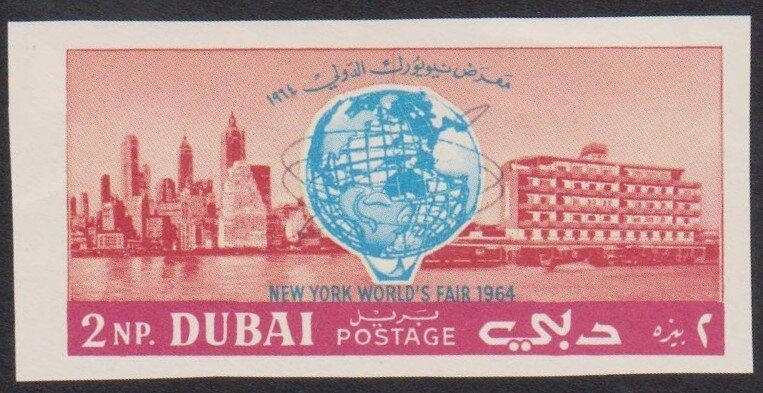
2 بيزة
3 بيزة
4 بيزة
5 بيزة
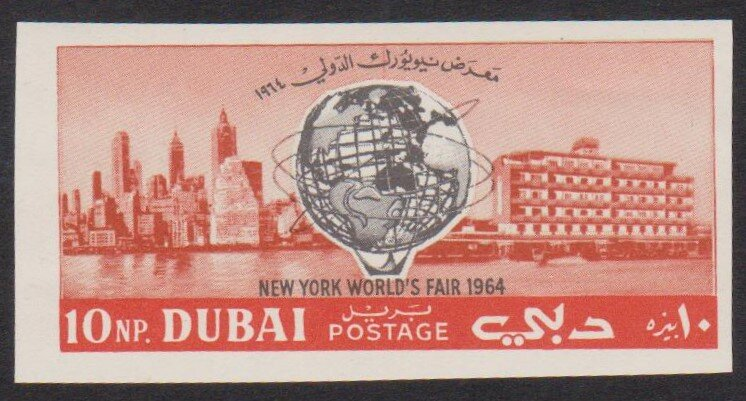
10 بيزة
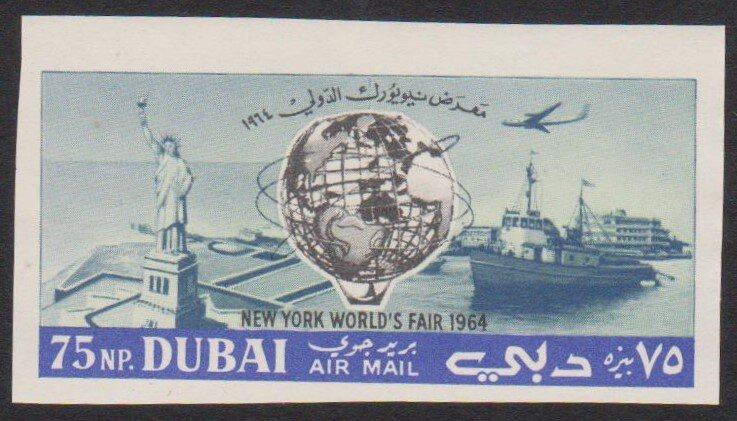
75 بيزة (للبريد الجوي)
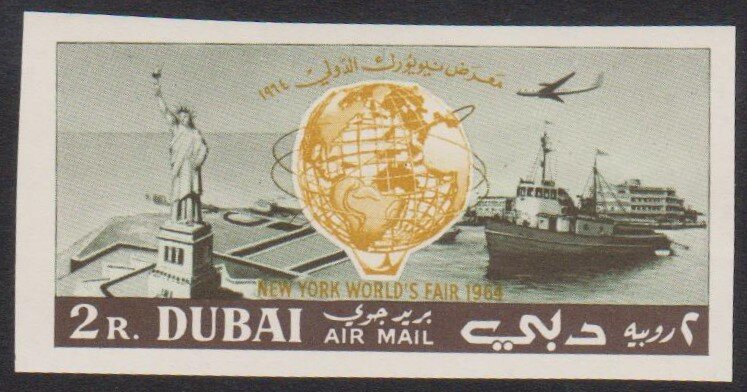
2 روبية (للبريد الجوي)
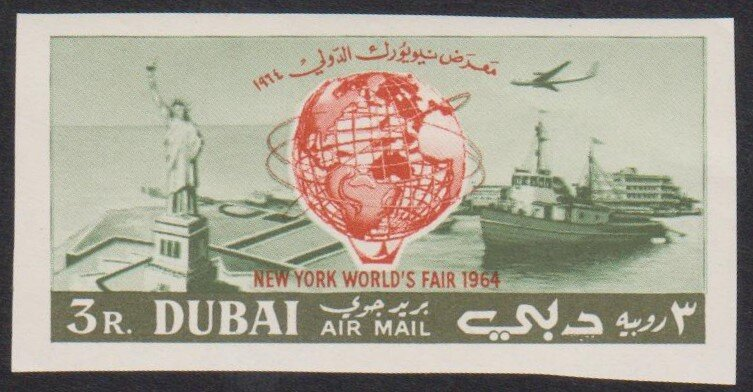
3 روبية (للبريد الجوي)

وكذلك بطاقة:

### إصدارات الذكرى الخامسة عشر للإعلان العالمي لحقوق الإنسان

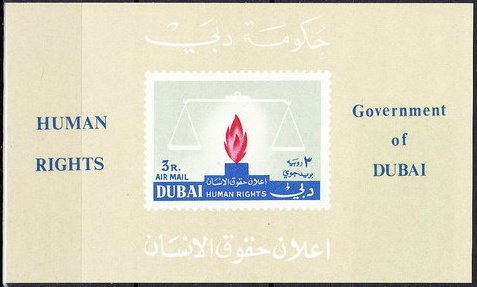
بطاقة تذكارية تضم طابعا بقيمة 3 روبيات

أصدرت في 30 أبريل 1964 الطوابع التالية لمناسبة الذكرى الخامسة عشر للإعلان العالمي لحقوق الإنسان:

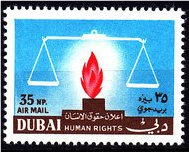
35 بيزة
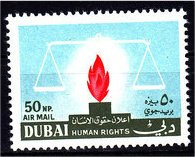
50 بيزة
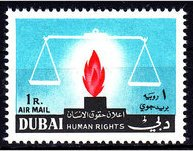
1 روبية
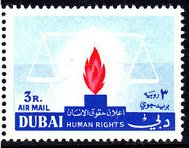
3 روبيات

وكذلك بطاقة تذكارية:

### إصدارات ميناء دبي
أصدر الطوابع التالية التي يظهر عليها أحد موانئ دبي مع صورة حاكم دبي الشيخ راشد بن سعيد آل مكتوم:

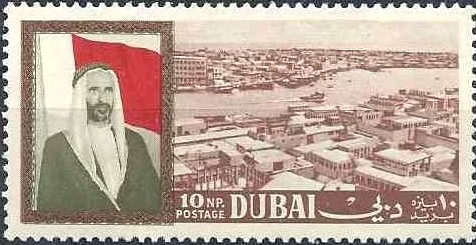
10 بيزة
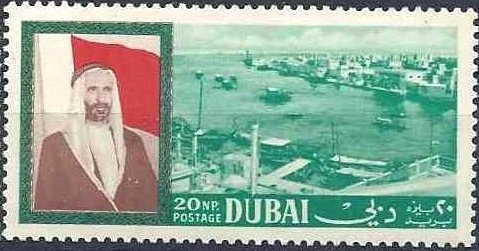
20 بيزة
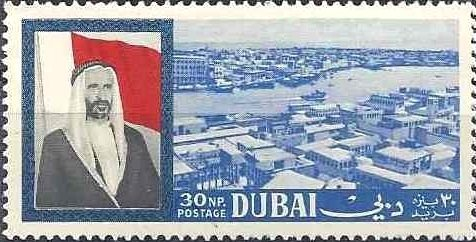
30 بيزة
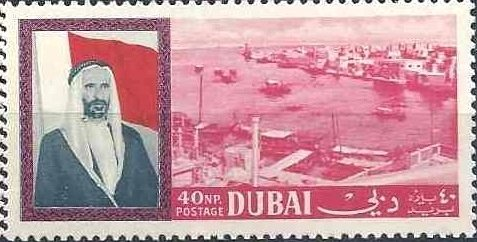
40 بيزة
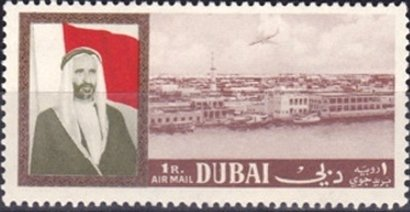
1 روبية (للبريد الجوي)
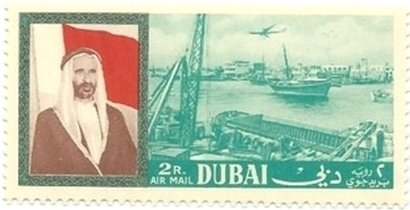
2 روبية (للبريد الجوي)
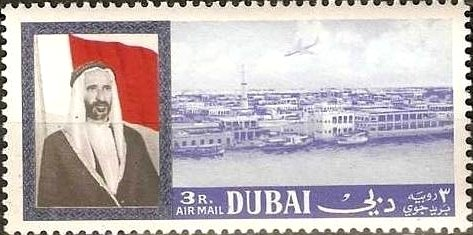
3 روبيات (للبريد الجوي)
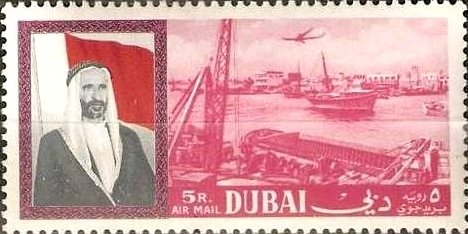
5 روبيات (للبريد الجوي)

### إصدارات ذكرى ميلاد جون كينيدي

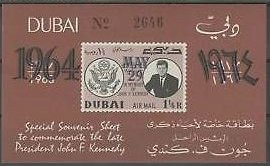
بطاقة موشحة بيوم ميلاد جون كينيدي وتضم طابعا بقيمة 1.25 روبية

في 29 مايو 1964، وشحت طوابع ذكرى وفاة الرئيس الأمريكي جون كينيدي بتاريخ يوم ميلاده (29 MAY):

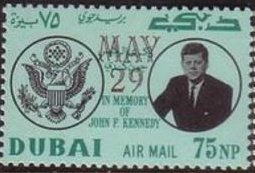
75 بيزة
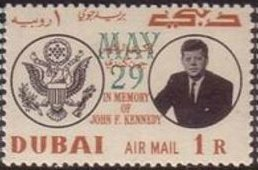
1 روبية
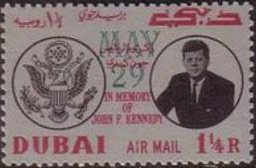
1.25 روبية

وكذلك إصدار غير مخرم:

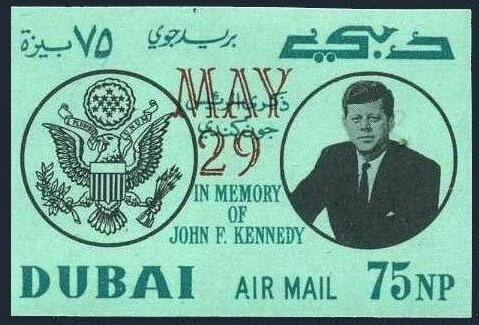
75 بيزة
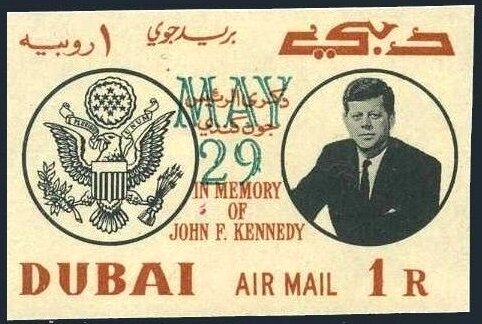
1 روبية
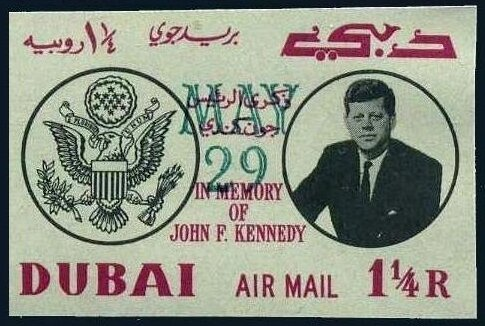
1.25 روبية

وكذلك بطاقة موشحة بيوم ميلاده:

### إصدارات مكافحة التدرن
وشحت بعض طوابع إصدار الذكرى المئوية لهيئة الصليب الأحمر بتوشيح "مكافحة التدرن"، وقد أصدرت بتاريخ 1 أكتوبر 1964.

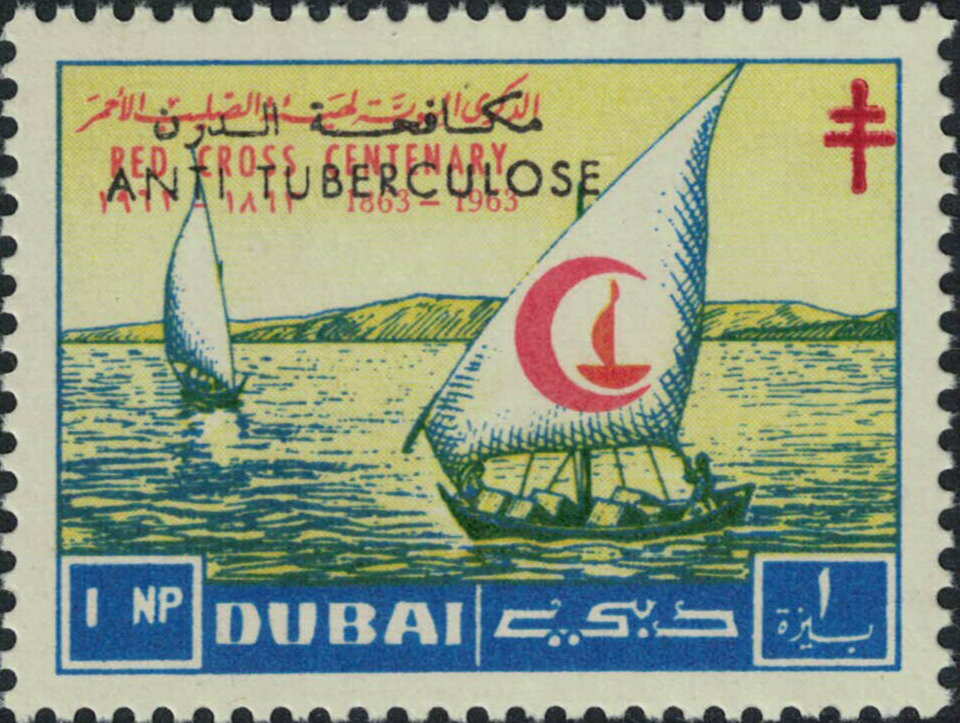
1 بيزة
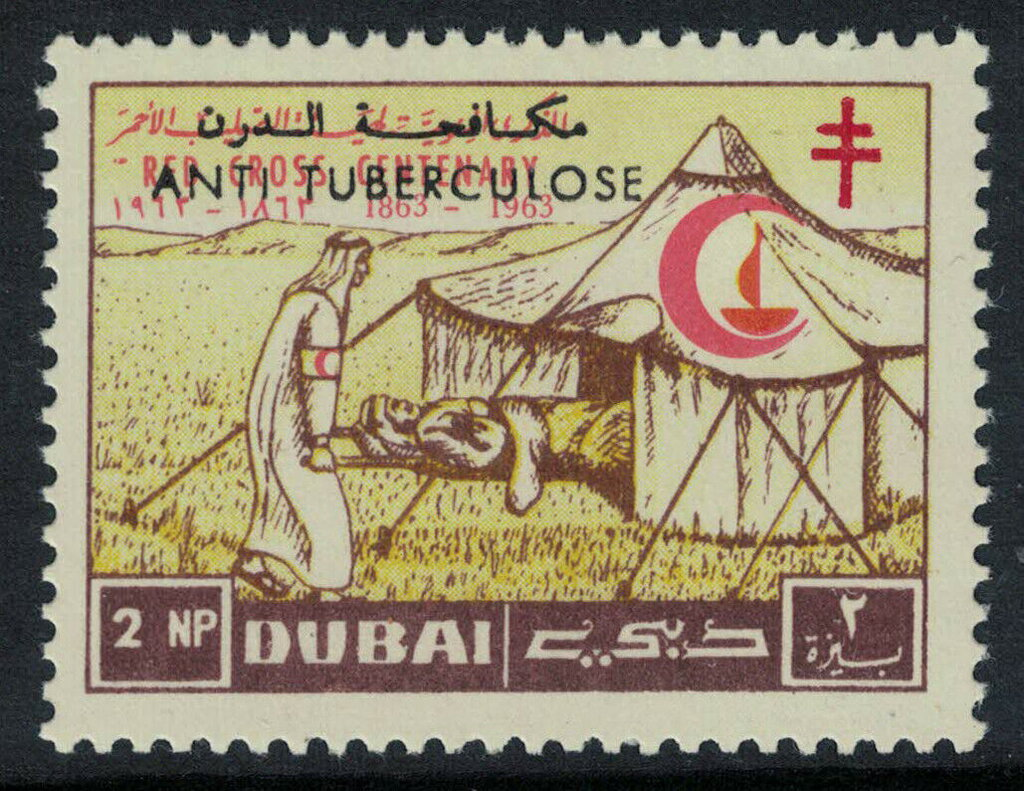
2 بيزة
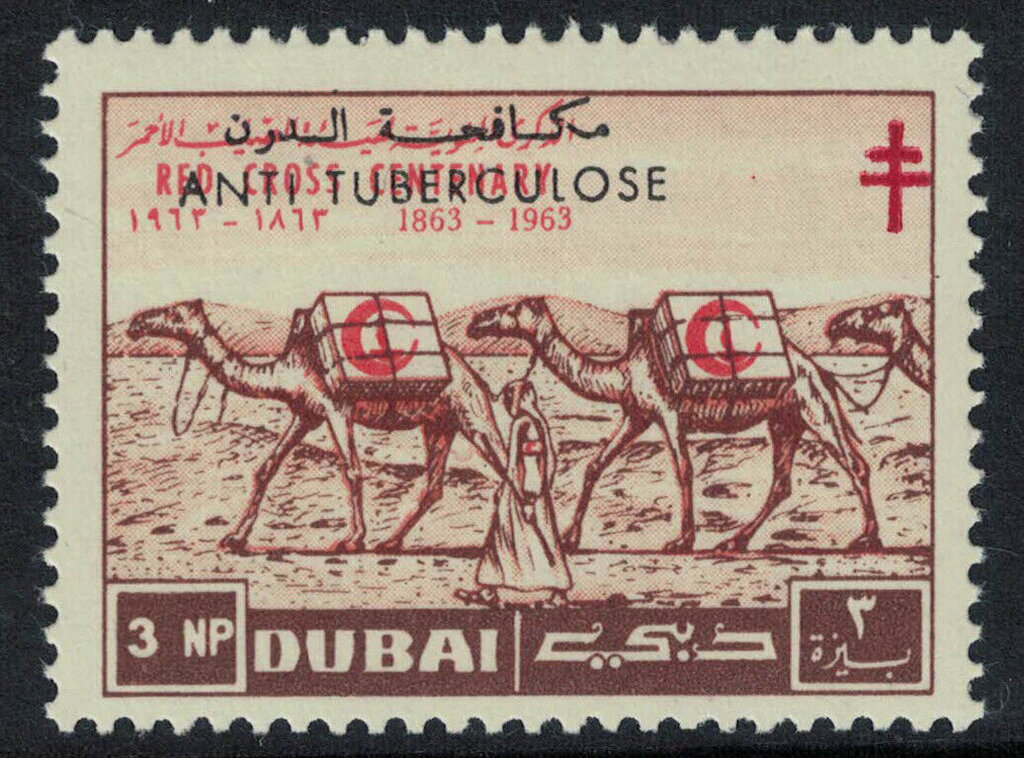
3 بيزة
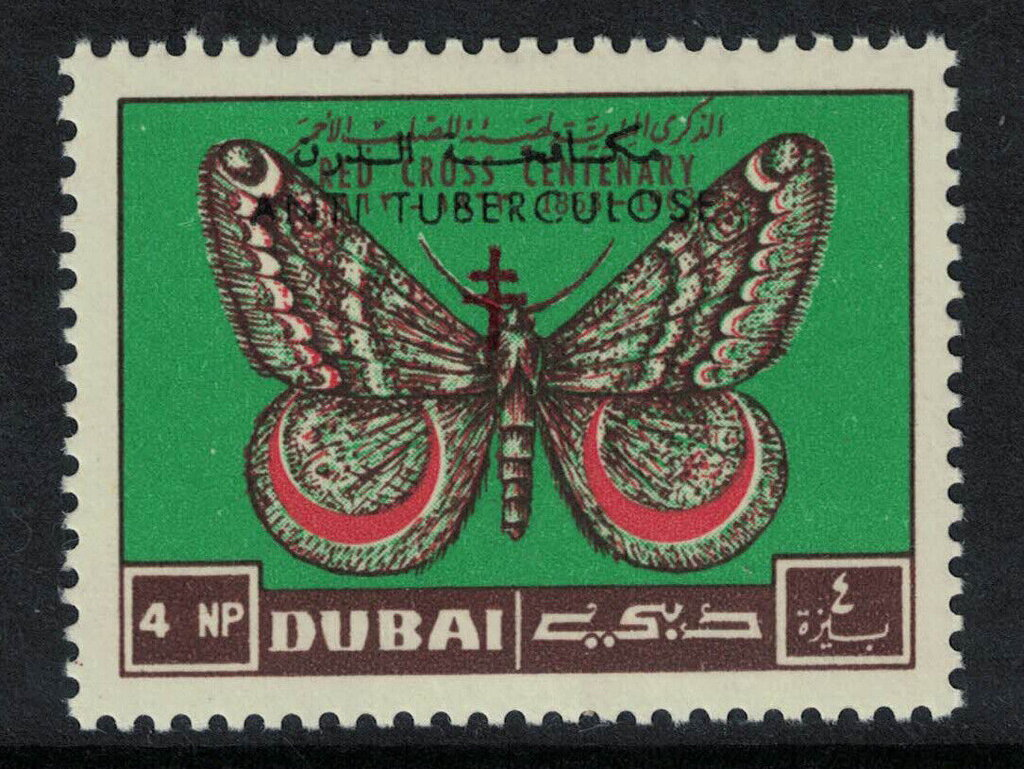
4 بيزات
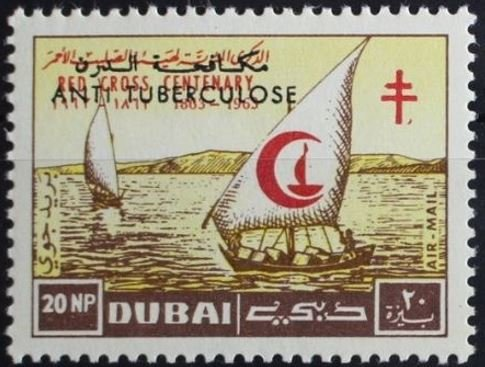
20 بيزة
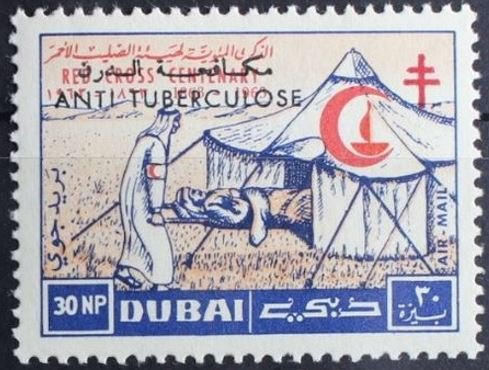
30 بيزة
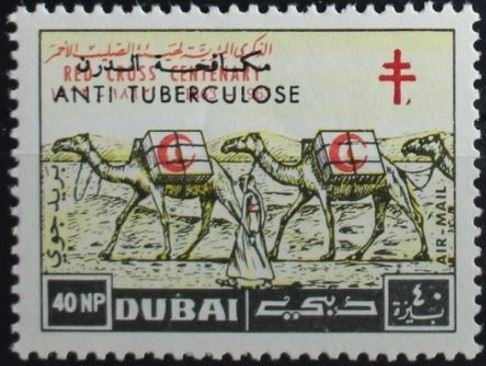
40 بيزة
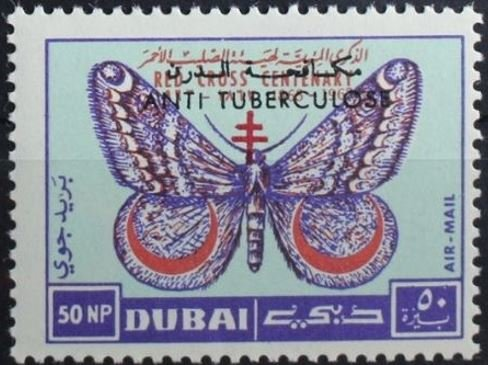
50 بيزة

وكذلك بطاقات، هذه بعضها:

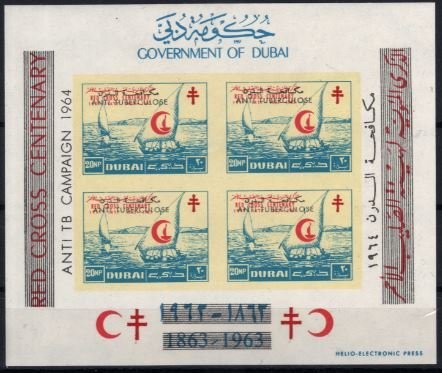
بطاقة تحتوي 4 طوابع قيمة كل واحد منها بيزة واحدة
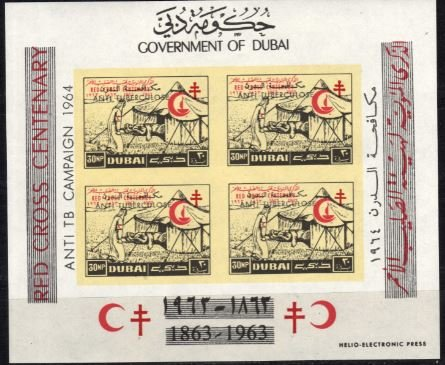
بطاقة تحتوي 4 طوابع قيمة كل واحد منها 30 بيزة
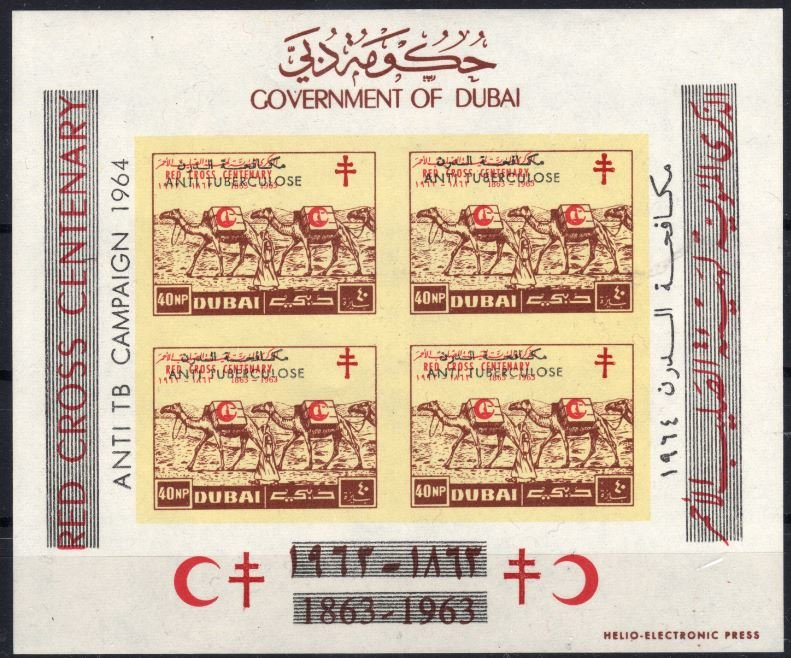
بطاقة تحتوي 4 طوابع قيمة كل واحد منها 40 بيزة
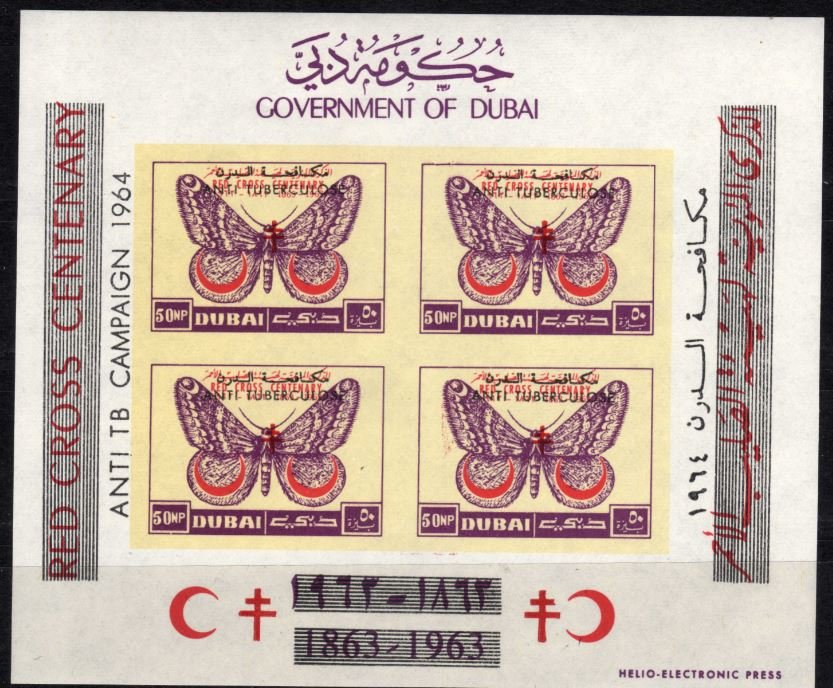
بطاقة تحتوي 4 طوابع قيمة كل واحد منها 50 بيزة

### إصدارات الألعاب الأولمبية الصيفية 1964 في اليابان
في 10 أكتوبر 1964، أصدرت الطوابع التالية لمناسبة دورة الألعاب الأولمبية الصيفية 1964 في طوكيو، اليابان:

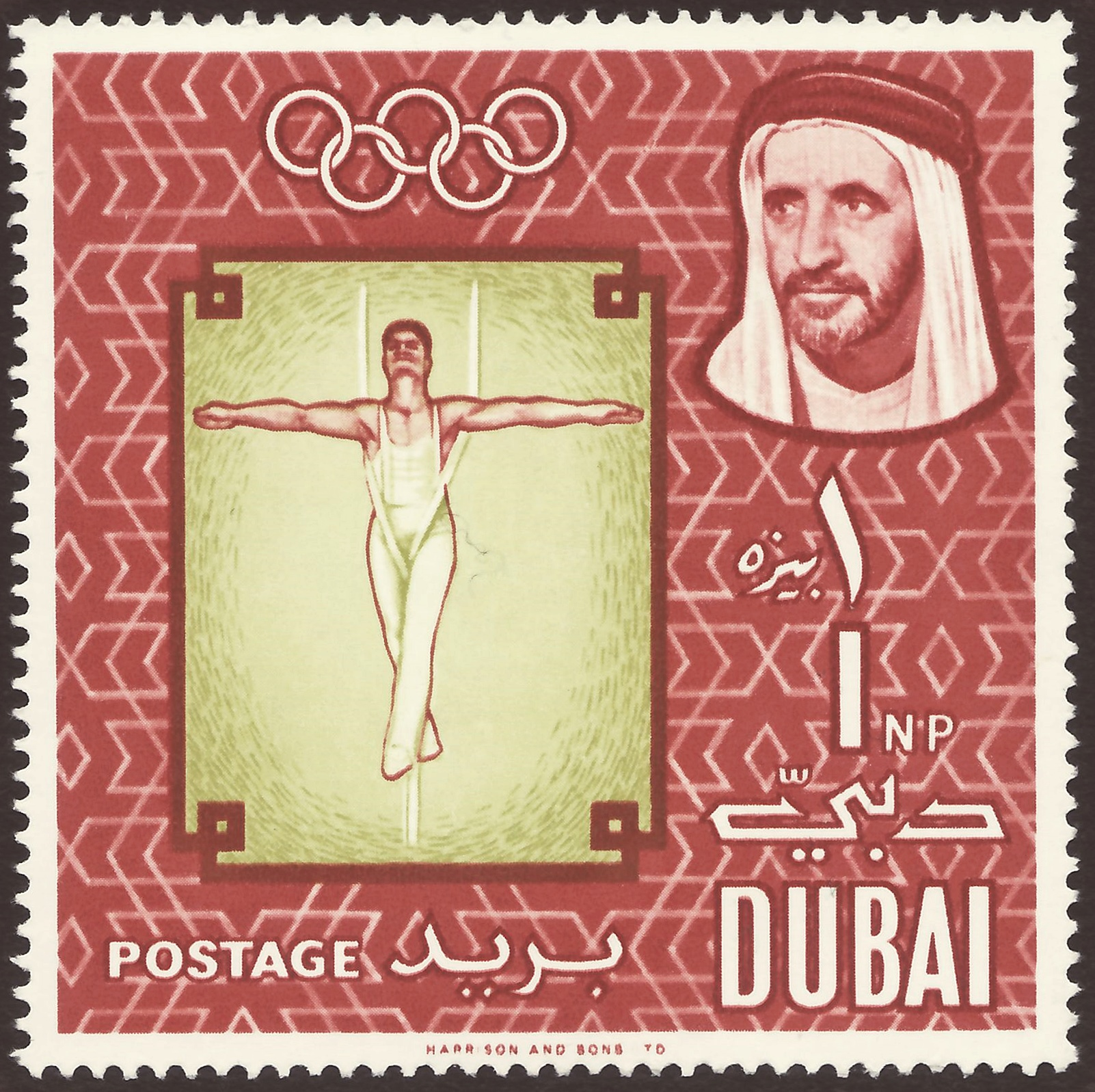
1 بيزة
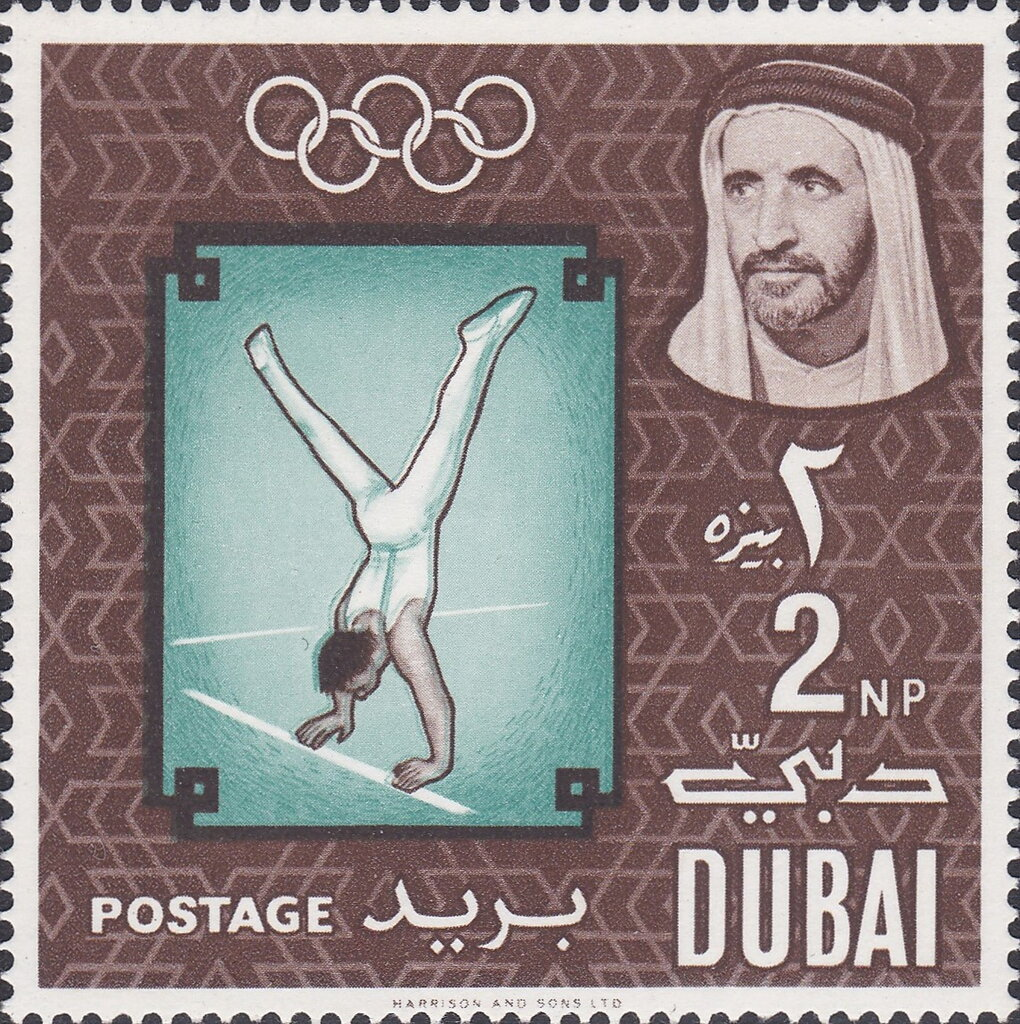
2 بيزة
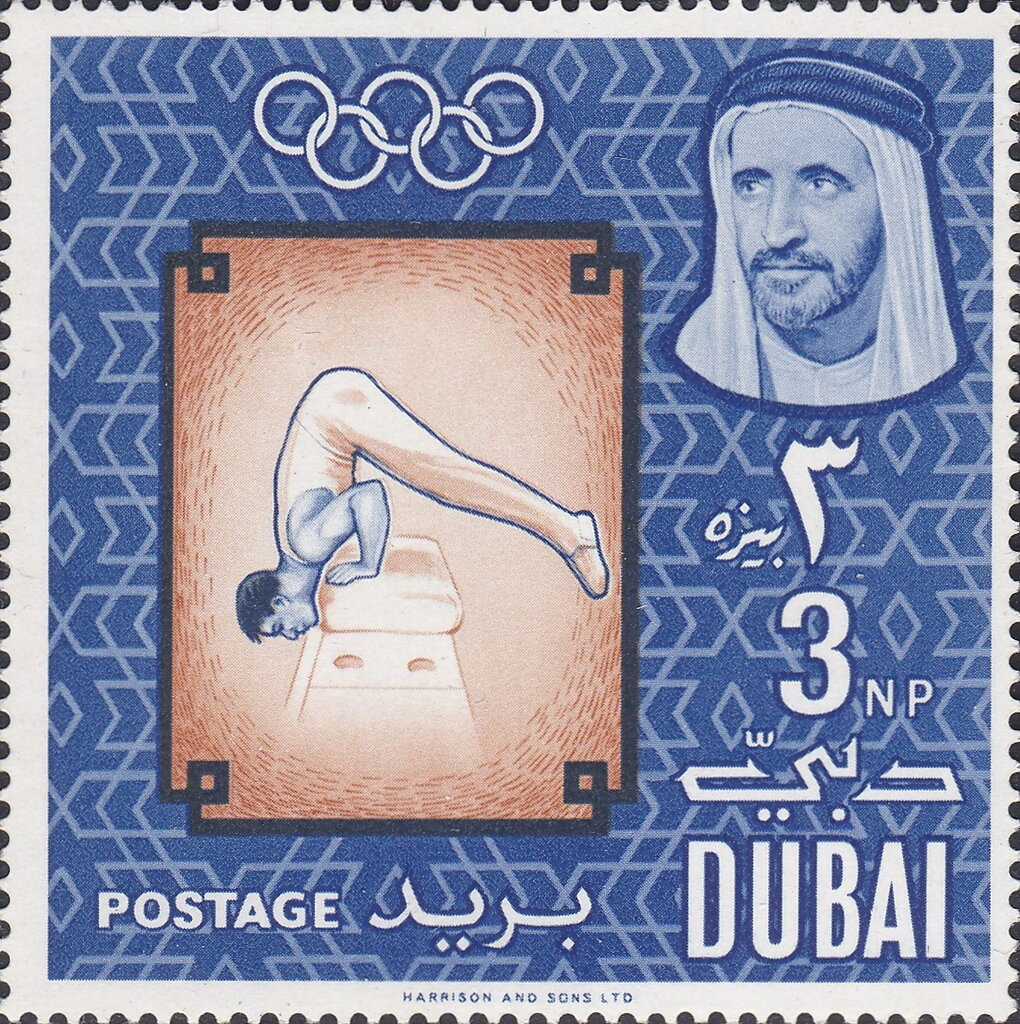
3 بيزة
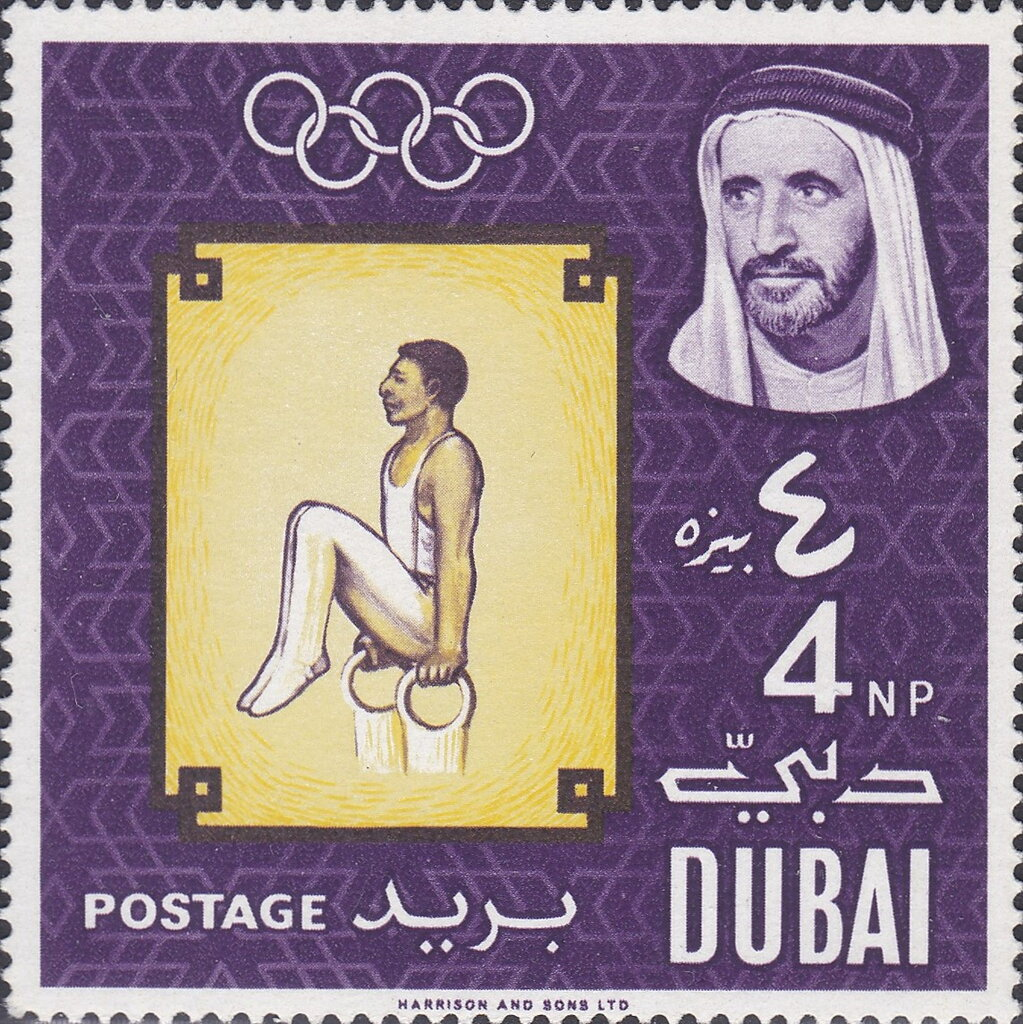
4 بيزة
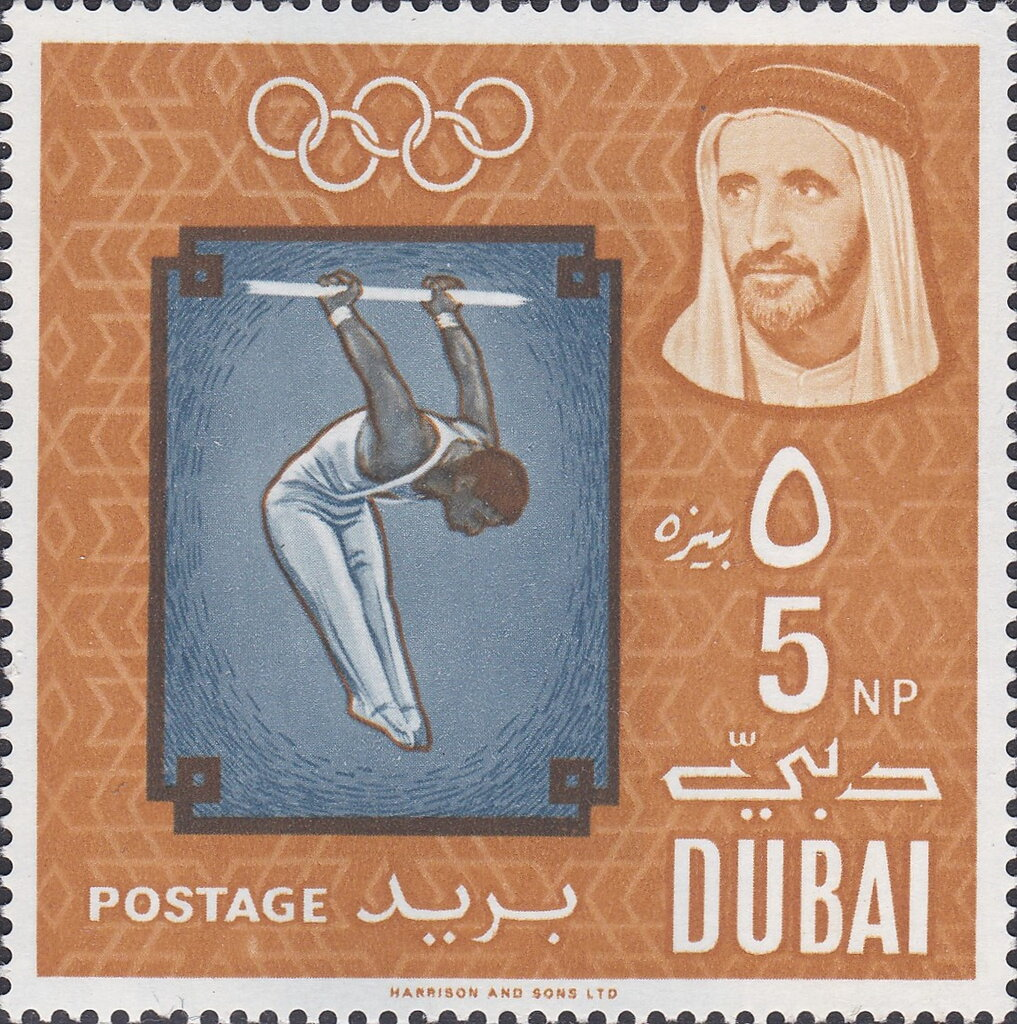
5 بيزة
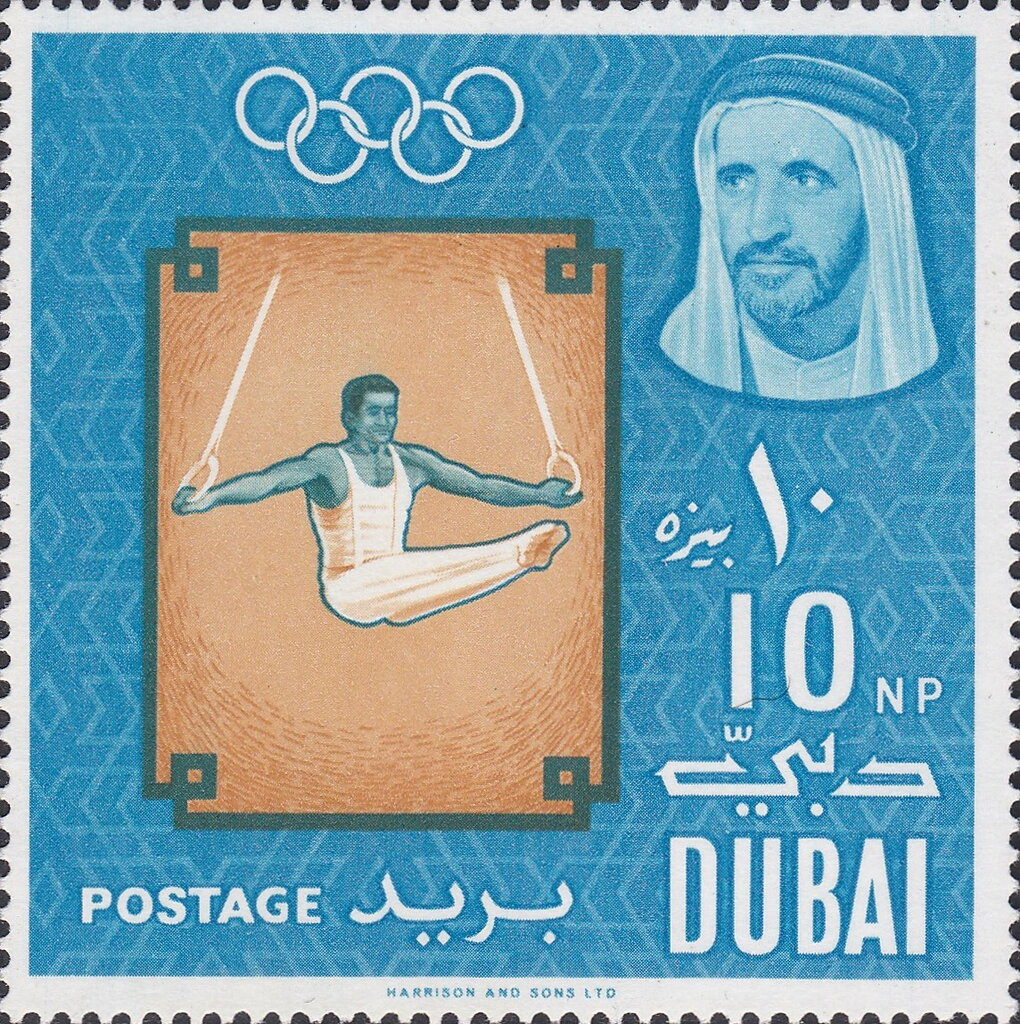
10 بيزة
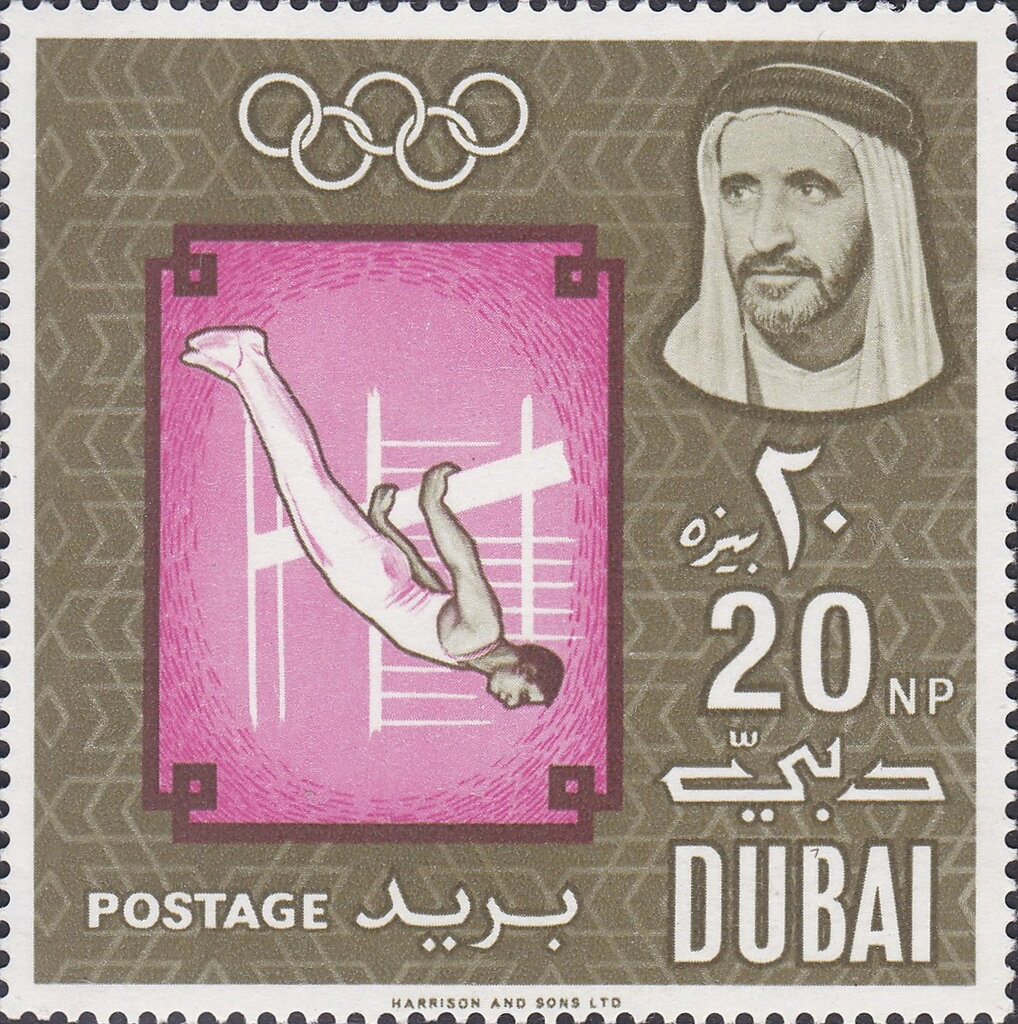
20 بيزة
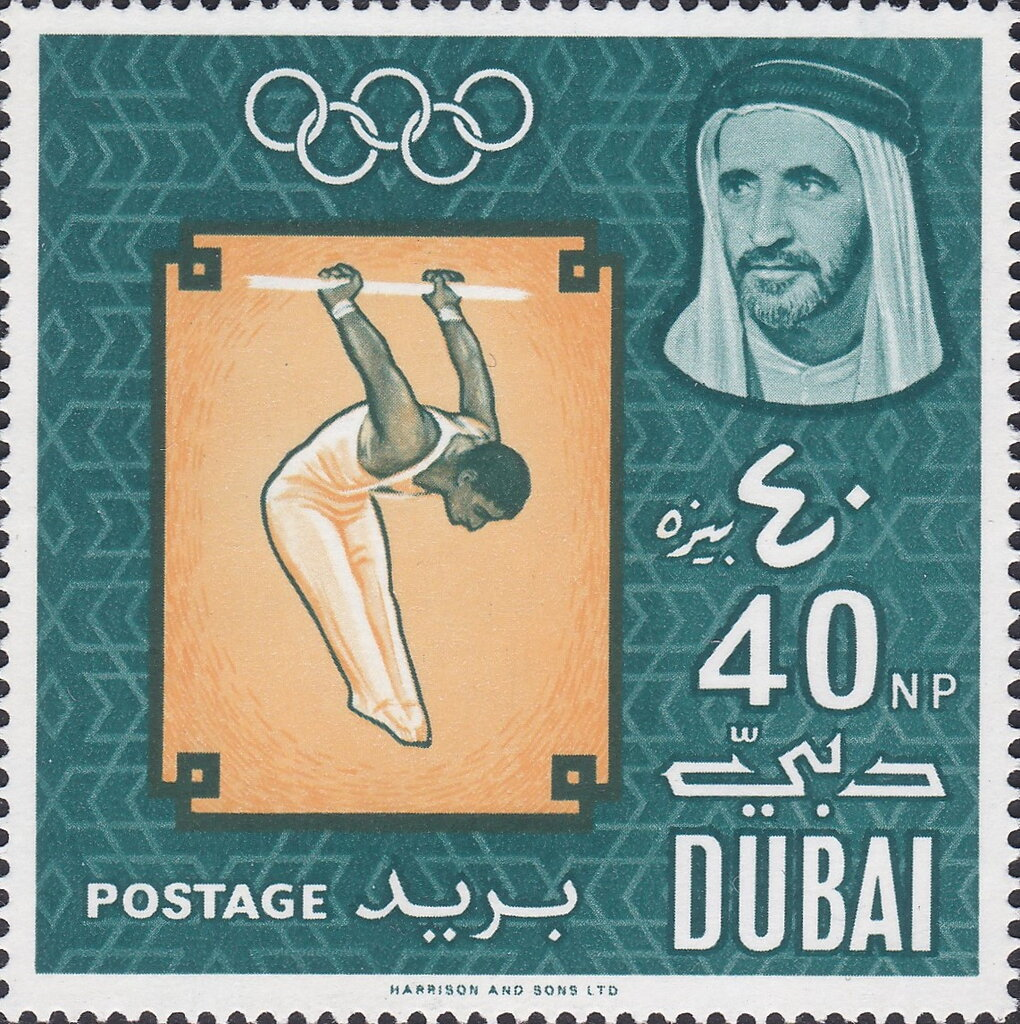
40 بيزة
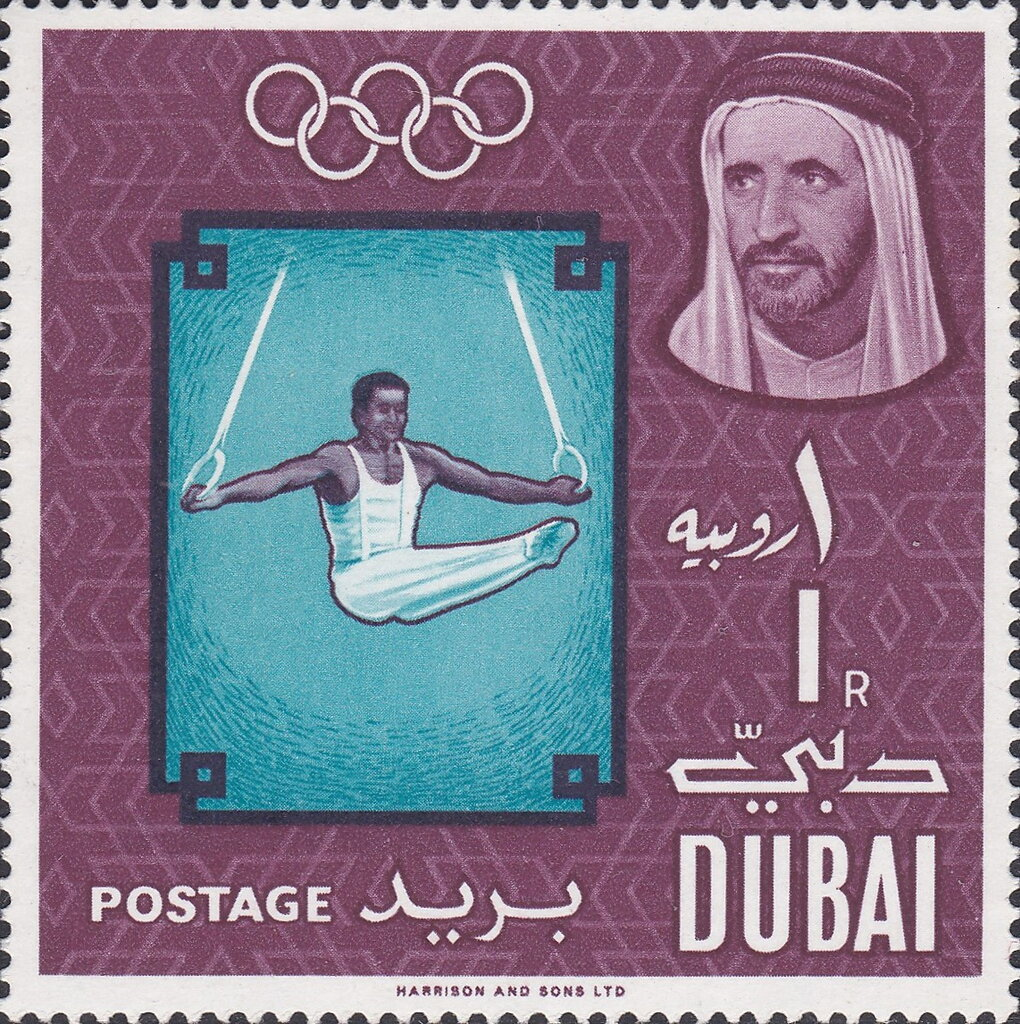
1 روبية

وكذلك إصدار غير مخرم:

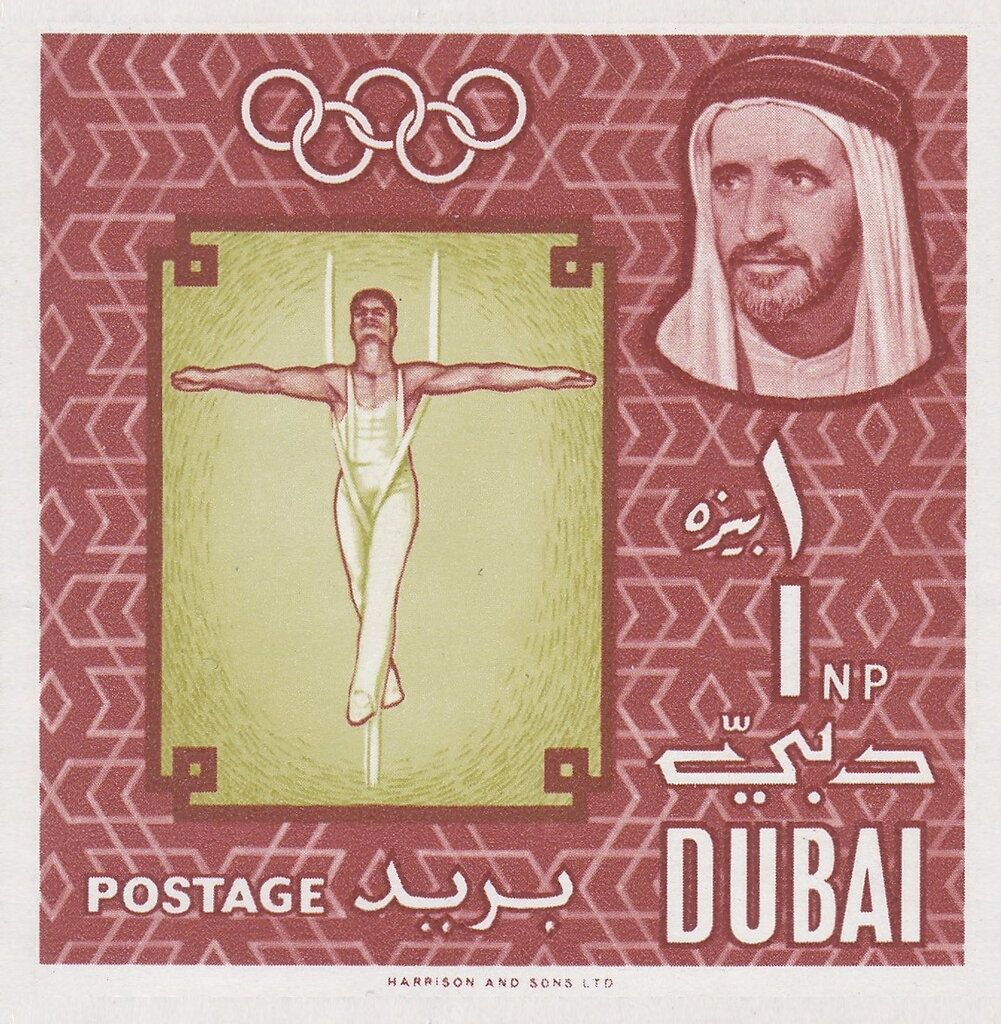
1 بيزة
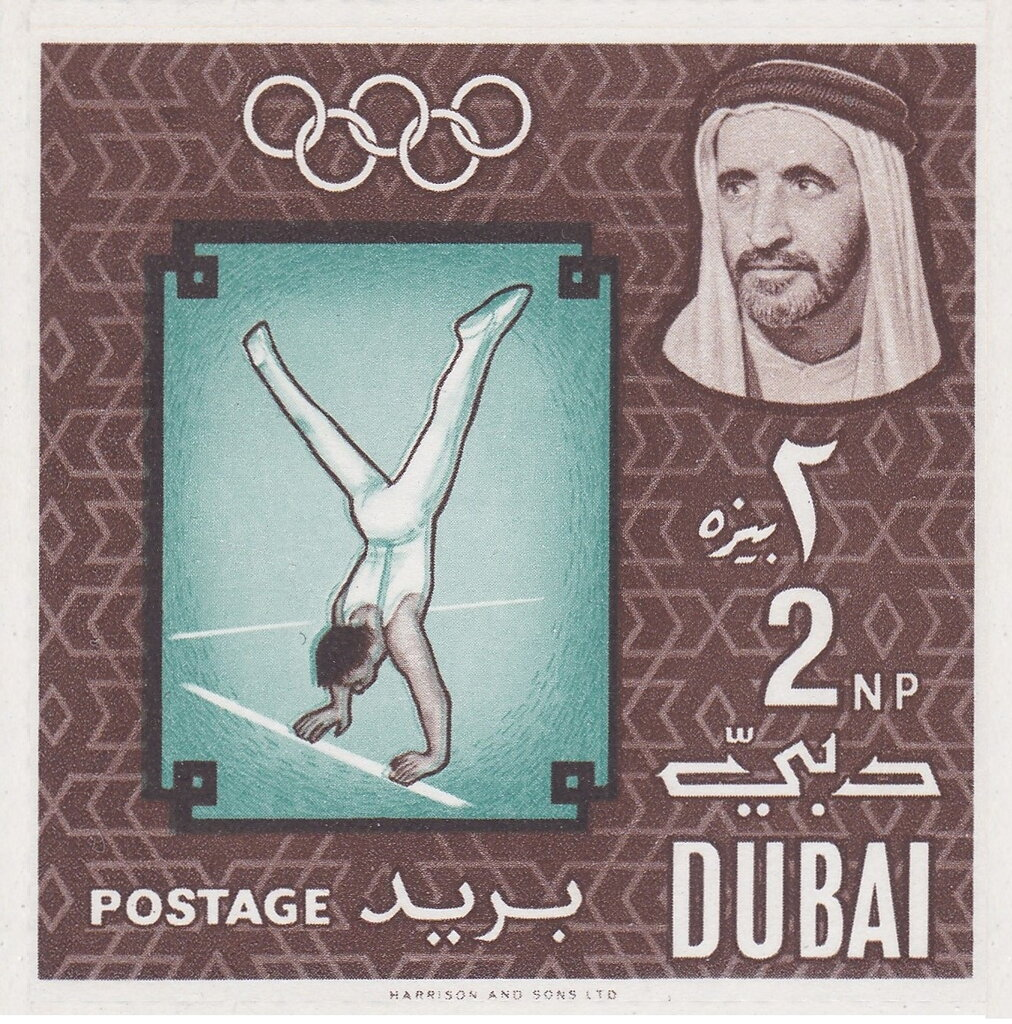
2 بيزة
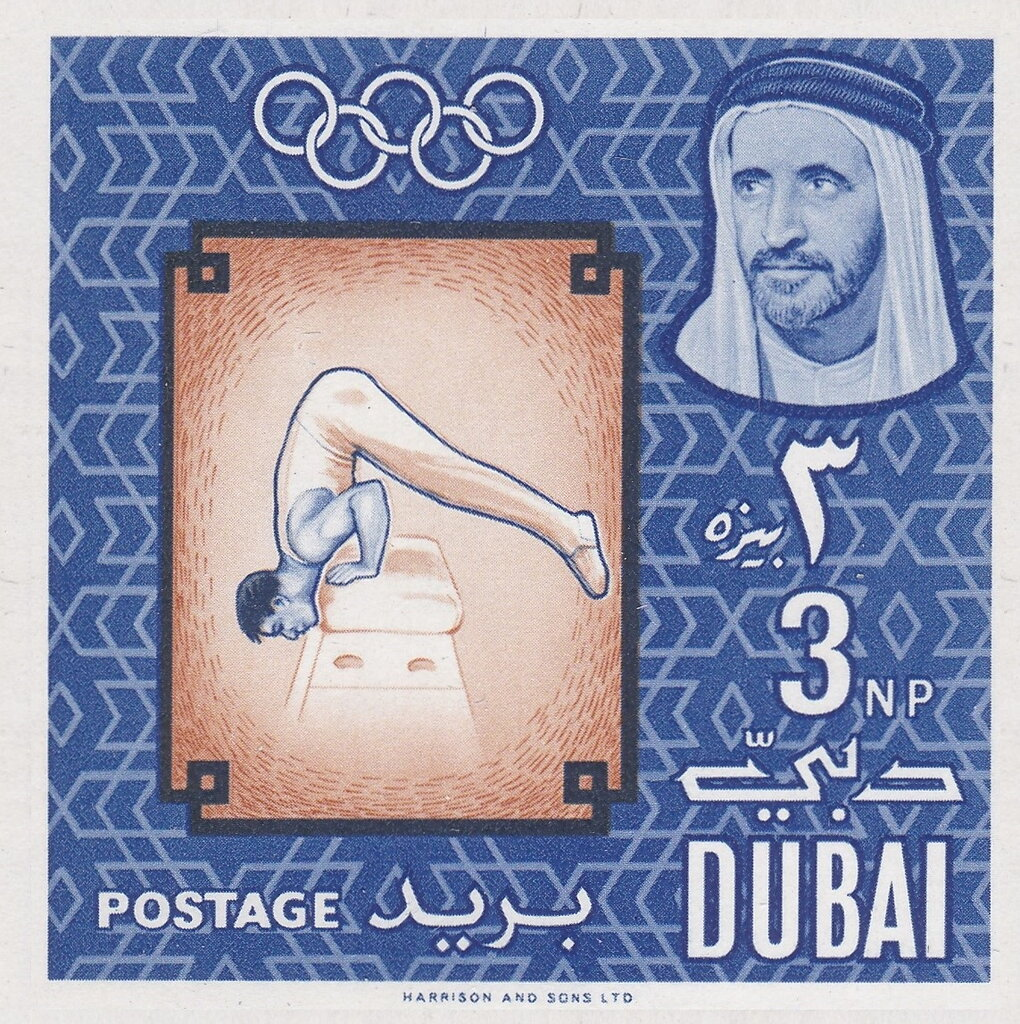
3 بيزة
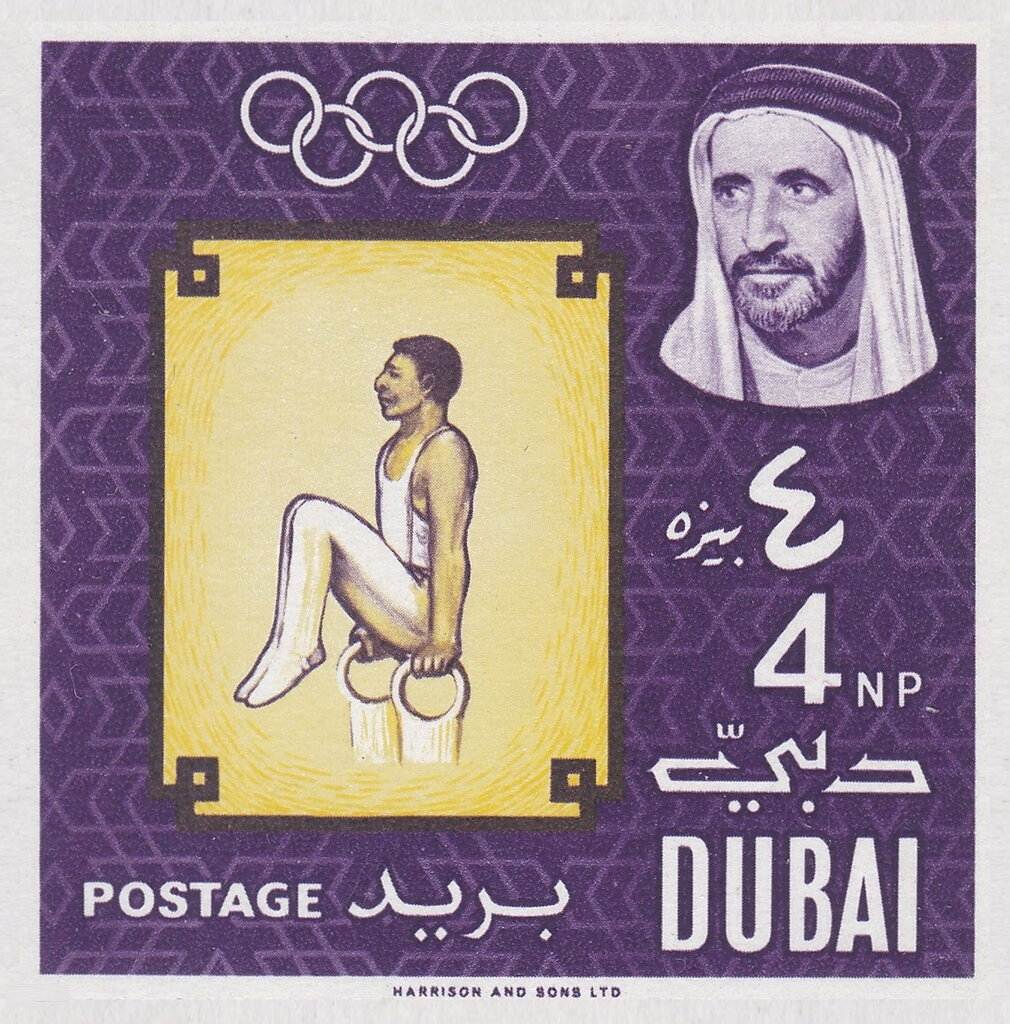
4 بيزة
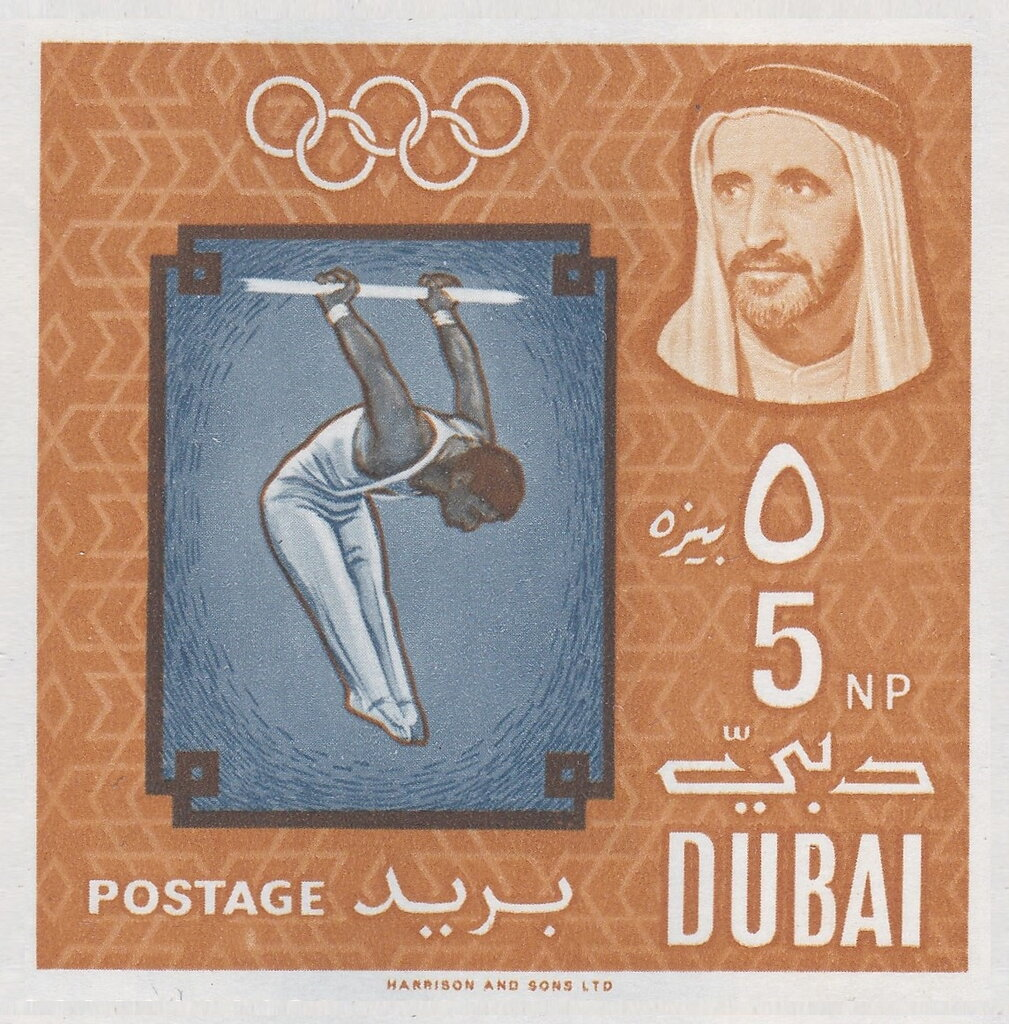
5 بيزة
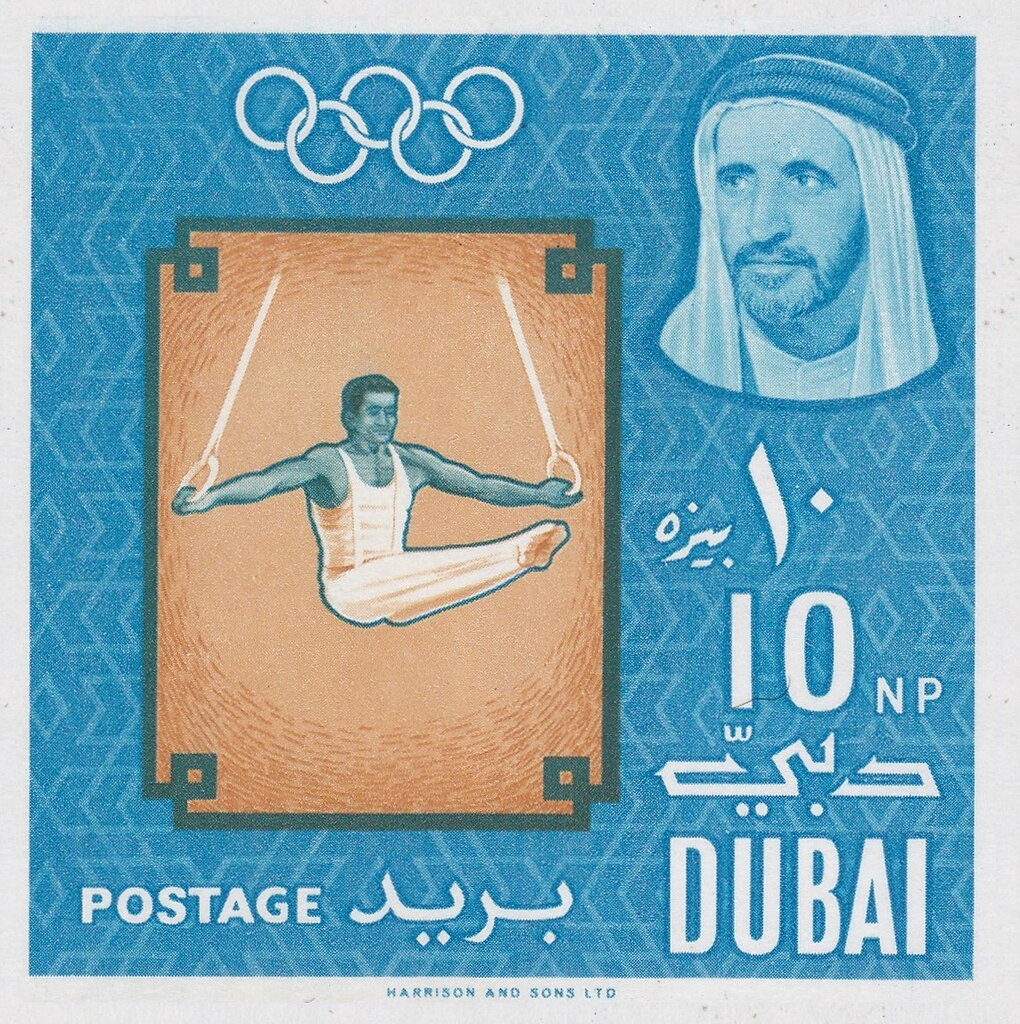
10 بيزة
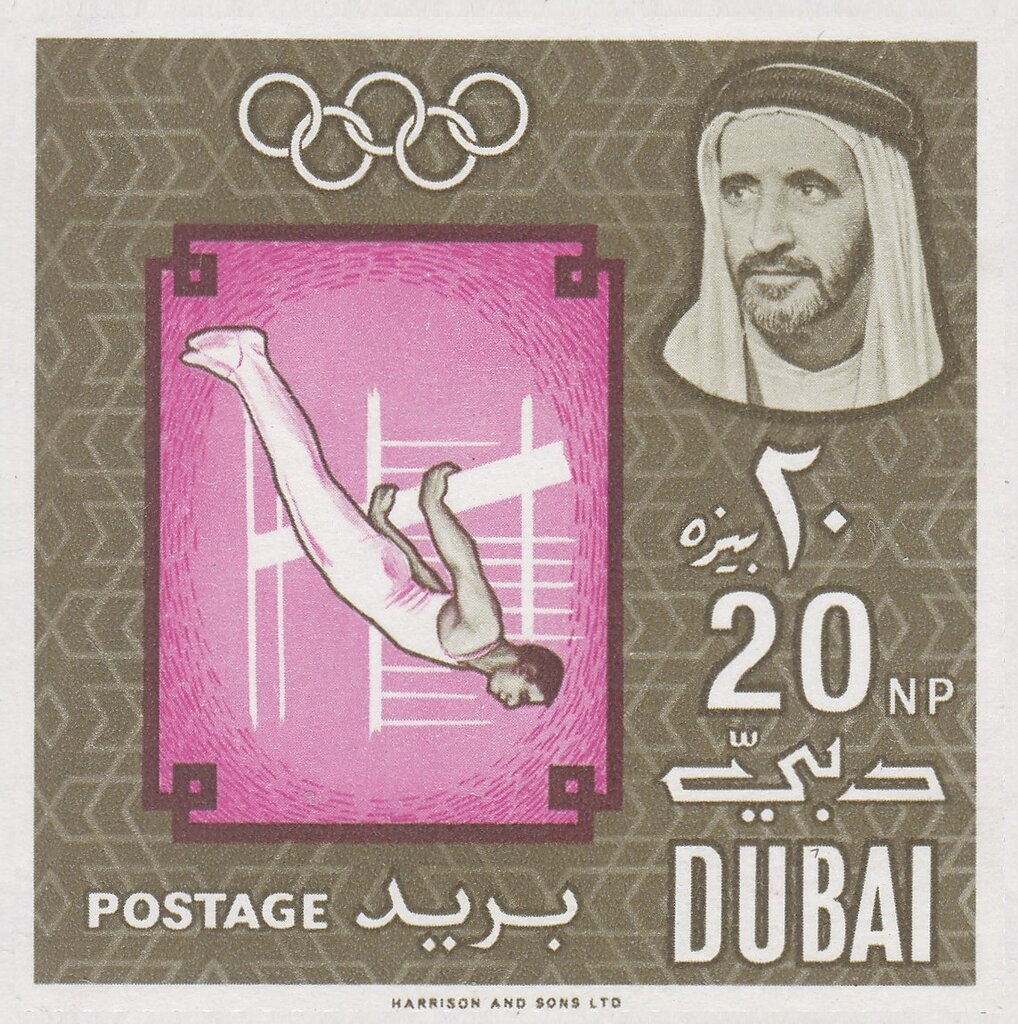
20 بيزة
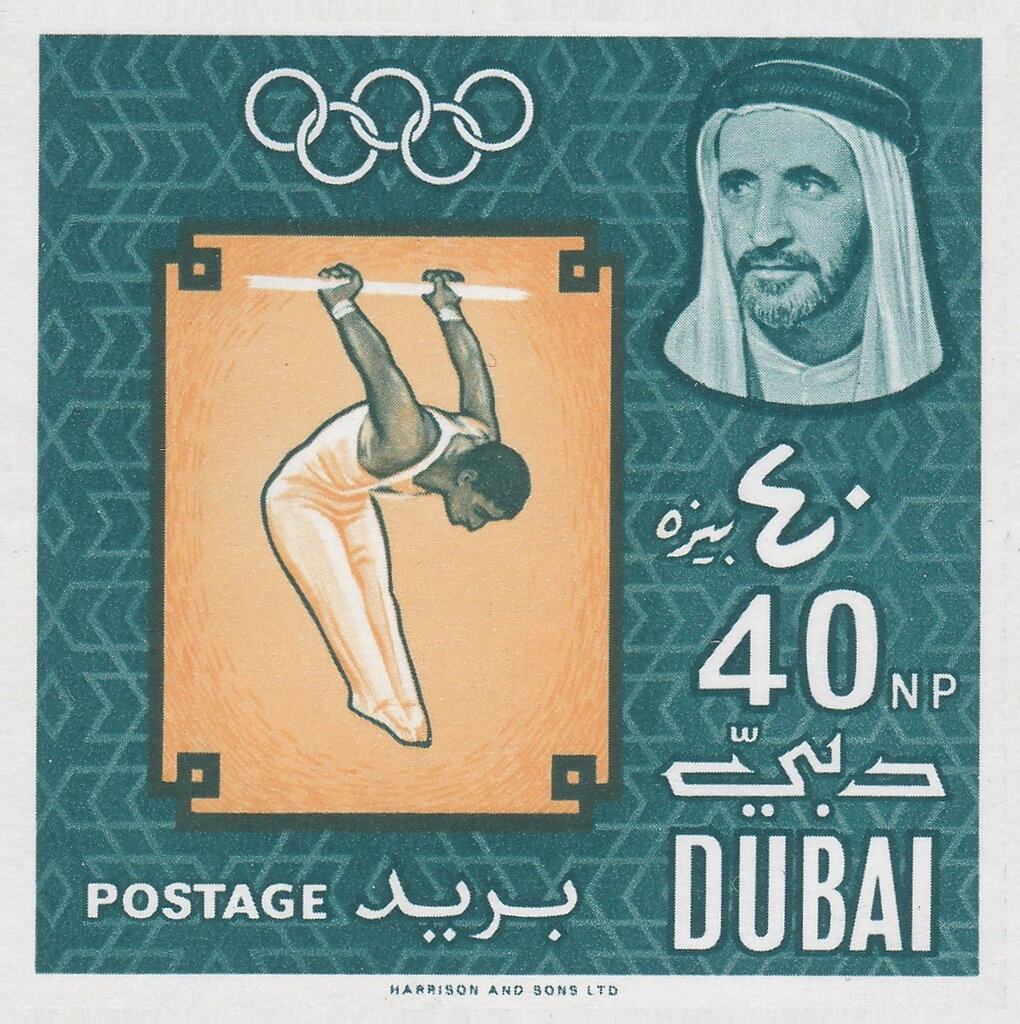
40 بيزة
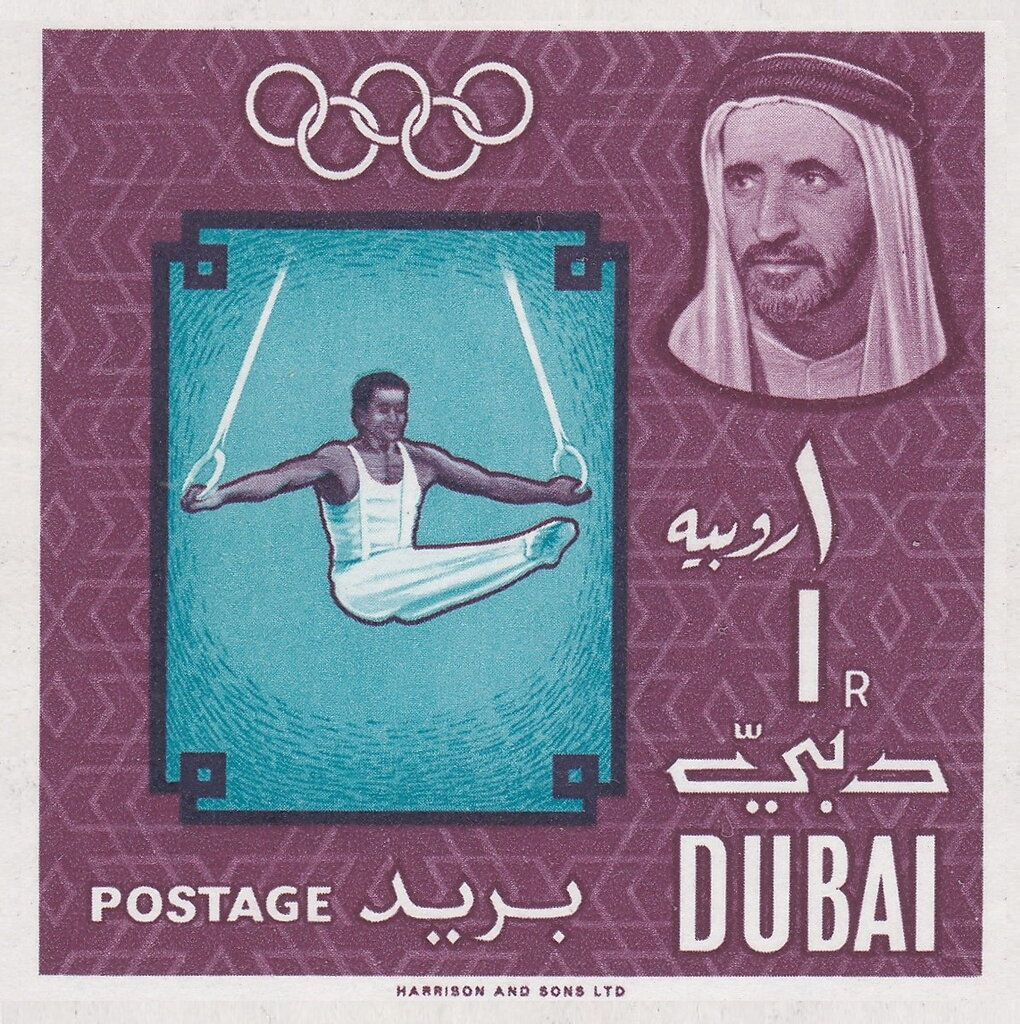
1 روبية

وكذلك بطاقة يظهر فيها الطابع بقيمة روبية واحدة:

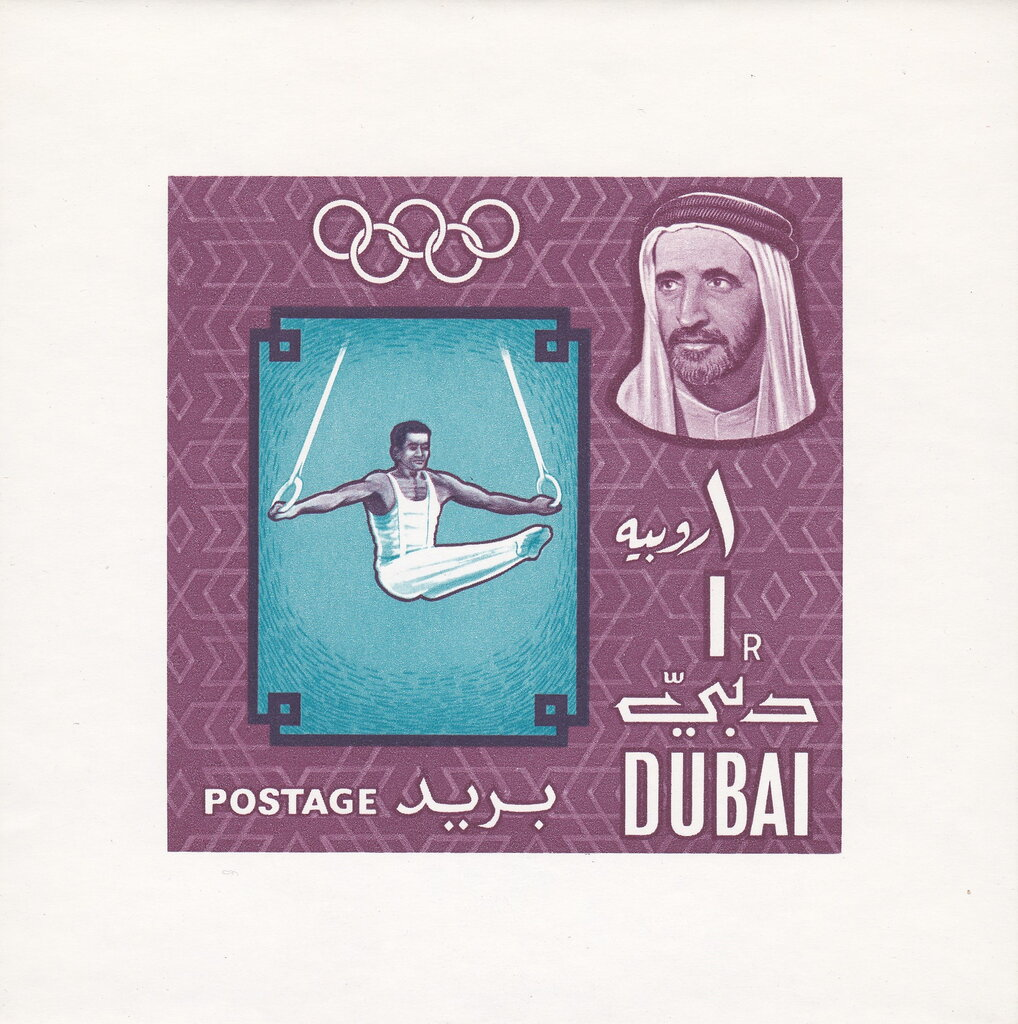
بطاقة تذكارية تضم طابعا بقيمة روبية واحدة.

### إصدارات الذكرى التاسعة عشر لتأسيس الأمم المتحدة
وشحت طوابع إصدار مكافحة الجوع لعام 1963 بمناسبة الذكرى التاسعة عشر لتأسيس الأمم المتحدة، وكان الإصدار بتاريخ 24 أكتوبر 1964:

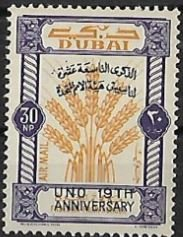
30 بيزة
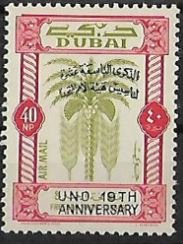
40 بيزة
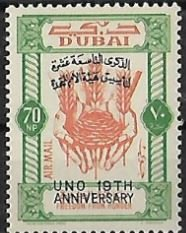
70 بيزة
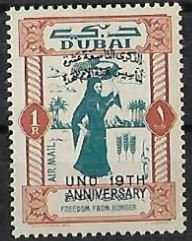
1 روبية

### إصدار الذكرى الأولى لوفاة جون كينيدي
في 22 نوفمبر 1964، وشحت طابع واحد من طوابع ذكرى وفاة الرئيس الأمريكي جون كينيدي بمناسبة الذكرى الأولى لوفاته، وقد أصدر طابع واحد مخرم وآخر غير مخرم:

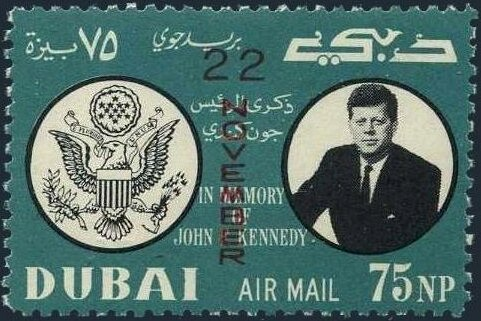
طابع مخرم بقيمة 75 بيزة
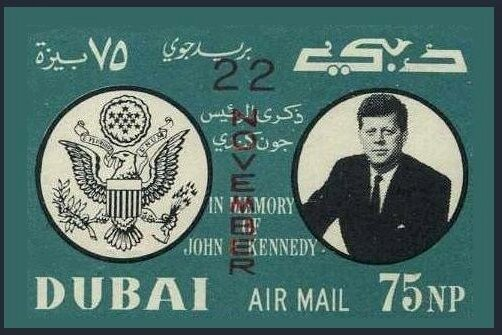
طابع غير مخرم بقيمة 75 بيزة

### إصدارات تكريم البعثات الثقافية إلى دبي
في 25 نوفمبر 1964، أصدرت طوابع لتكريم البعثات الثقافية إلى دبي، وتظهر على الطوابع صورة حاكم دبي الشيخ راشد بن سعيد آل مكتوم مع واحد من الحكام العرب الآخرين:

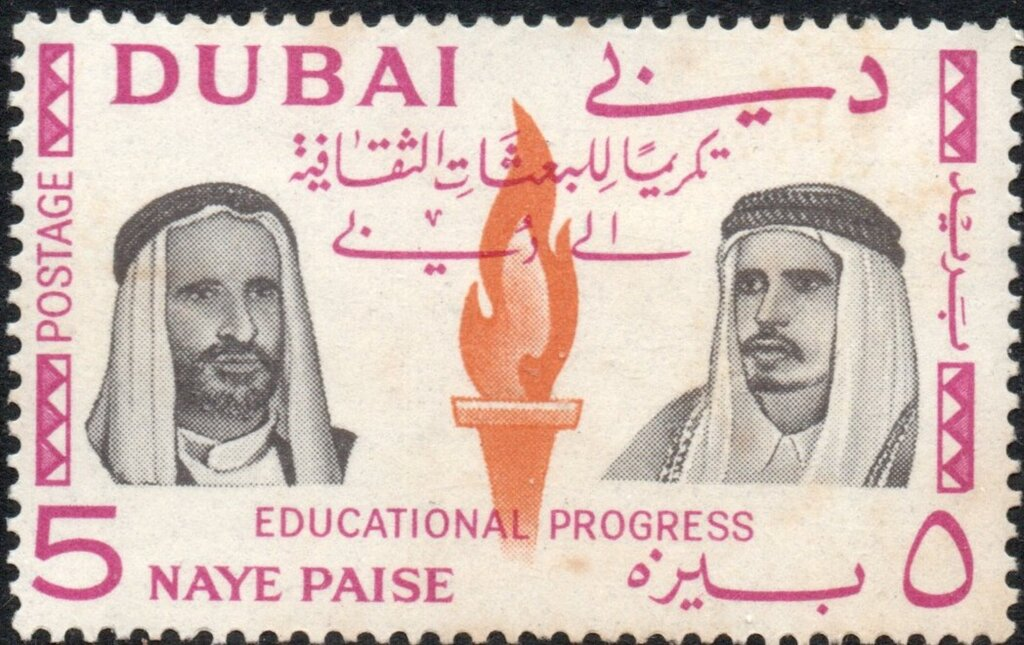
طابع بقيمة 5 بيزات، وتظهر فيه صورة حاكم دبي الشيخ راشد بن سعيد آل مكتوم مع حاكم قطر أحمد بن علي آل ثاني.
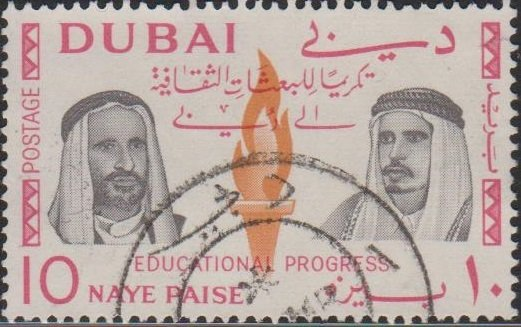
طابع بقيمة 10 بيزات، وتظهر فيه صورة حاكم دبي الشيخ راشد بن سعيد آل مكتوم مع حاكم قطر أحمد بن علي آل ثاني.
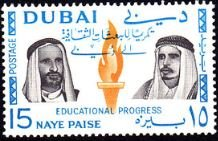
طابع بقيمة 15 بيزة، وتظهر فيه صورة حاكم دبي الشيخ راشد بن سعيد آل مكتوم مع حاكم قطر أحمد بن علي آل ثاني.
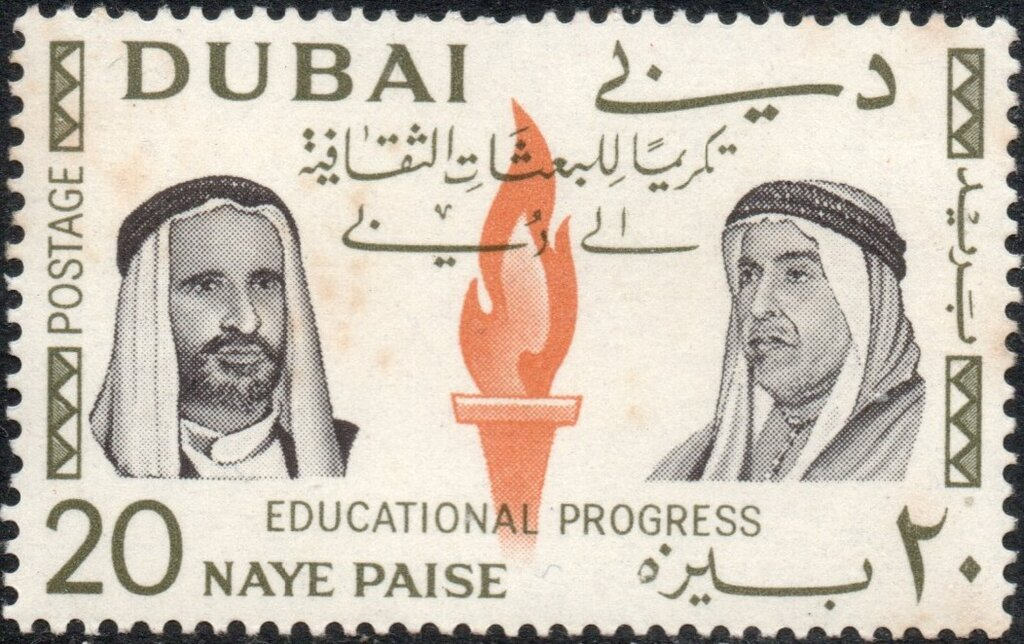
طابع بقيمة 20 بيزة، وتظهر فيه صورة حاكم دبي الشيخ راشد بن سعيد آل مكتوم مع أمير الكويت عبد الله السالم الصباح.
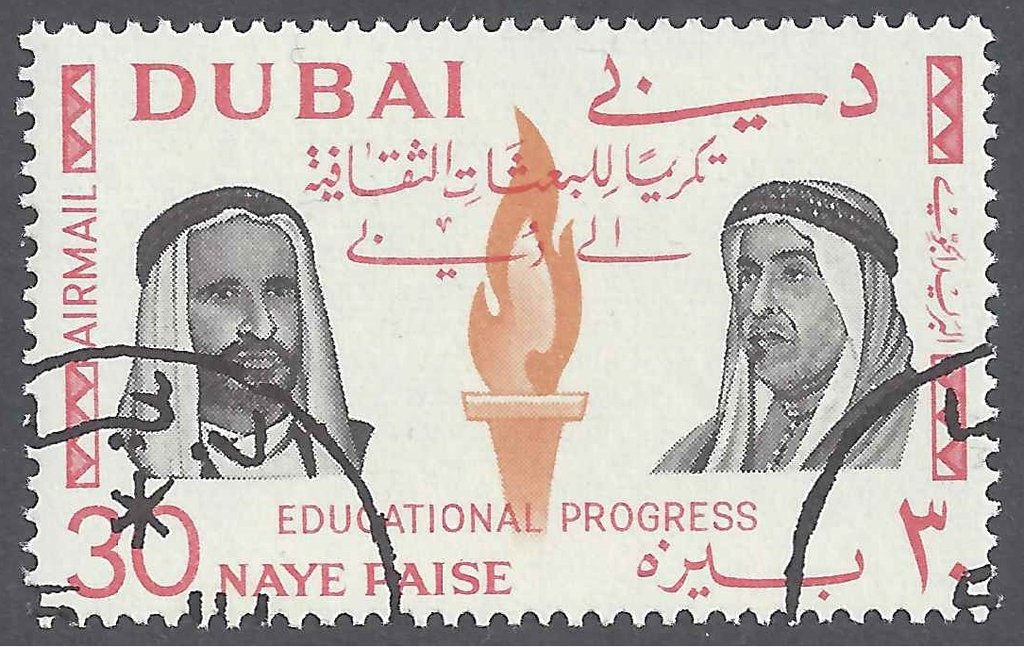
طابع بقيمة 30 بيزة، وتظهر فيه صورة حاكم دبي الشيخ راشد بن سعيد آل مكتوم مع أمير الكويت عبد الله السالم الصباح.
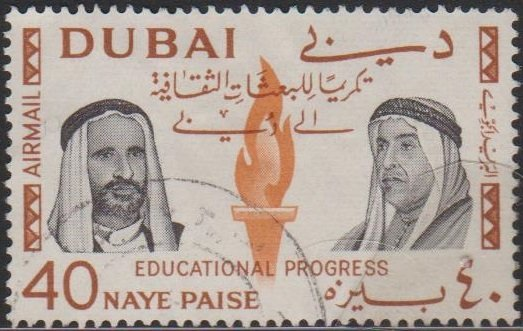
طابع بقيمة 40 بيزة، وتظهر فيه صورة حاكم دبي الشيخ راشد بن سعيد آل مكتوم مع أمير الكويت عبد الله السالم الصباح.
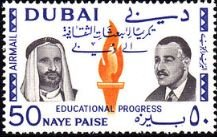
طابع بقيمة 50 بيزة، وتظهر فيه صورة حاكم دبي الشيخ راشد بن سعيد آل مكتوم مع رئيس مصر جمال عبد الناصر.
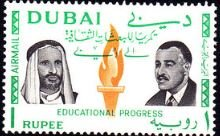
طابع بقيمة روبية واحدة، وتظهر فيه صورة حاكم دبي الشيخ راشد بن سعيد آل مكتوم مع رئيس مصر جمال عبد الناصر.

وذلك أصدرت بطاقة تضم طابعا بقيمة روبية واحدة:

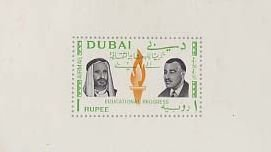
بطاقة تذكارية

### إصدارات التقدم في الفضاء الخارجي

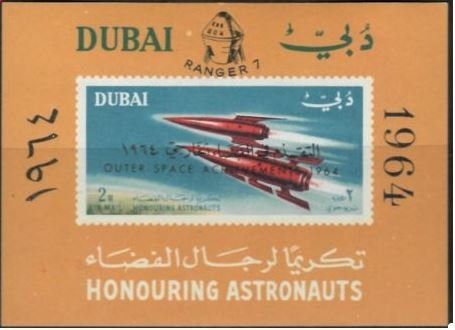
بطاقة تذكارية بقيمة روبيتان.

أصدر في 30 نوفمبر 1964 عدد من الطوابع احتفاء بالرحلة رينجر 7 إلى القمر، والطوابع هي بالأصل من إصدارات ذكرى رجال الفضاء مع توشيح بعبارة "التقدم في الفضاء الخارجي 1964" باللغتين العربية والإنجليزية.

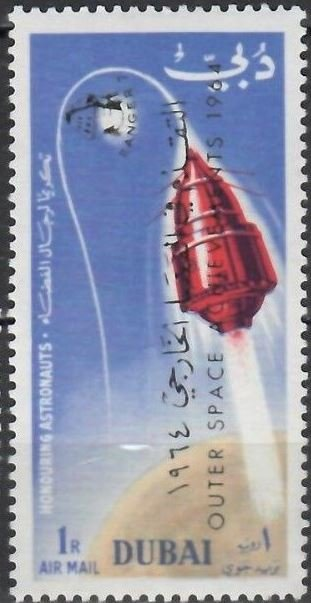
1 روبية
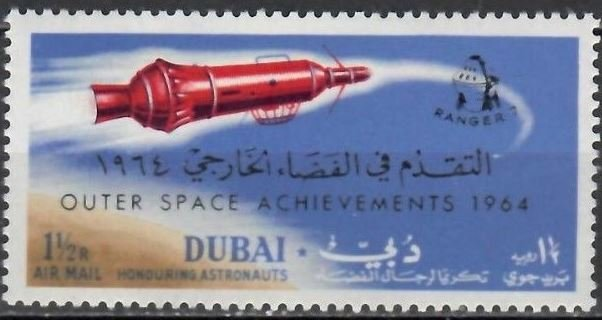
1.25 روبية
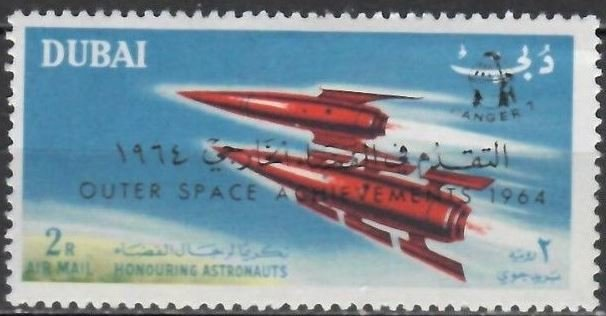
2 روبية

وكذلك إصدار غير مخرم:

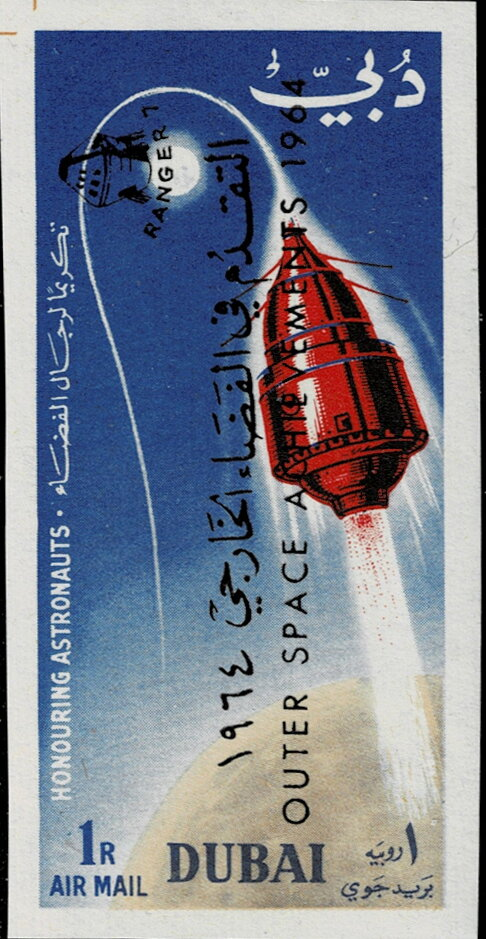
1 روبية
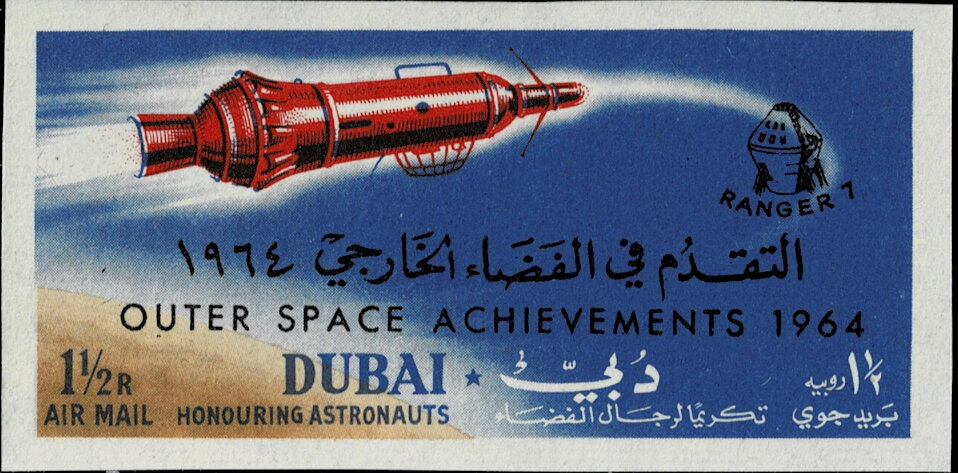
1.25 روبية
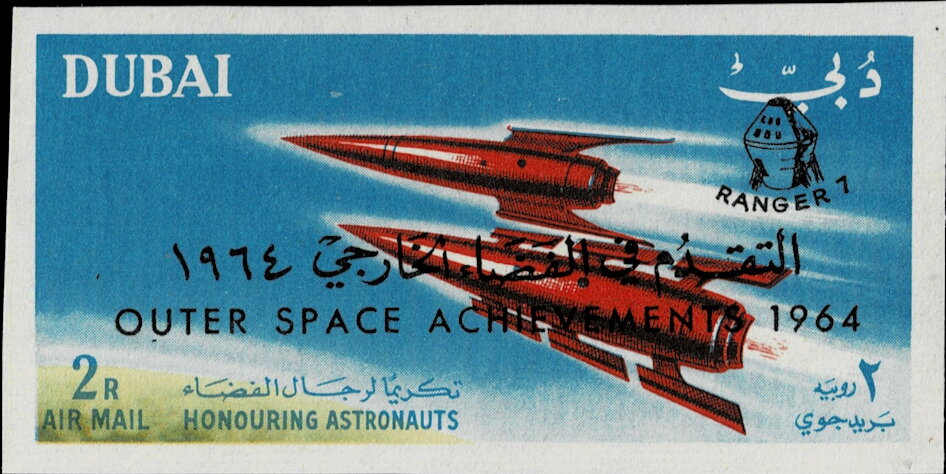
2 روبية

بالإضافة إلى بطاقة:

### إصدارات أبحاث الفضاء
في 5 ديسمبر 1964، أصدرت الطوابع التالية في موضوع أبحاث الفضاء، والطوابع قيمتها معدلة بتوشيح:

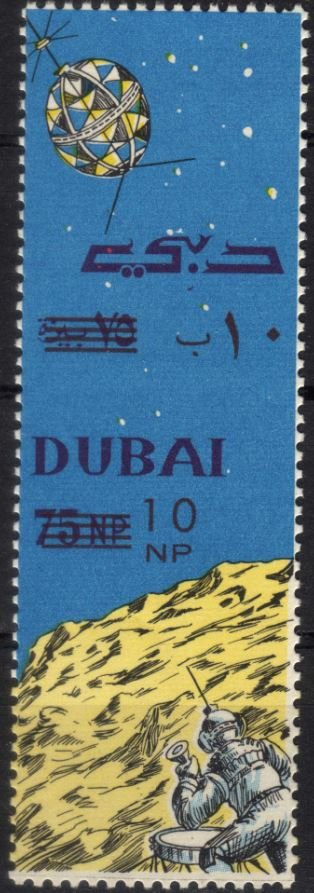
10 بيزة (القيمة المشطوبة 75 بيزة)
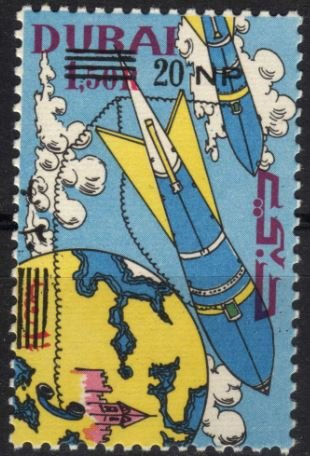
20 بيزة (القيمة المشطوبة 1 روبية)
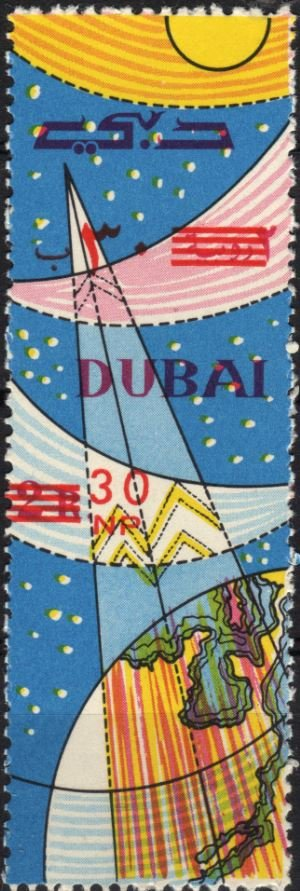
30 بيزة (القيمة المشطوبة 2 روبية)

وكذلك إصدار غير مخرم:

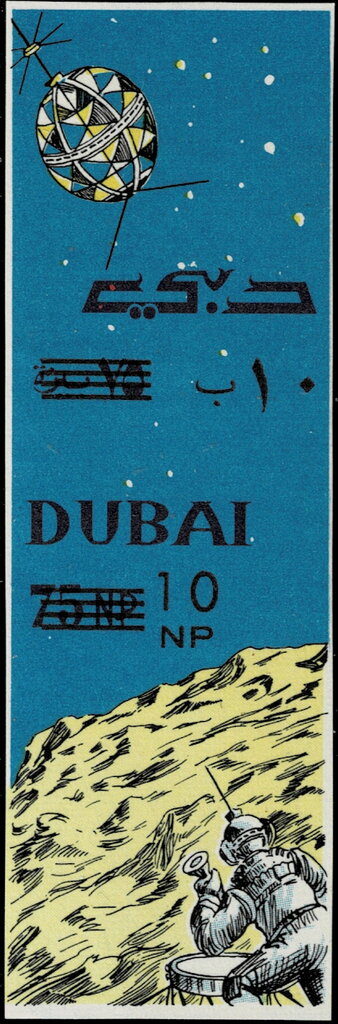
10 بيزة (القيمة المشطوبة 75 بيزة)
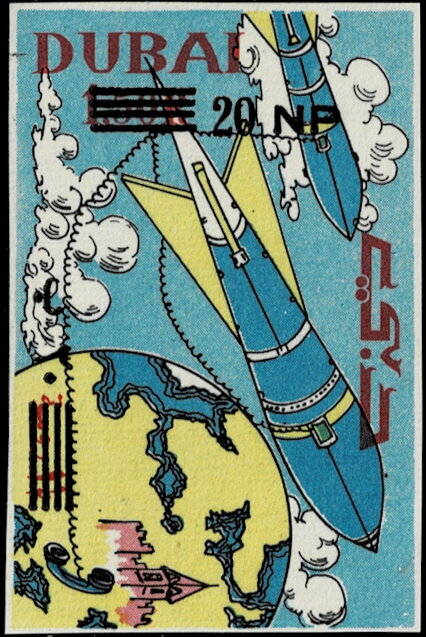
20 بيزة (القيمة المشطوبة 1 روبية)
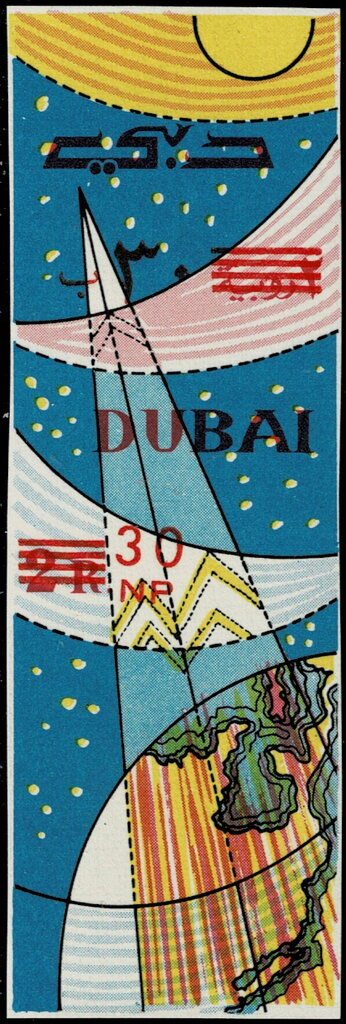
30 بيزة (القيمة المشطوبة 2 روبية)

### إصدارات توشيح طوابع الجوع
في 7 ديسمبر 1964، أعيد توشيح طوابع إصدار مكافحة الجوع لعام 1963 بتعديل القيمة:

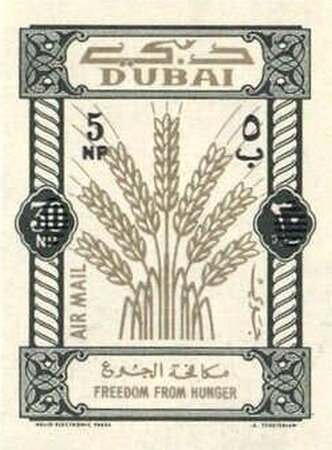
5 بيزات
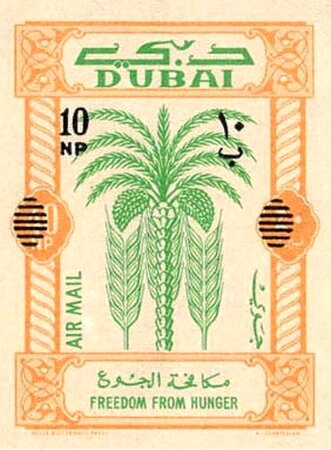
10 بيزات
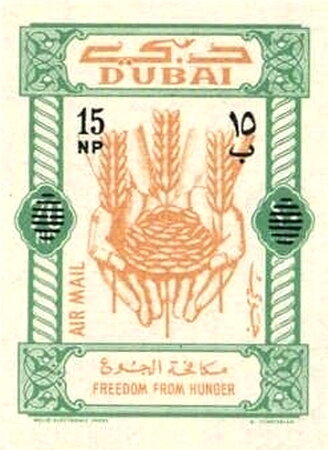
15 بيزة
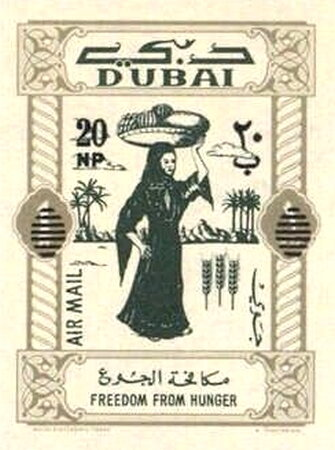
20 بيزة

وكذلك بطاقات ضمت كل واحدة 4 طوابع:

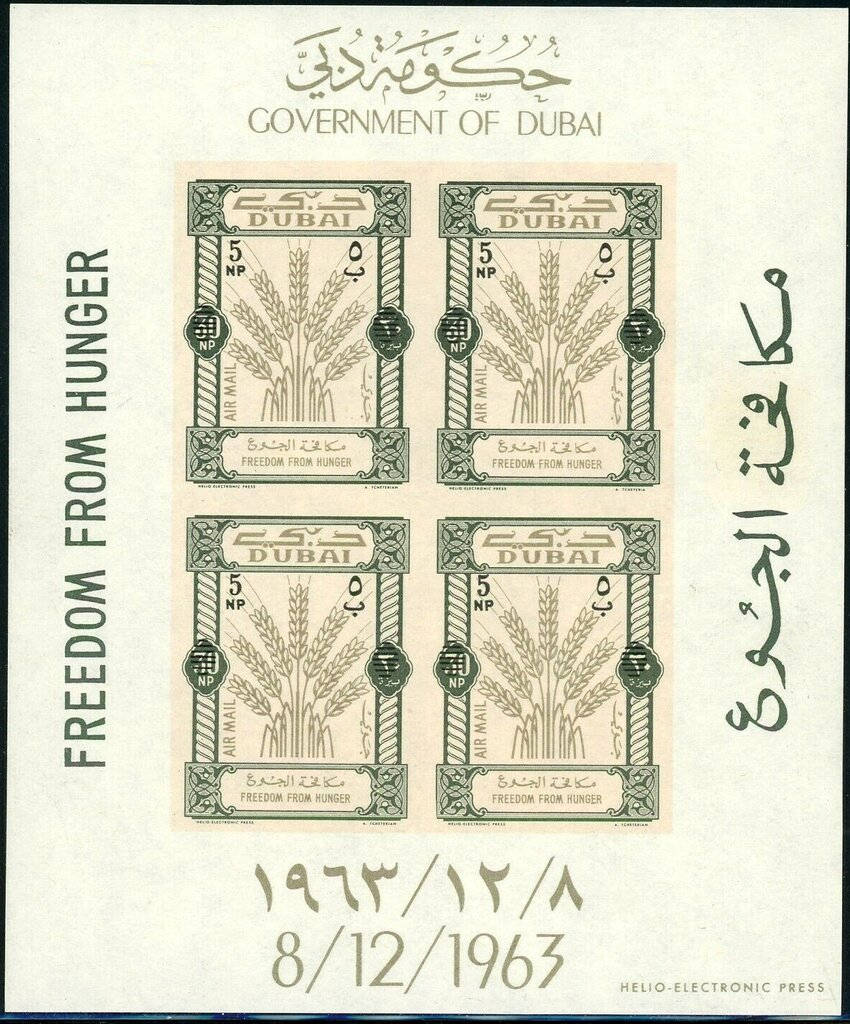
5 بيزات
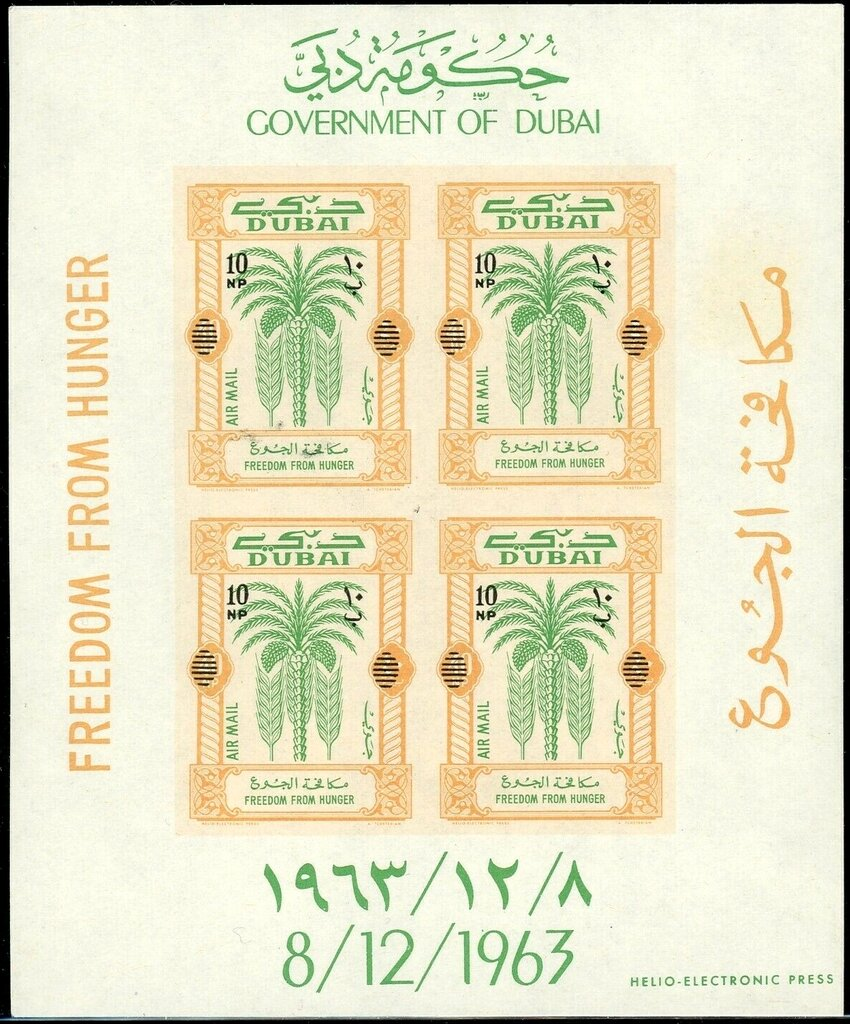
10 بيزات
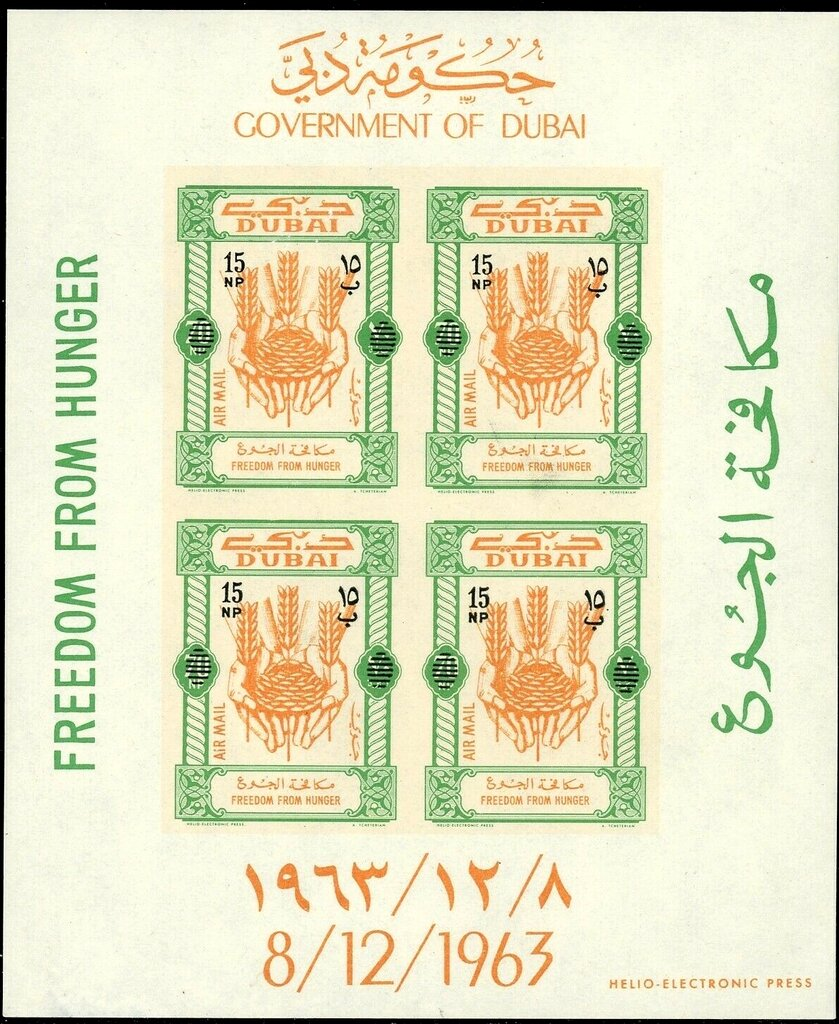
15 بيزة
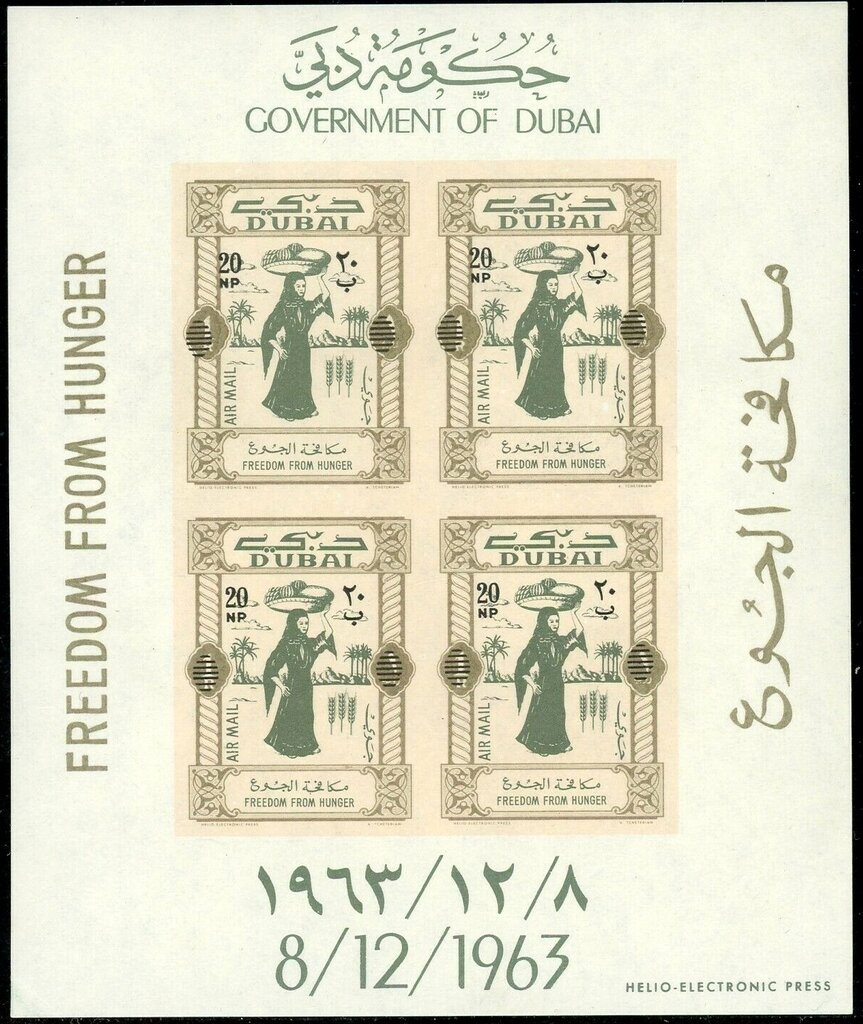
20 بيزة

### أخرى
هذه صورة لبعض الطوابع التي تظهر عليها اخطاء طباعة:

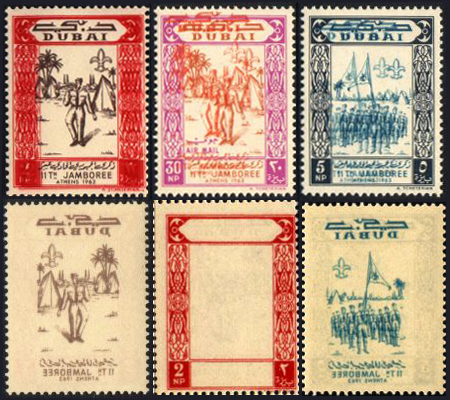

## إصدارات عام 1965
لا توجد إصدارات طوابع في إمارة دبي لعام 1965.

## إصدارات عام 1966

### إصدارات الهاتف الآلي في دبي
في 14 يناير 1966، أصدرت طوابع تحتفي بالعمل بالهاتف الآلي في دبي:

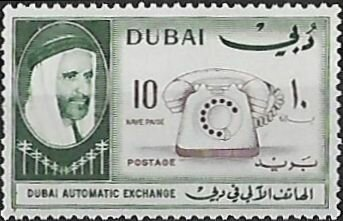
10 بيزات
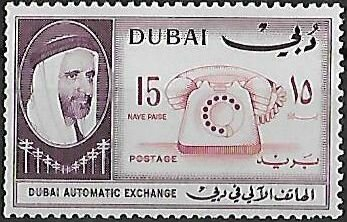
15 بيزة
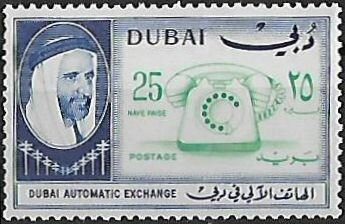
25 بيزة
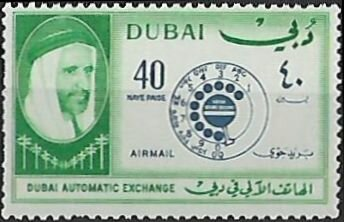
40 بيزة (بريد جوي)
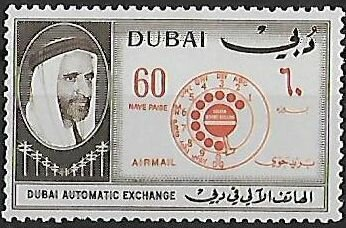
60 بيزة (بريد جوي)
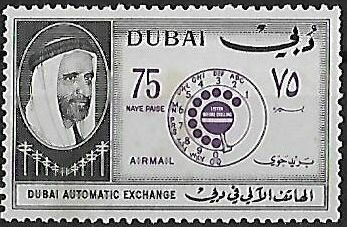
75 بيزة (بريد جوي)
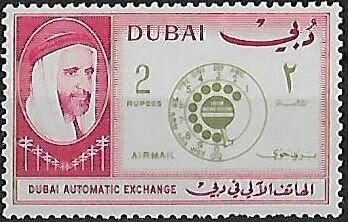
روبيتان (بريد جوي)

كما أصدرت بطاقة تذكارية بقيمة روبيتان:

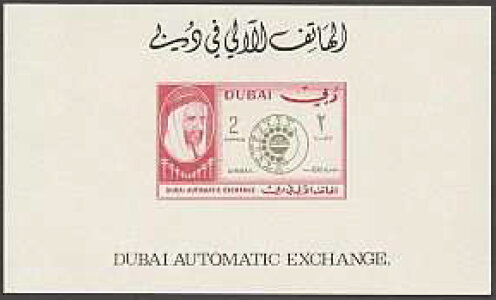
البطاقة التذكارية

### إصدارات وفاة ونستون تشرشل
في 6 أبريل 1966، أصدرت الطوابع التالية لذكرى وفاة ونستون تشرشل والذي توفي بتاريخ 24 يناير 1965.
- روبية واحدة
- روبية ونصف
- 3 روبيات
- 4 روبيات

وكذلك جمعت الطوابع الأربع في بطاقة تذكارية:

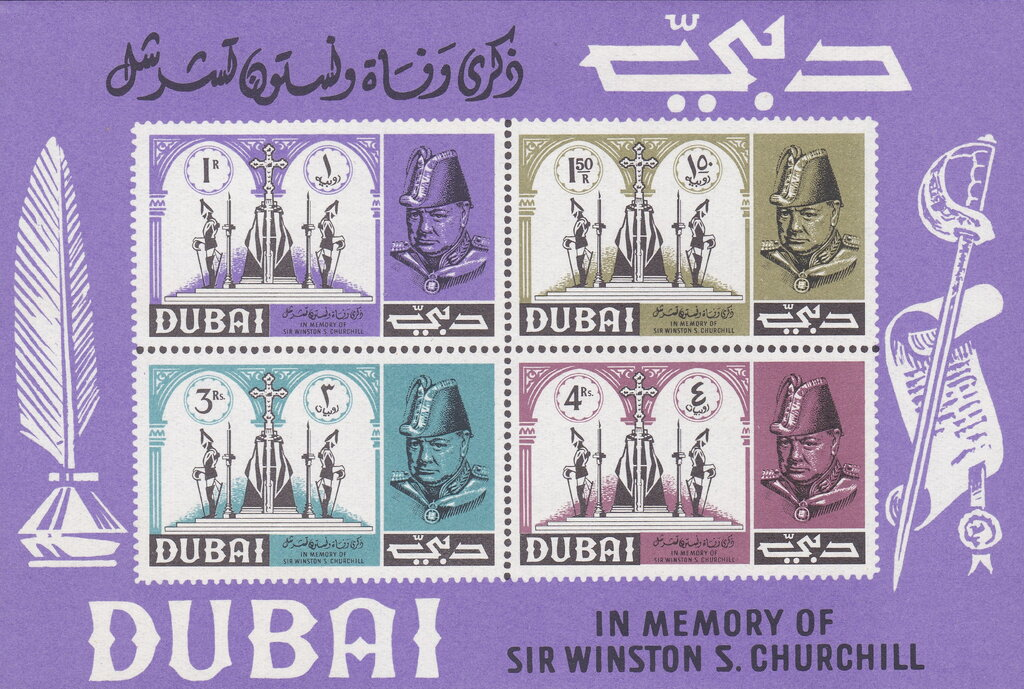
الطوابع الأربع في بطاقة تذكارية

وفي 10 مايو 1966 أصدرت الطوابع في إصدار غير مخرم، وتميزت الطوابع بأطراف سوداء:

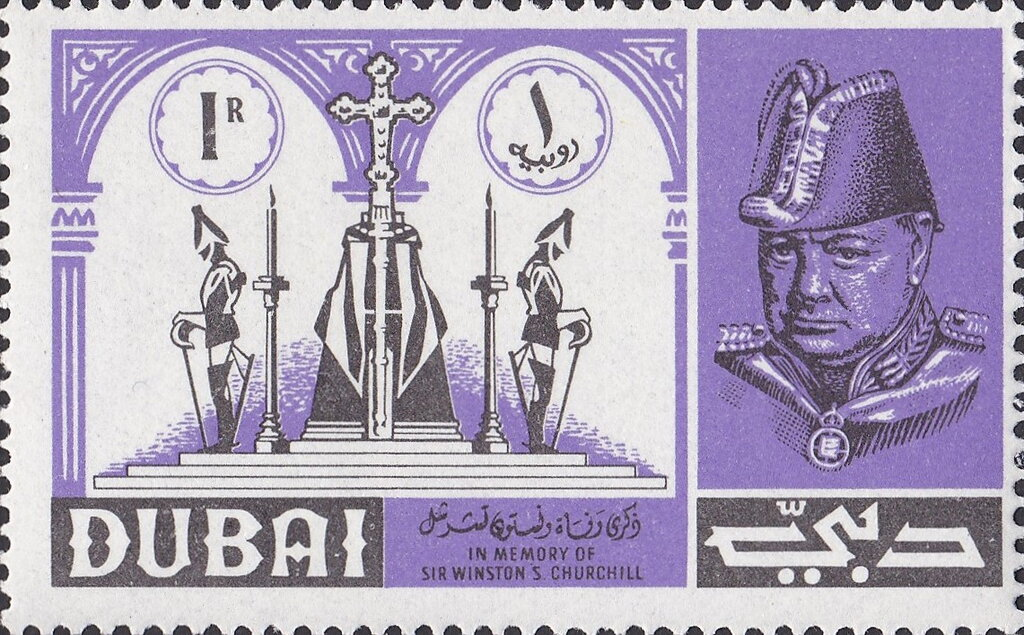
روبية واحدة
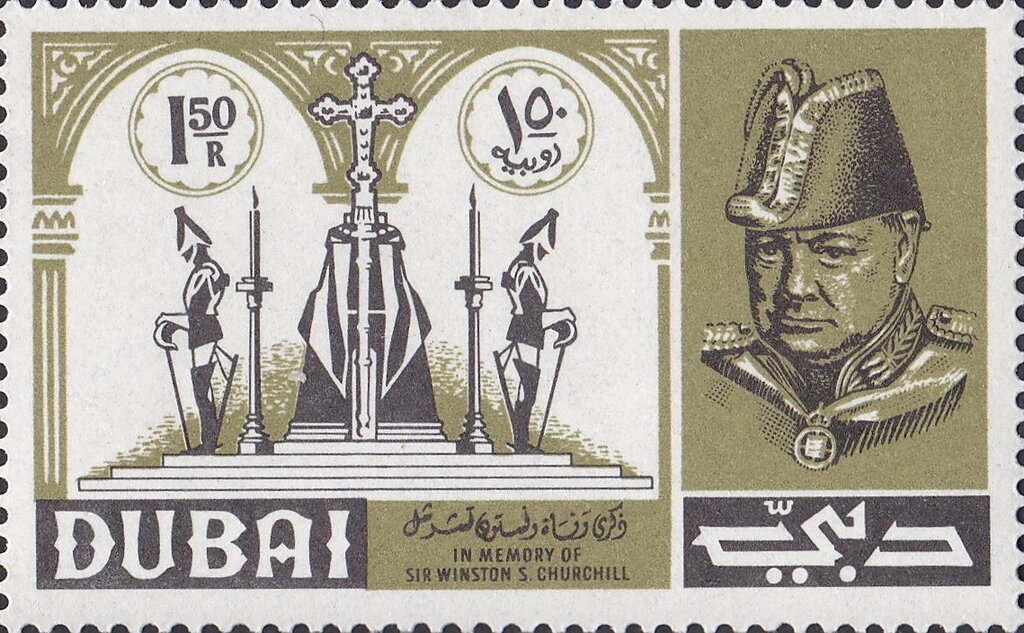
روبية ونصف
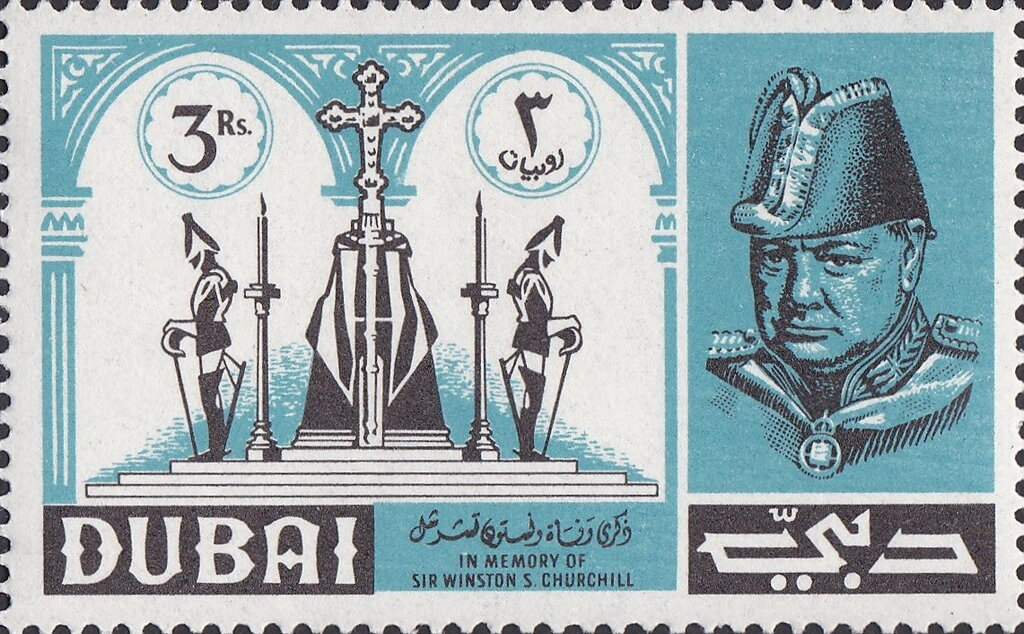
3 روبيات
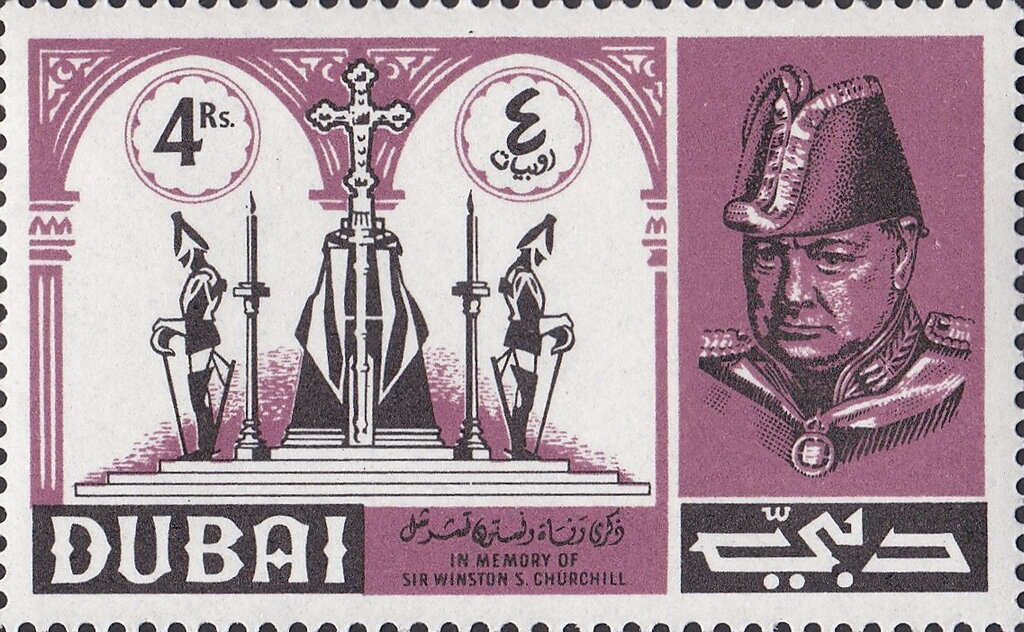
4 روبيات

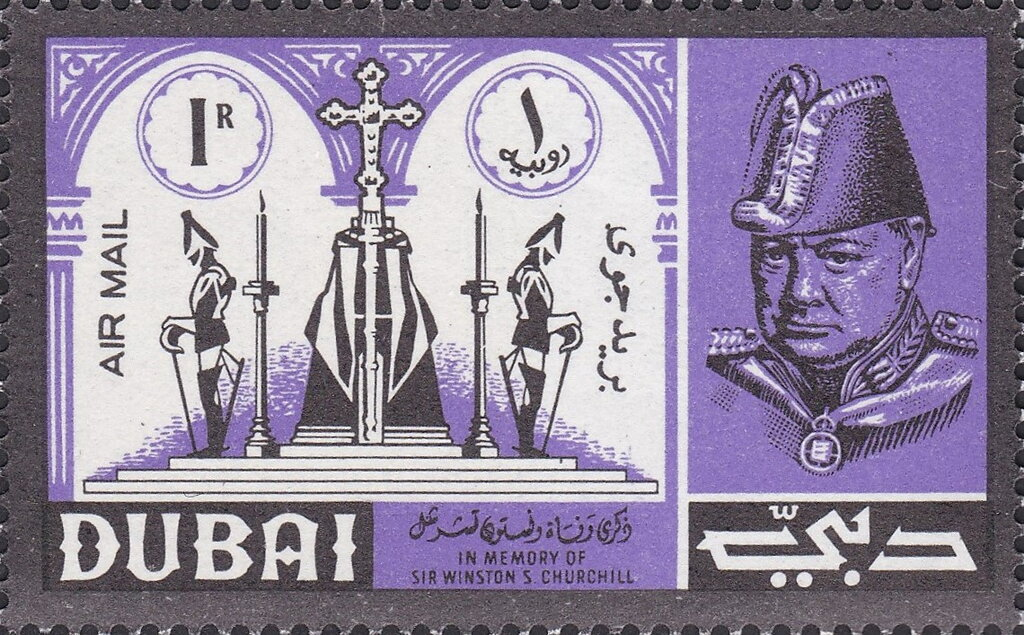
روبية واحدة
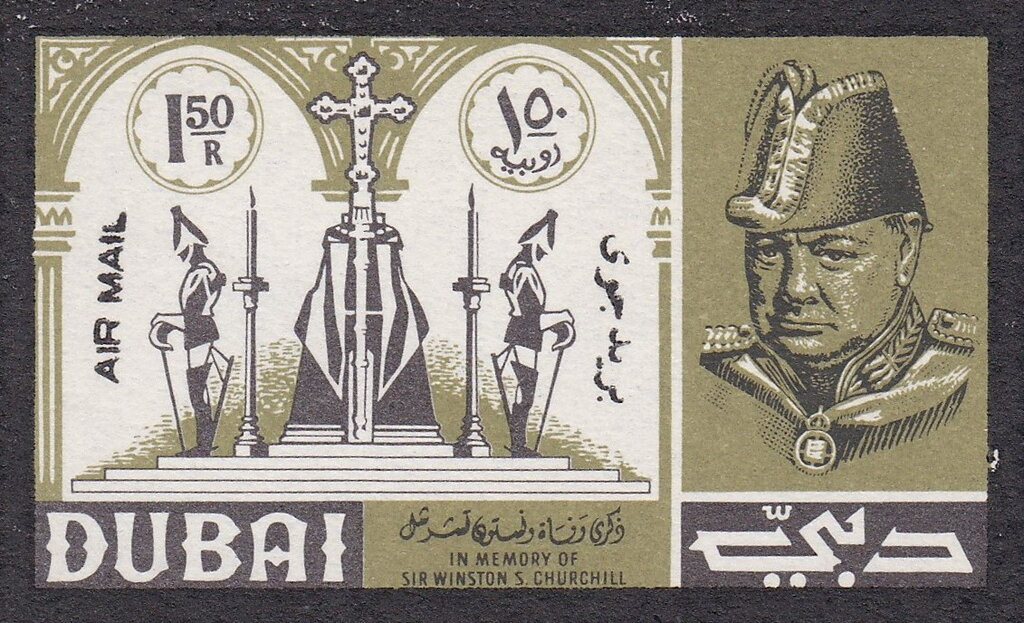
روبية ونصف
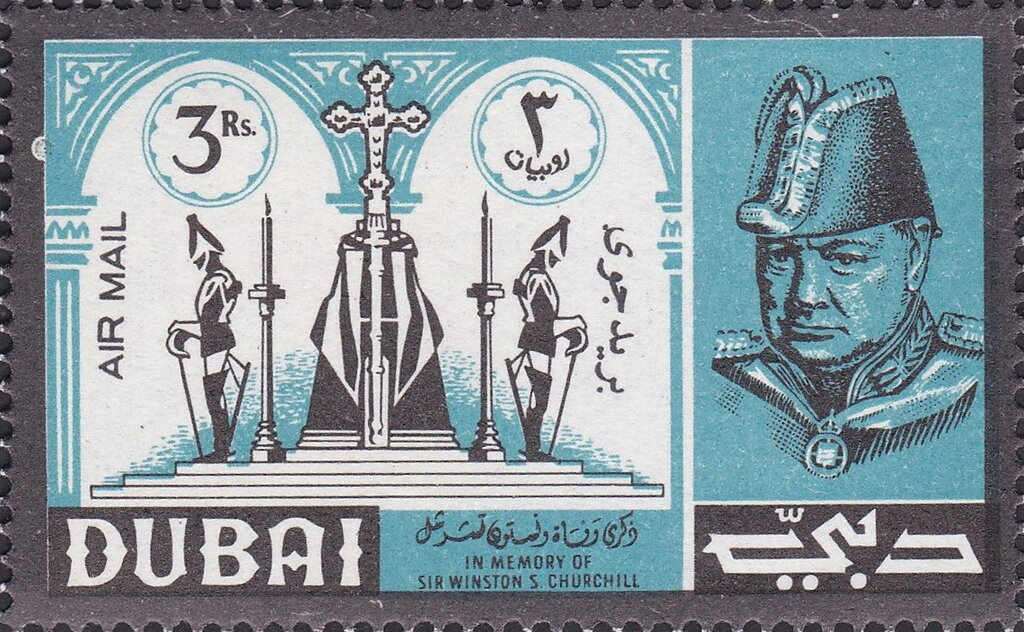
3 روبيات
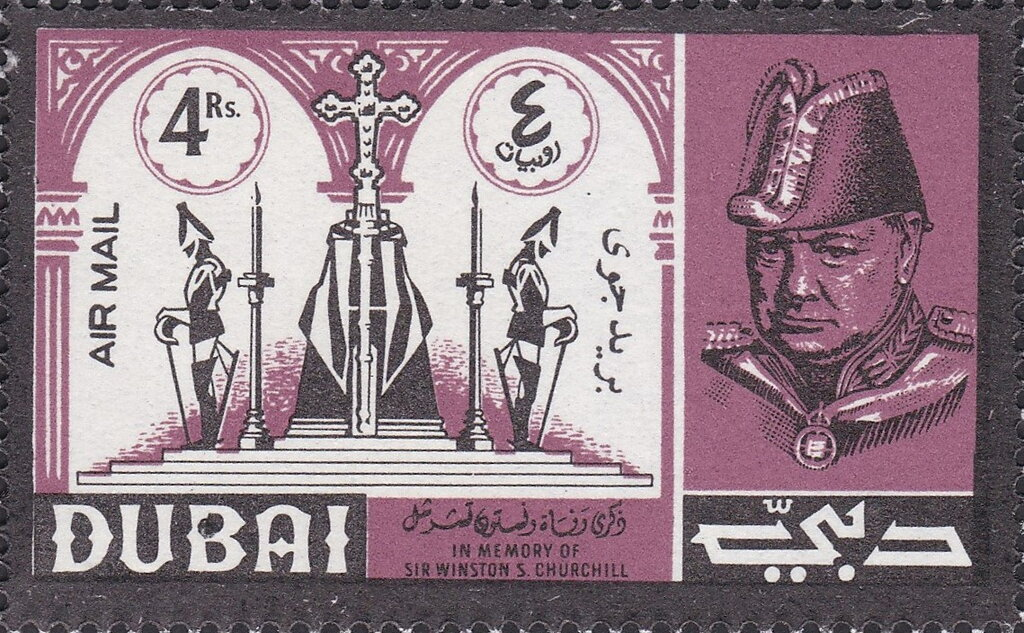
4 روبيات

وكذلك أصدرت بطاقة تذكارية غير مخرمة جمعت الطوابع الأربع:

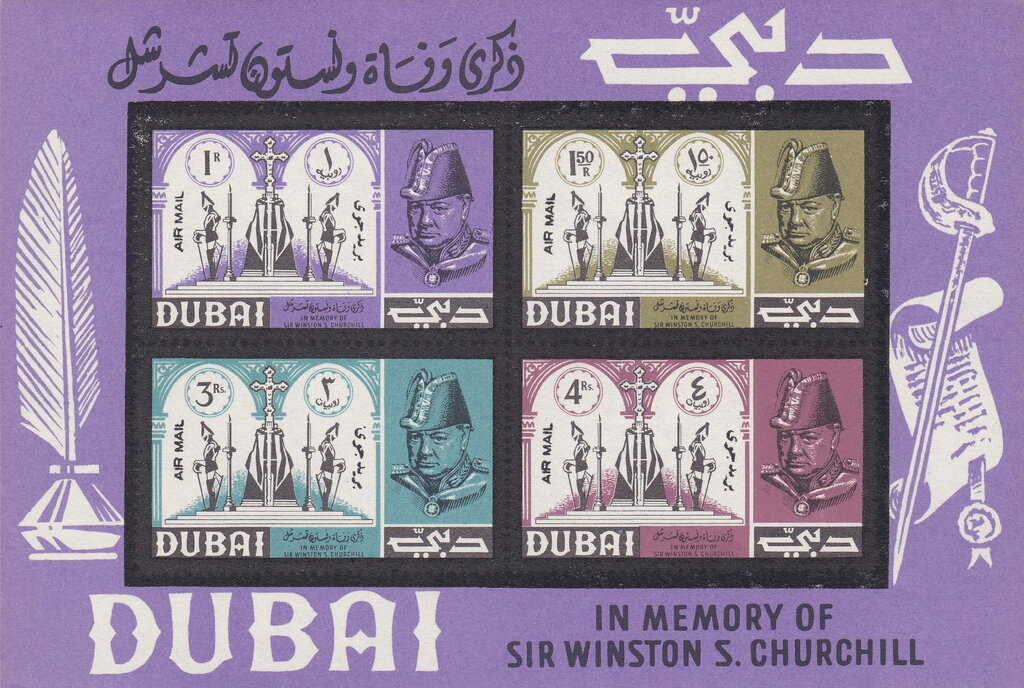
بطاقة تذكارية غير مخرمة

### إصدارات الطوابع القياسية (الدائمة)
في 30 مايو 1966، أصدرت الطوابع القياسية (الدائمة)، وكانت تحمل صورة حاكم دبي راشد بن سعيد آل مكتوم:

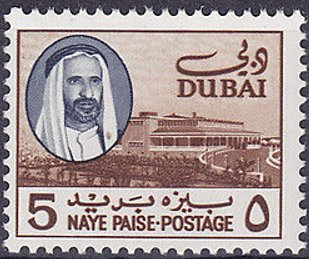
5 بيزات
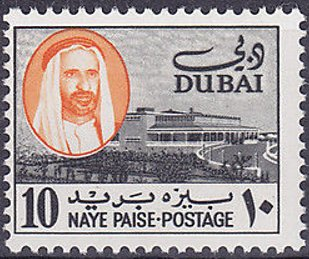
10 بيزات
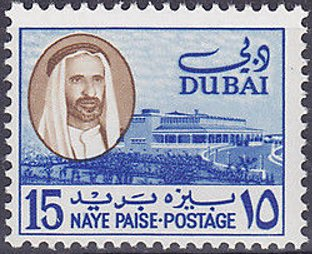
15 بيزات
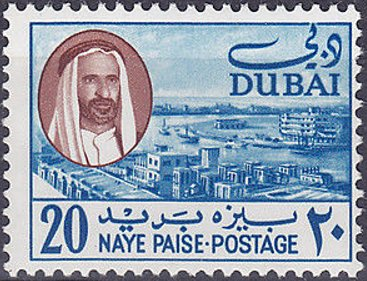
20 بيزة
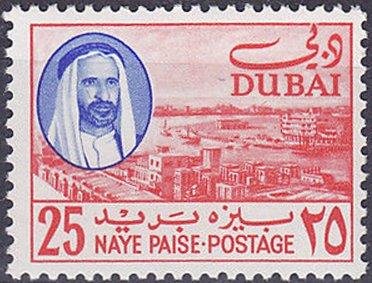
25 بيزة
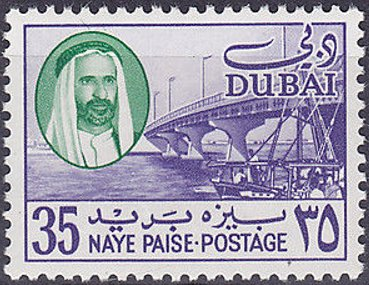
35 بيزة
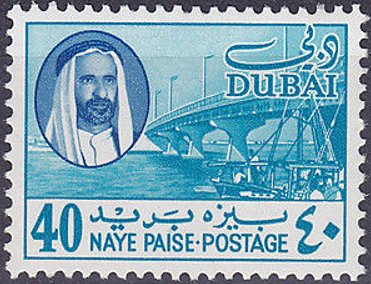
40 بيزة
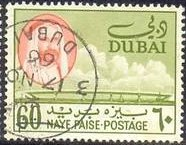
60 بيزة
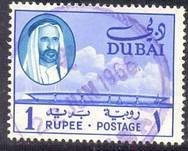
روبية واحدة
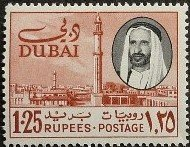
روبية وربع
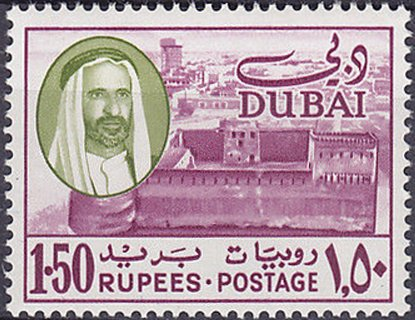
روبية ونصف
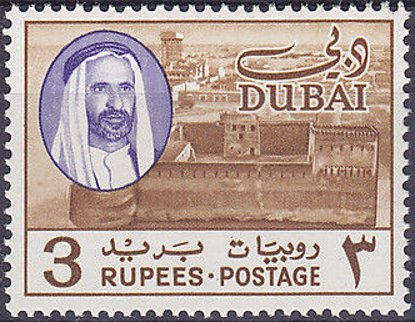
3 روبيات
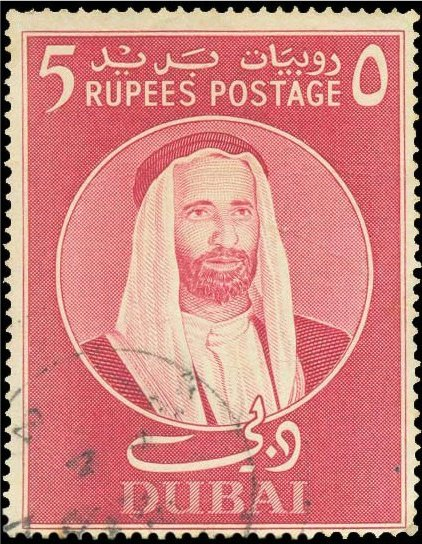
5 روبيات
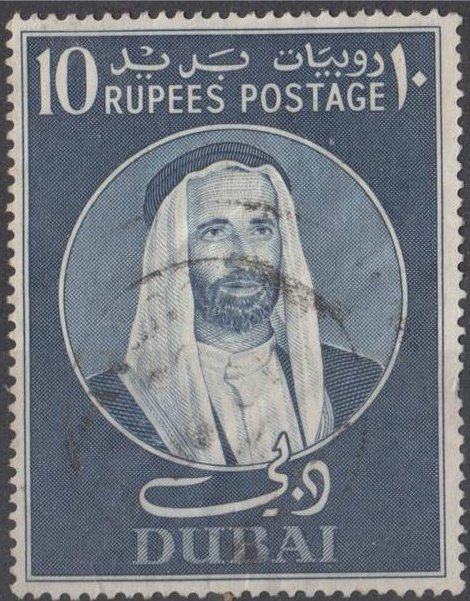
10 روبيات

### إصدارات حفريات البترول في دبي
في 2 يوليو 1966، أصدرت الطوابع التالية وتحمل عبارة "ذكرى حفريات البترول في دبي 12 شباط 1964"، والطوابع مخصصة للبريد الجوي:

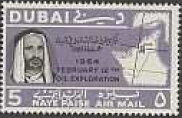
5 بيزات
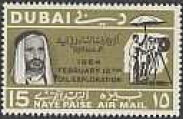
15 بيزة
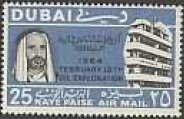
25 بيزة
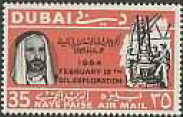
35 بيزة
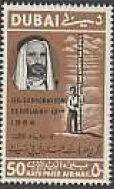
50 بيزة
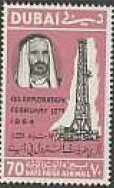
70 بيزة
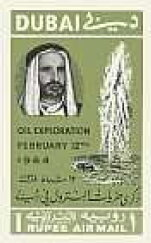
روبية واحدة

وكذلك توفرت طوابع غير مخرمة، ومنها:

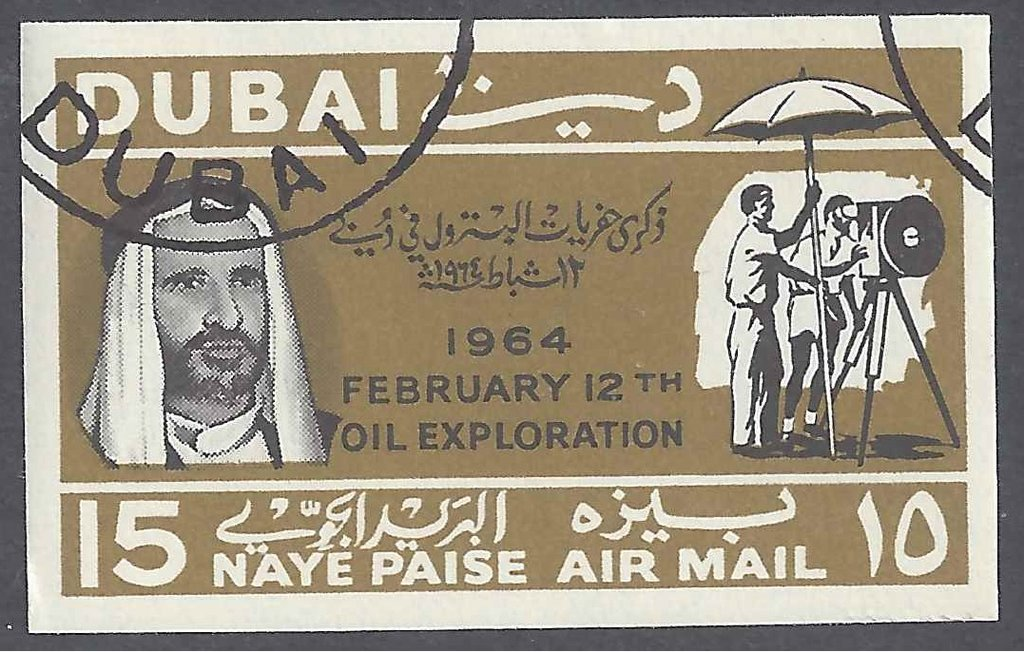
طابع غير مخرم بقيمة 15 بيزة

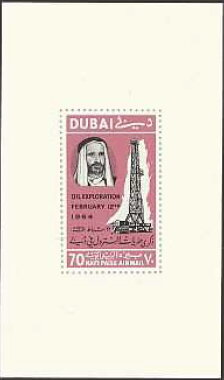
بطاقة تذكارية بقيمة 70 بيزة.

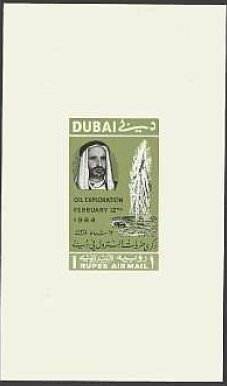
بطاقة تذكارية بقيمة روبية واحدة.

وكذلك أصدرت بطاقات تذكارية:

### إصدارات التنقيب عن البترول في البحر

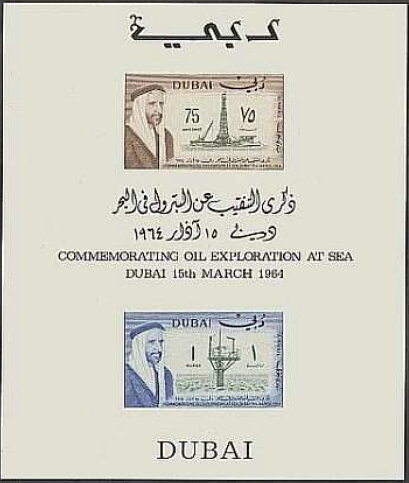
البطاقة التذكارية التي تضم طابعين أحدهما بقيمة 75 بيزة والثانية بقيمة روبية واحدة.

في 2 يوليو 1966، أصدرت الطوابع التالية وتحمل عبارة "ذكرى التنقيب عن البترول في البحر دبي 15 آذار 1964"، والطوابع مخصصة للبريد الجوي:

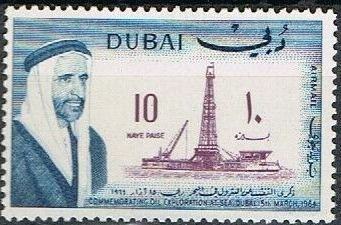
10 بيزات
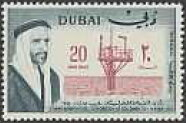
20 بيزة
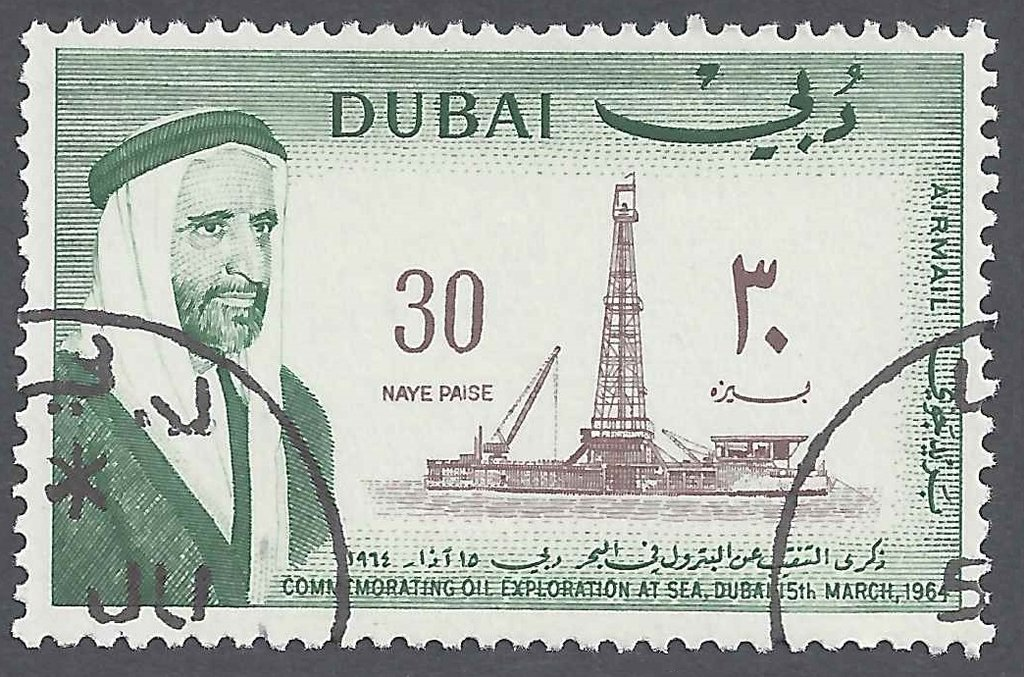
30 بيزة
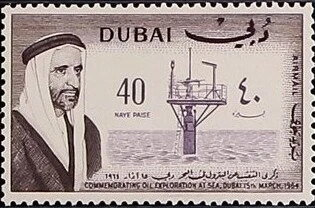
40 بيزة
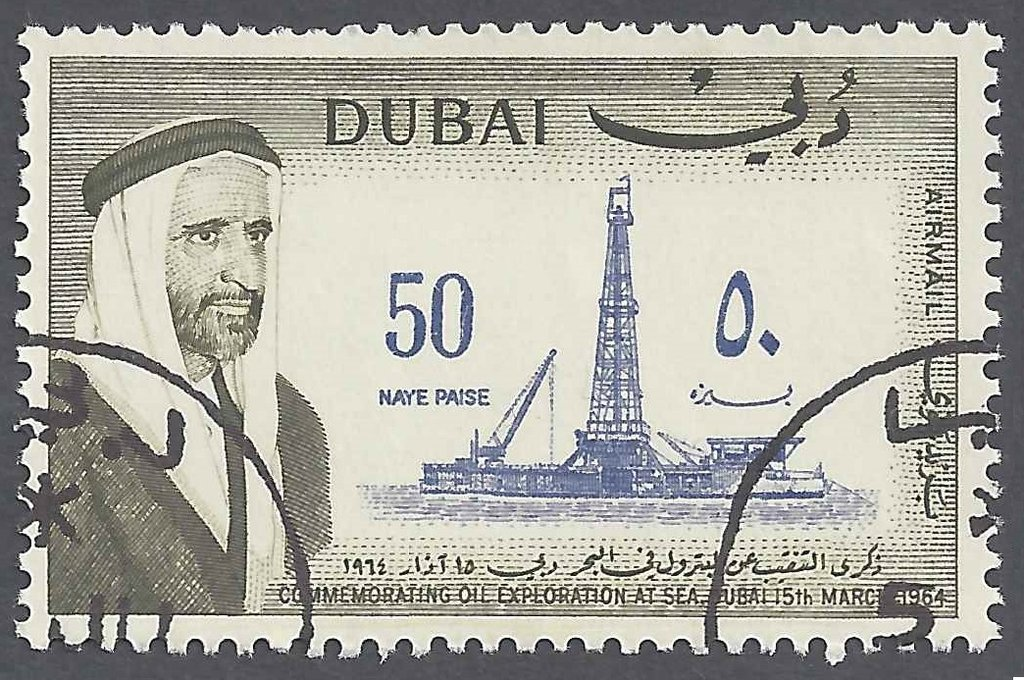
50 بيزة
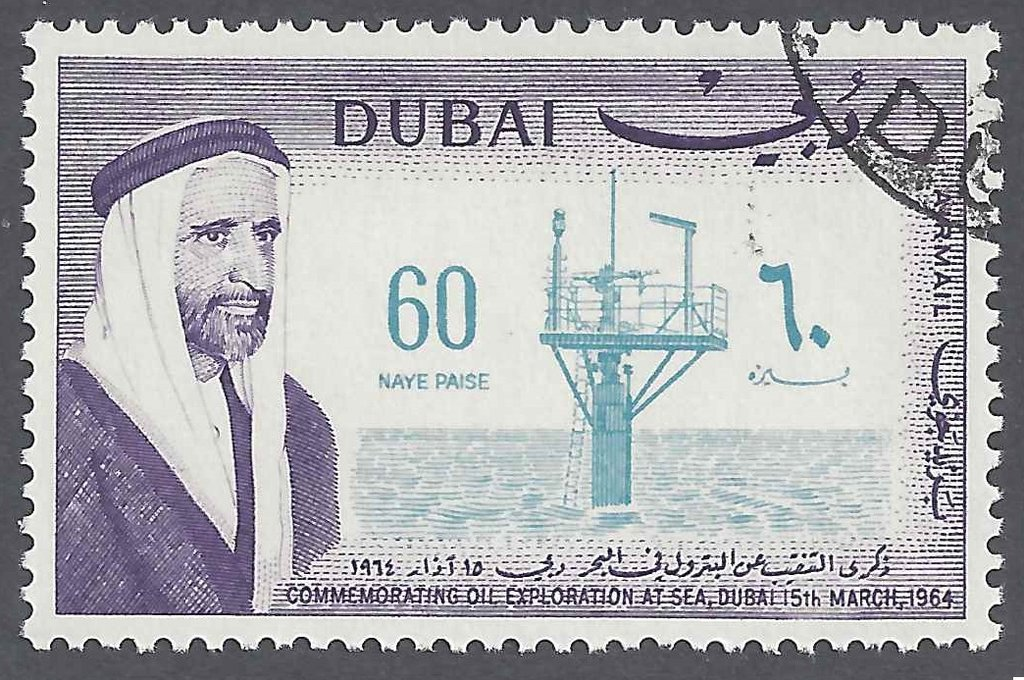
60 بيزة
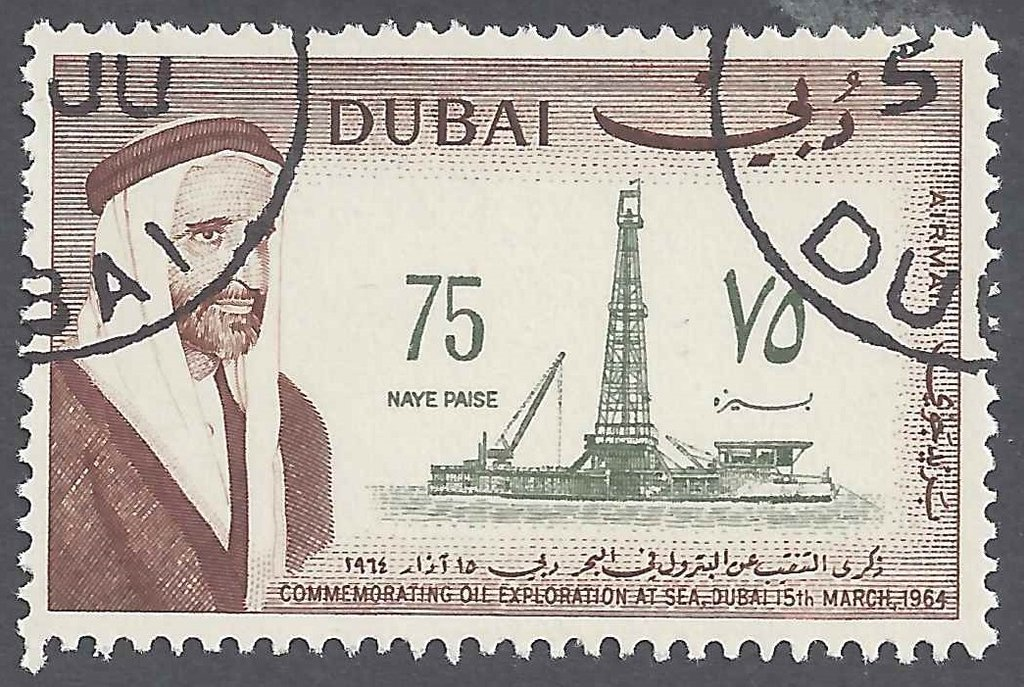
75 بيزة
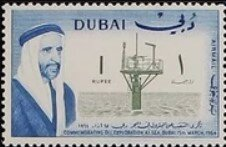
روبية واحدة

وكذلك إصدار طوابع غير مخرمة، وهي بالأصل من البطاقة التذكارية:

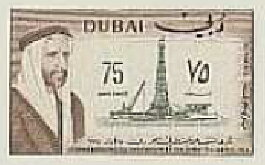
75 بيزة
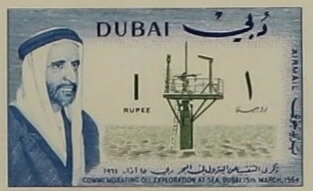
روبية واحدة

وهذه البطاقة التذكارية:

### إصدارات الذكرى الأولى لاجتماع إمارة الخليج العربي

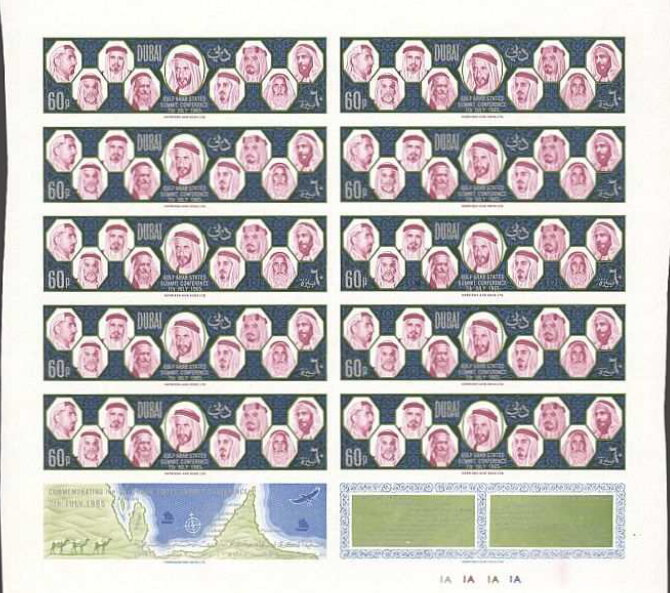
ورقة الطوابع التي قيمتها 60 بيزة كاملة.

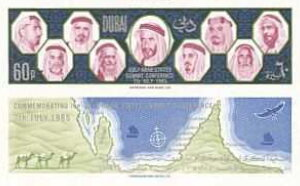
الصف الأسفل من ورقة الطوابع التي قيمتها 60 بيزة.

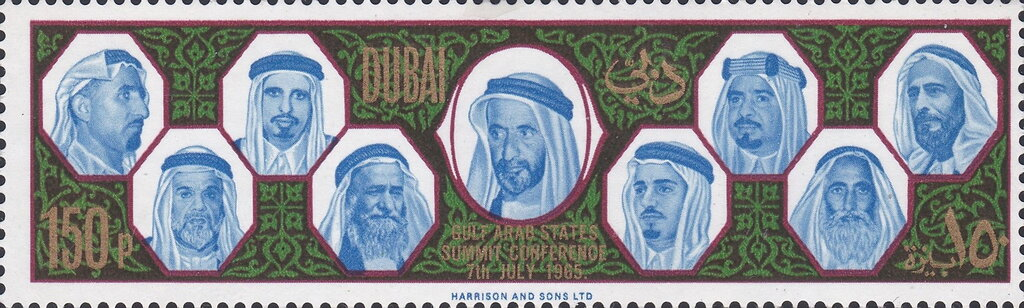
الصف الأسفل من ورقة الطوابع التي قيمتها روبية ونصف.

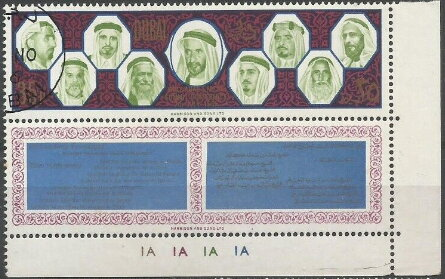
الصف الأسفل من ورقة الطوابع التي قيمتها 35 بيزة، ويظهر الجزء من ورقة الطوابع التي فيها نص الاتفاقية.

في 23 يوليو 1966، أصدرت طوابع تحتفي بالذكرى الأولى لاجتماع إمارات الخليج العربي في دبي في 7 يوليو 1965، والذي وُقع فيه "اتفاق عملة الخليج العربي" بين قطر ودبي وأبو ظبي والبحرين بالإضافة إلى إمارات الشارقة وعجمان ورأس الخيمة وأم القيوين والفجيرة. كان الهدف من هذا الاتفاق هو تشكيل اتحاد نقدي وإصدار عملة موحدة للتداول في كل من هذه الدول. ومع ذلك، لم ينفذ هذا الاتفاق بالكامل.
نتيجة لذلك، قررت قطر ودبي المضي قدمًا في تشكيل اتحادهما النقدي الخاص بهما. ووقعتا "اتفاقية عملة قطر ودبي" في 21 مارس 1966. نصت هذه الاتفاقية على إدخال عملة مشتركة للدولتين وإنشاء مجلس نقدي.
وقد تم بالفعل إصدار عملة "ريال قطر ودبي" في 18 سبتمبر 1966، وكانت متداولة في قطر ودبي وبقية الإمارات (باستثناء إمارة أبو ظبي التي اعتمدت الدينار البحريني ثم الدرهم الإماراتي لاحقًا). استمر تداول هذه العملة حتى عام 1973، عندما انضمت إمارة دبي إلى دولة الإمارات العربية المتحدة وأصدر الدرهم الإماراتي، وأصدرت قطر عملتها الخاصة، الريال القطري.
وقد أصدرت الطوابع التالية والتي تحمل صور حكام إمارات الخليج التسعة:

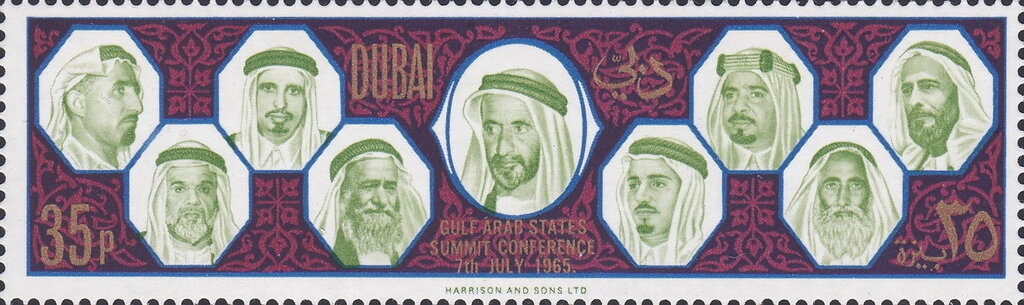
35 بيزة
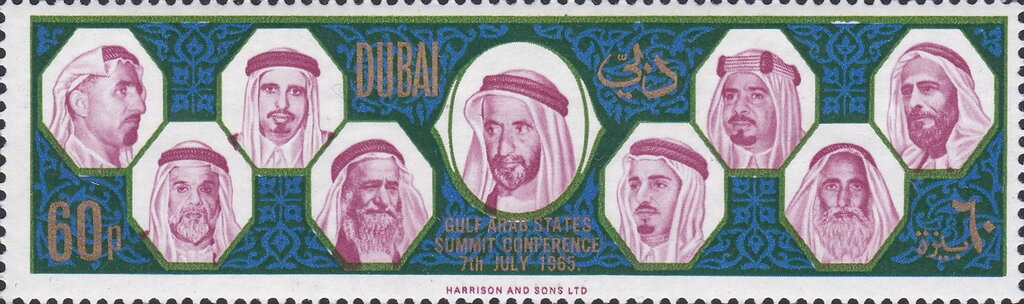
60 بيزة
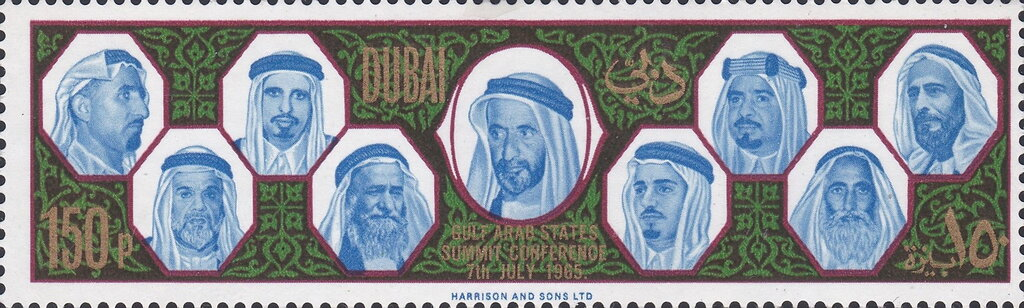
روبية ونصف

### إصدارات كأس العالم لكرة القدم 1966
في 1 أكتوبر 1966، أصدرت طوابع لمناسبة بطولة كأس العالم لكرة القدم التي أقيمت في إنجلترا عام 1966. وهذا أول إصدار بعد اعتماد عملة ريال قطر ودبي في 18 سبتمبر 1966.

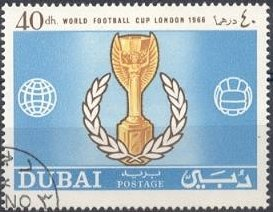
40 درهما
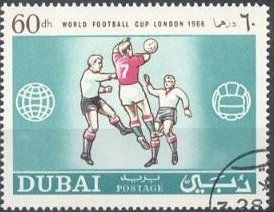
60 درهما
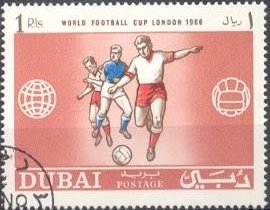
ريال واحد
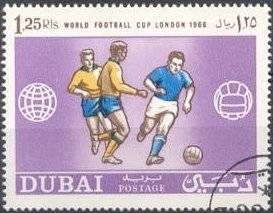
ريال وربع
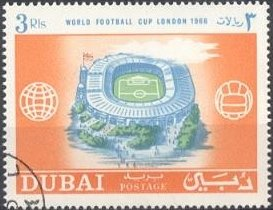
3 ريالات

وكذلك طوابع غير مخرمة:

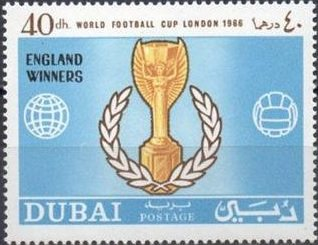
40 درهما
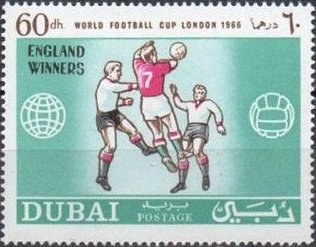
60 درهما
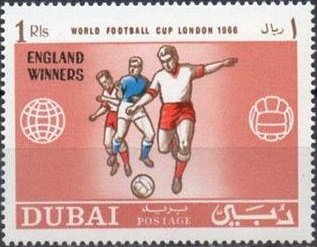
ريال واحد
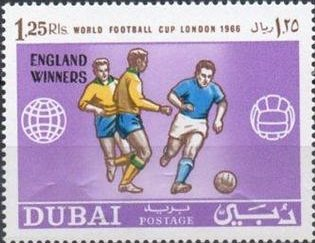
ريال وربع
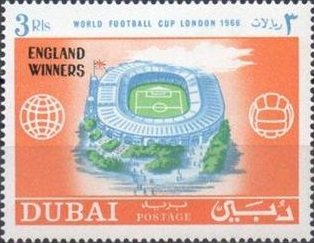
3 ريالات

وفي نفس اليوم كذلك، أي في 1 أكتوبر 1966، أصدرت نفس الطوابع مع توشيح "ENGLAND WINNERS" لمناسبة فوز إنجلترا بالبطولة، وقد ظهرت نسختين من التوشيح بلون أسود وبلون أحمر:
- التوشيح الأسود:

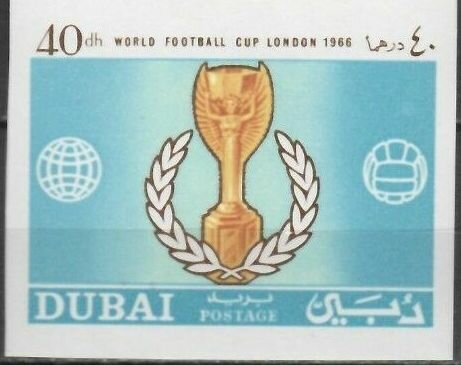
40 درهما
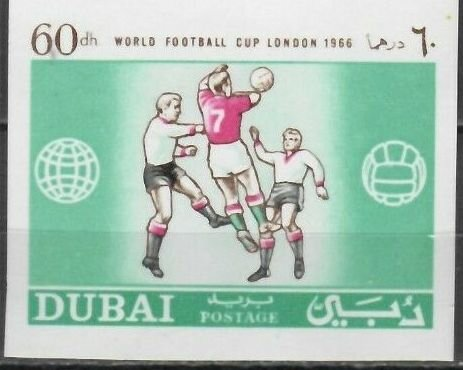
60 درهما
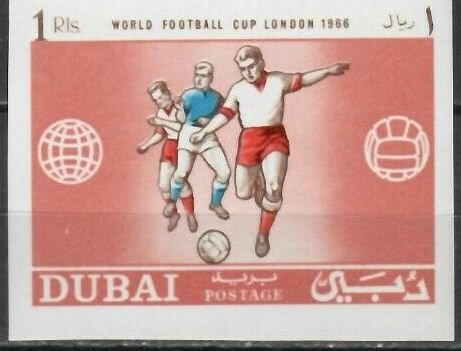
ريال واحد
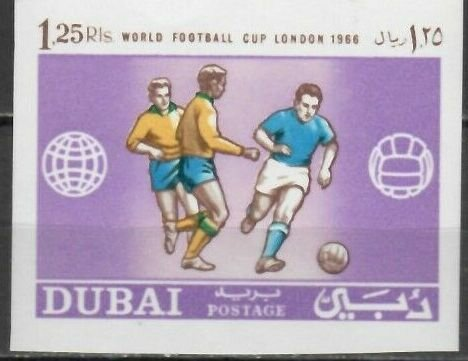
ريال وربع
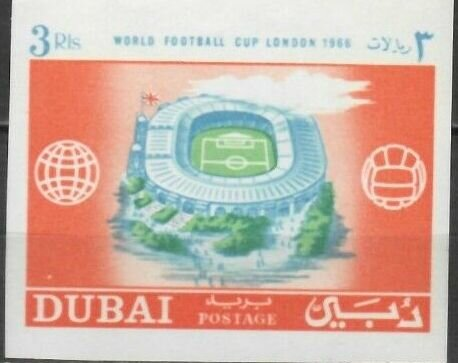
3 ريالات

- التوشيح الأحمر:

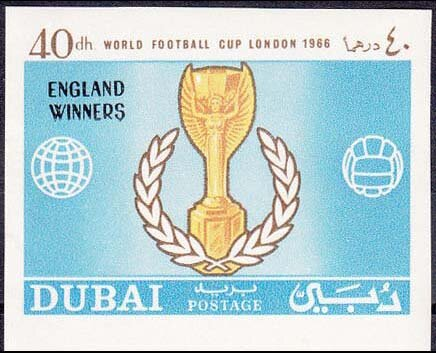
40 درهما
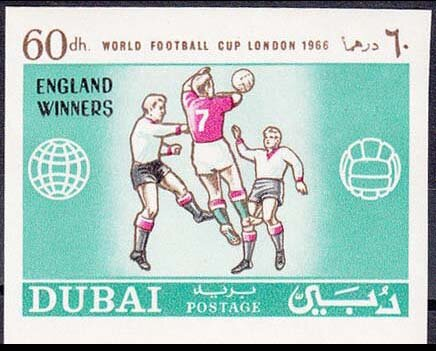
60 درهما
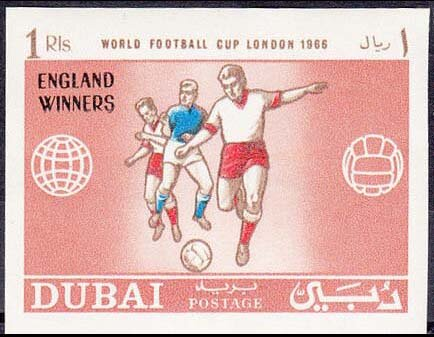
ريال واحد
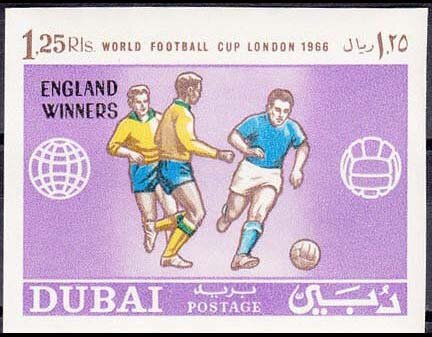
ريال وربع
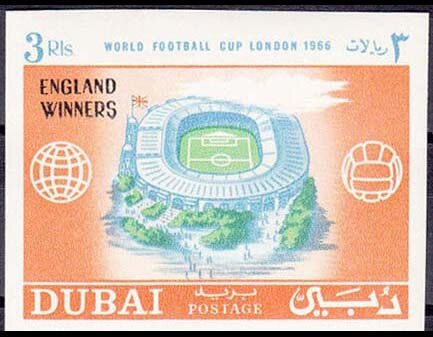
3 ريالات

وكذلك توفر الإصدار الموشح غير المخرم:

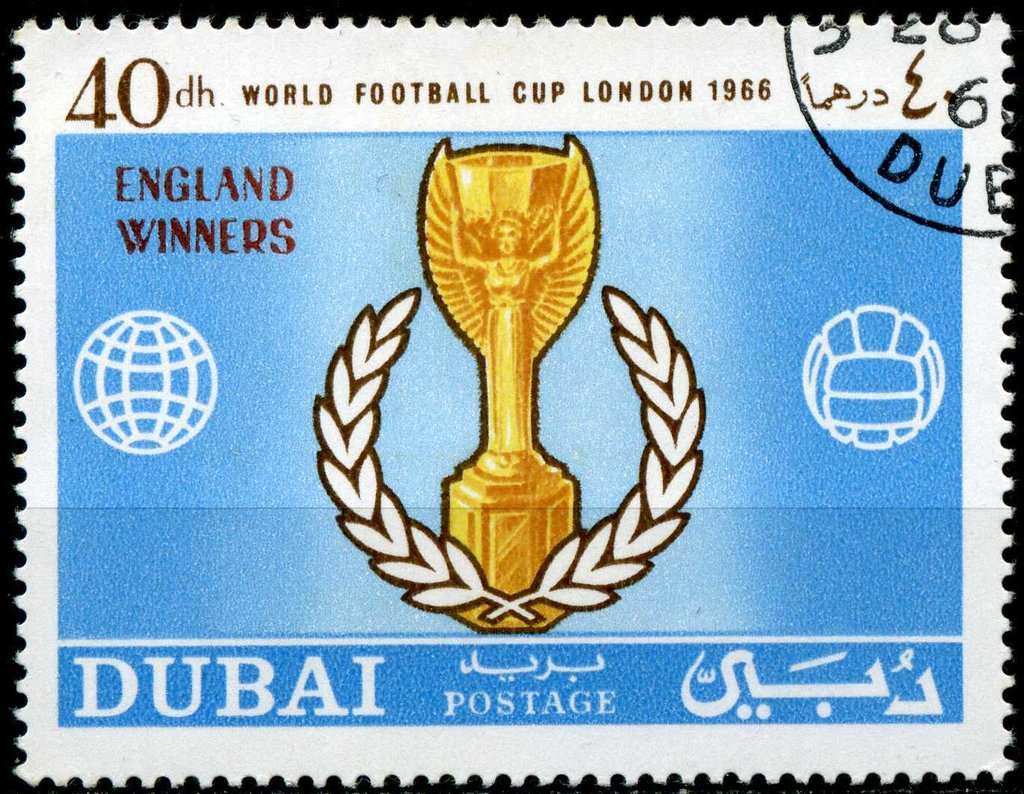
40 درهما
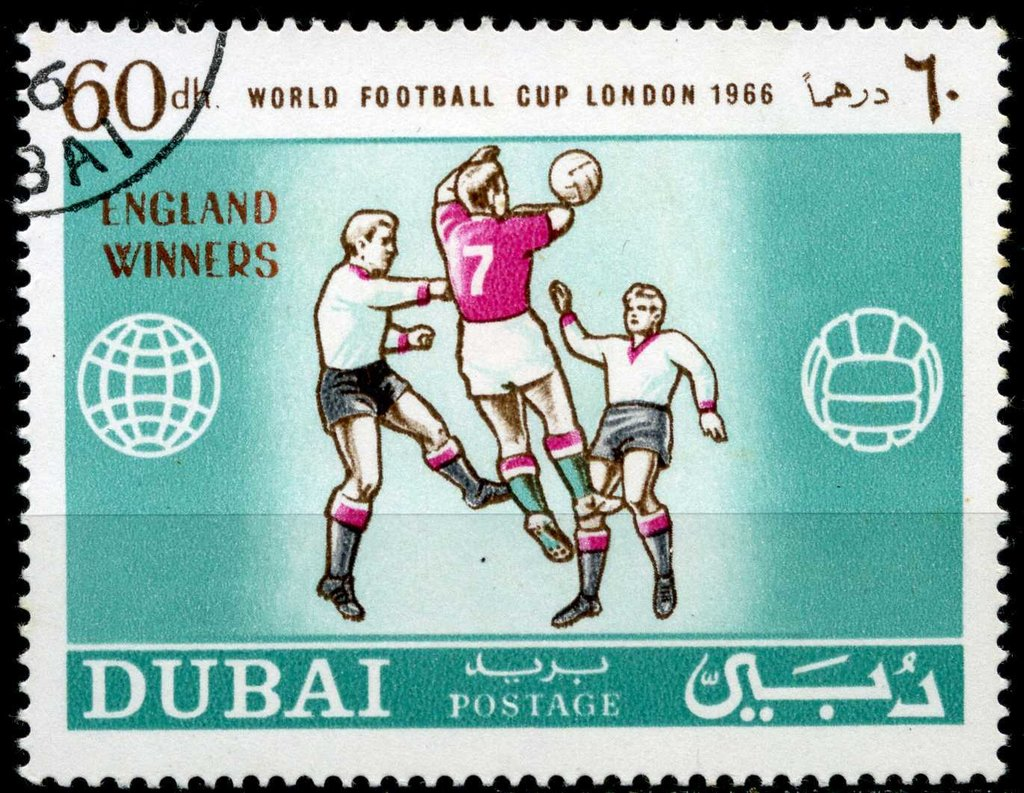
60 درهما
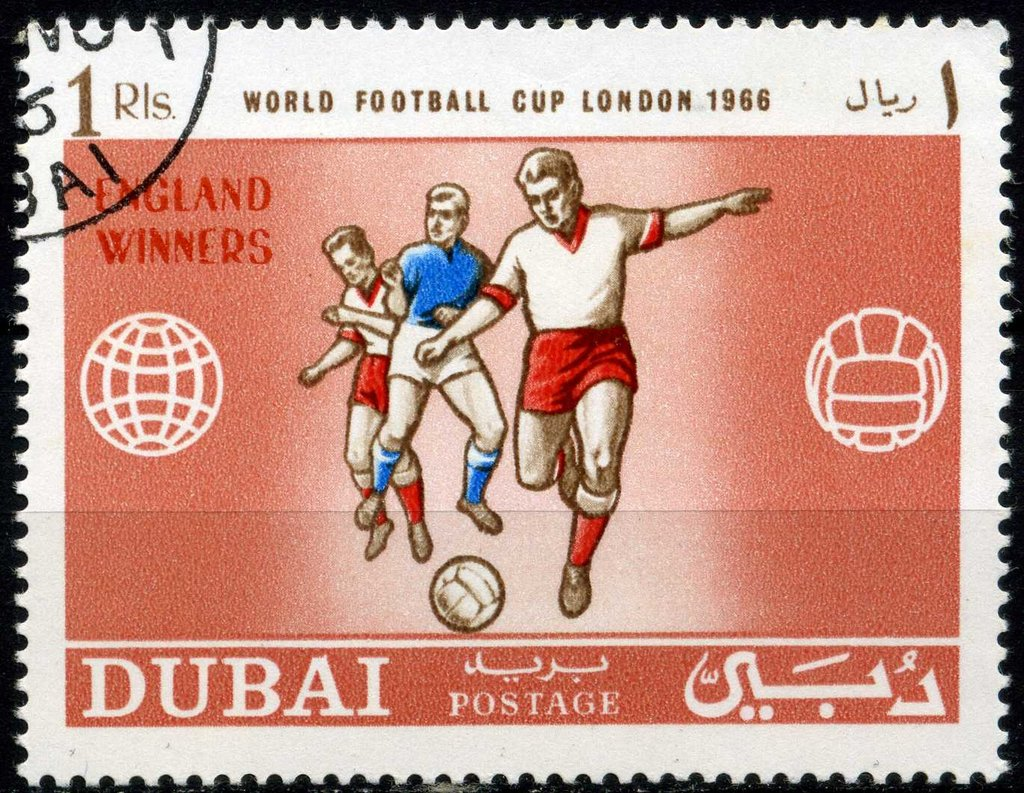
ريال واحد
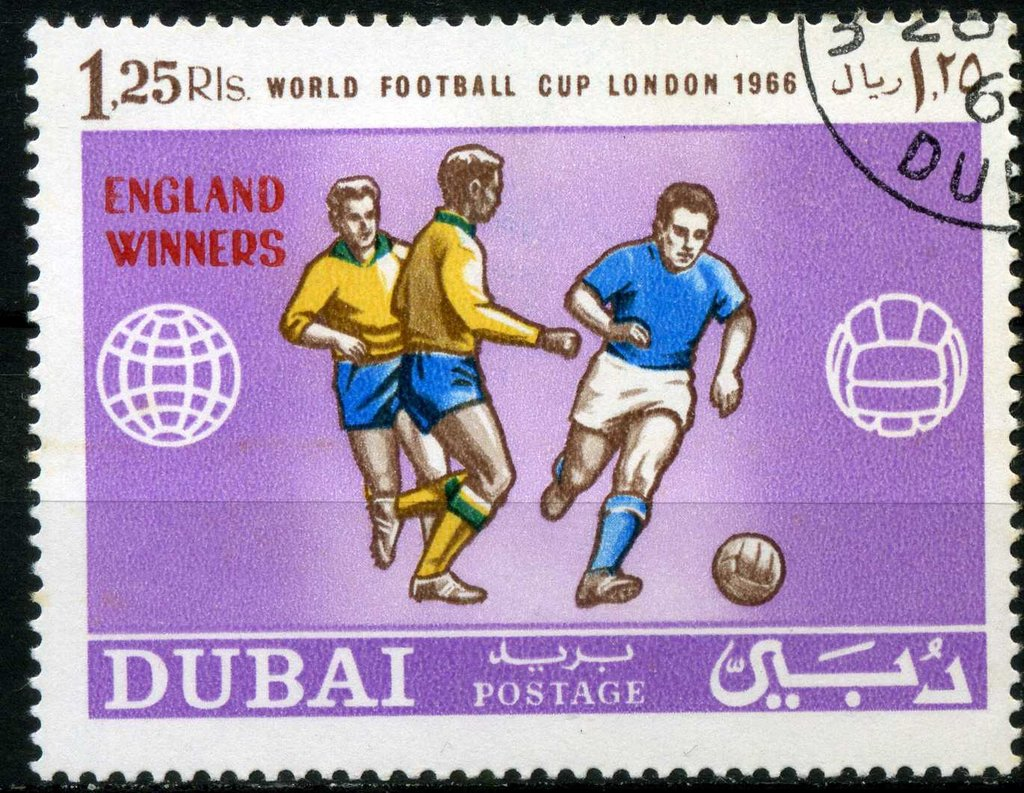
ريال وربع
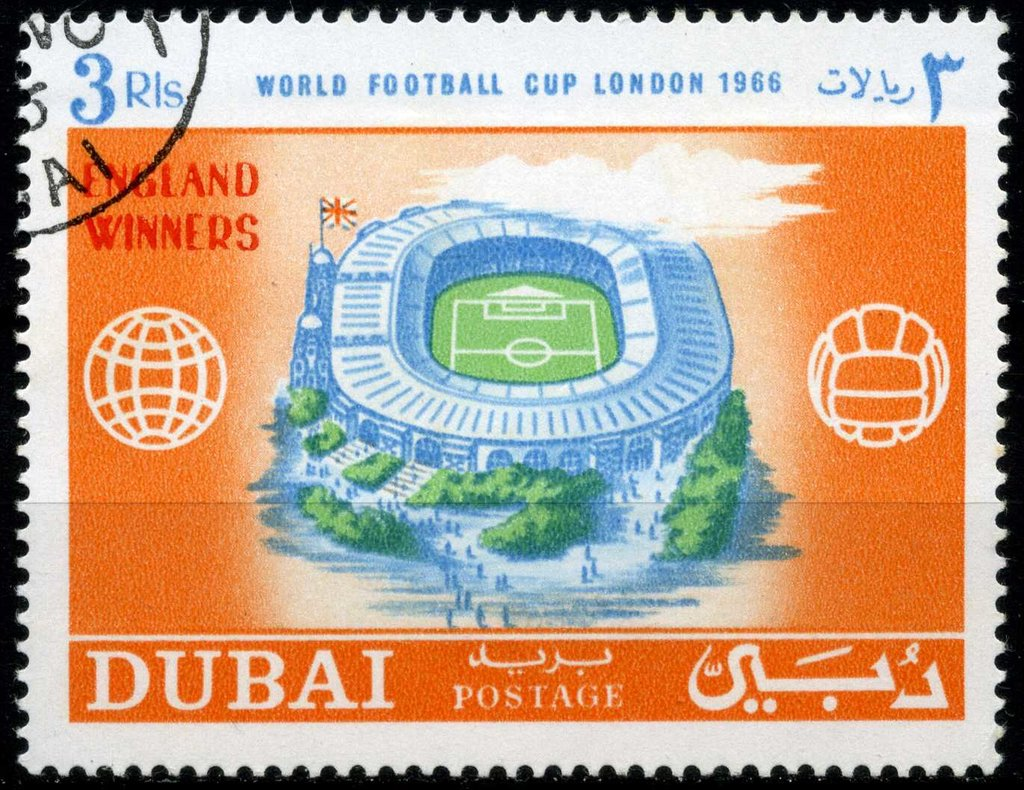
3 ريالات

وذلك توفرت بطاقات تذكارية بقيمة 5 ريالات:

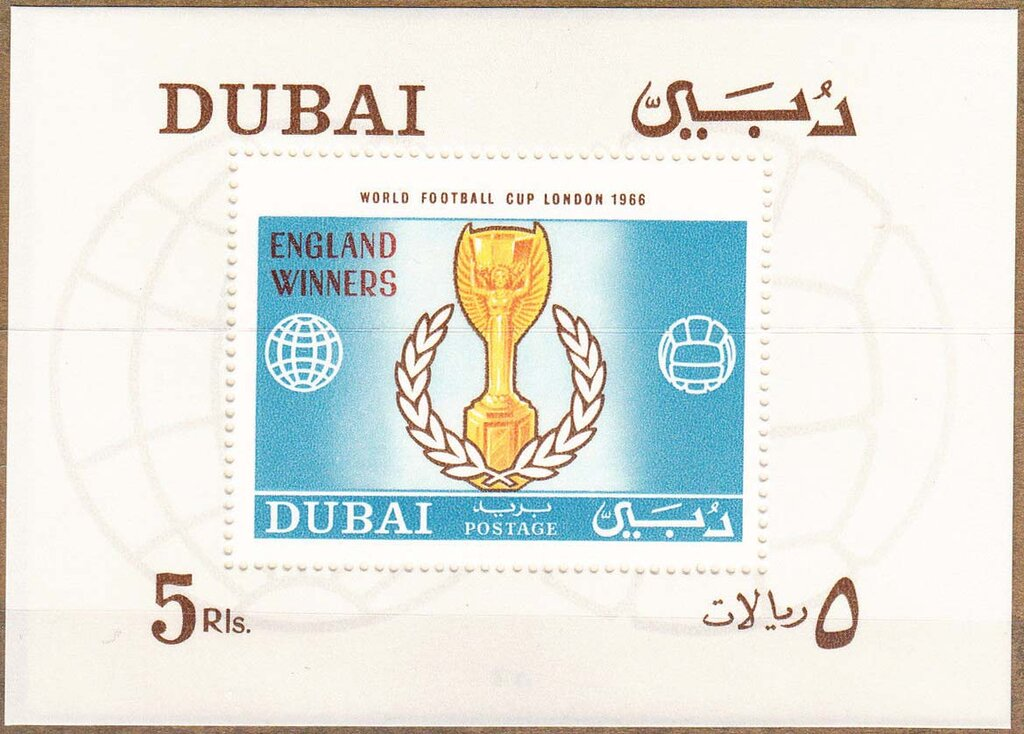
بطاقة تذكارية مخرمة
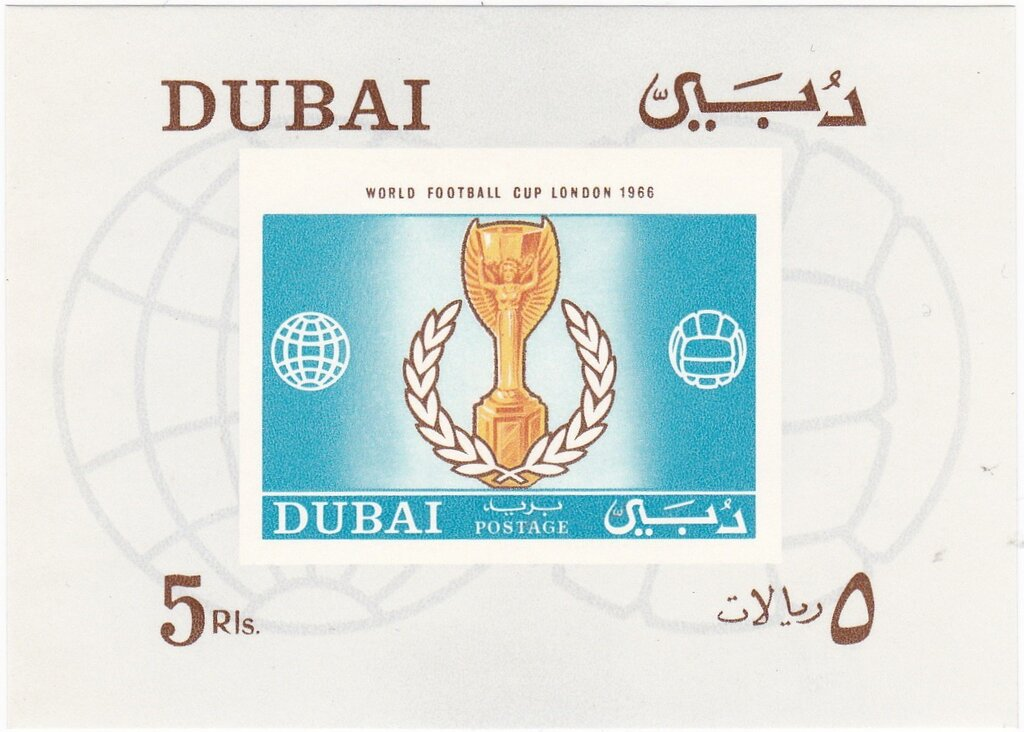
بطاقة تذكارية غير مخرمة
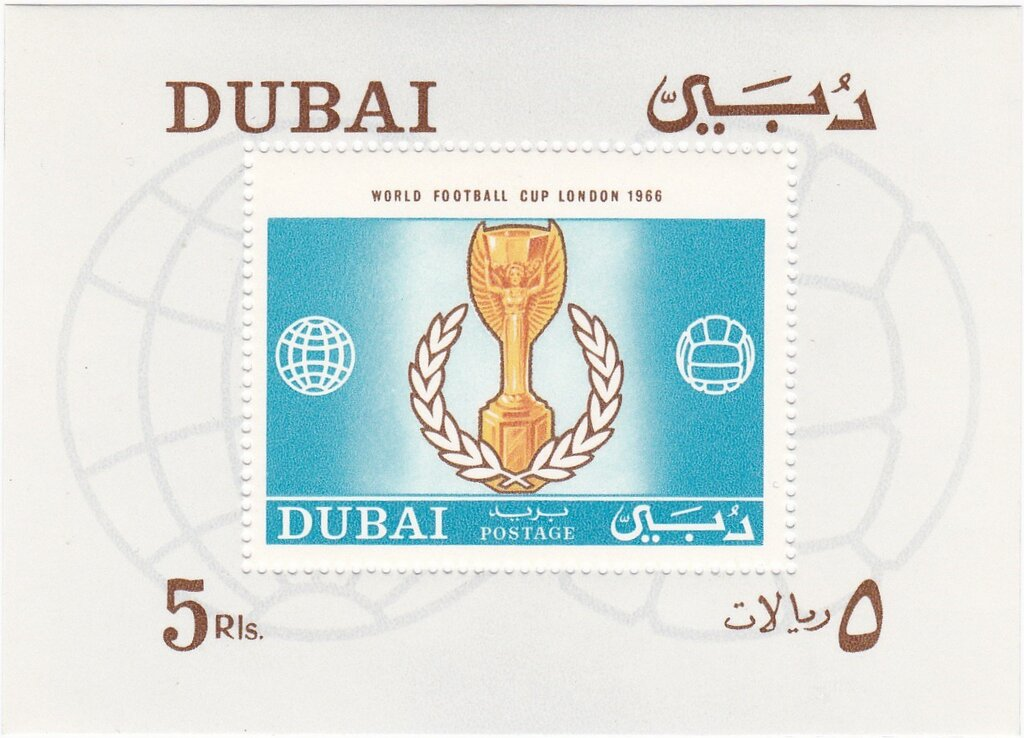
بطاقة تذكارية موشحة ومخرمة
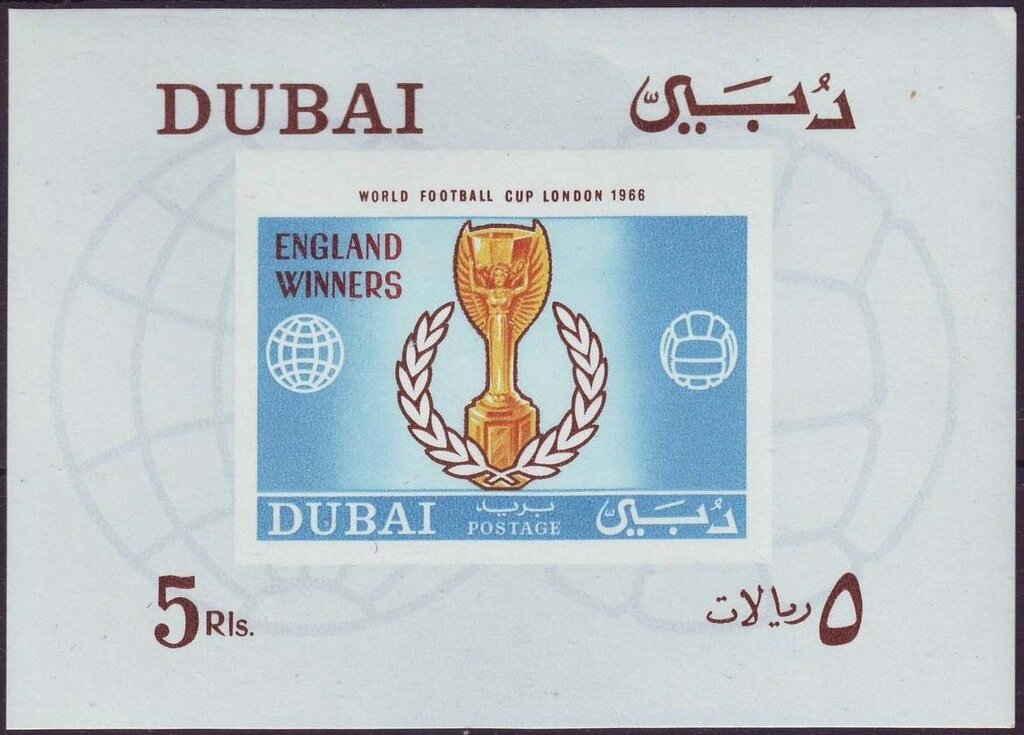
بطاقة تذكارية موشحة غير مخرمة

### إصدارات سنة التعاون الدولي 1965
في 5 نوفمبر 1966، أصدرت الطوابع التالية احتفاء بسنة التعاون الدولي، وقد كانت قيمة كل طابع روبية واحدة، وظهر في جانبه صورة حاكم دبي الشيخ راشد بن سعيد آل مكتوم مع صورة أخرى في الوسط (صاحب الصورة اسمه تحت الطابع):

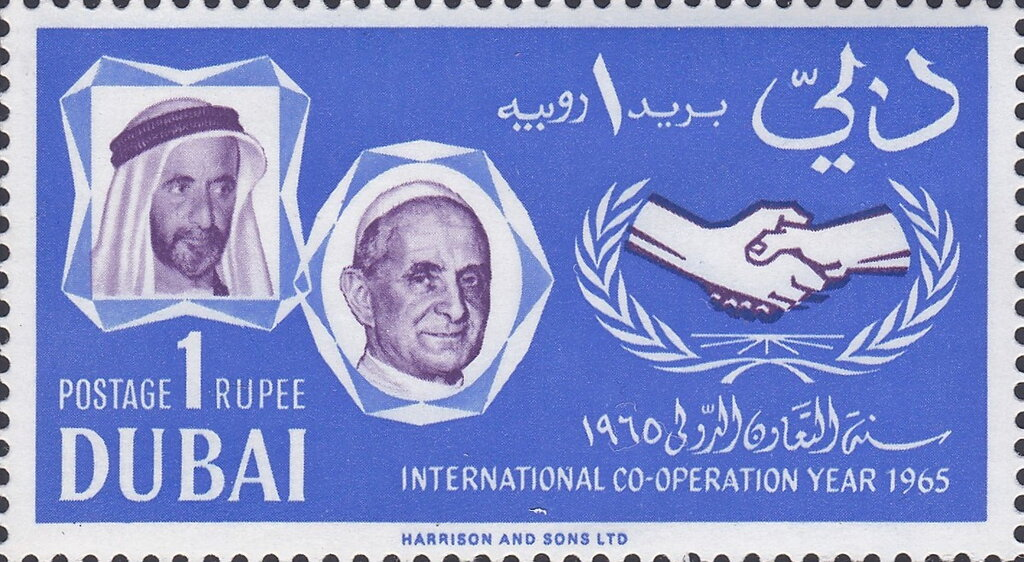
البابا بولس السادس
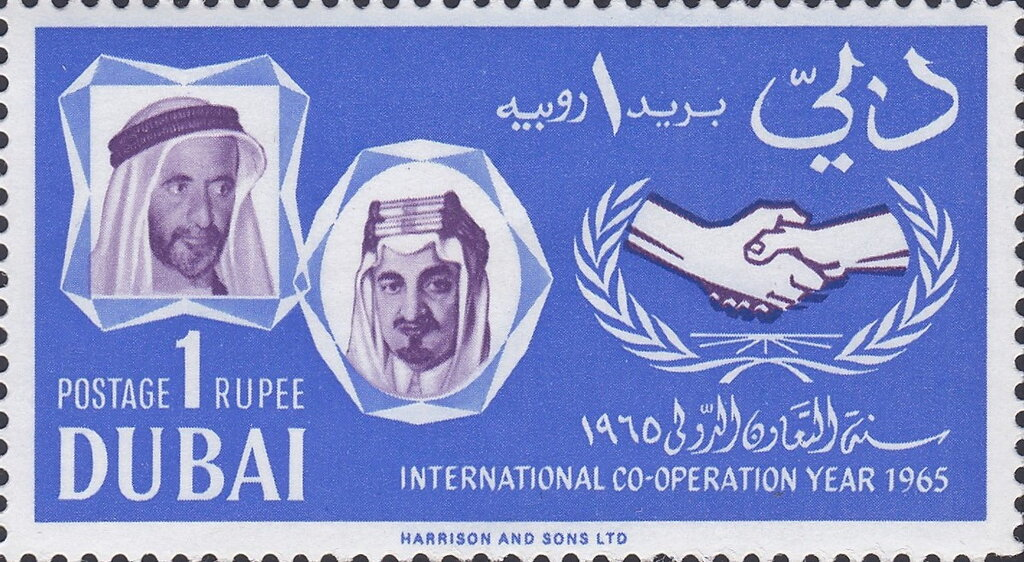
ملك السعودية فيصل بن عبد العزيز آل سعود
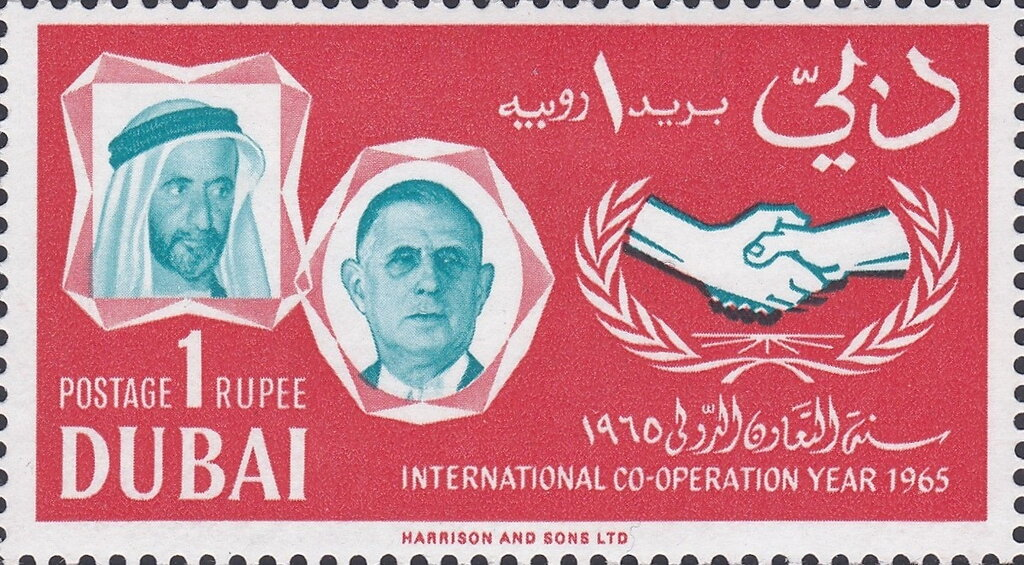
الرئيس الفرنسي شارل ديغول
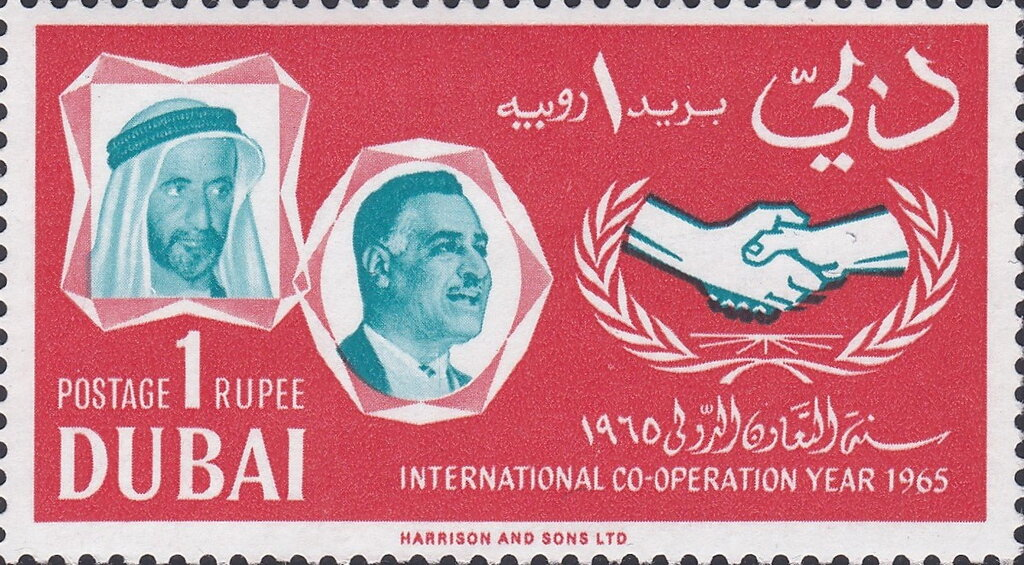
الرئيس المصري جمال عبد الناصر
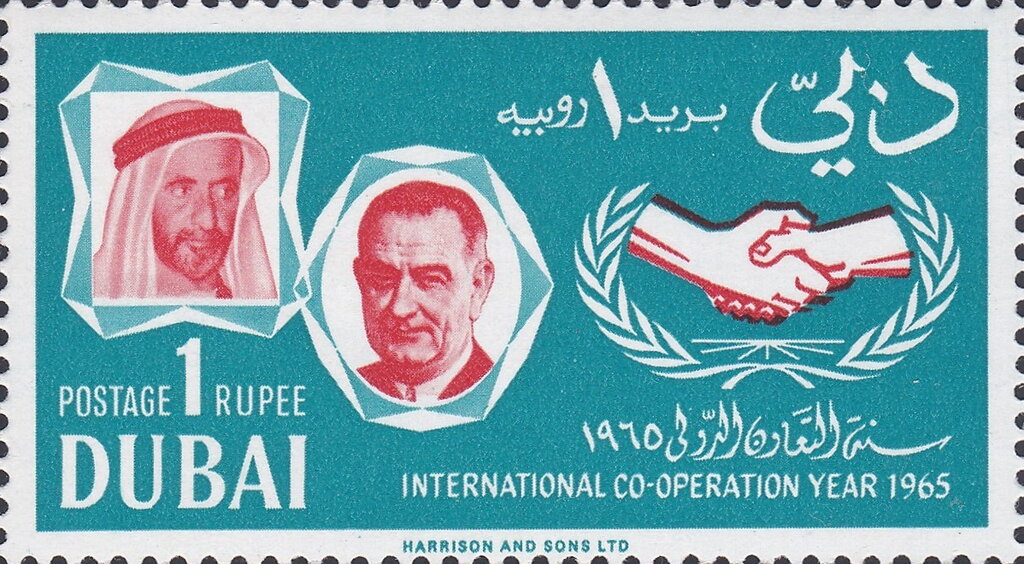
الرئيس الأمريكي ليندون جونسون
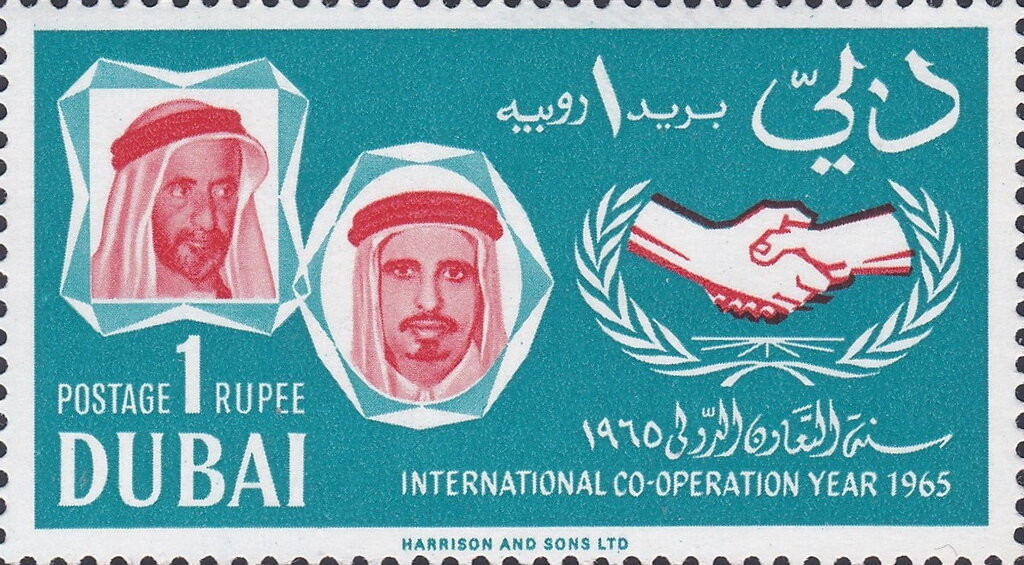
أمير قطر الشيخ أحمد بن علي آل ثاني
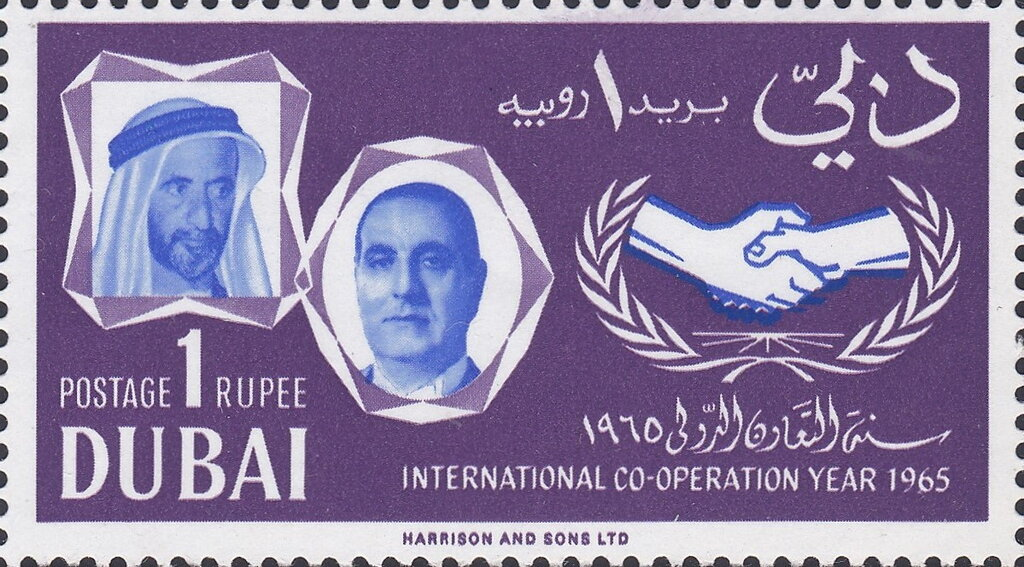
الرئيس اللبناني فؤاد شهاب
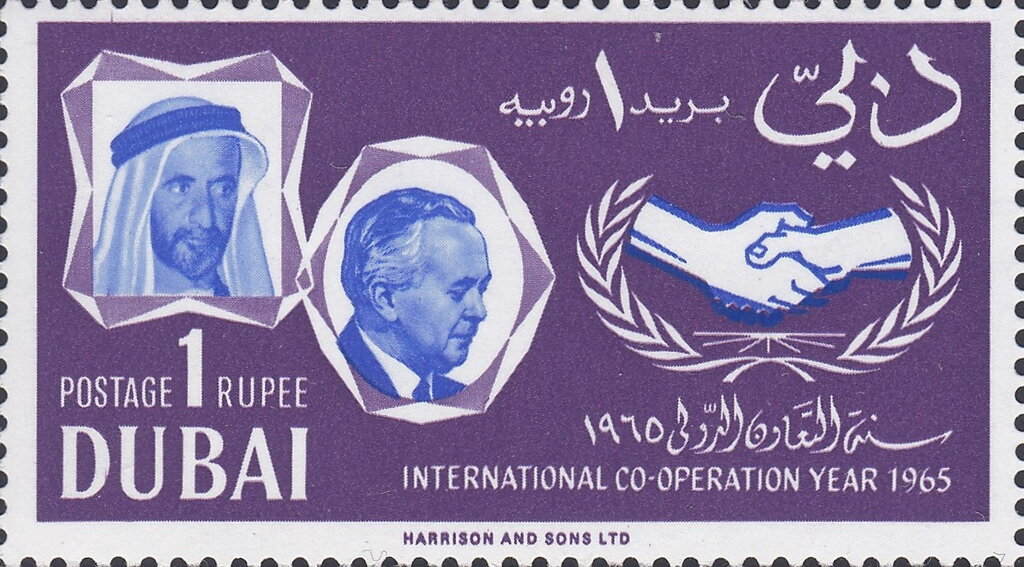
رئيس وزراء بريطانيا هارولد ويلسون
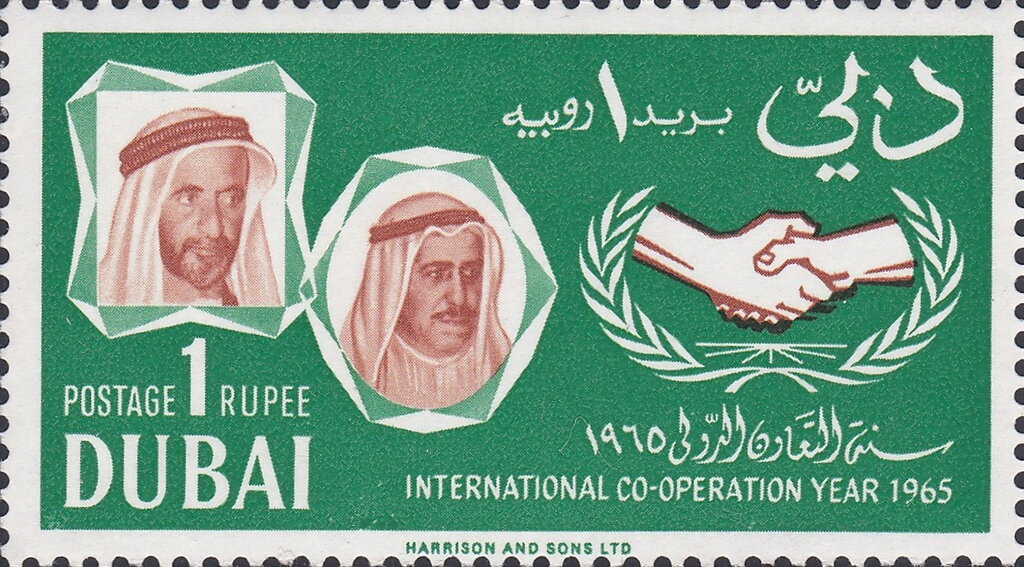
أمير الكويت الشيخ صباح السالم الصباح
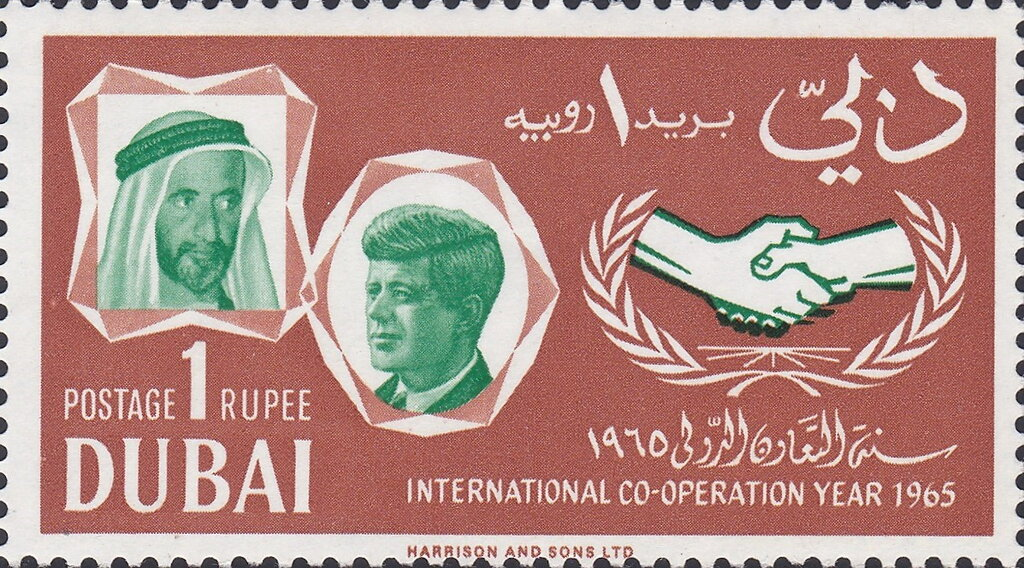
الرئيس الأمريكي الراحل جون كينيدي

وفي الأصل توفرت الطوابع على شكل طوابع متجاورة، ويمكن العثور على كل طابعين متجاورين منها:

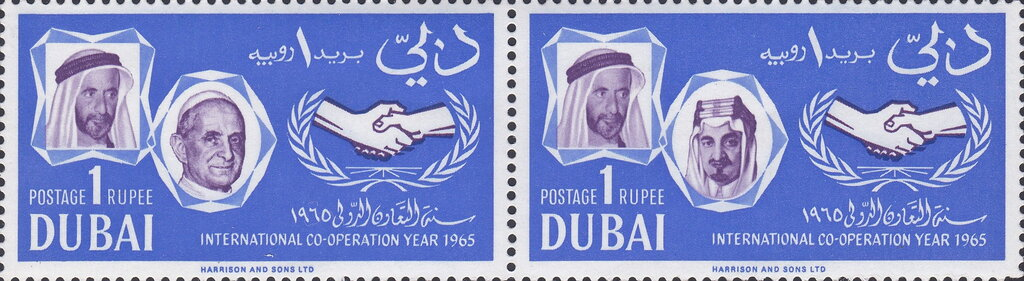
طابع البابا بولس السادس مع طابع ملك السعودية فيصل بن عبد العزيز آل سعود
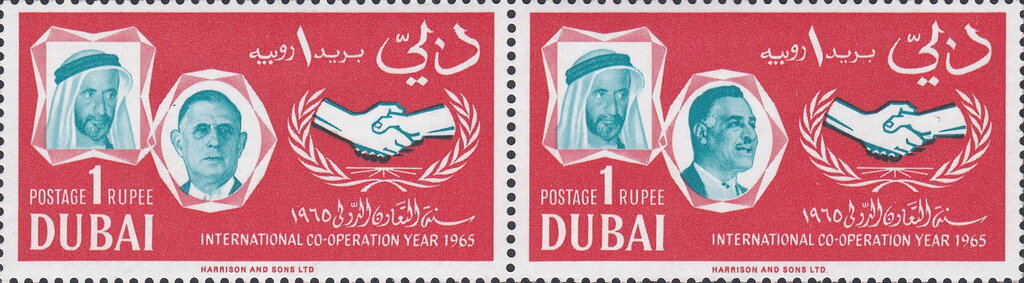
طابع الرئيس الفرنسي شارل ديغول مع طابع الرئيس المصري جمال عبد الناصر
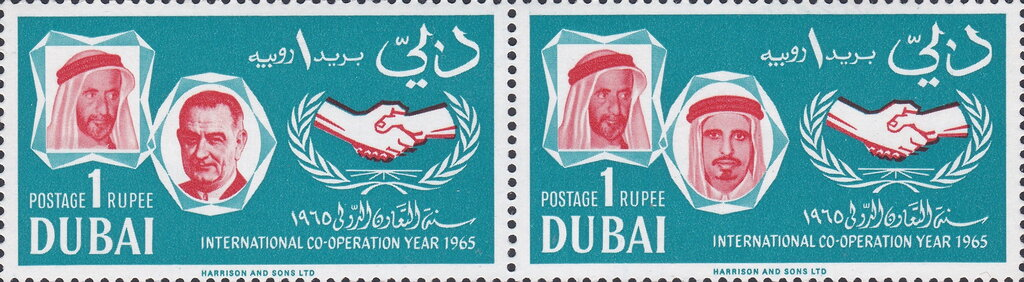
طابع الرئيس الأمريكي ليندون جونسون مع طابع أمير قطر الشيخ أحمد بن علي آل ثاني
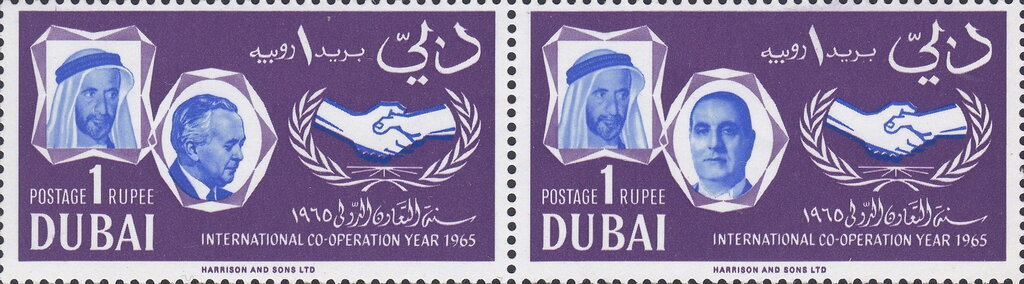
طابع الرئيس اللبناني فؤاد شهاب مع طابع رئيس وزراء بريطانيا هارولد ويلسون
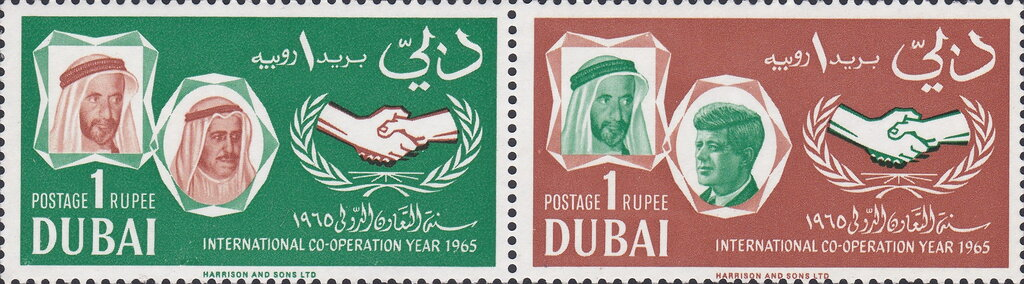
طابع أمير الكويت الشيخ صباح السالم الصباح مع طابع الرئيس الأمريكي الراحل جون كينيدي

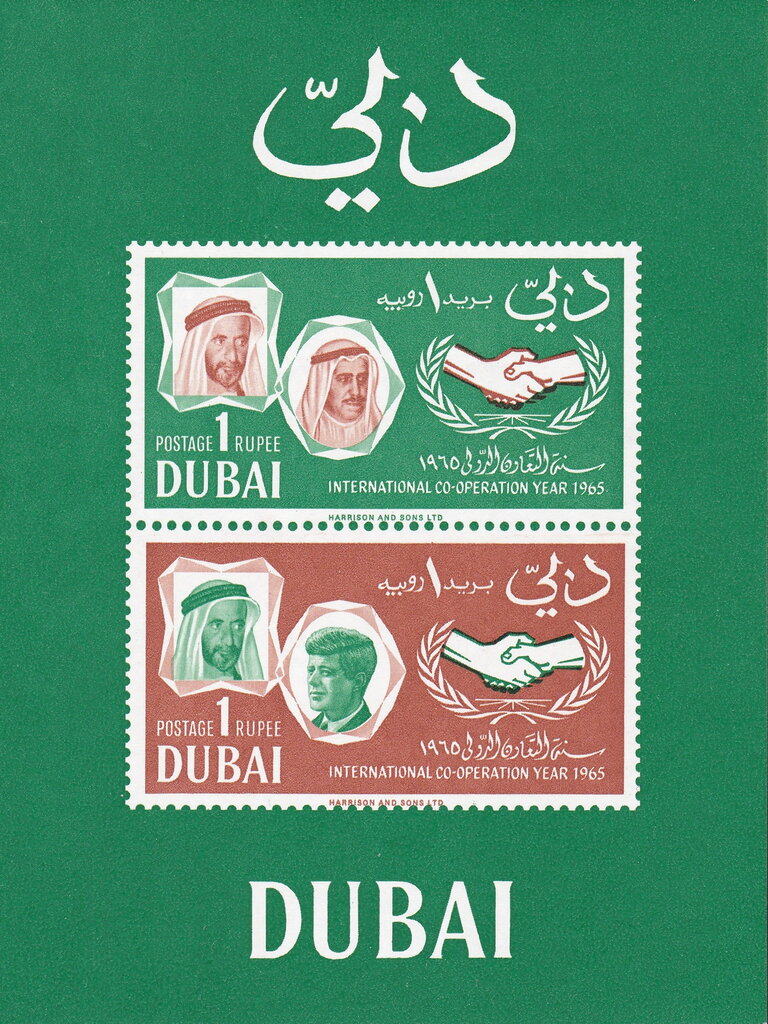
بطاقة تذكارية تضم طابعين بقيمة روبية واحدة، أحدهما تظهر فيه صورة أمير الكويت الشيخ صباح السالم الصباح والطابع الثاني تظهر فيه صورة الرئيس الأمريكي الراحل جون كينيدي.

كما أصدرت بطاقة تذكارية:

### إصدارات التقاء بعثتي جمناي 6 وجمناي 7
في 13 نوفمبر 1966، أصدرت الطوابع التالية التي تحتفي ببعثتي جمناي 7 وجمناي 6 والتقائهما في الفضاء:
- 35 درهما
- 40 درهما
- 60 درهما
- ريال واحد
- ريال وربع
- 3 ريالات

وكذلك توفرت الطوابع في إصدار غير مخرم:

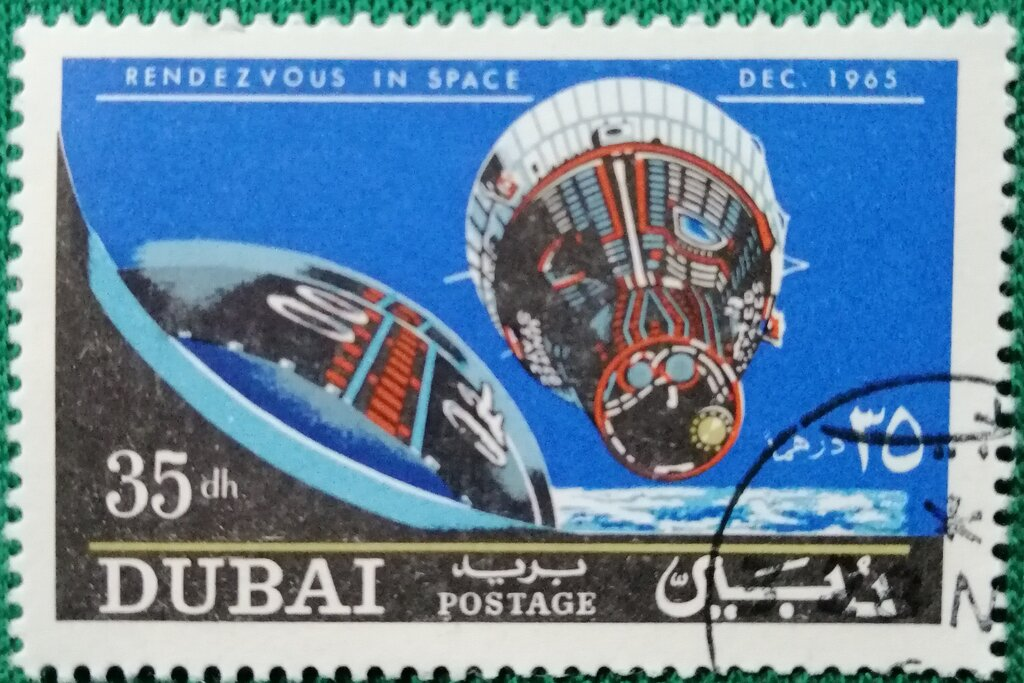
35 درهما
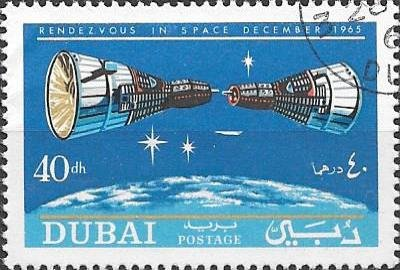
40 درهما
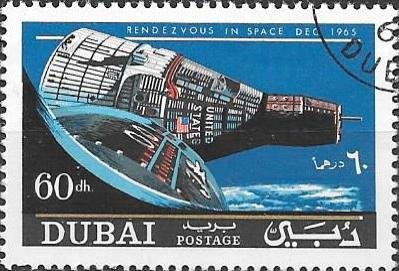
60 درهما
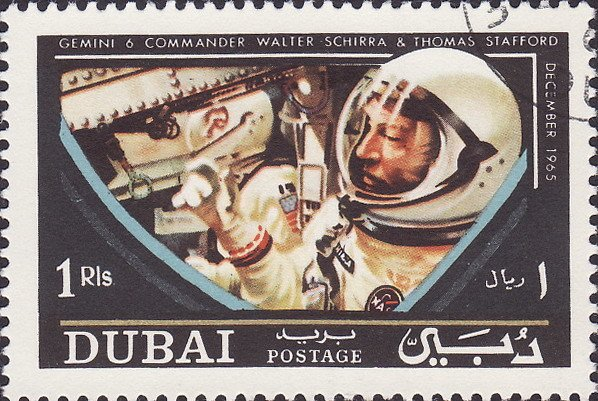
ريال واحد
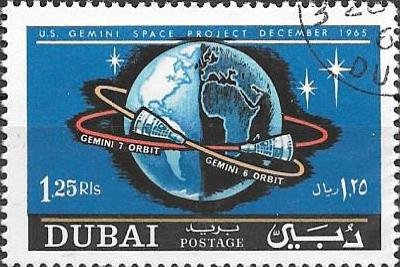
ريال وربع
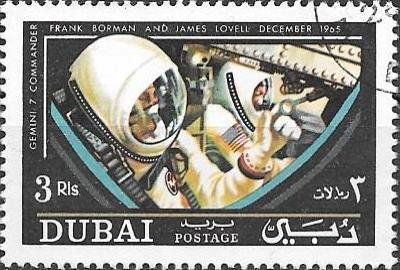
3 ريالات

وكذلك أصدرت بطاقة تذكارية بقيمة ريال واحد:

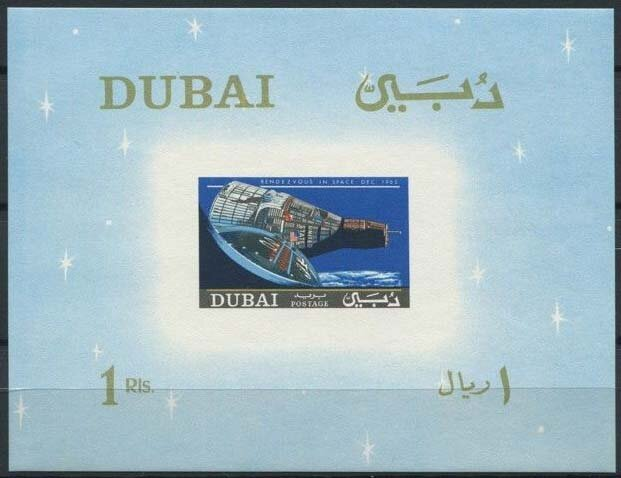
البطاقة التذكارية

### توشيح طوابع قياسية بالعملة الجديدة
وشحت إصدارات الطوابع القياسية (الدائمة) التي أصدرت في 30 مايو 1966 بالعملة الجديدة (ريال قطر ودبي)، حيث شطبت عملة البيزة وكتب محلها "درهم" والروبية وكتب محلهما "ريال" مع بقاء القيمة الرقمية ذاتها. وقد ووشحت هذه الطوابع إما في أواخر عام 1966 أو أوائل عام 1967.
وهذه المجموعة غير المستخدمة:

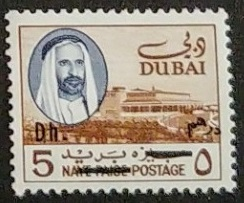
5 دراهم
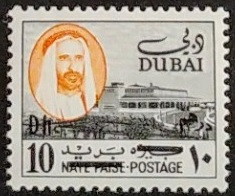
10 دراهم

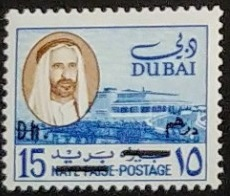
15 درهما
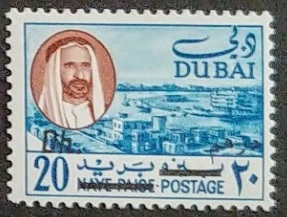
20 درهما
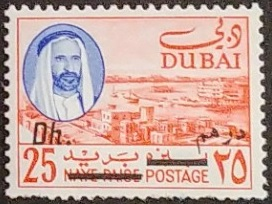
25 درهما
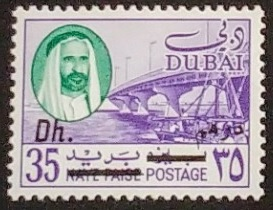
35 درهما
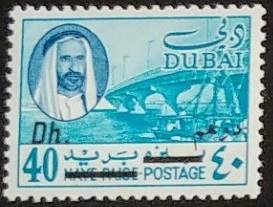
40 درهما
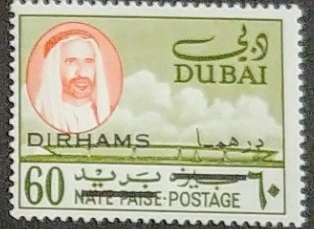
60 درهما
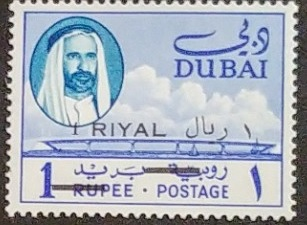
ريال واحد
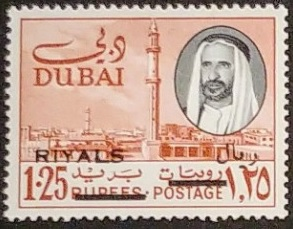
ريال وربع
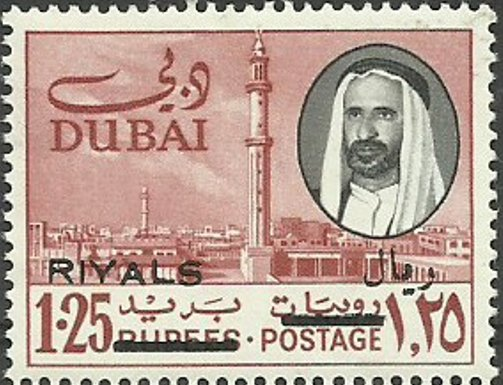
ريال وربع (نسخة أخرى)
غير مؤكد وجوده طابع الريال والنصف
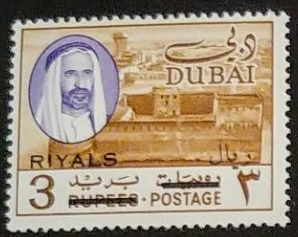
3 ريالات
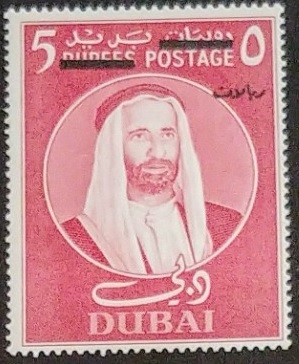
5 ريالات
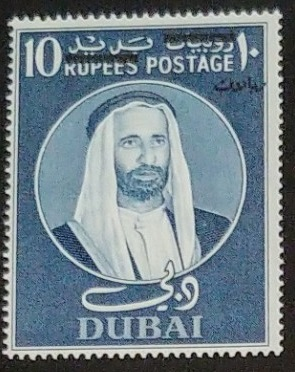
10 ريالات
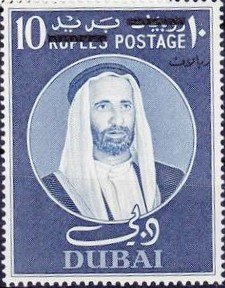
10 ريالات (نسخة أخرى)
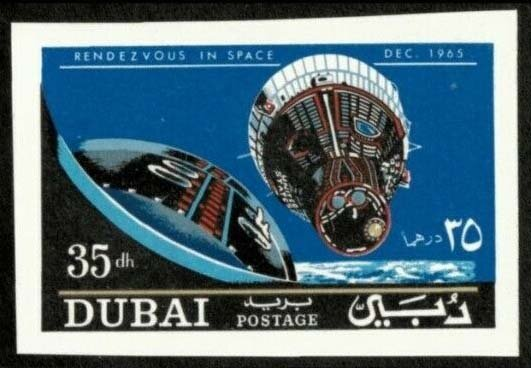
15 درهما
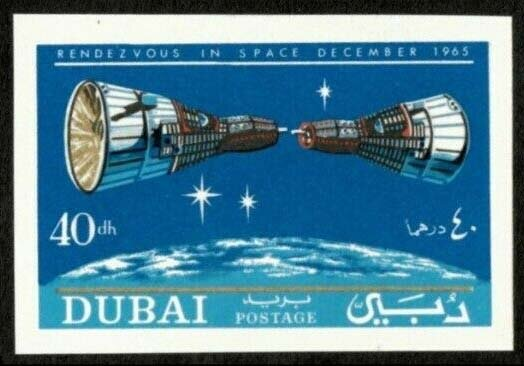
20 درهما
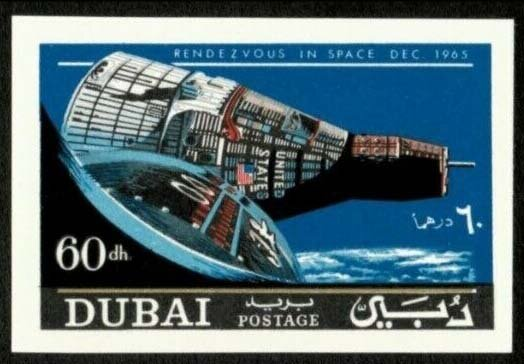
25 درهما
- 35 درهما
- 40 درهما
- 60 درهما
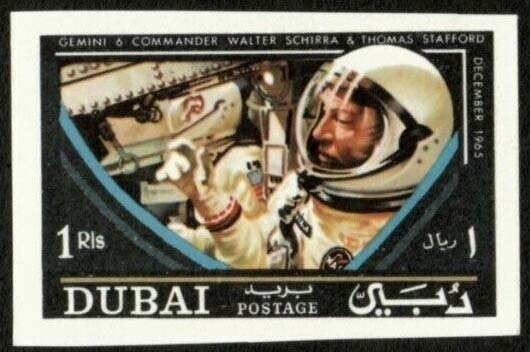
ريال واحد
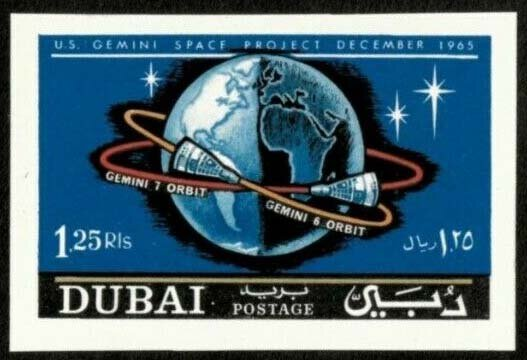
ريال وربع
- ريال وربع (نسخة أخرى)
- غير مؤكد وجوده طابع الريال والنصف
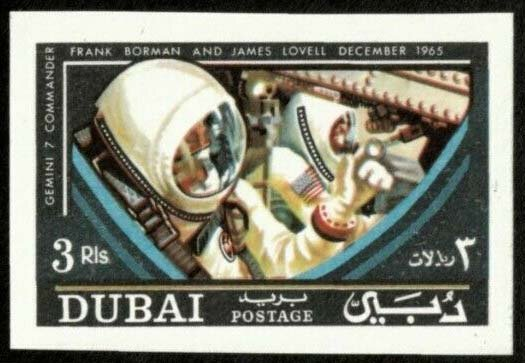
3 ريالات
- 5 ريالات
- 10 ريالات
- 10 ريالات (نسخة أخرى)

كما يمكن العثور على بعضها مستخدمة:

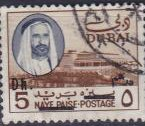
5 دراهم
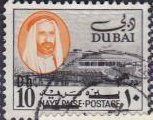
10 دراهم
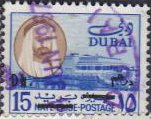
15 درهما
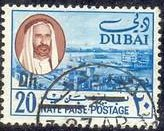
20 درهما
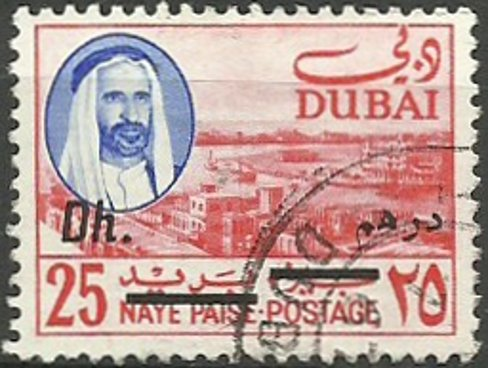
25 درهما
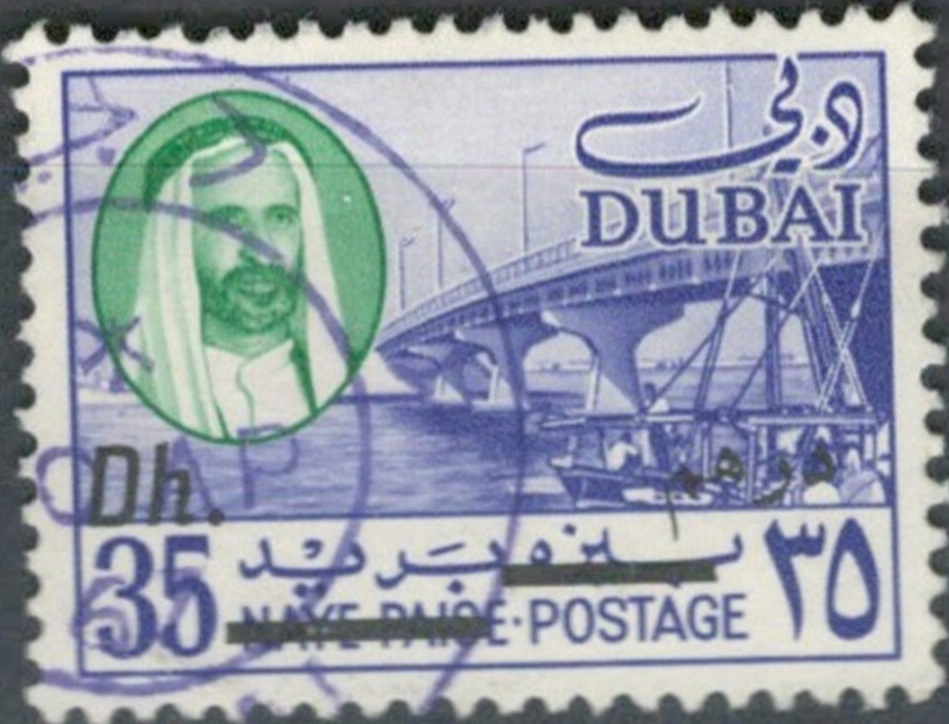
35 درهما
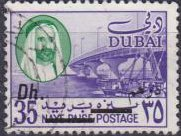
35 درهما (نسخة أخرى)
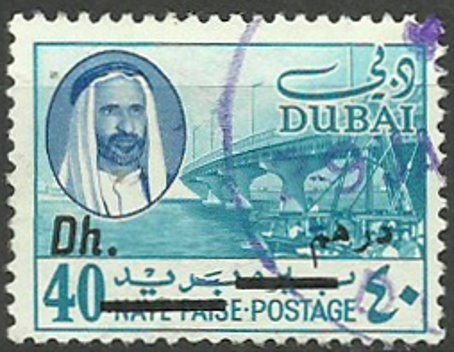
40 درهما
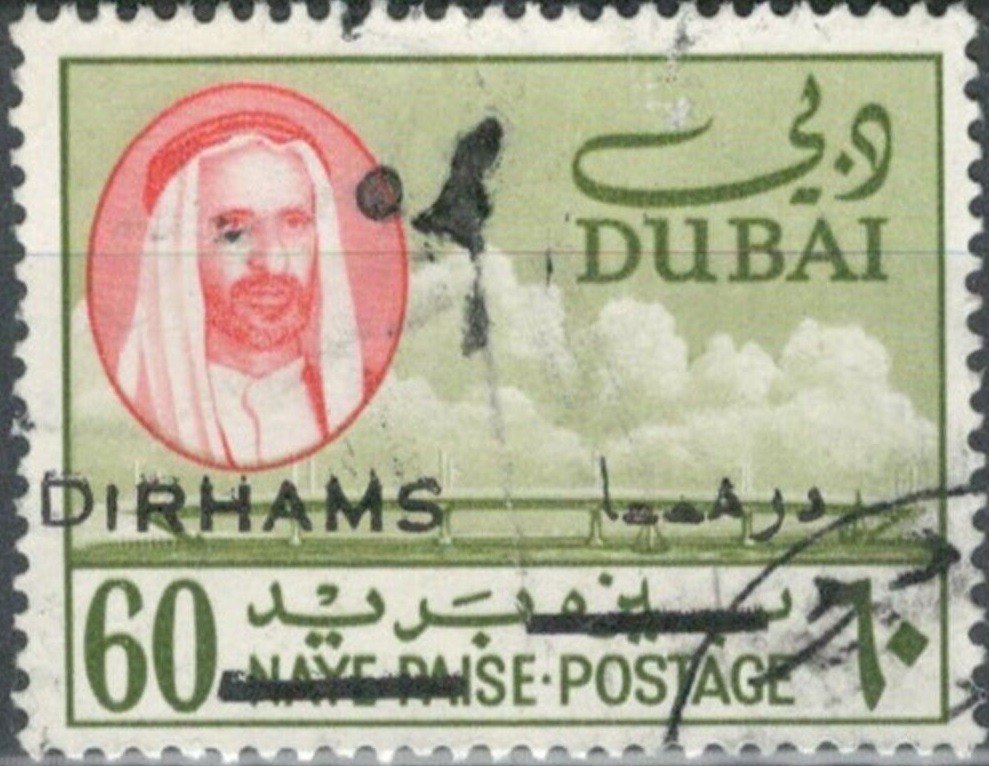
60 درهما
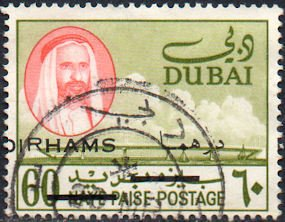
60 درهما (نسخة أخرى)
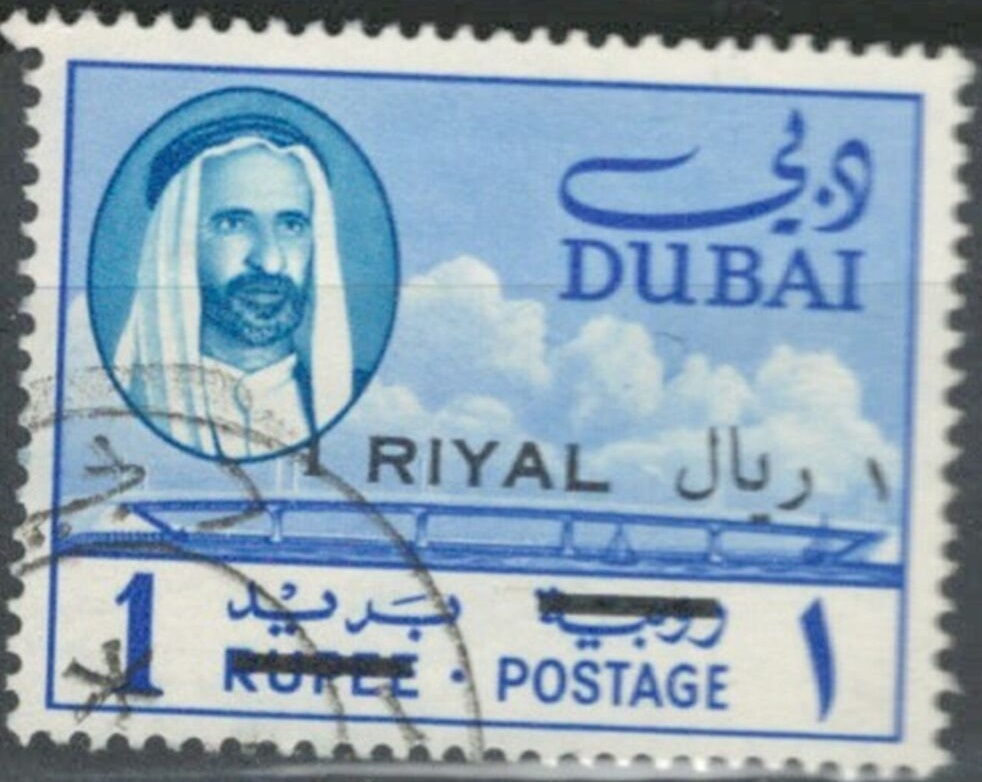
ريال واحد
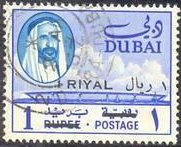
ريال واحد (نسخة أخرى)
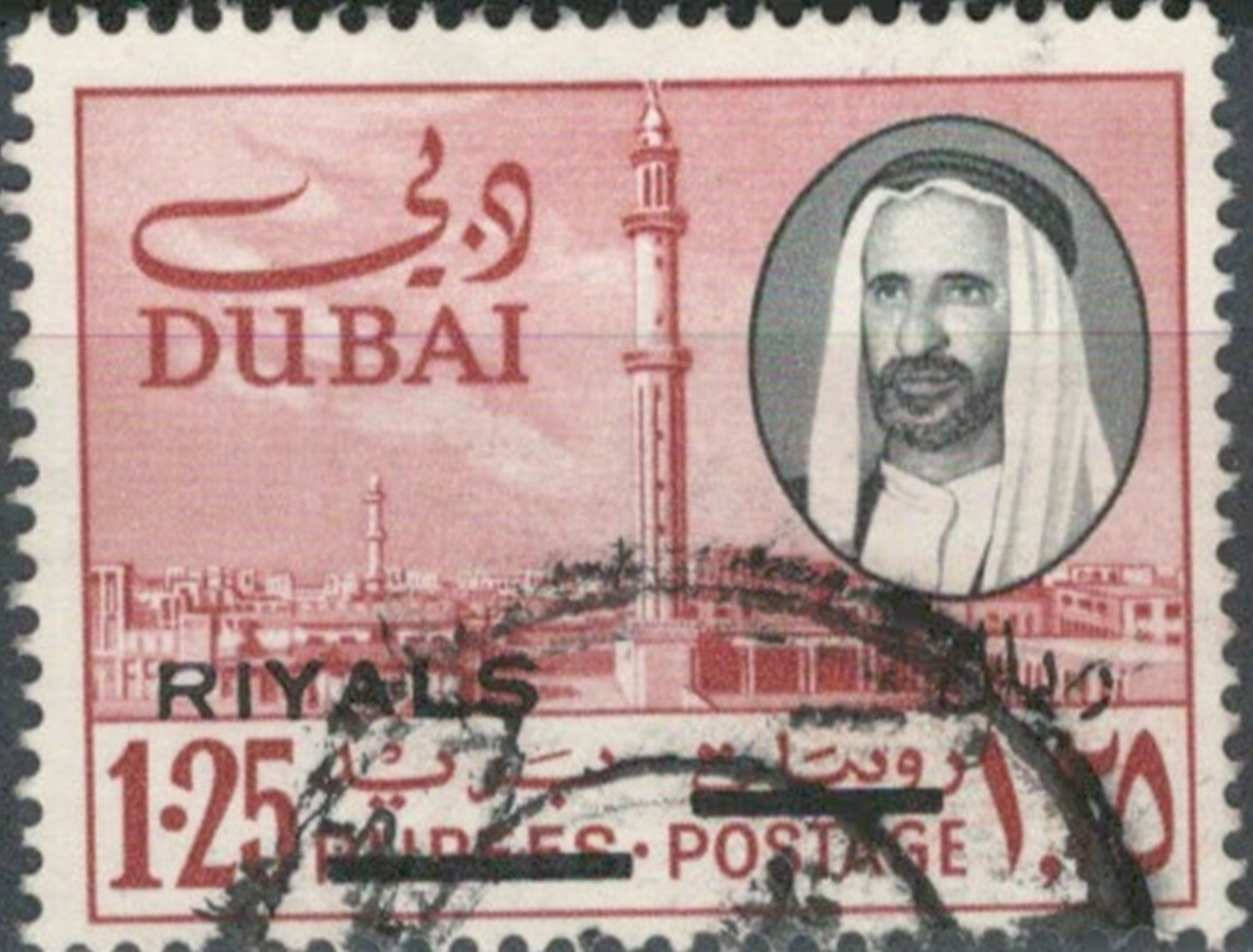
ريال وربع
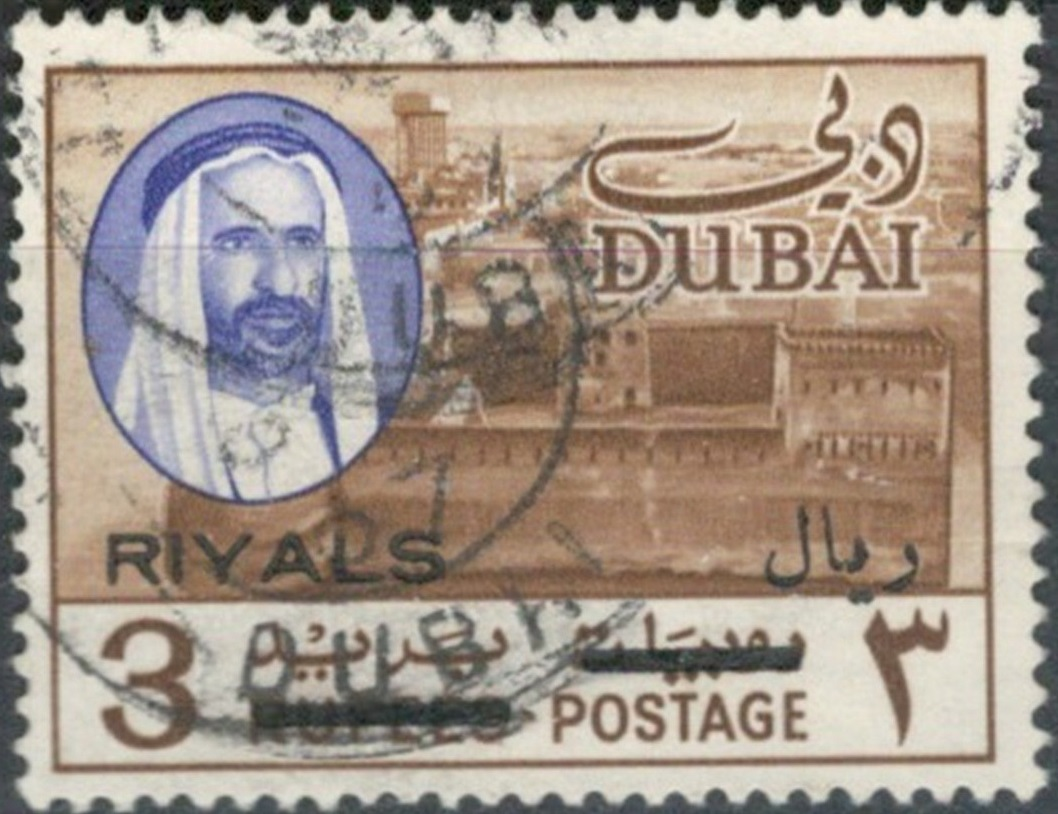
3 ريالات
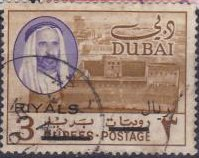
3 ريالات (نسخة أخرى)
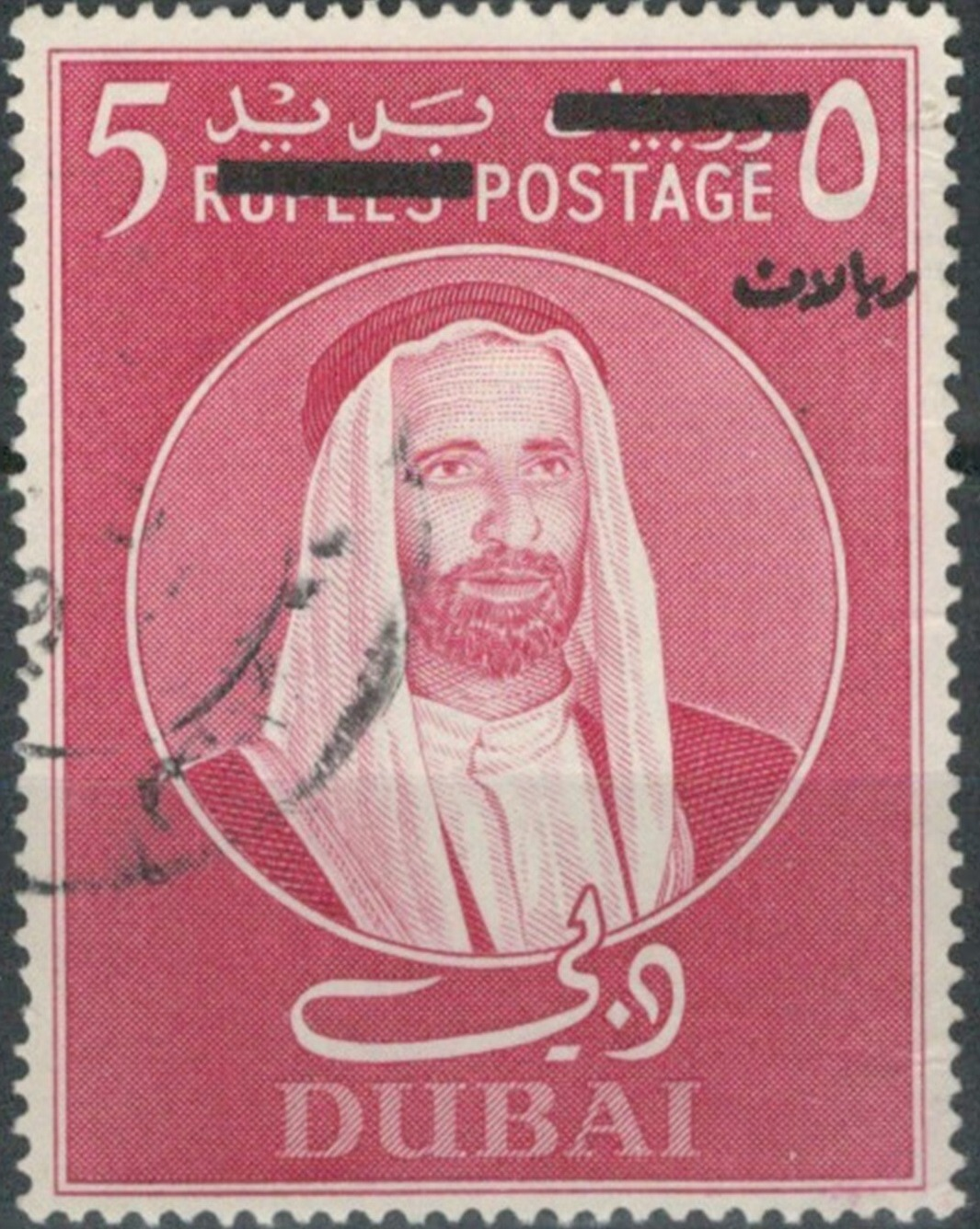
5 ريالات
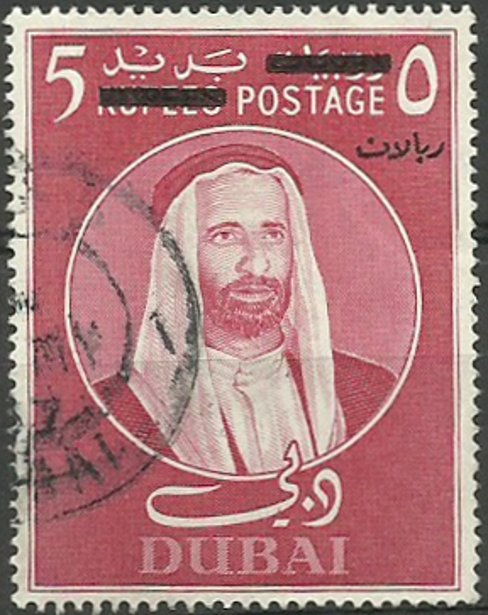
5 ريالات (نسخة أخرى)

## إصدارات عام 1967

### توشيح الإصدارات السابقة بالعملة الجديدة
بالإضافة إلى الإصدار السابق المذكور من الطوابع القياسية الموشحة بالعملة الجديدة، ظهر إصدار آخر موشح بتاريح 14 يناير 1967، وهو طوابع إصدارات سنة التعاون الدولي الصادر أصلا في 5 نوفمبر 1966 (أي بعد اعتماد العملة الجديدة: ريال قطر ودبي)، وهذه مجموعة موشحة من الطوابع التي صارت قيمة كل منها ريال واحد وتظهر عليها صورة حاكم دبي الشيخ راشد بن سعيد آل مكتوم في جانب الطابع مع صور الأعلام المذكورين تحت كل طابع:

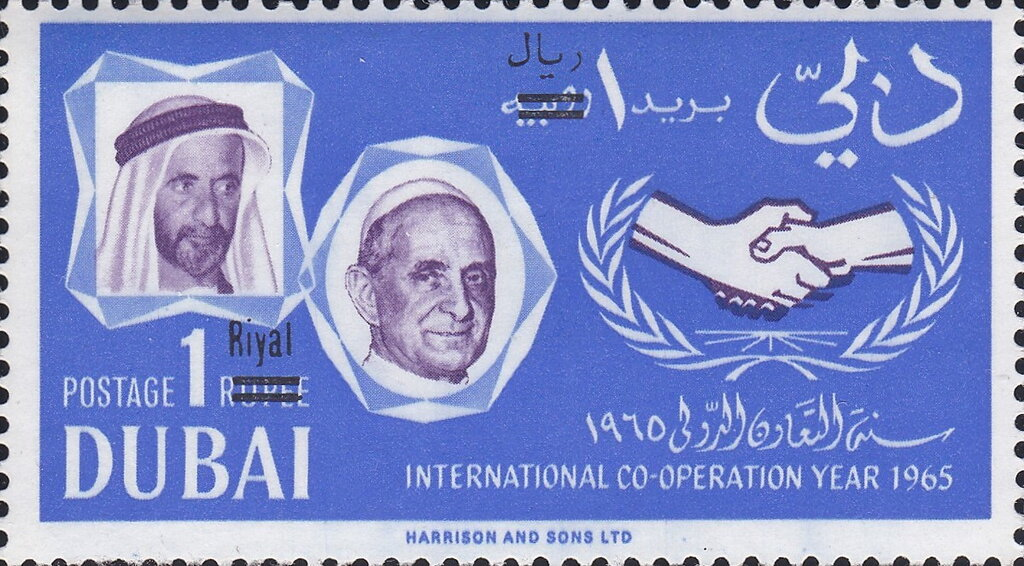
البابا بولس السادس
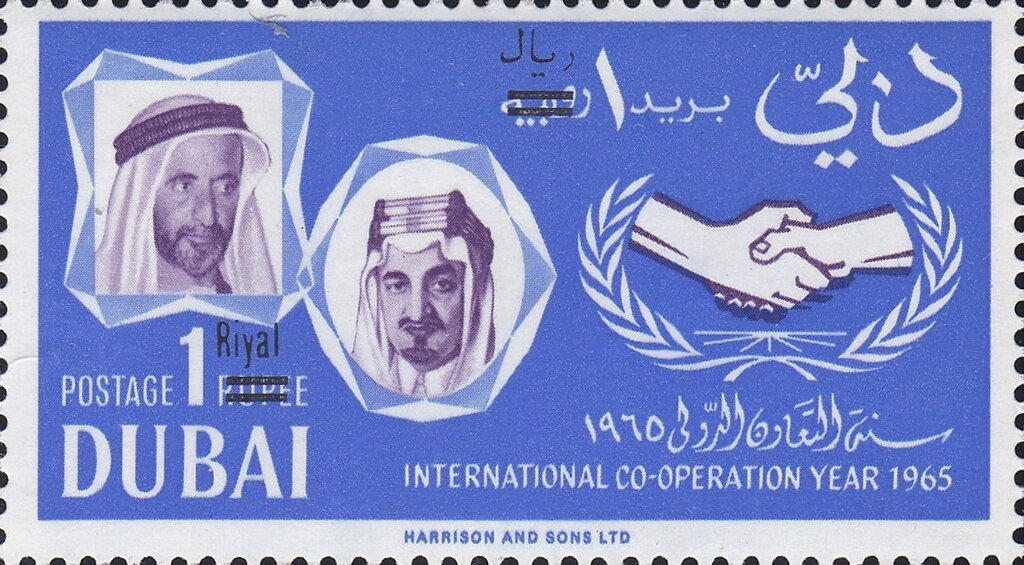
ملك السعودية فيصل بن عبد العزيز آل سعود
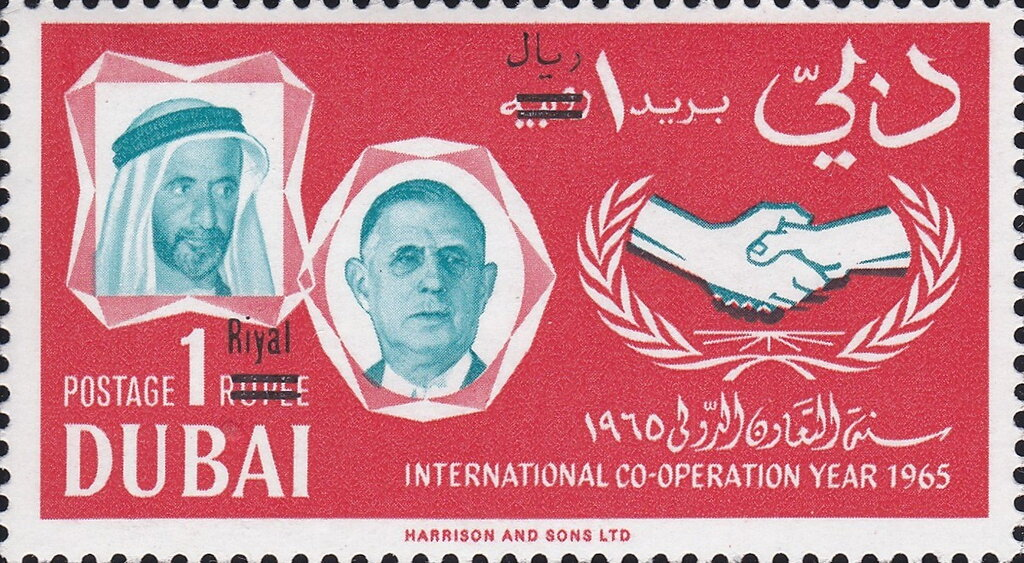
الرئيس الفرنسي شارل ديغول
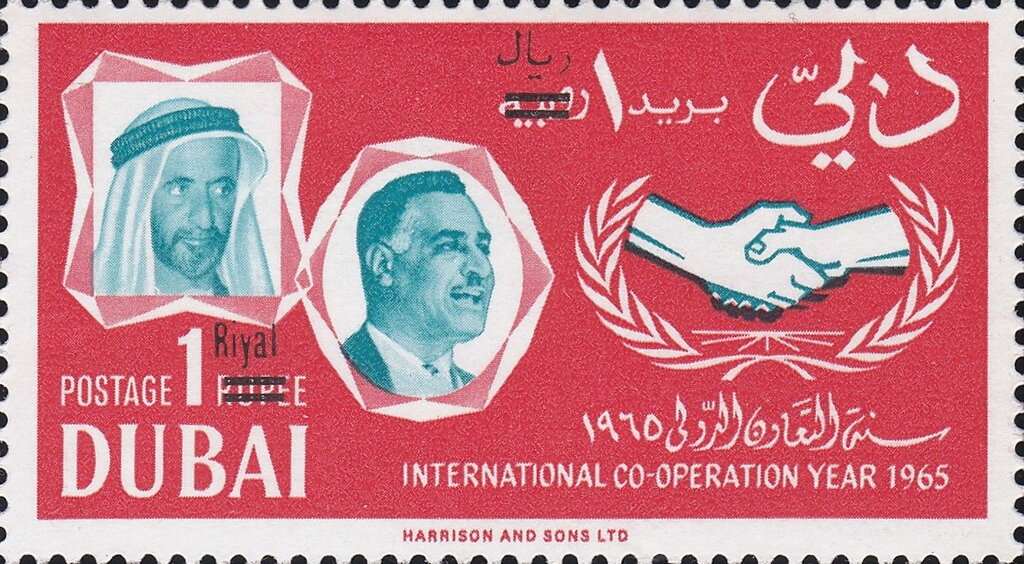
الرئيس المصري جمال عبد الناصر
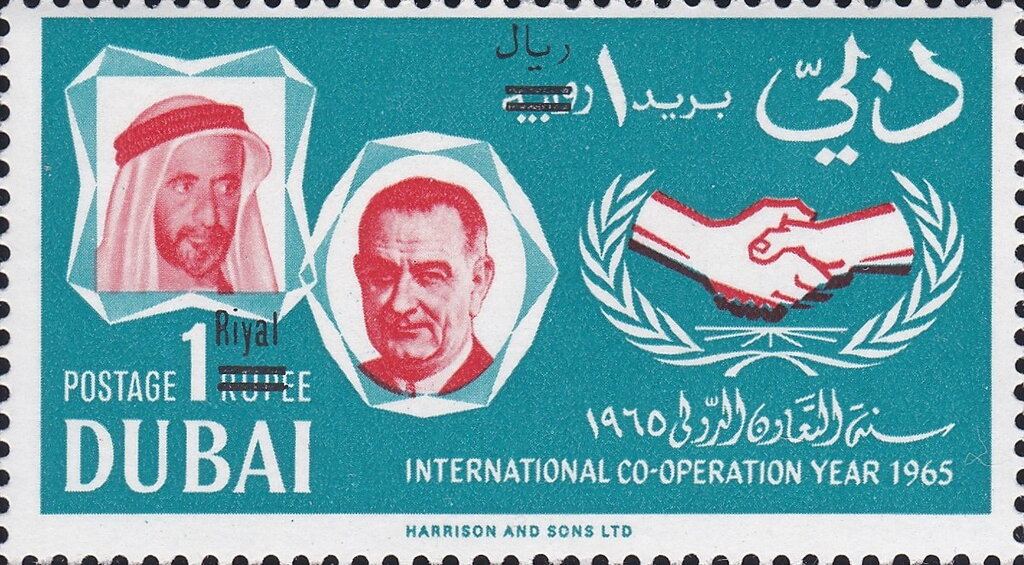
الرئيس الأمريكي ليندون جونسون
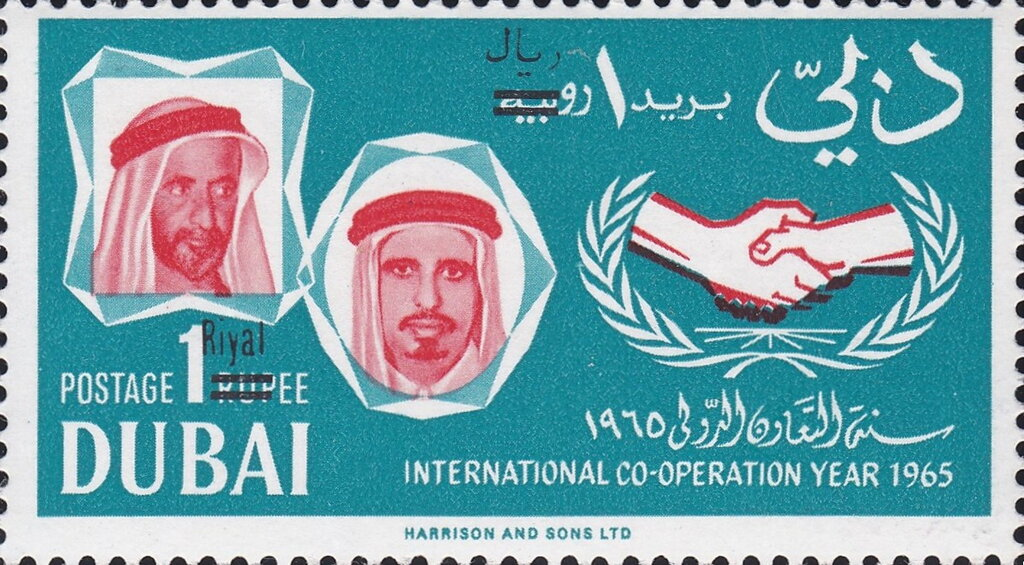
أمير قطر الشيخ أحمد بن علي آل ثاني
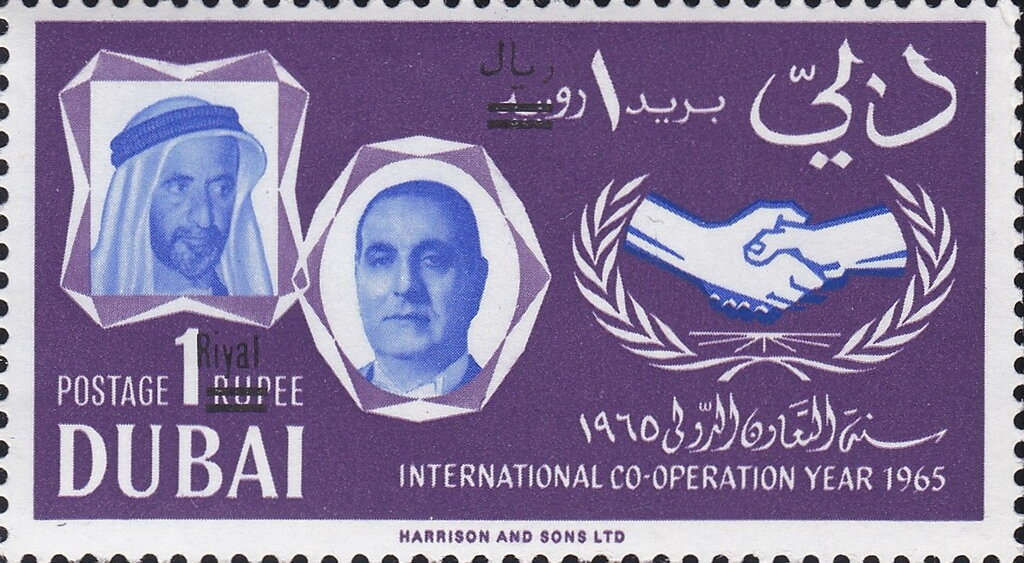
الرئيس اللبناني فؤاد شهاب
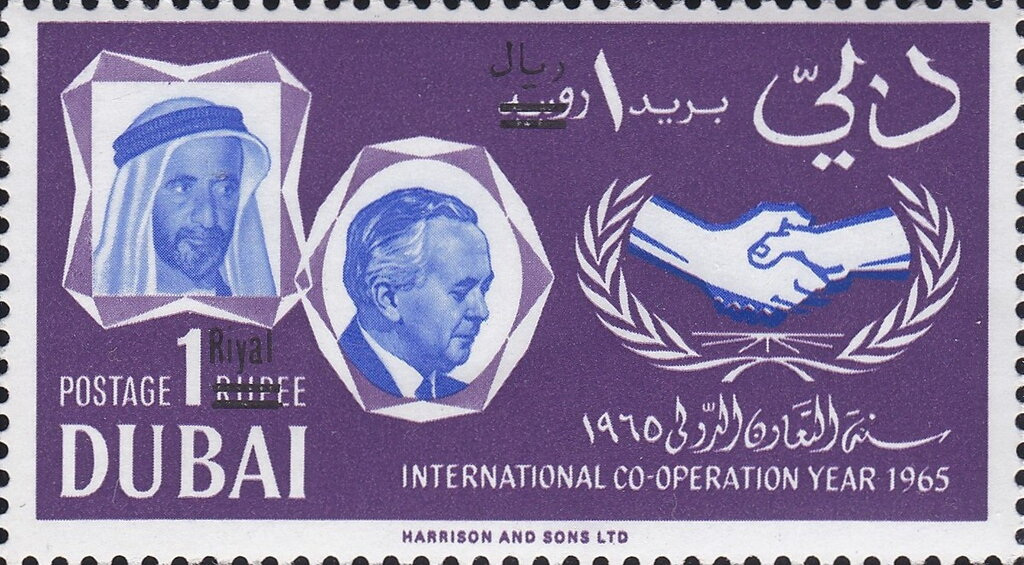
رئيس وزراء بريطانيا هارولد ويلسون
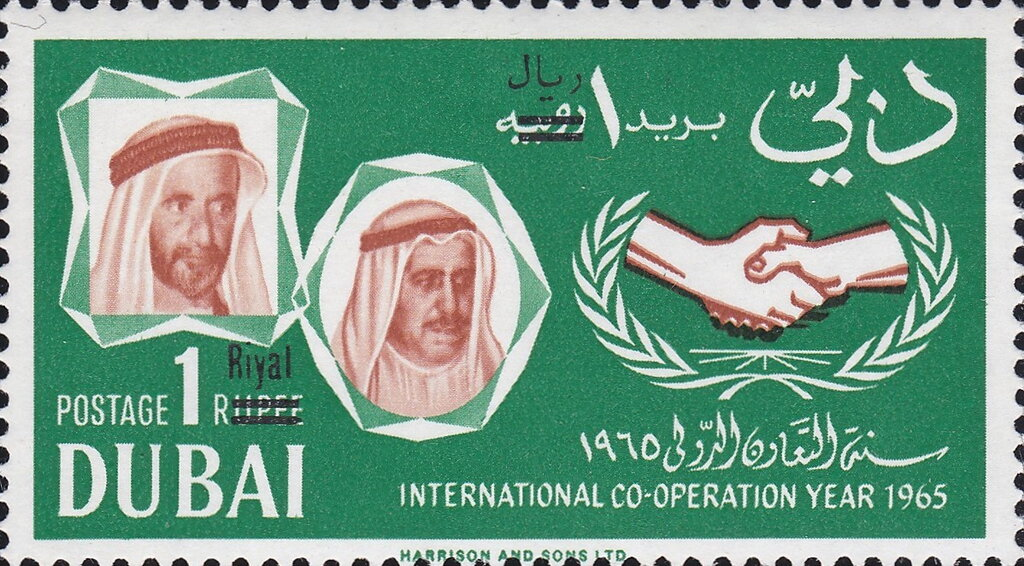
أمير الكويت الشيخ صباح السالم الصباح
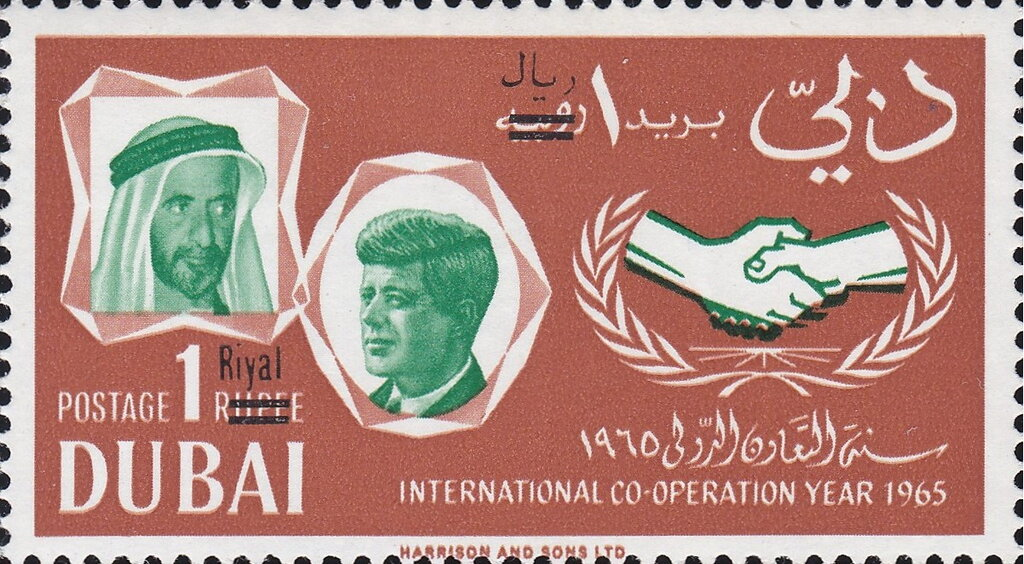
الرئيس الأمريكي الراحل جون كينيدي

وفي الأصل توفرت الطوابع على شكل طوابع متجاورة، ويمكن العثور على كل طابعين متجاورين موشحين منها:

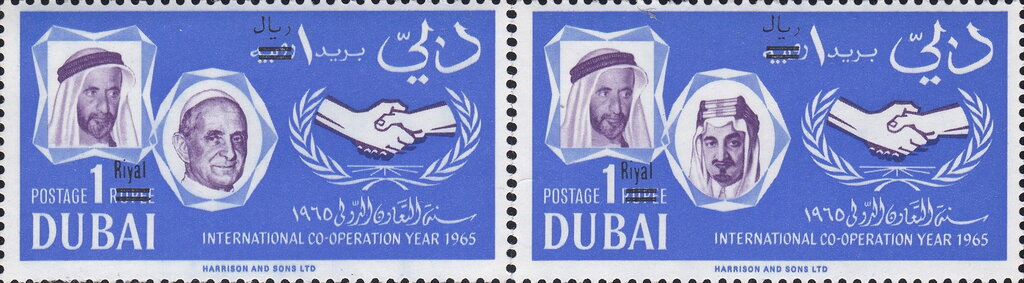
طابع البابا بولس السادس مع طابع ملك السعودية فيصل بن عبد العزيز آل سعود
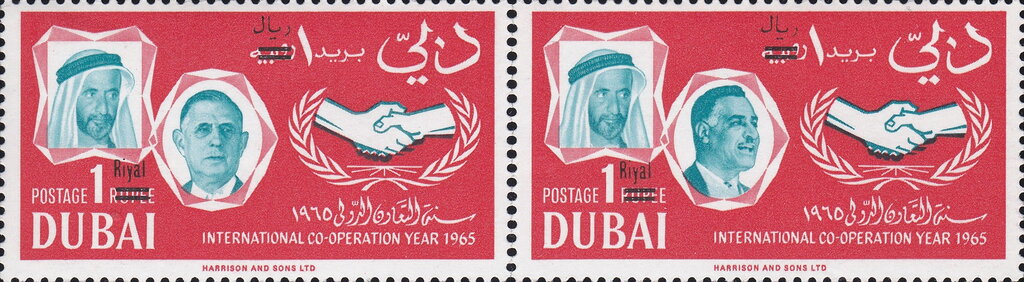
طابع الرئيس الفرنسي شارل ديغول مع طابع الرئيس المصري جمال عبد الناصر
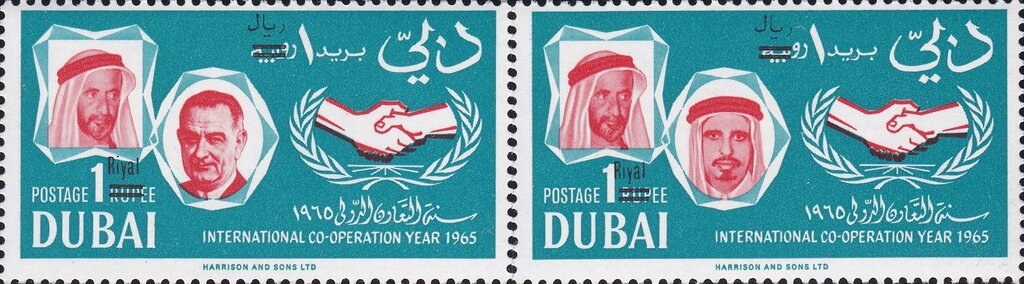
طابع الرئيس الأمريكي ليندون جونسون مع طابع أمير قطر الشيخ أحمد بن علي آل ثاني
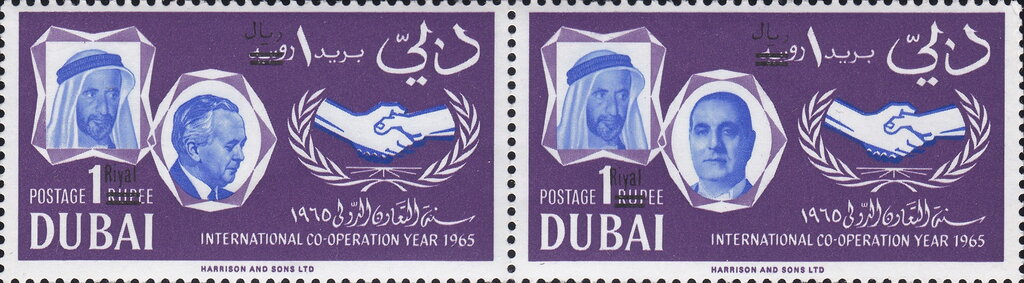
طابع الرئيس اللبناني فؤاد شهاب مع طابع رئيس وزراء بريطانيا هارولد ويلسون
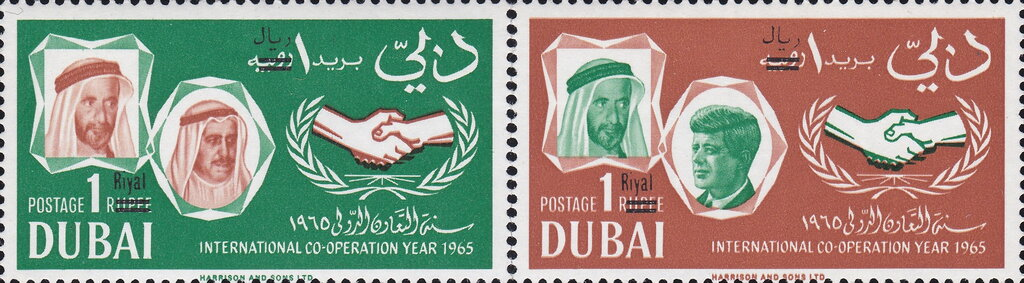
طابع أمير الكويت الشيخ صباح السالم الصباح مع طابع الرئيس الأمريكي الراحل جون كينيدي

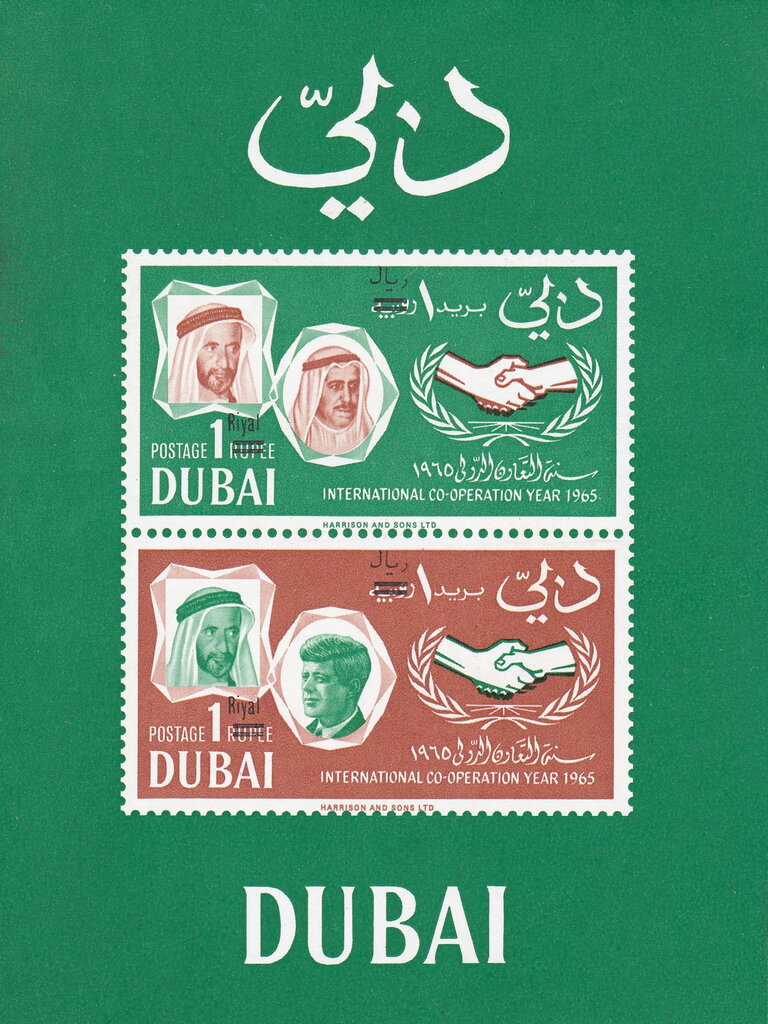
بطاقة تذكارية تضم طابعين موشحين بقيمة ريال واحد، أحدهما تظهر فيه صورة أمير الكويت الشيخ صباح السالم الصباح والطابع الثاني تظهر فيه صورة الرئيس الأمريكي الراحل جون كينيدي.

كما أصدرت بطاقة تذكارية:

### توشيح إصدارات جمناي 6 وجمناي 7

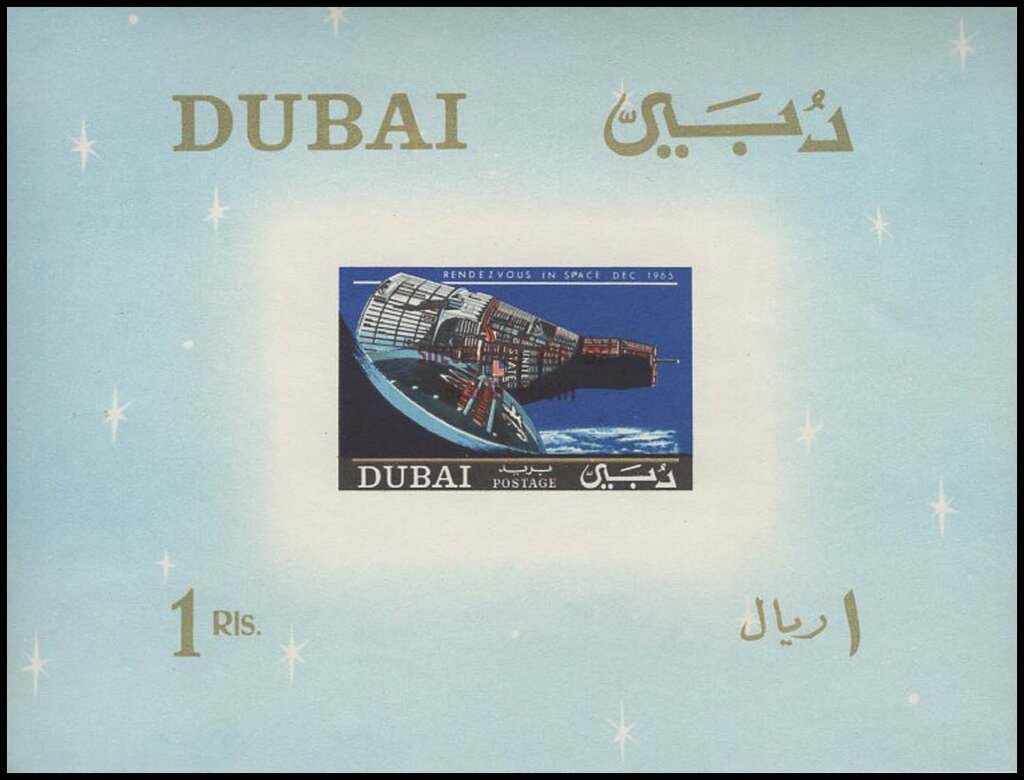
بطاقة تذكارية بقيمة ريال واحد.

في 27 فبراير 1967، أعيد توشيح طوابع بعثتي جمناي 6 وجمناي 7 التي أصدرت بتاريخ 13 نوفمبر 1966، مع إضافة توشيح بعبارة "SUCCESSFUL END OF GEMINI FLIGHT" والتي تعني "نهاية ناحجة لرحلة جمناي".

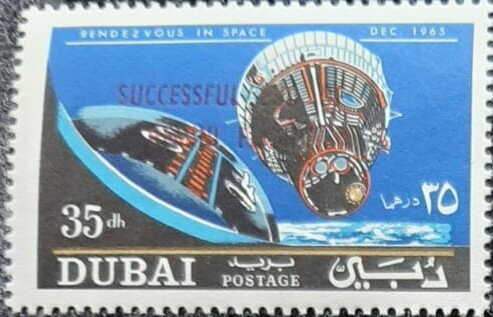
35 درهما
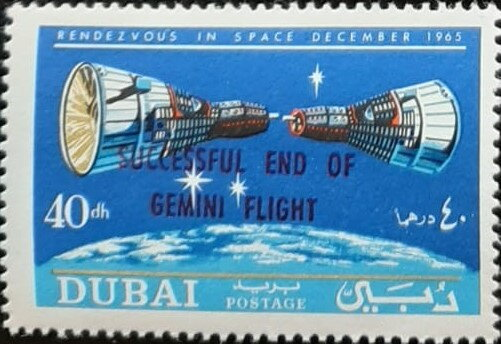
40 درهما
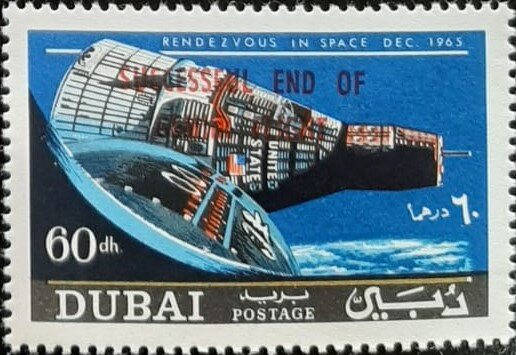
60 درهما
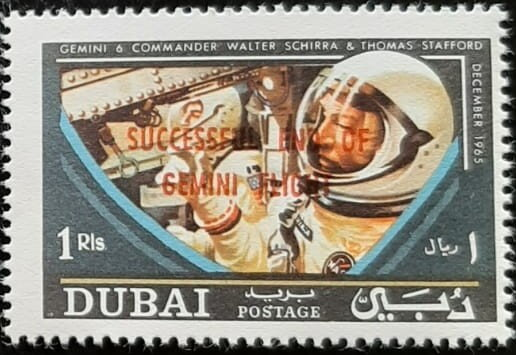
ريال واحد
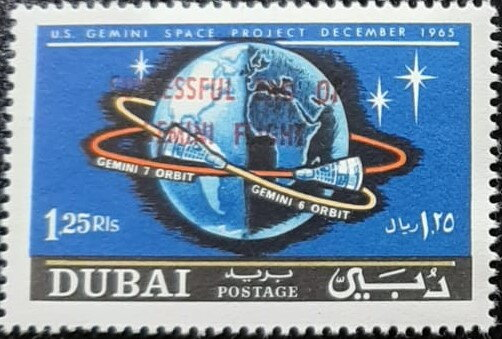
ريال وربع
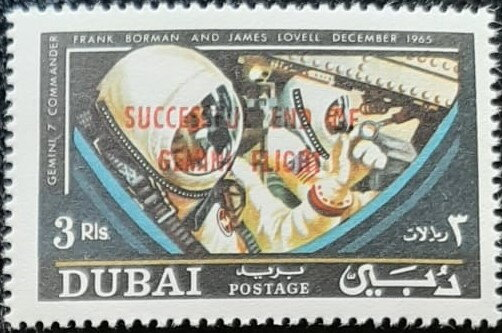
3 ريالات

وكذلك توفرت في إصدار غير مخرم:

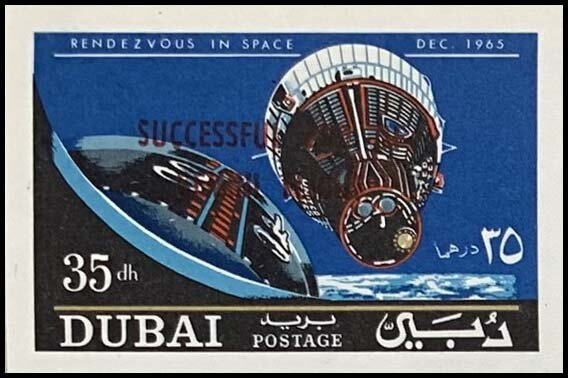
35 درهما
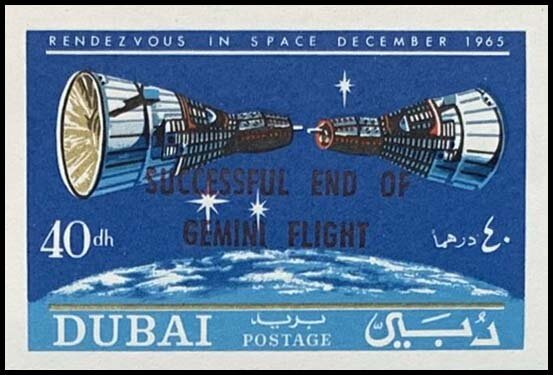
40 درهما
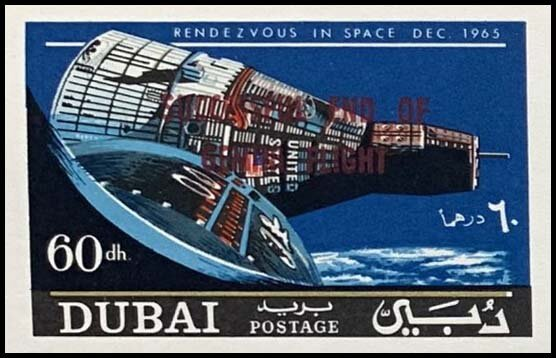
60 درهما
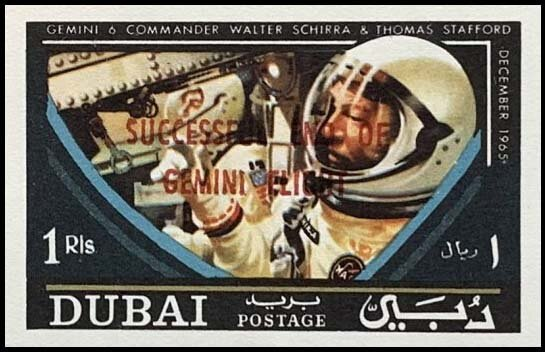
ريال واحد
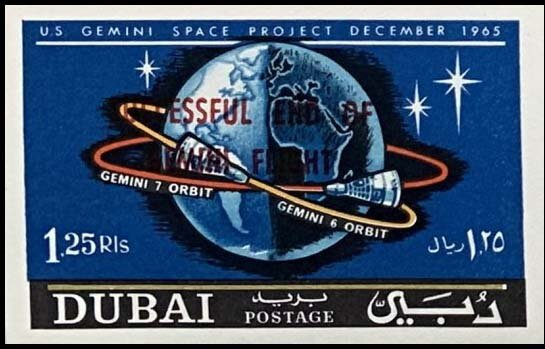
ريال وربع
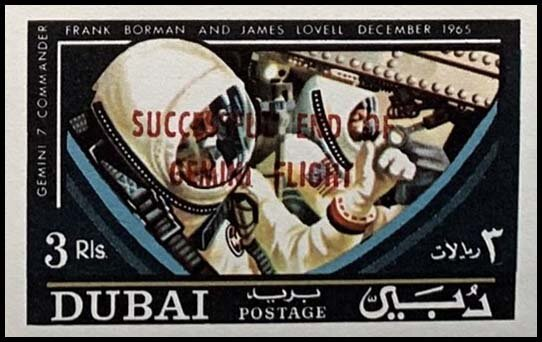
3 ريالات

وكذلك توفرت بطاقة تذكارية:

### إصدارات عمر الخيام

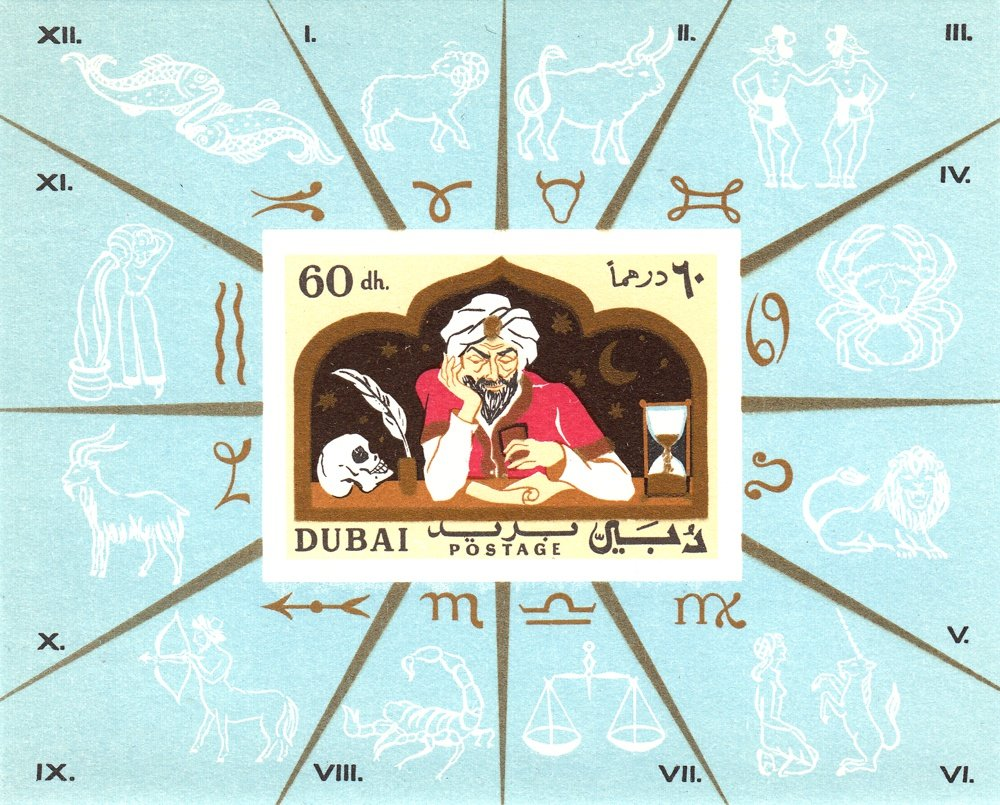
بطاقة تذكارية بقيمة 60 درهما.

في 30 أبريل 1967، أصدرت طوابع تحتفي بعمر الخيام ورباعياته، وقد كانت الطوابع من تصميم فيكتور وايتلي، وكانت قيمة كل طابع 60 درهما:

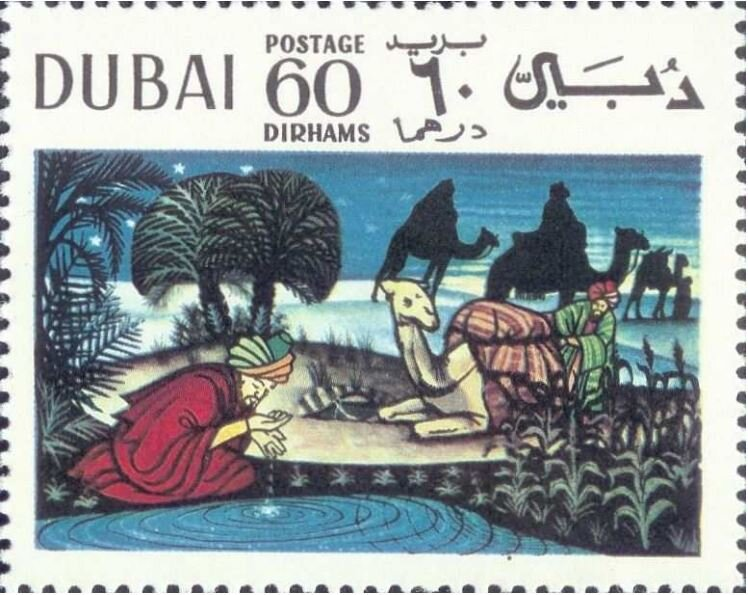
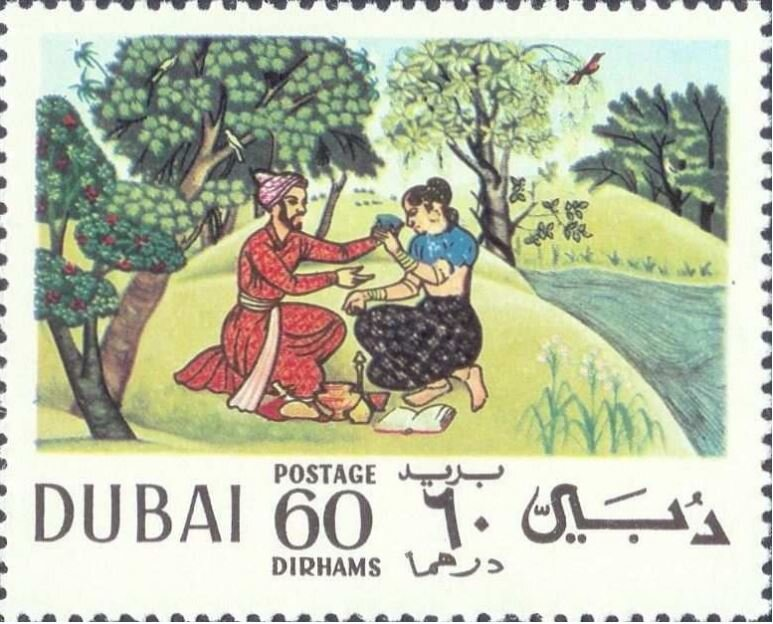
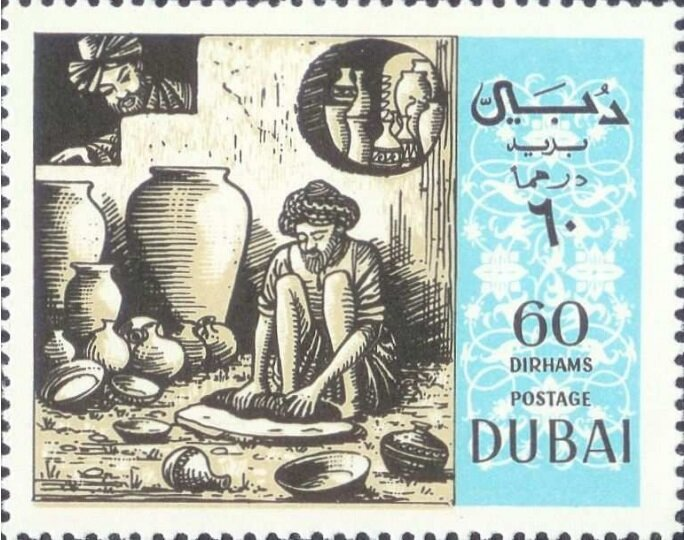
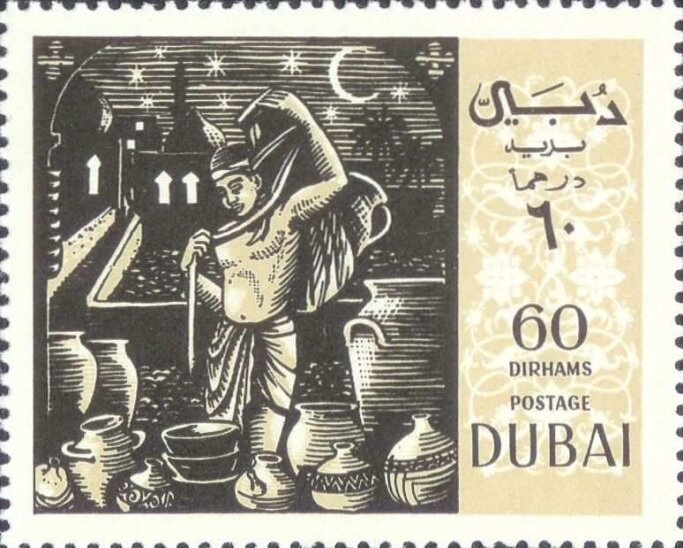
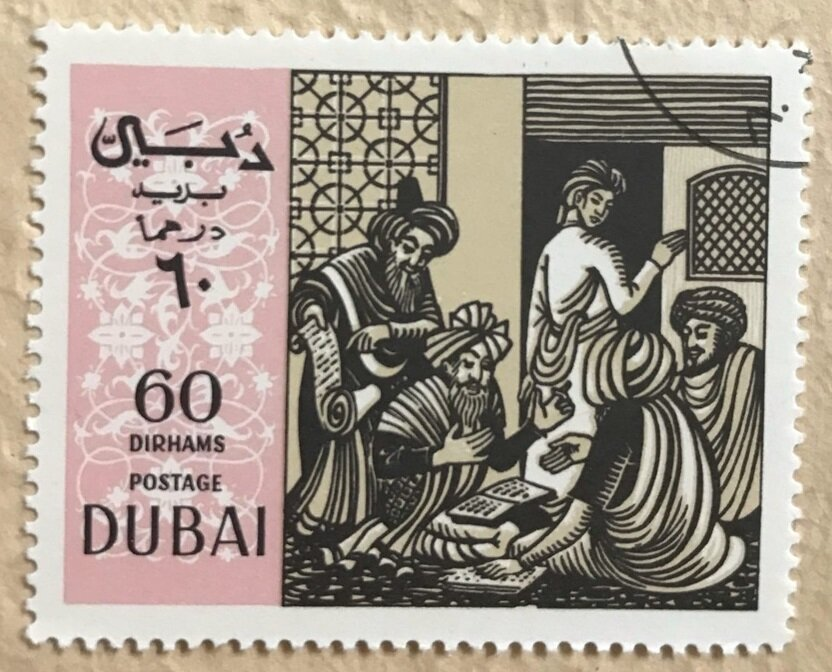
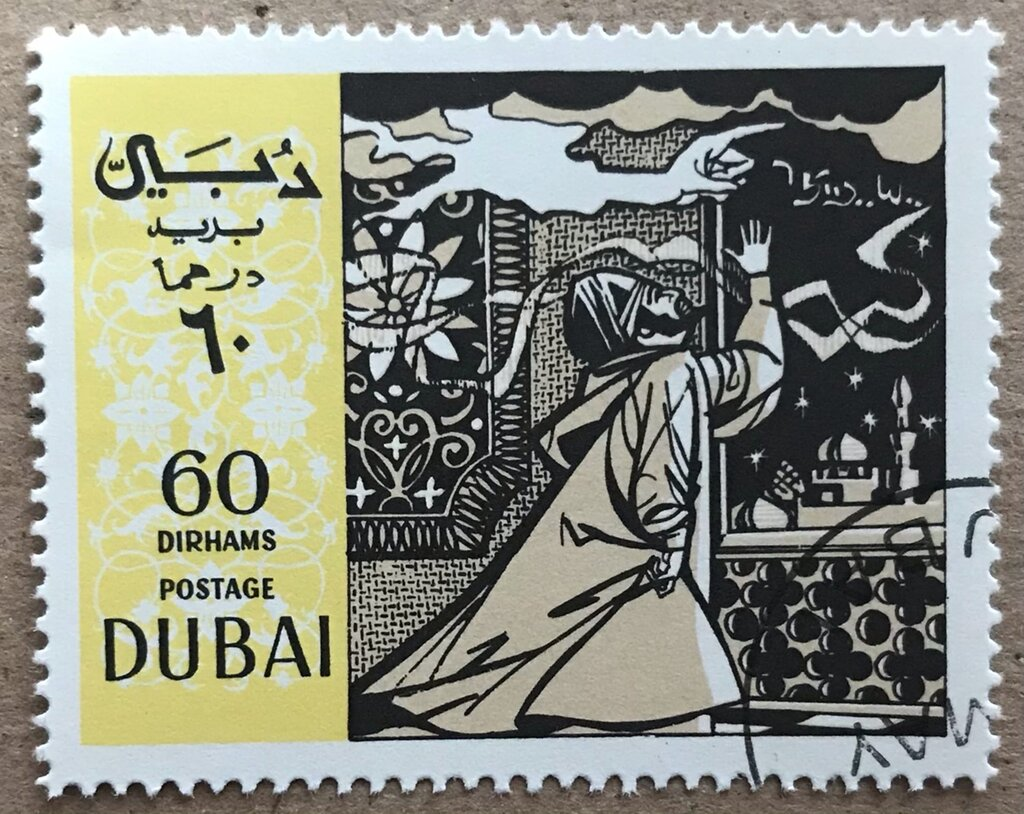

والطابع السابع في الأصل أصدر مع البطاقة التذكارية:

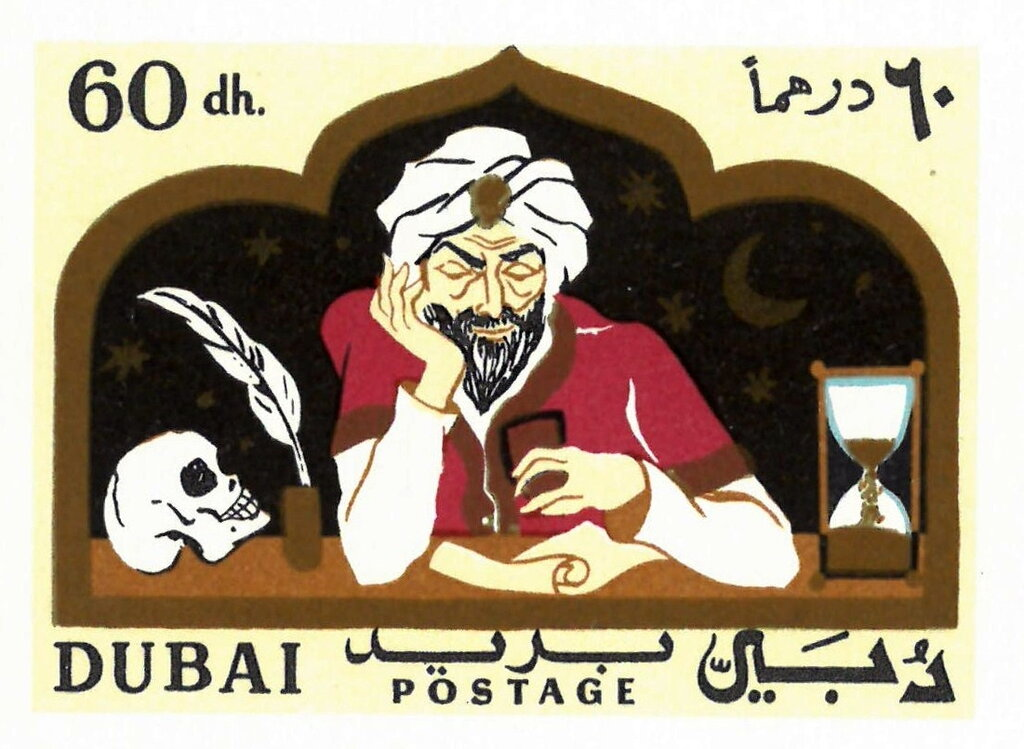
الطابع الذي توسط البطاقة التذكارية.

أما الطوابع الستة فقد أصدر منها أكثر من نسخة تختلف في النصوص المكتوبة في حاشية ورقة الطوابع الصغيرة، حيث توفرت بإصدارات من أكثر من لغة، والنصوص مقتبسة من رباعيات الخيام:

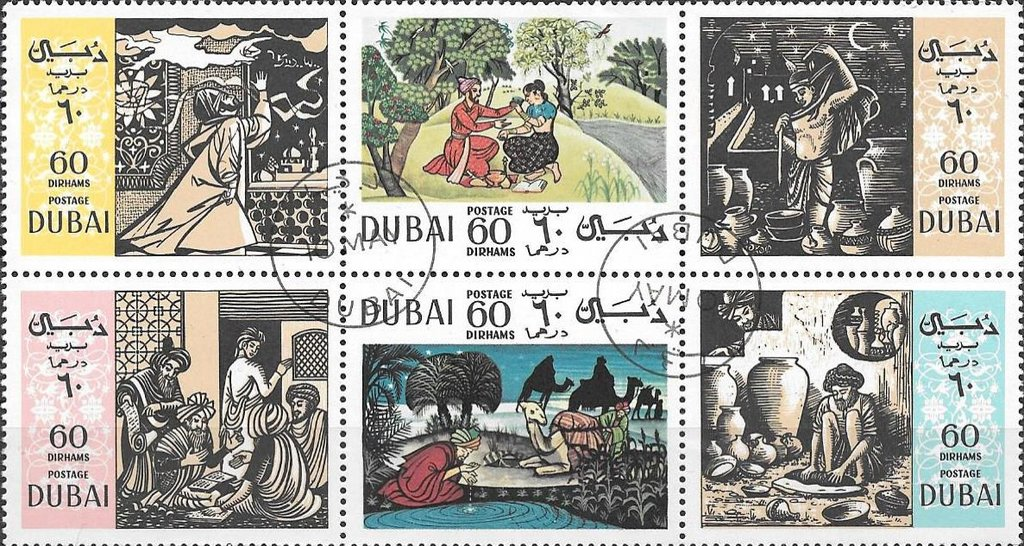
الطوابع الستة بلا حاشية
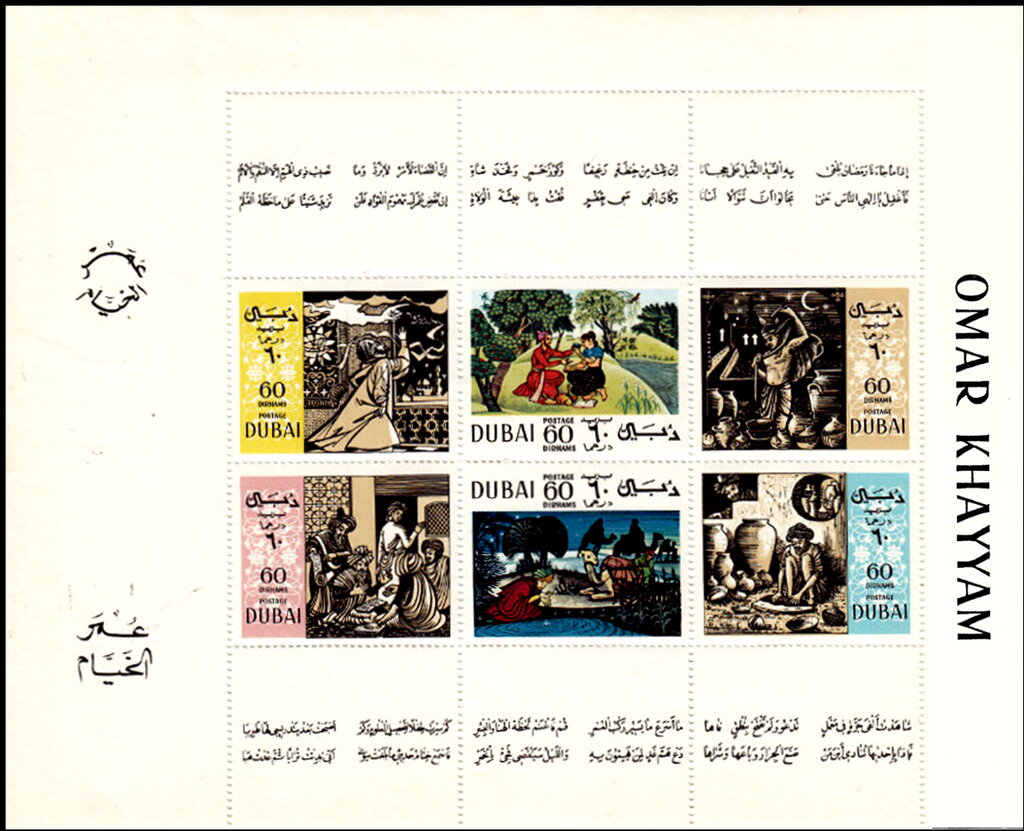
النصوص باللغة العربية
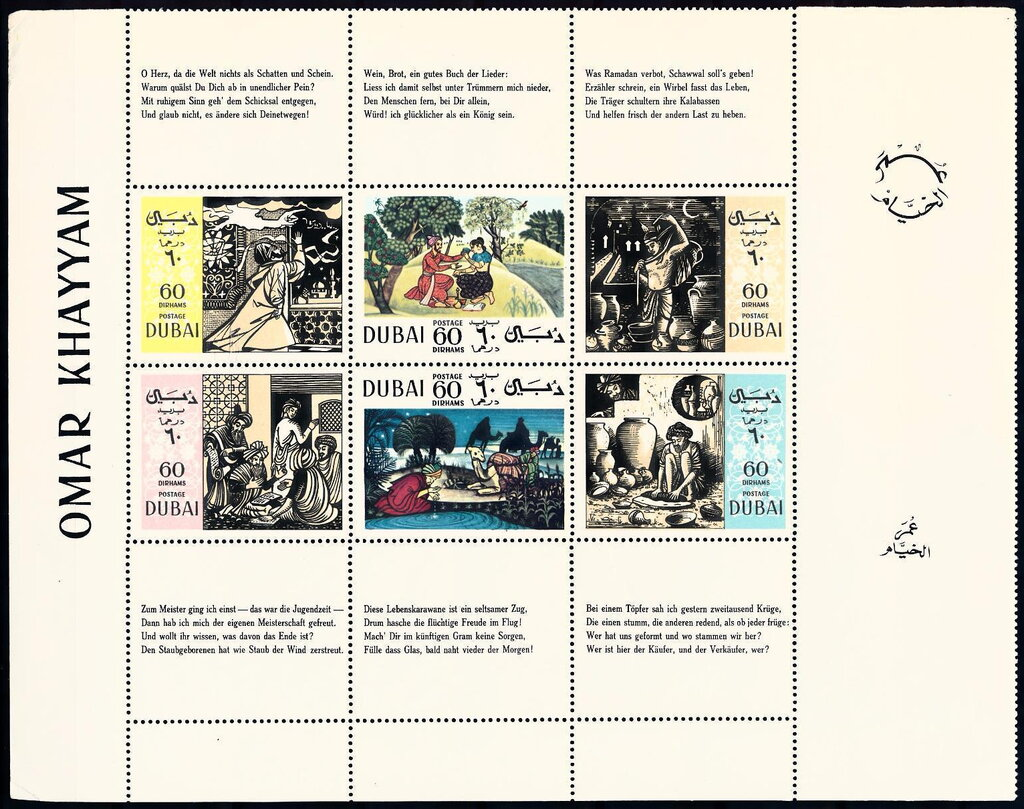
النصوص باللغة الألمانية
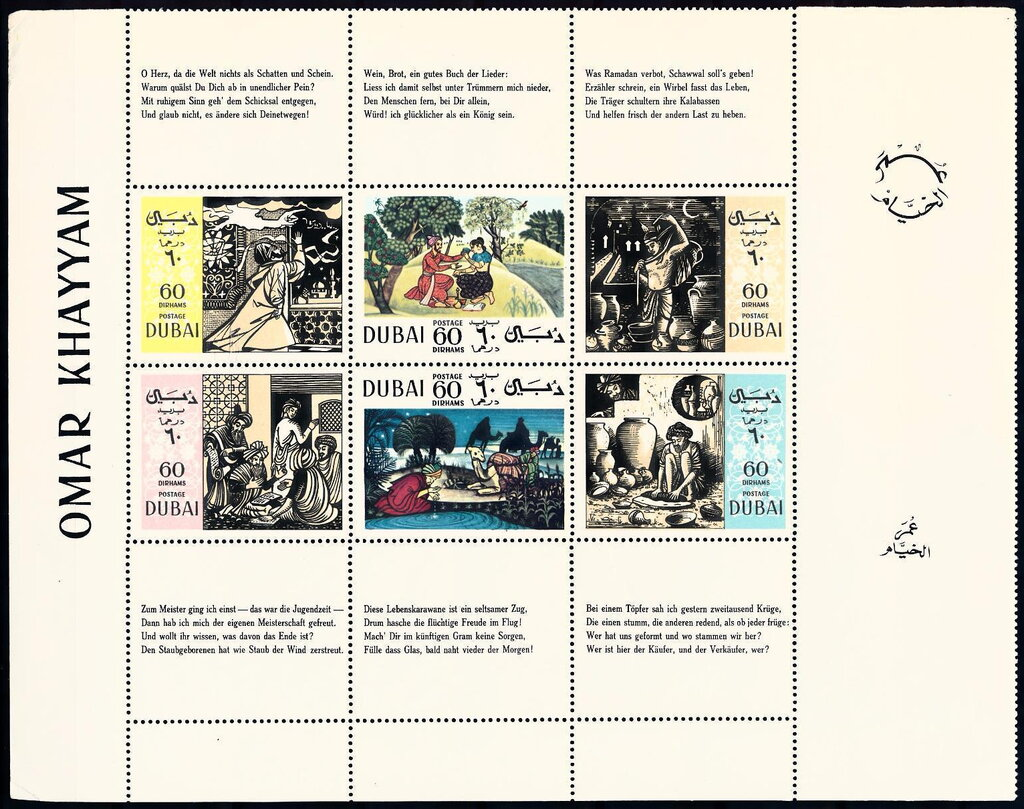
النصوص باللغة الفرنسية
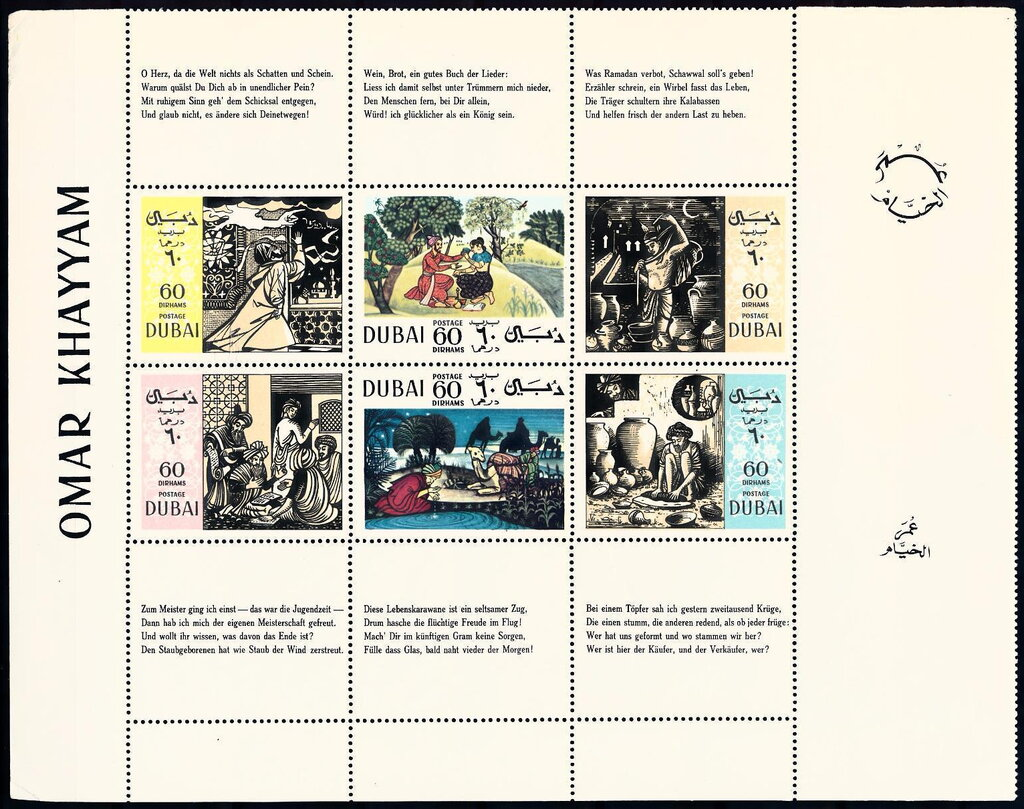
النصوص باللغة الإنجليزية

وهذه أمثلة على طوابع مع جزء مجاور من الحاشية:

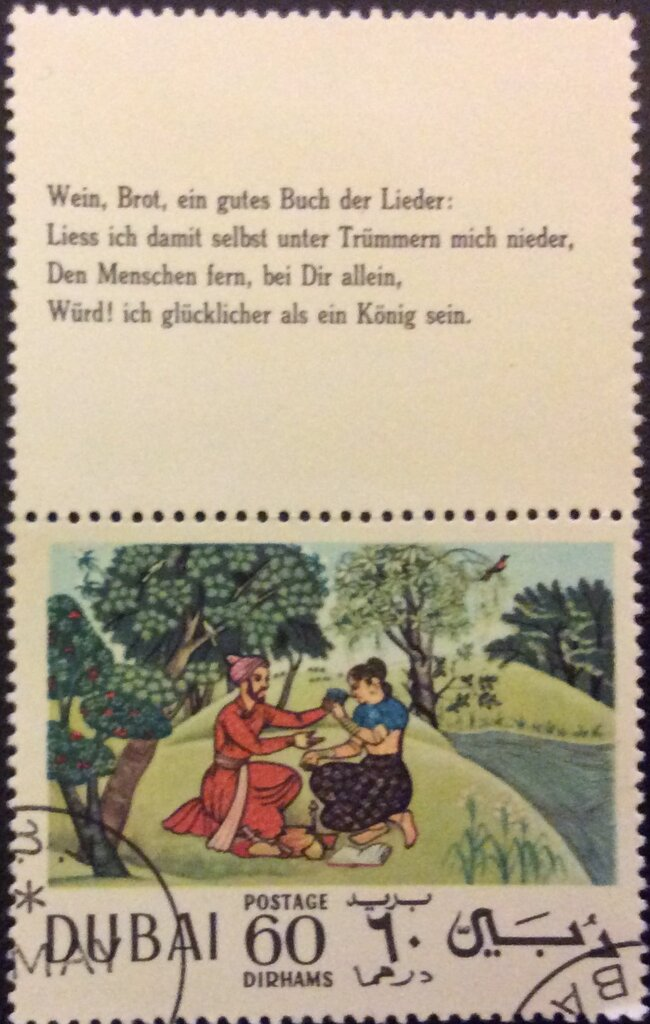
النصوص باللغة الألمانية
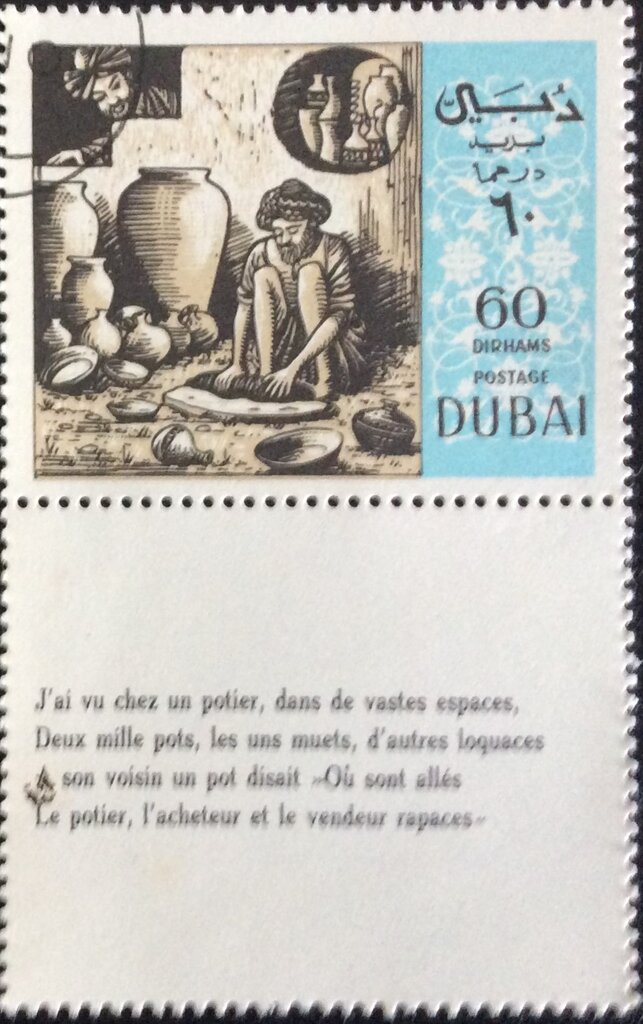
النصوص باللغة الفرنسية
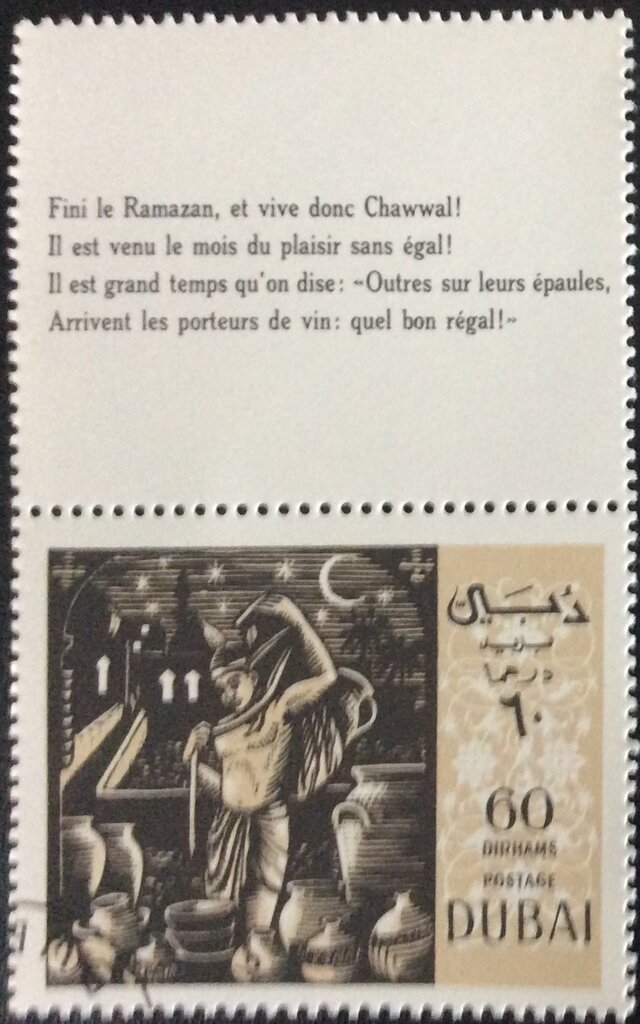
النصوص باللغة الفرنسية

وكذلك أصدرت بطاقة تذكارية:

### إصدارات اللوحات العالمية من المعرض الوطني (لندن)
في 11 يوليو 1967، أصدرت 3 طوابع تظهر عليها صور لوحات عالمية معروضة في المعرض الوطني في لندن بالمملكة المتحدة، وكانت قيمة كل طابع منها ريال واحد.

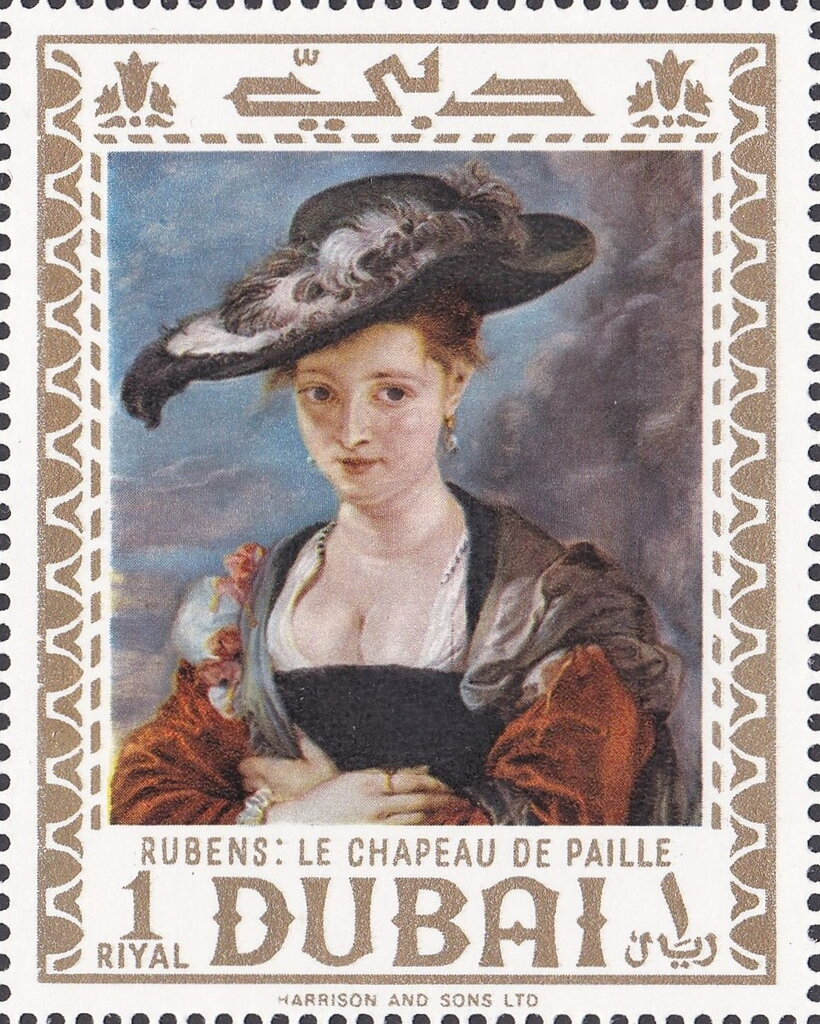
لوحة قبعة القش (صورة سوزانا لوندن)[الإنجليزية] للرسام بيتر بول روبنس.
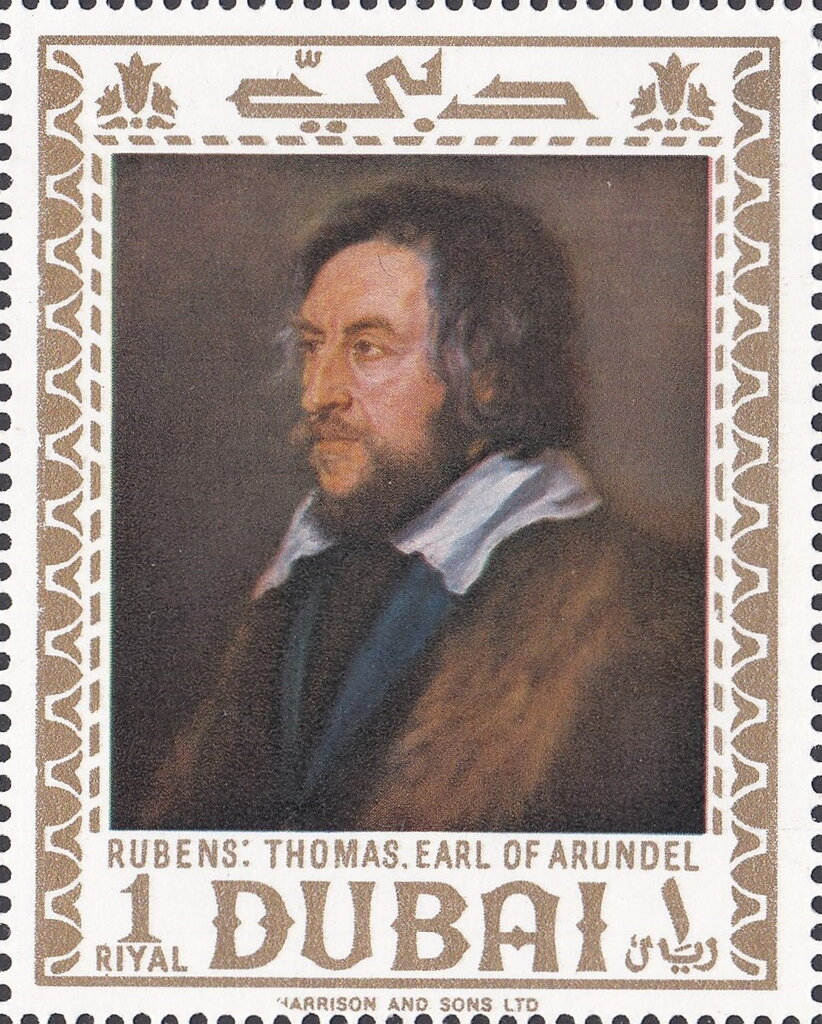
لوحة توماس هوارد (Q26706679) (توماس هوراد (إيرل أروندل)[الإنجليزية] للرسام بيتر بول روبنس.
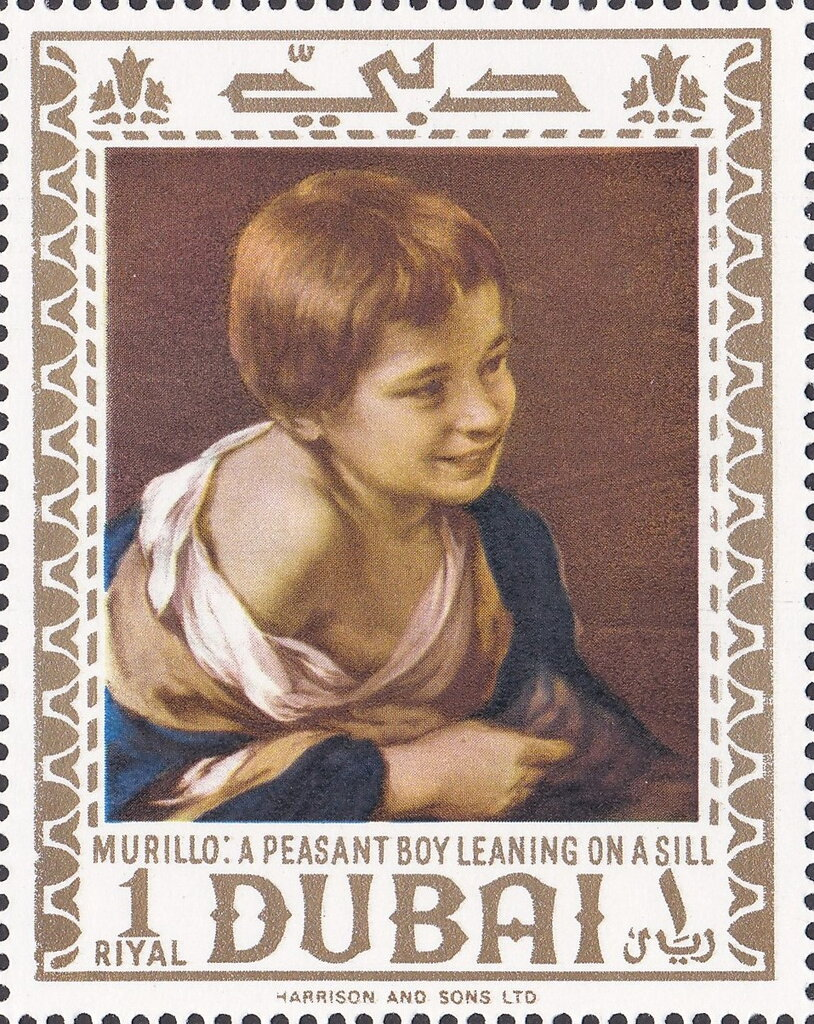
لوحة صبي فلاح يتكئ على عتبة (Q26506646) للرسام بارتولومه إستبان موريو.

أما الطوابع فقد أصدرت على شكل طوابع متجاورة في ورقة طوابع صغيرة كما في الصور التالية:

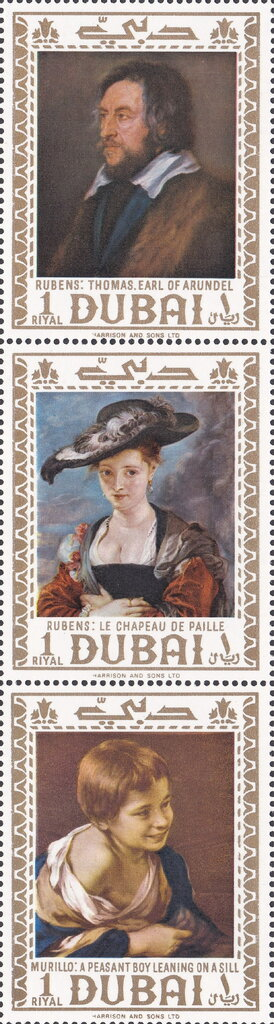
شريط من 3 طوابع.
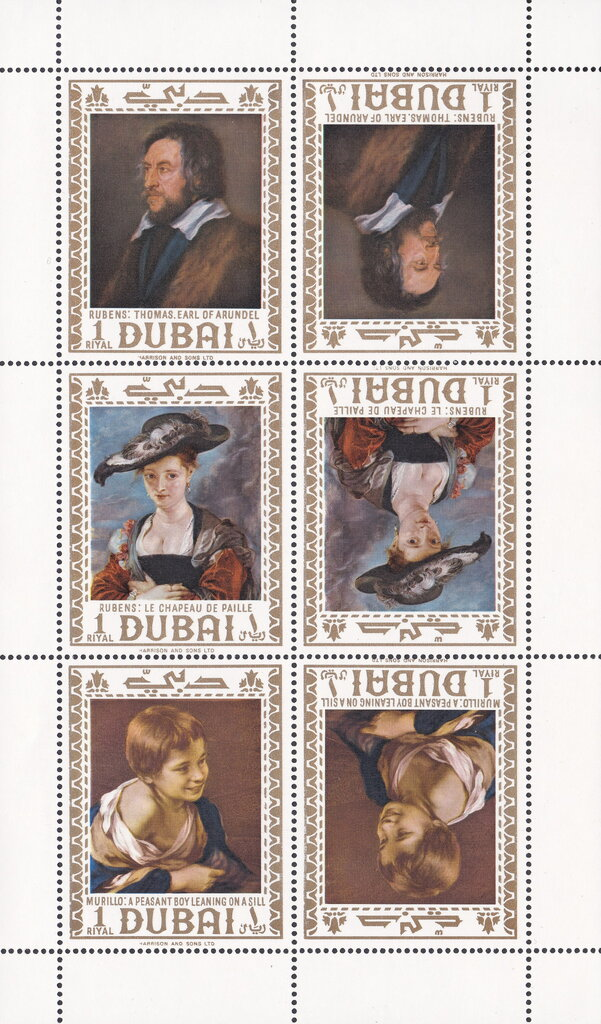
6 طوابع يظهر أحدهما مقلوبا فينقلب التسلسل في الشريط.

### إصدار الطوابع القياسية (الدائمة)
في 21 أغسطس 1967، أصدرت الطوابع القياسية (الدائمة) التالية:

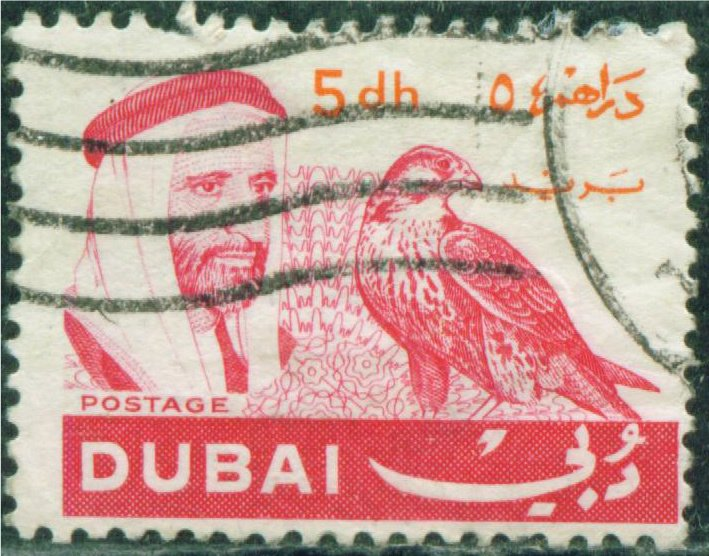
5 دراهم
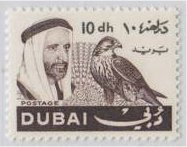
10 دراهم
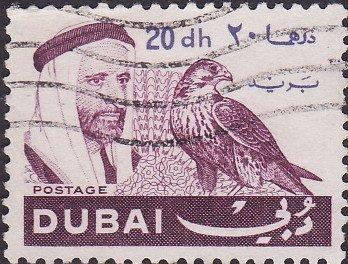
20 درهما
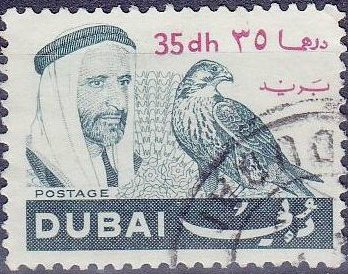
35 درهما
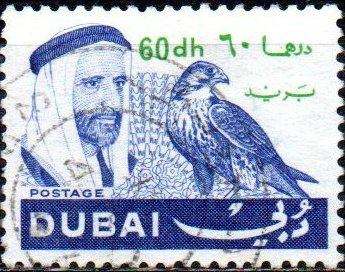
60 درهما
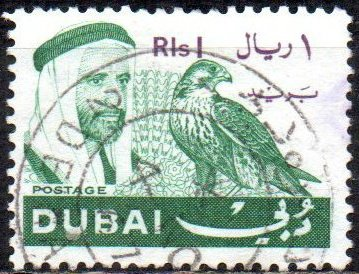
ريال واحد
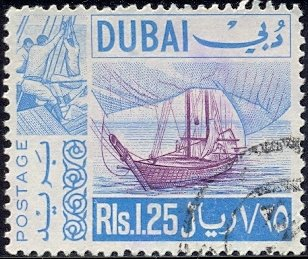
ريال وربع
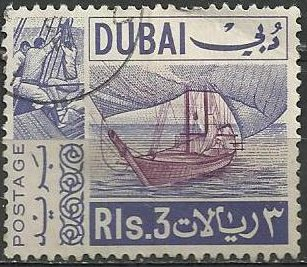
3 ريالات
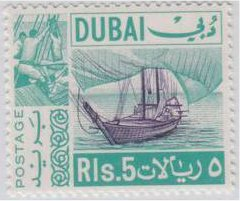
5 ريالات
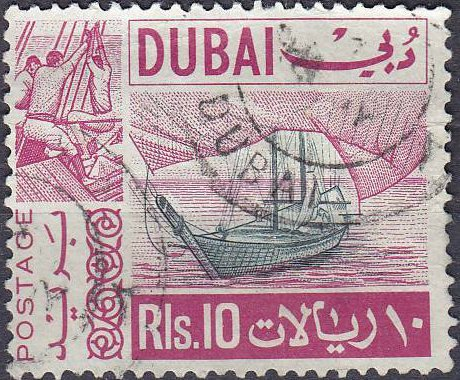
10 ريالات

### إصدارات المخيم الكشفي العالمي الثاني عشر
في 25 سبتمبر 1967، أصدرت الطوابع التالية التي تحتفي بالمخيم الكشفي العالمي الثاني عشر الذي نظم في ولاية أيداهو في الولايات المتحدة.
مصمم الطوابع: فاسارهيلي جيولا لازلو

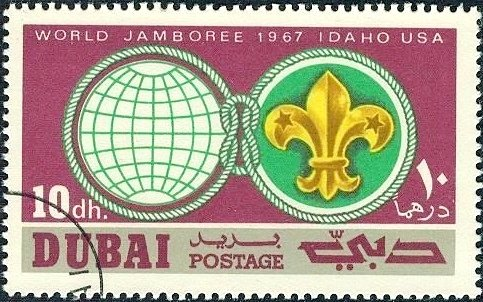
10 دراهم
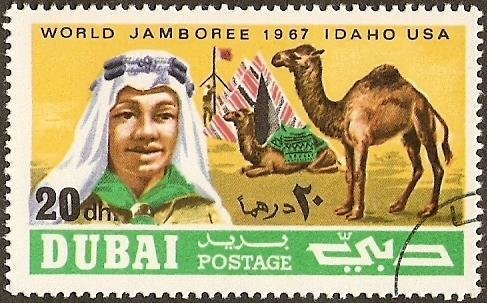
20 درهما
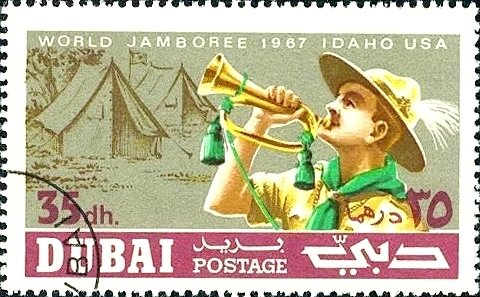
35 درهما
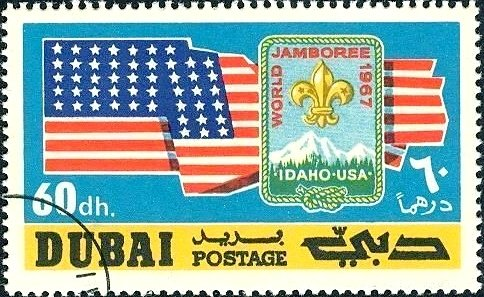
60 درهما
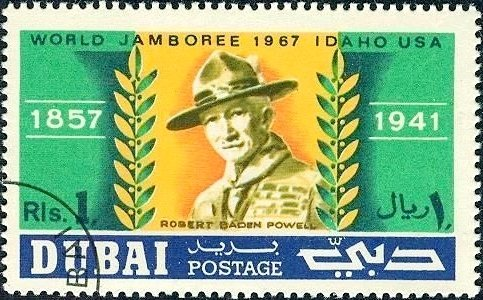
ريال واحد تظهر في الطابع صورة اللورد بادن باول مؤسس الحركة الكشفية
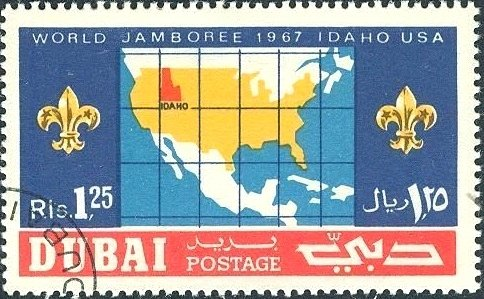
ريال وربع تظهر في الطابع خريطة الولايات المتحدة وموقع ولاية أيداهو في الخريطة

### إصدارات فرانسيسكو دي غويا
في 13 نوفمبر 1967، أصدرت الطوابع التالية التي تظهر عليها صور لوحات للرسام فرانثيسكو غويا، وكانت قيمة كل طابع ريال واحد.

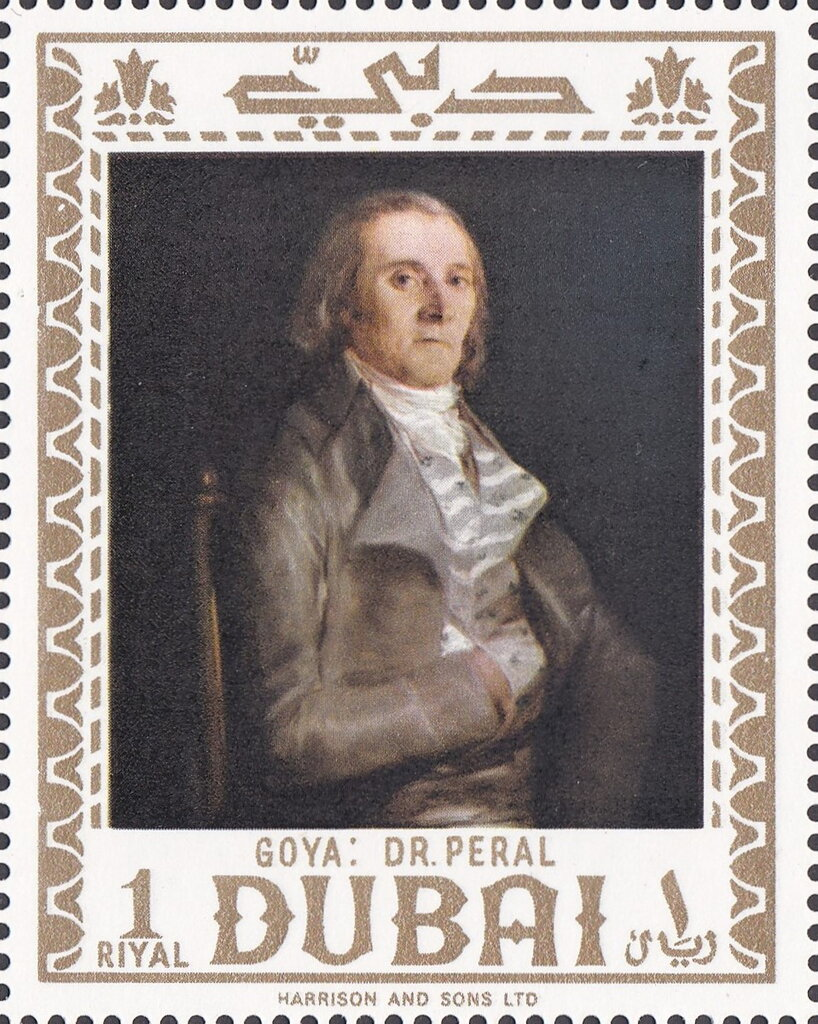
لوحة الدون أندريس ديل بيرال (Q26713620)
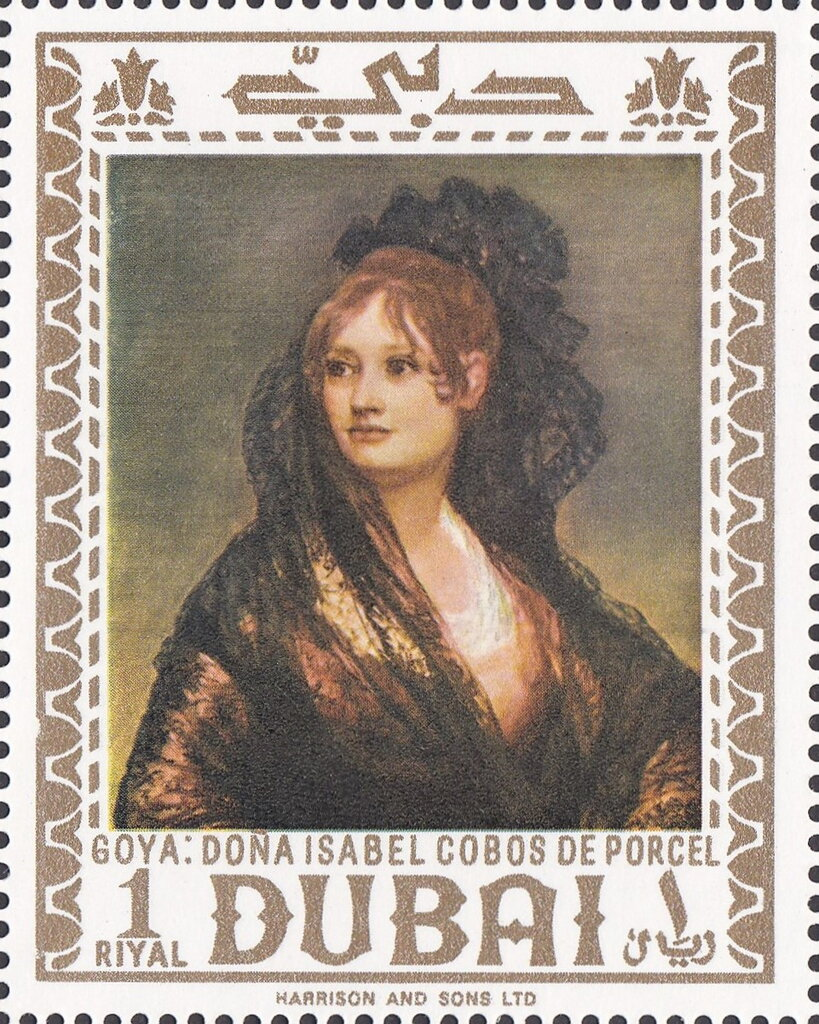
لوحة دونا إيزابيل دي بورسل[الإنجليزية]
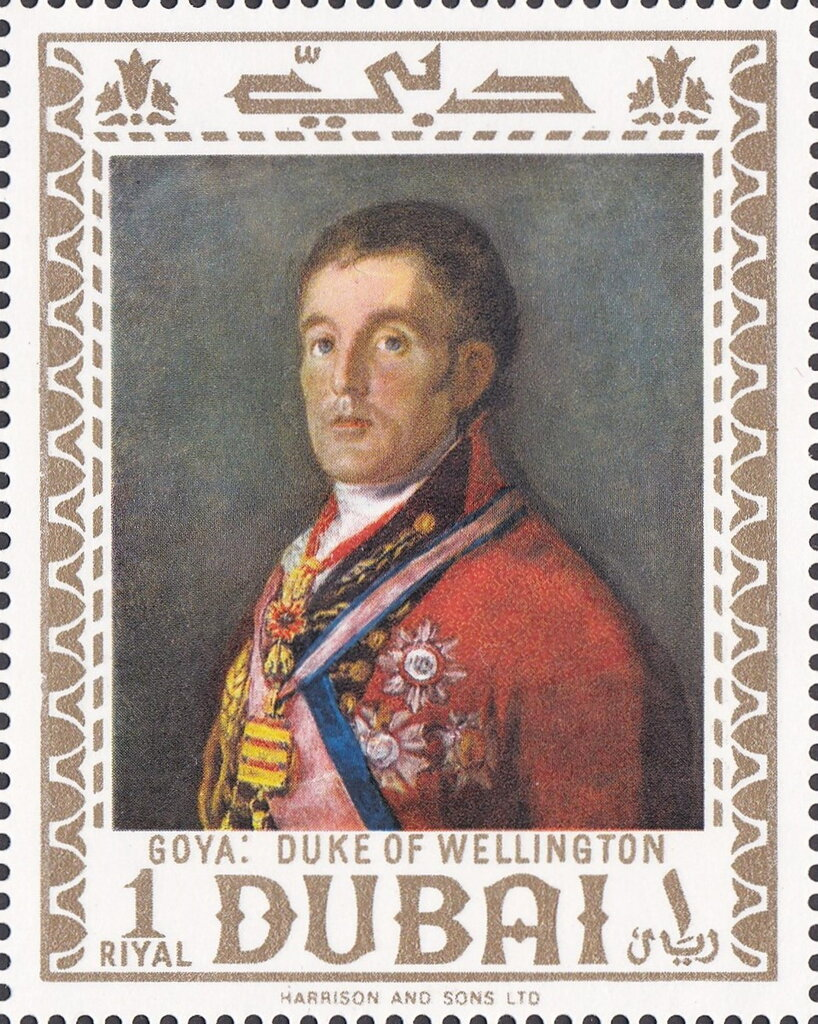
لوحة دوق ولنغتون[الإنجليزية] آرثر ويلزلي

أما الطوابع فقد أصدرت على شكل طوابع متجاورة في ورقة طوابع صغيرة كما في الصور التالية:

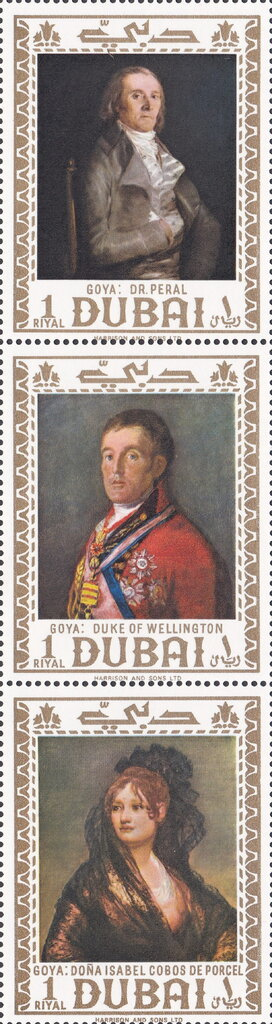
شريط من 3 طوابع.
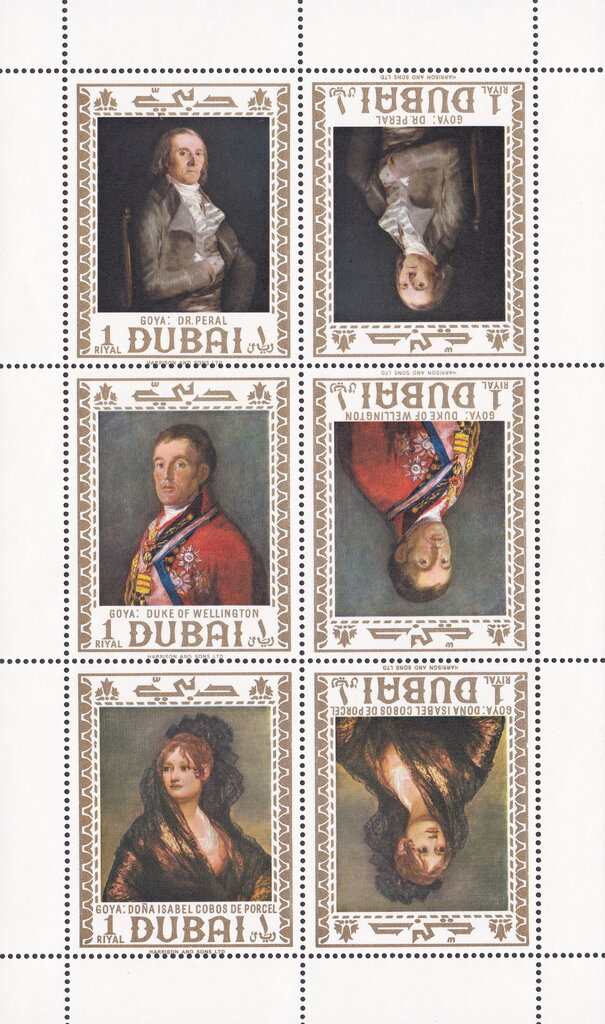
6 طوابع يظهر أحدهما مقلوبا فينقلب التسلسل في الشريط.

## إصدارات عام 1968

### إصدار الفراشات
بتاريخ 5 فبراير 1968، أصدرت الطوابع التالية التي تحمل صور فراشات، وكانت قيمة كل طابع 60 درهما:

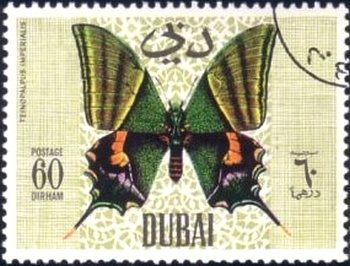
فراشة قيصر الهند (Teinopalpus imperialis)
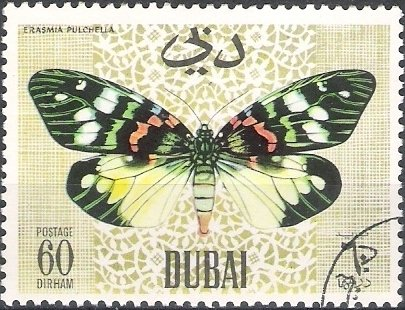
فراشة زهرة الجنة (Erasmia pulchella)
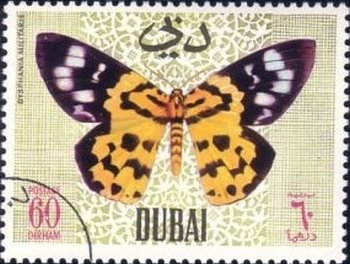
فراشة اليعسوب العسكرية[الإنجليزية] (Dysphania militaris)
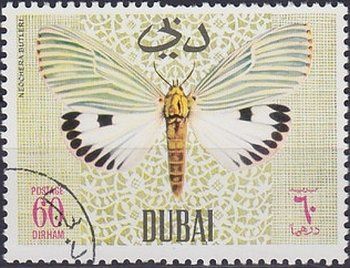
فراشة اليعسوب المخططة[الإنجليزية] (Neochera dominia)
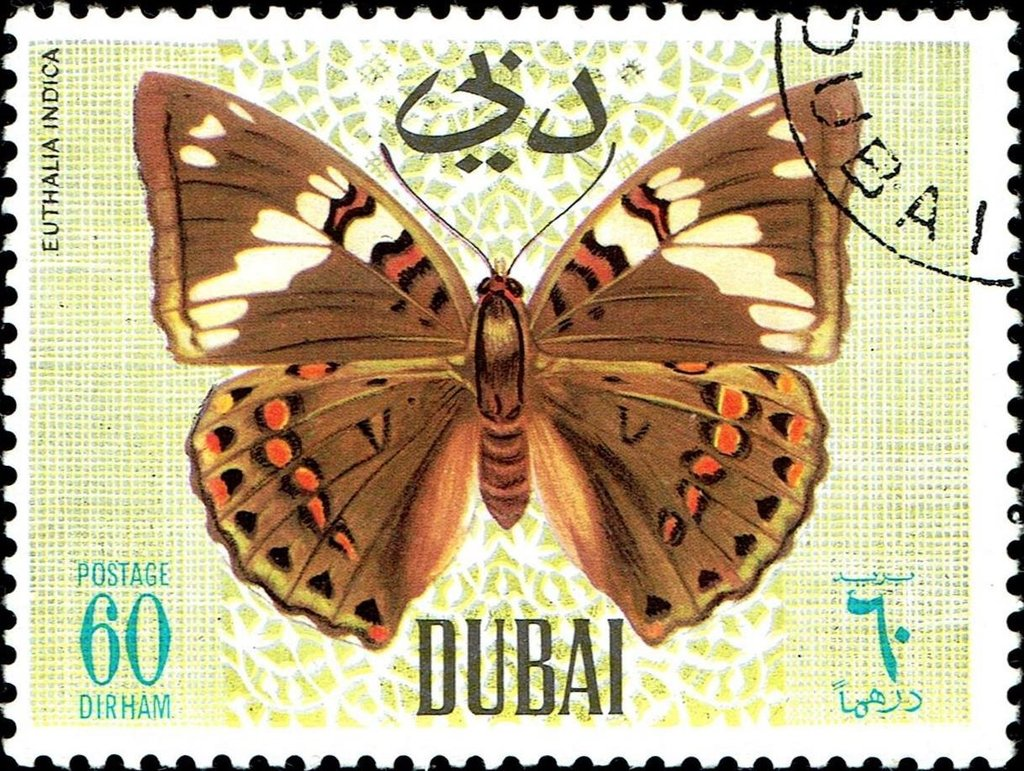
فراشة البارون الشائعة[الإنجليزية] (Euthalia aconthea)
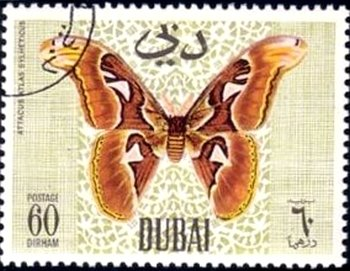
عثة أطلس (Attacus atlas sylheticus)
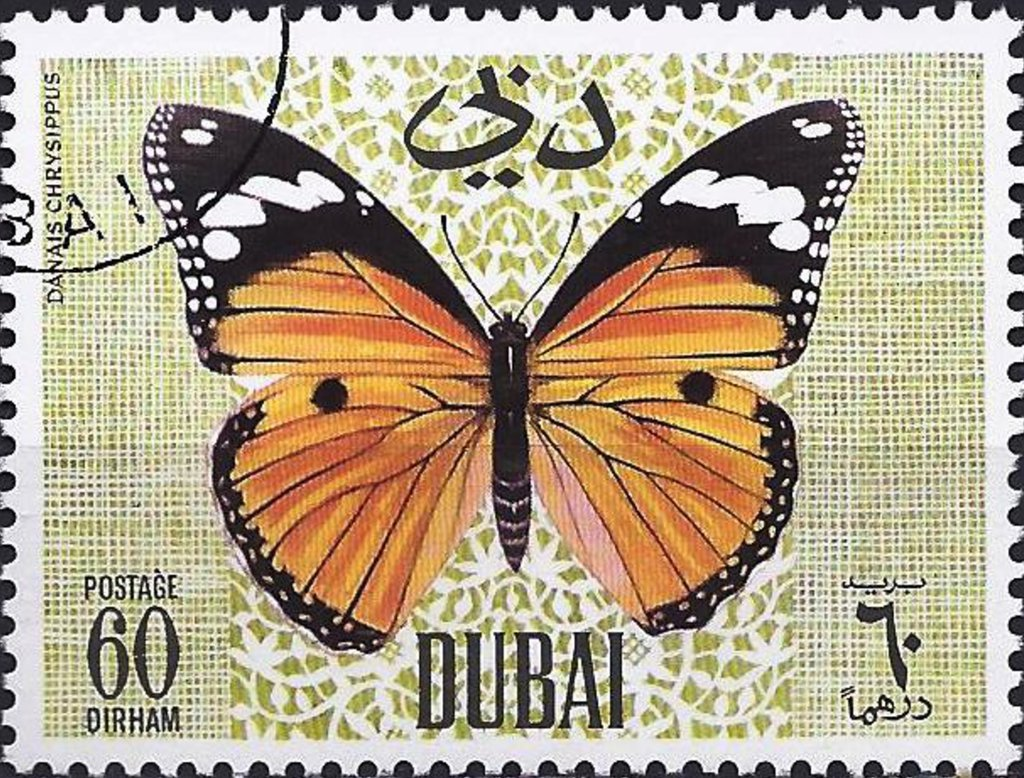
أبو دقيق النمر (Danaus chrysippus)
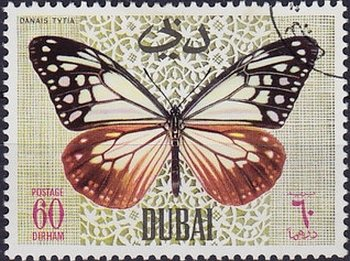
نمر الشوكولاتة[الإنجليزية] (Danaus tytia)

### إصدار يوم الأم العربية
في 21 مارس 1968، أصدرت 4 طوابع تظهر عليها صور لوحات عاليمة وتحتفي بيوم الأم العربية، وقد توفرت الطوابع على إصدارين تختلفان في نوع التخريم:

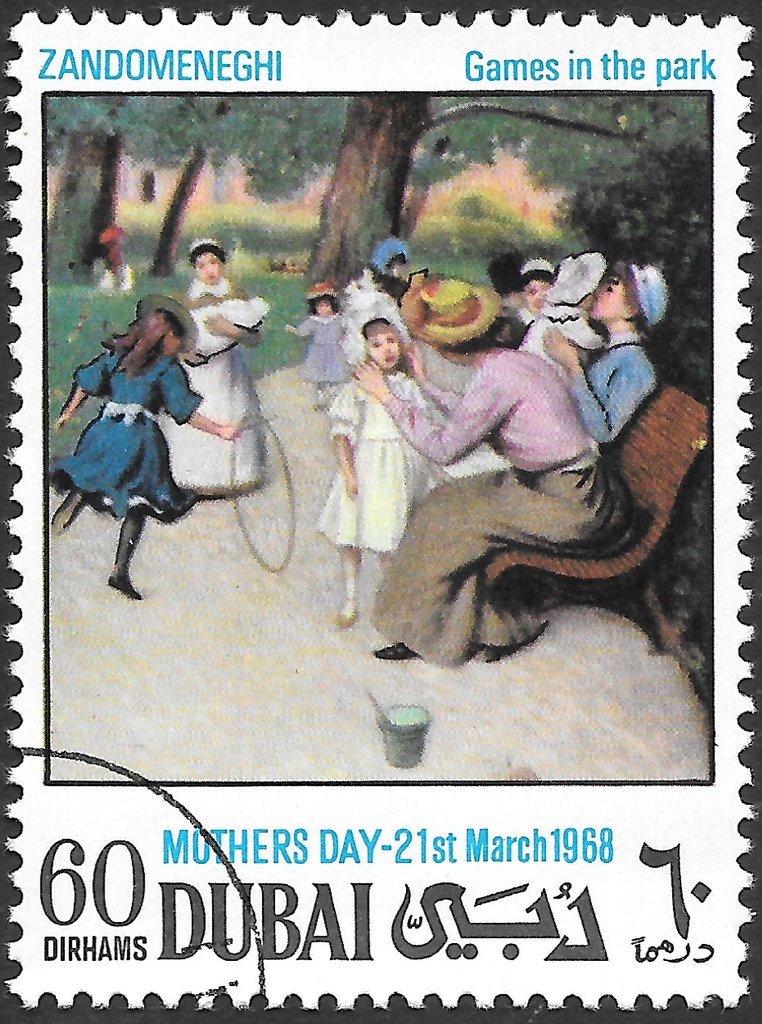
60 درهما تظهر على الطابع لوحة "ألعاب في الحديقة" للفنان فيديريكو زاندومينيغي[الإنجليزية]
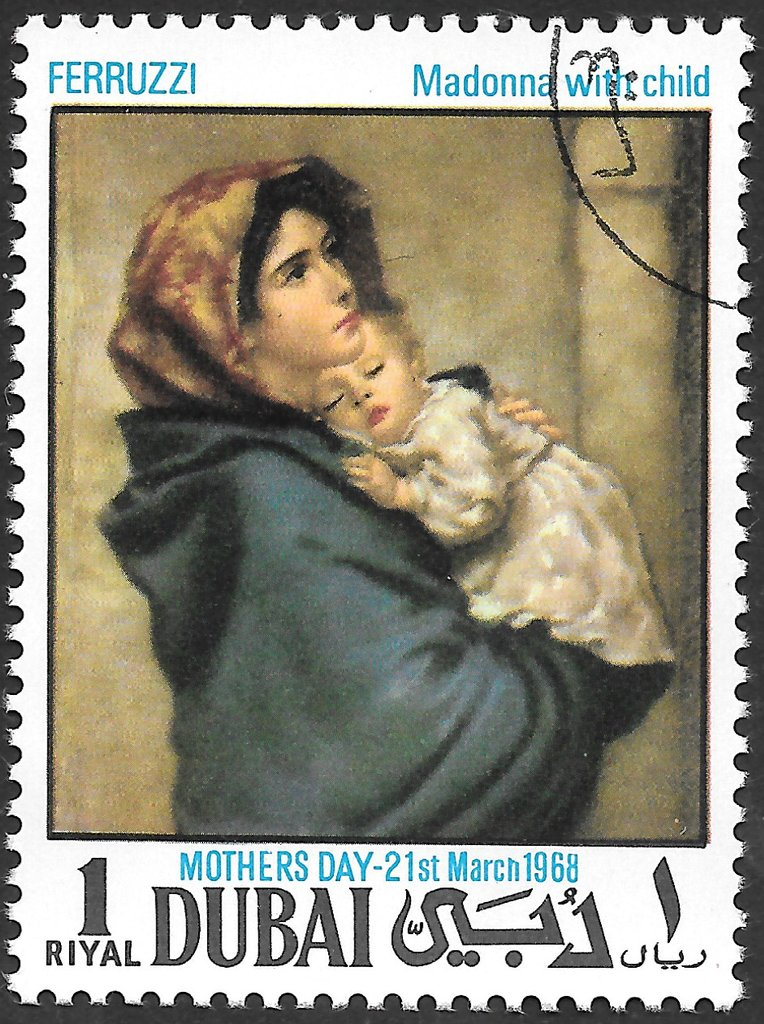
ريال واحد تظهر على الطابع لوحة مادونينا[الإنجليزية] للفنان روبرتو فيروزي[الإنجليزية]
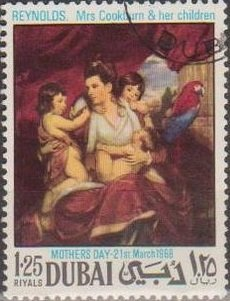
ريال وربع تظهر على الطابع لوحة السيدة كوكبرن وأطفالها الثلاثة[الإنجليزية] للفنان السير جوشوا راينولدس
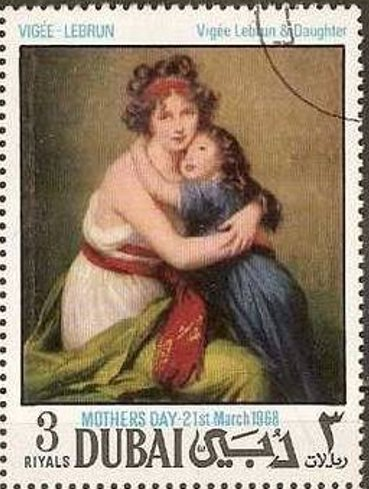
3 ريالات تظهر على الطابع لوحة للرسامة إليزابيث لويز فيغ لوبرون تظهر مع ابنتها[الإنجليزية].

### إصدار الزهور
في 13 مايو 1968، أصدرت الطوابع التالية التي تظهر عليها صور زهور، وكانت قيمة كل طابع 60 درهما:

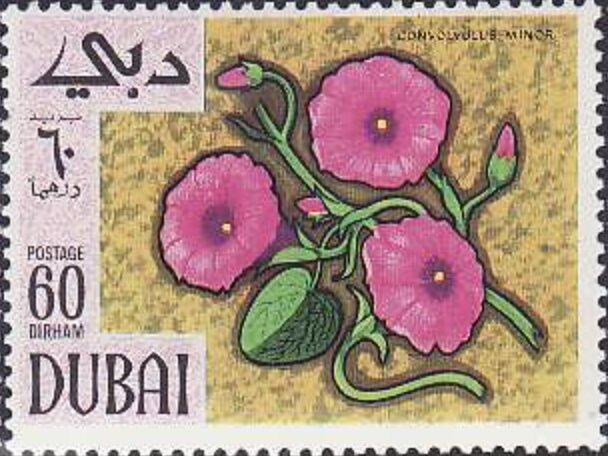
لبلاب ثلاثي الألوان (Convolvulus minor)
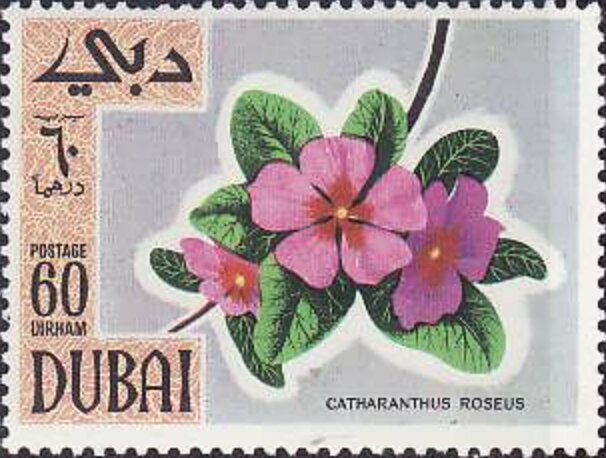
كتارنتوس وردي (Catharanthus roseus)
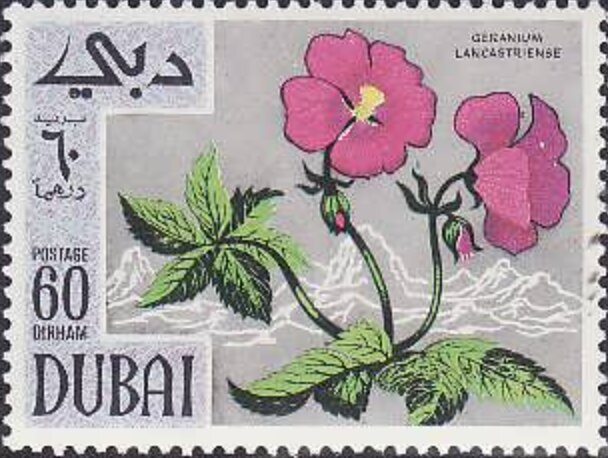
غرنوقي دموي[الإنجليزية] (Geranium sanguineum)
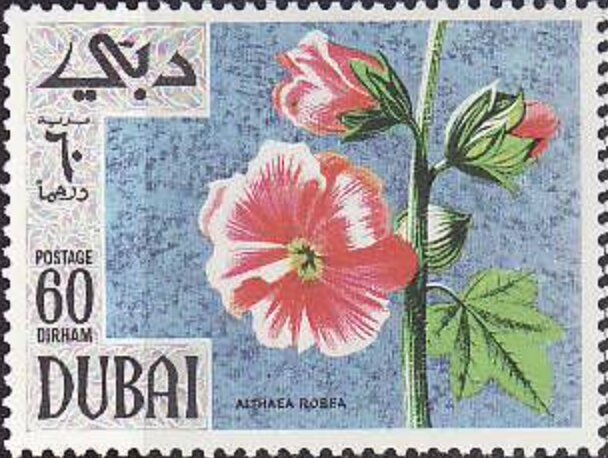
خطمية وردية (Althaea rosea)
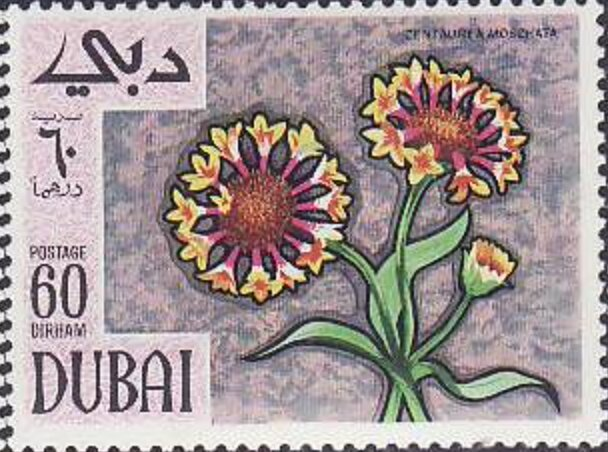
سلطان حلو[الإنجليزية] (Centaurea moschata)
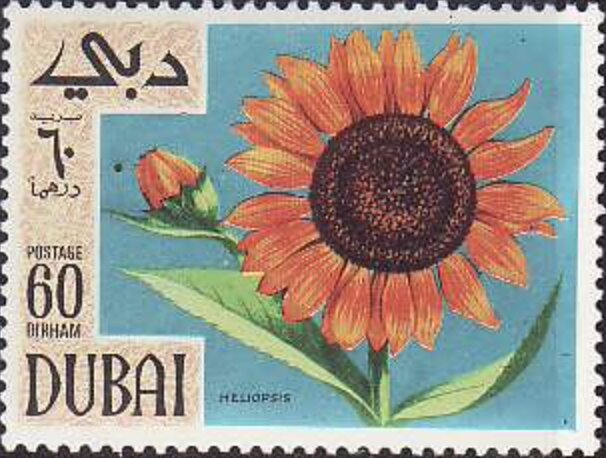
هليوبسيس (Heliopsis)
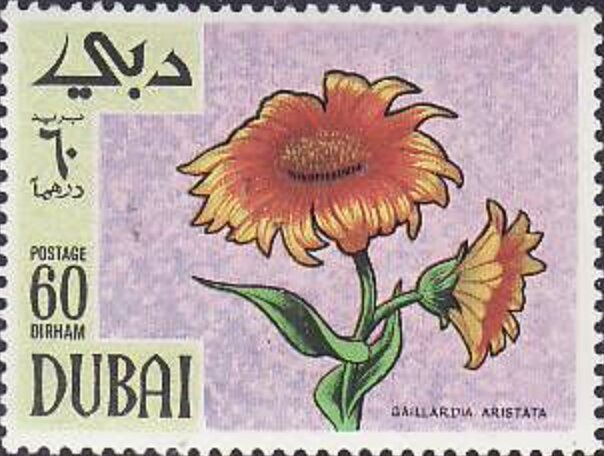
غيردية سفوية (Gaillardia aristata)
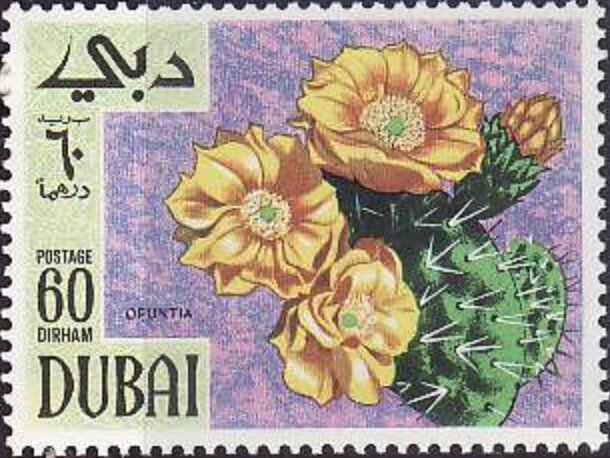
صبير (Opuntia)

وقد توفرت على شكل طوابع متجاورة:

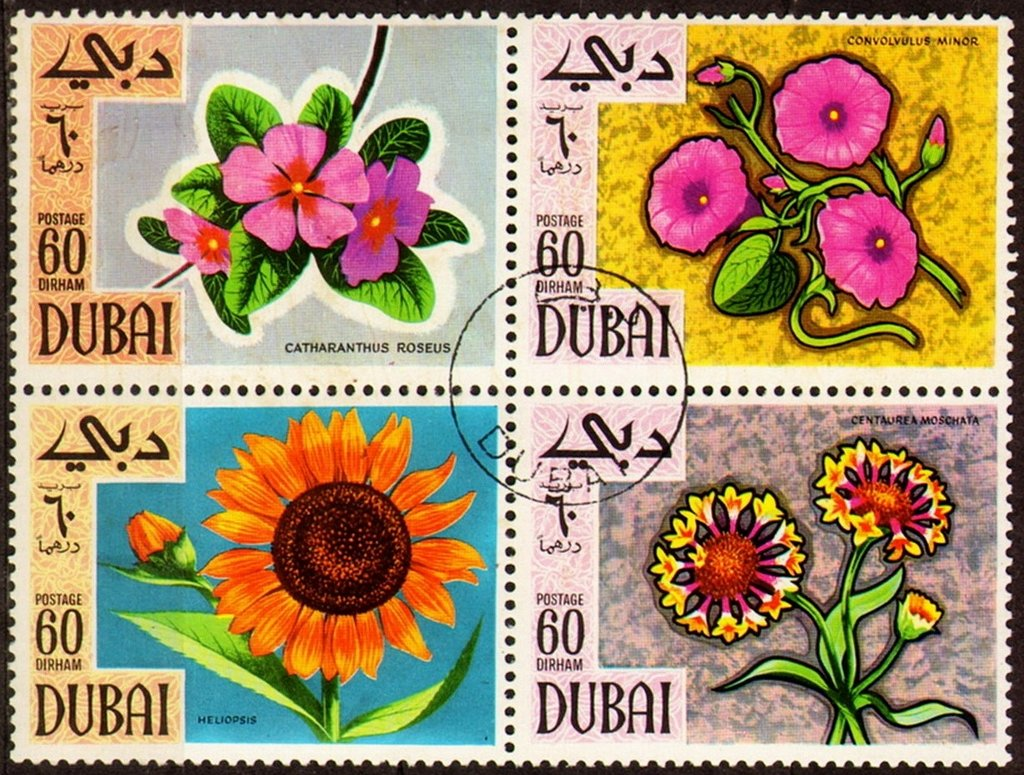
4 طوابع من المجموعة
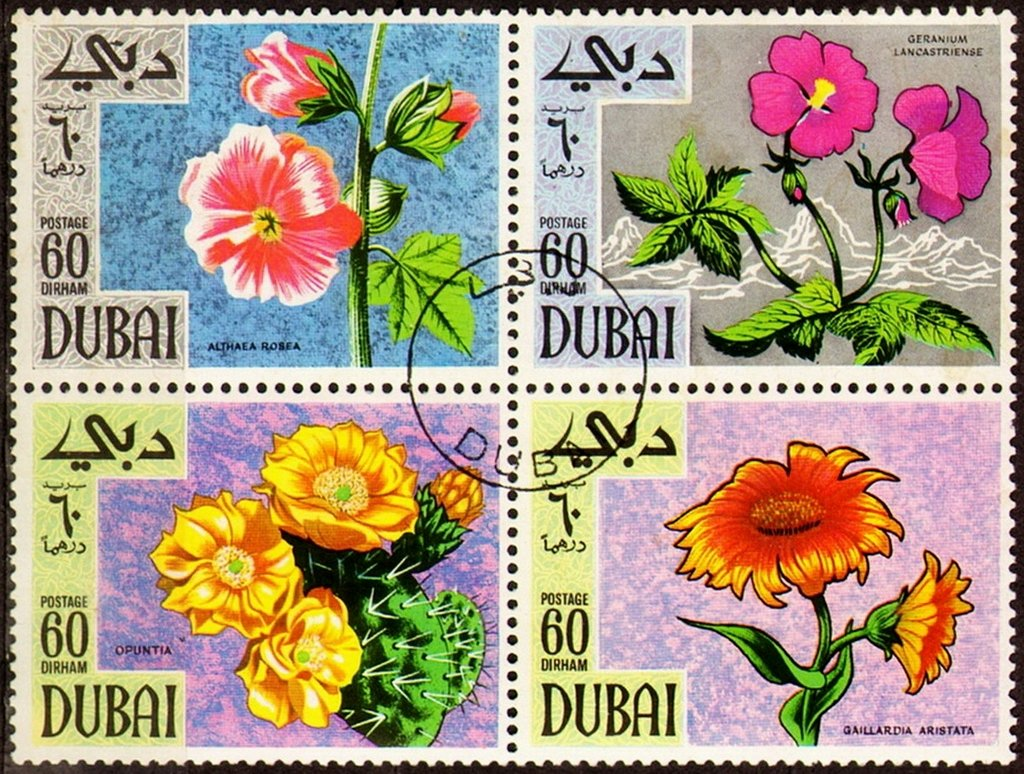
4 طوابع من المجموعة

### إصدار دورة الألعاب الأولمبية في المكسيك
في 21 يوليو 1968، أصدرت طوابع لمناسبة دورة الألعاب الأولمبية الصيفية 1968 التي أقيمت في مدينة مكسيكو عاصمة المكسيك للفترة من 12 أكتوبر إلى 27 أكتوبر 1968.

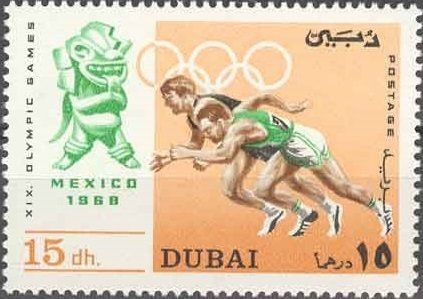
15 درهما
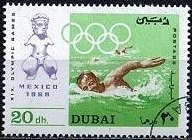
20 درهما
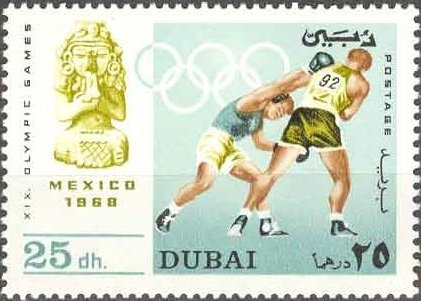
25 درهما
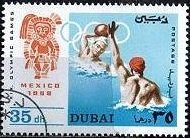
35 درهما
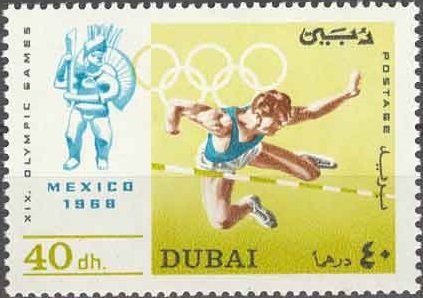
40 درهما
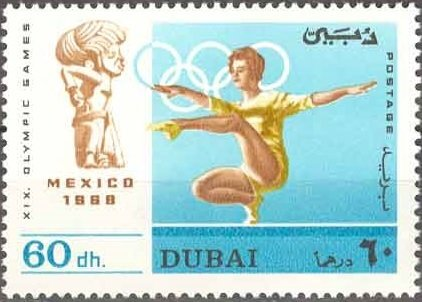
60 درهما
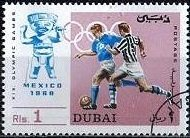
ريال واحد
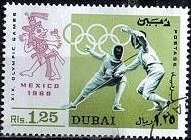
ريال وربع

وكذلك أصدرت بطاقة تذكارية يظهر عليها الطابع الذي قيمته ريال واحد.

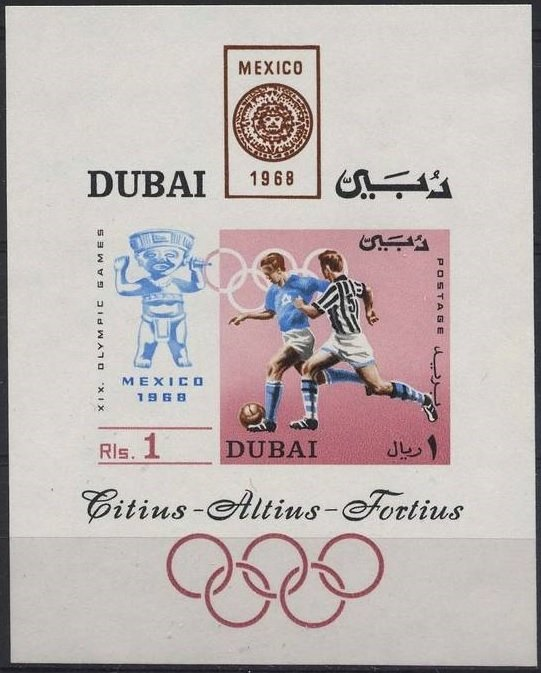
البطاقة التذكارية

### إصدار يوم الطفل
في 7 أكتوبر 1968، أصدرت الطوابع التالية احتفاء بيوم الطفل، وتظهر عليها صور لوحات عالمية، وقد توفرت الطوابع في إصدارين اختلفاء في نوع التخريم:

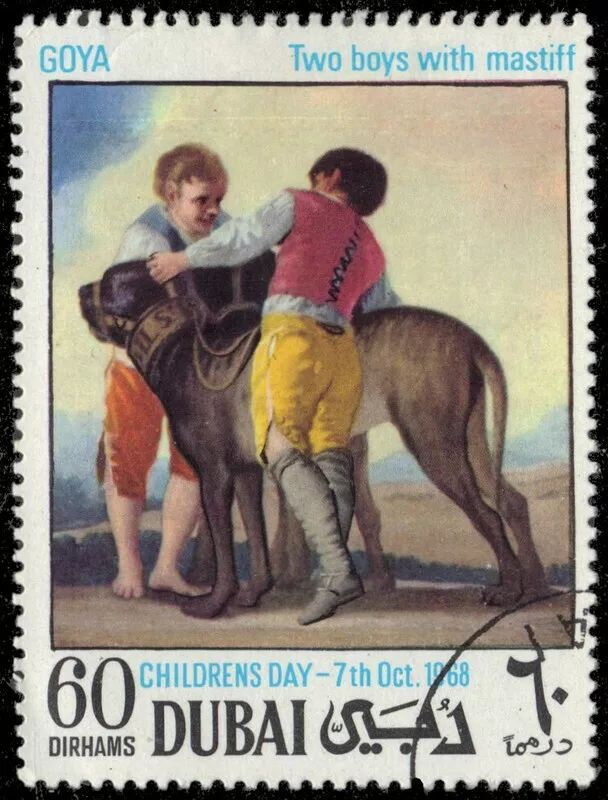
60 درهما لوحة للفنان فرانثيسكو غويا بعنوان ولدان مع درواس (Q6043547)
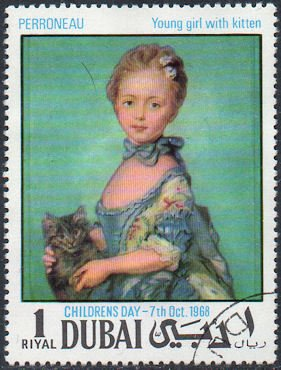
ريال واحد لوحة للفنان جان بابتيست بيرونو[الإنجليزية] بعنوان بنت مع قطة (Q26699386)
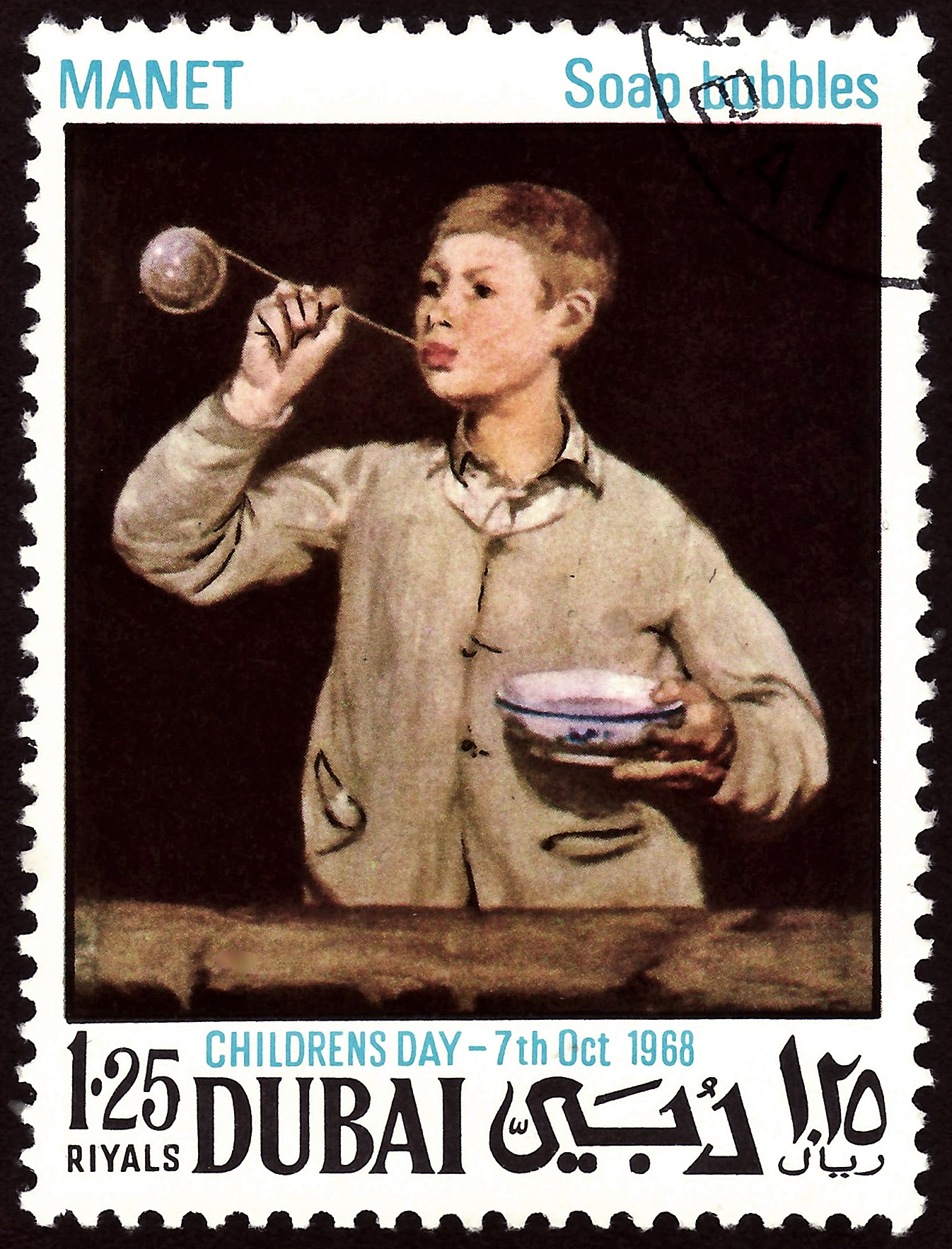
ريال وربع لوحة للفنان إدوارد مانيه بعنوان فقاعات الصابون[الإنجليزية]
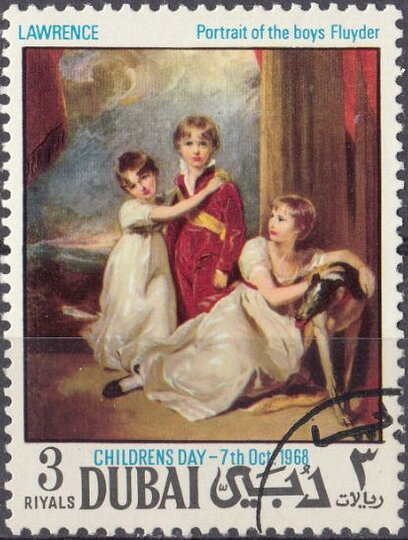
3 ريالات لوحة للفنان توماس لورنس بعنوان أطفال السير صموئيل فلودير (Q49873398)

### إصدار الطيور
في 9 ديسمبر 1968، أصدرت الطوابع التالية التي تظهر عليها صور طيور، وكانت قيمة كل طابع 60 درهما:

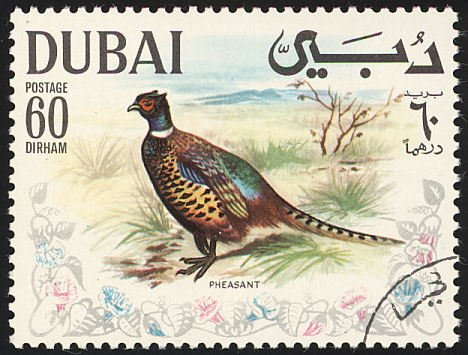
تدرج مألوف (Phasianus colchicus)
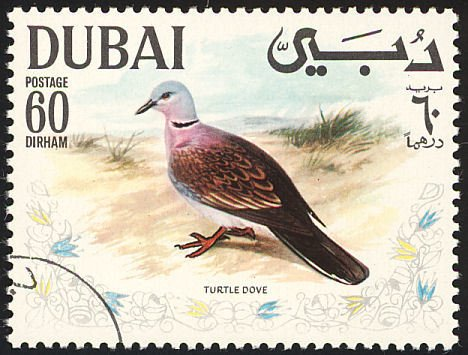
حمام أحمر الرقبة (Streptopelia tranquebarica)
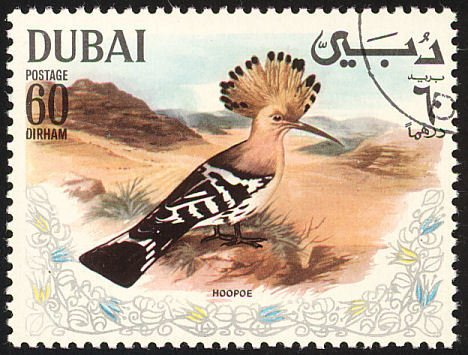
هدهد أوراسي (Upupa epops)
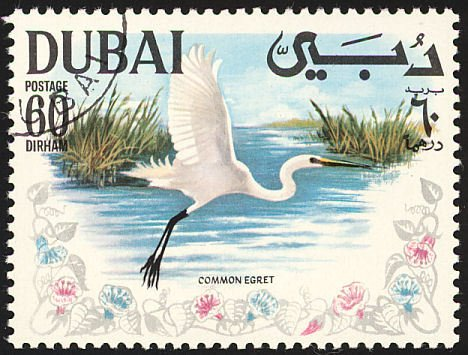
بلشون أبيض كبير (Ardea alba)
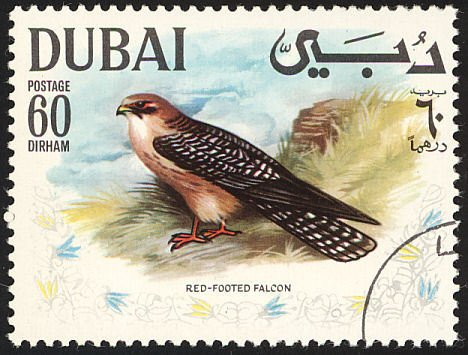
صقر أحمر القدمين (Falco vespertinus)
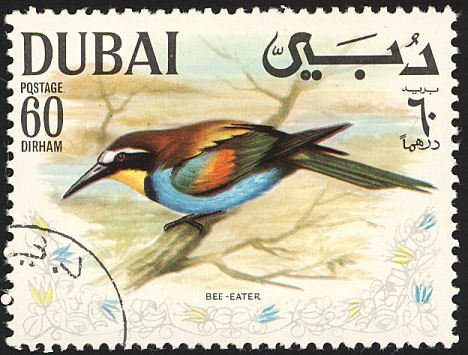
وروار أوروبي (Merops apiaster)
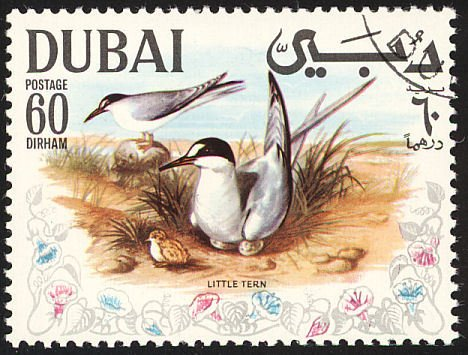
خرشنة صغيرة (Sternula albifrons)
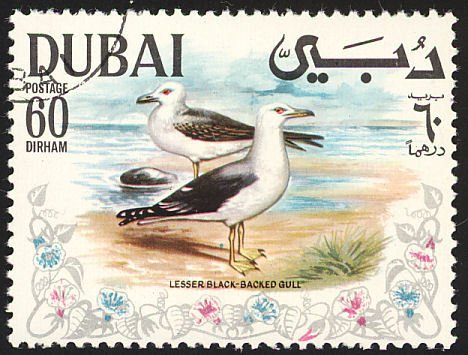
نورس سيبيري[الإنجليزية] (Larus fuscus heuglini)

## إصدارات عام 1969

### إصدارات الذكرى الستون لخدمات البريد بدبي

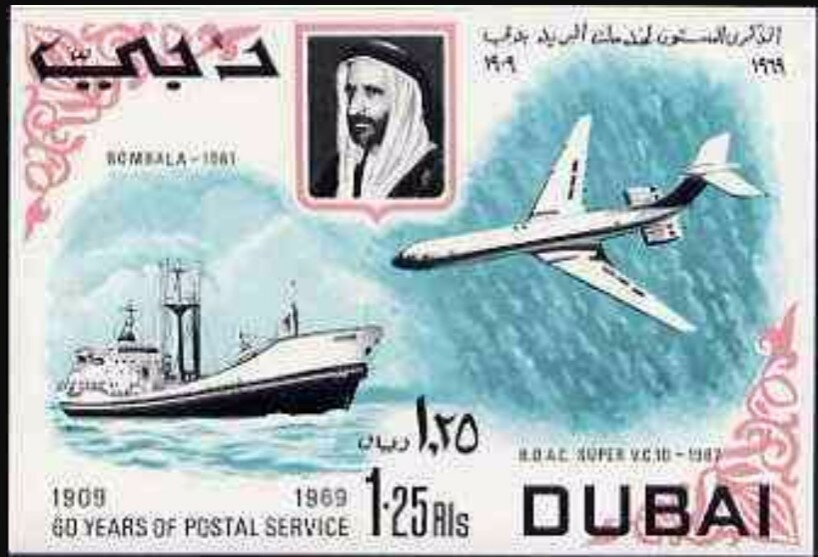
بطاقة تذكارية بقيمة ريال وربع تحمل صورة السفينة بومبالا والطائرة فيكرز في سي 10 التابعة لشركة الخطوط الجوية البريطانية لما وراء البحار.

في 12 فبراير 1969، أصدرت الطوابع التالية لمناسبة الذكرى الستون لخدمات البريد بدبي، وتحمل صور وسائط نقل:

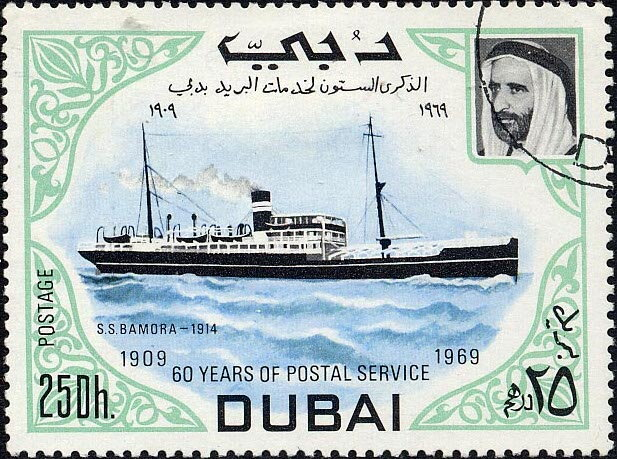
25 درهما السفينة س.س. بامورا
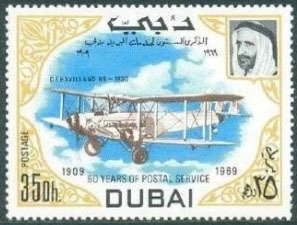
35 درهما الطائرة دي هافيلاند هرقل
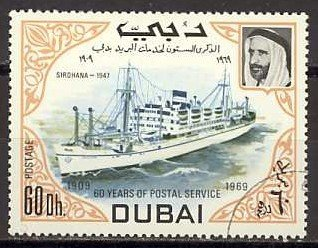
60 درهما السفينة سردانا[الإنجليزية]
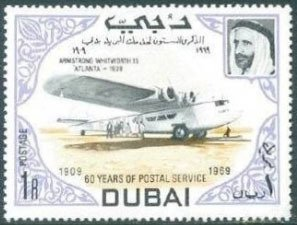
ريال واحد الطائرة ارمسترونغ ويتوورث أتالانتا
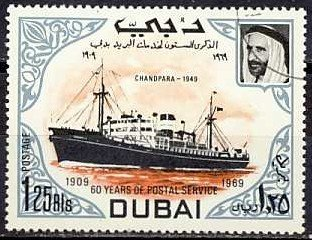
ريال وربع الباخرة س. س. تشاندبارا
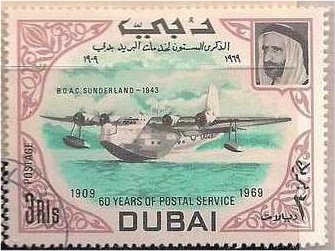
3 ريالات القارب الطائر شورت سندرلاند[الإنجليزية]

وكذلك بطاقة تذكارية:

### إصدارات عيد الأم العربية
في 21 مارس 1969، أصدرت الطوابع التالية لمناسبة عيد الأم العربية:

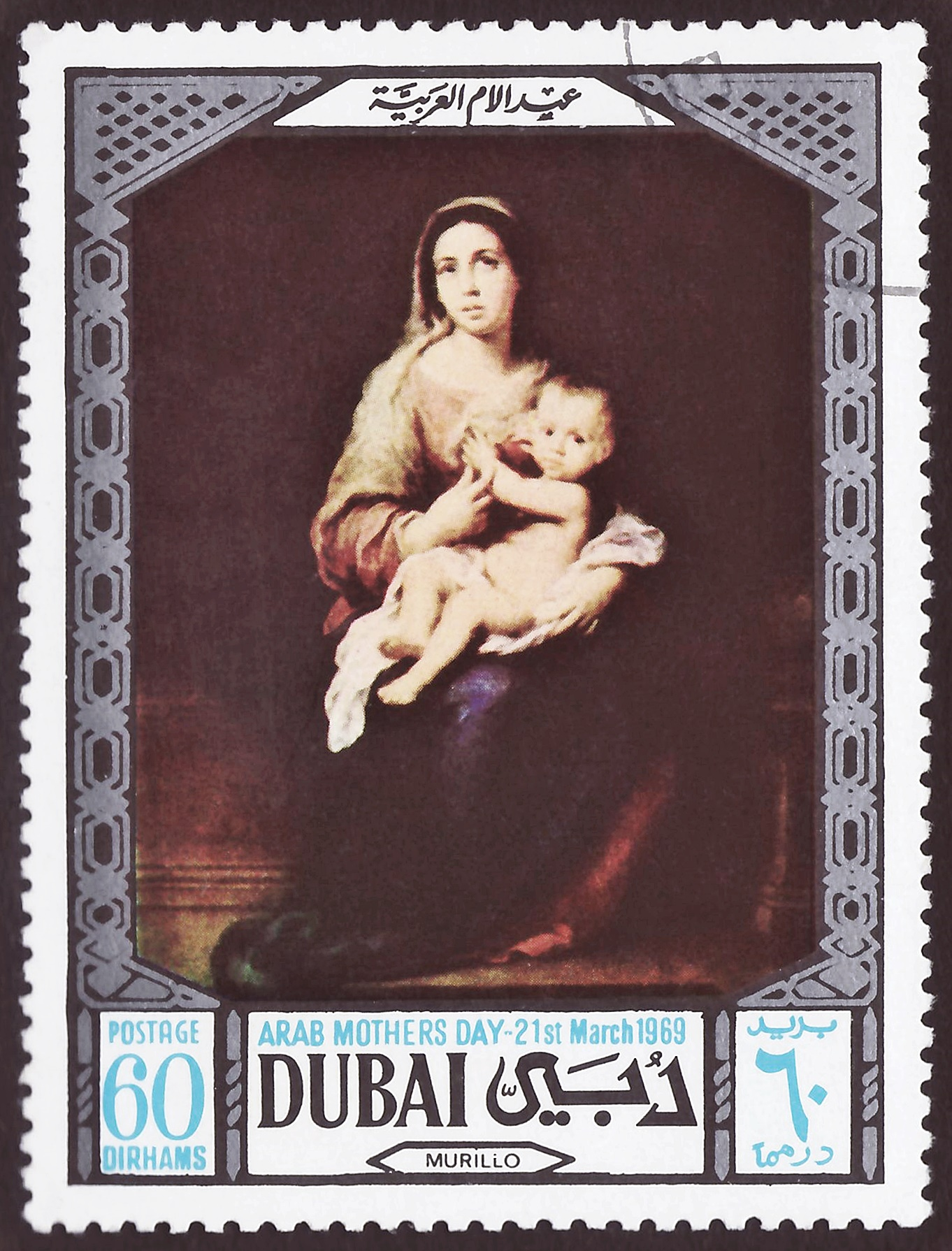
60 درهما لوحة الرسام بارتولومه إستبان موريو (الأم والطفل (Q50325648))
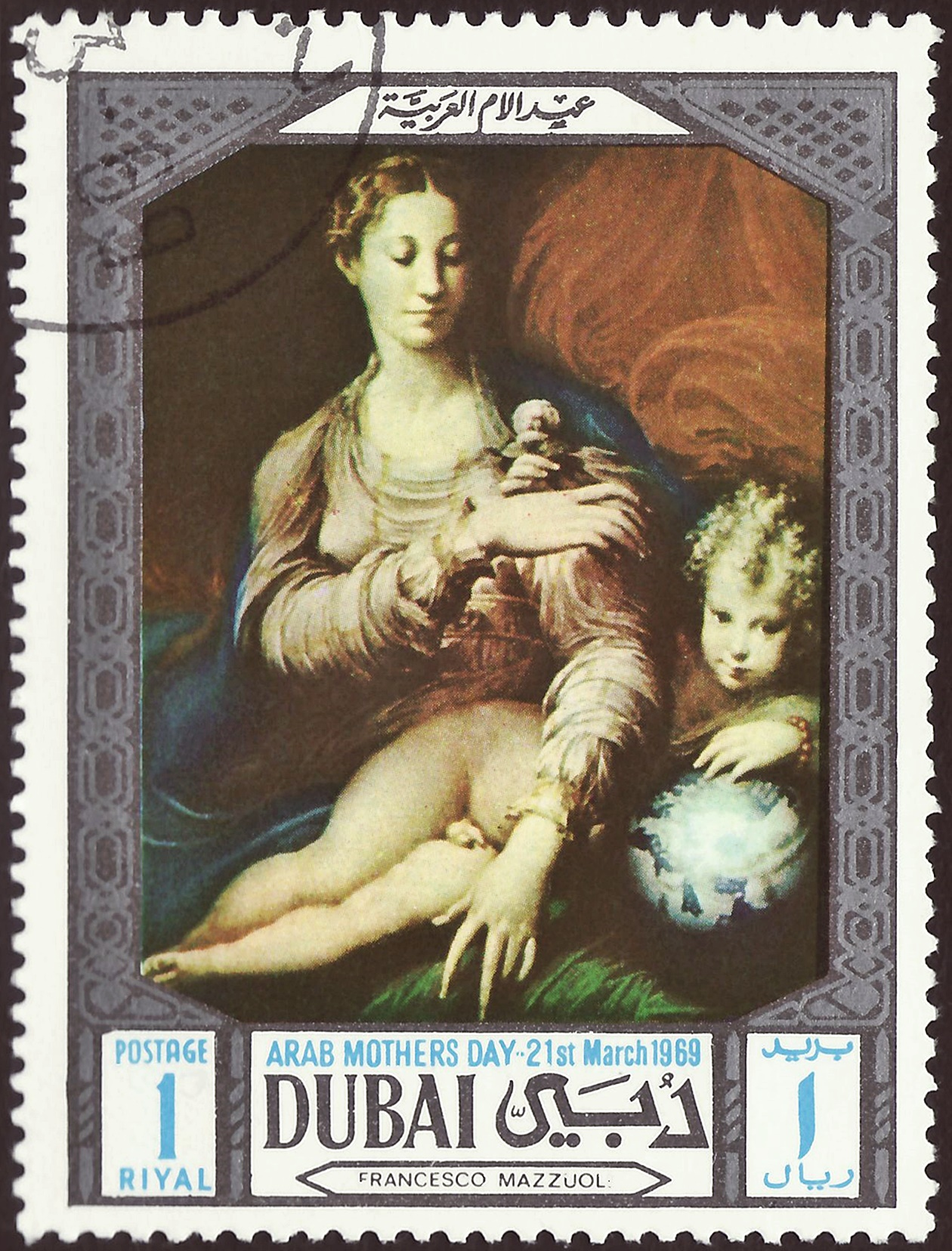
ريال واحد لوحة للفنان فرانشيسكو مازولي[الإنجليزية] (السيدة والزهرة)
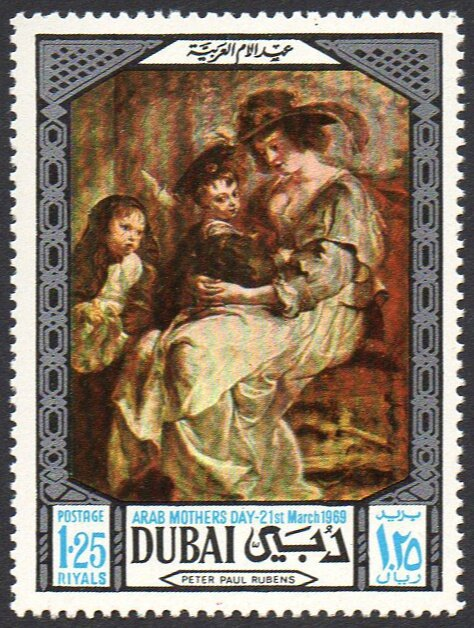
ريال وربع لوحة للفنان بيتر بول روبنس "هيلينا فورمونت مع طفليها[الإنجليزية]"
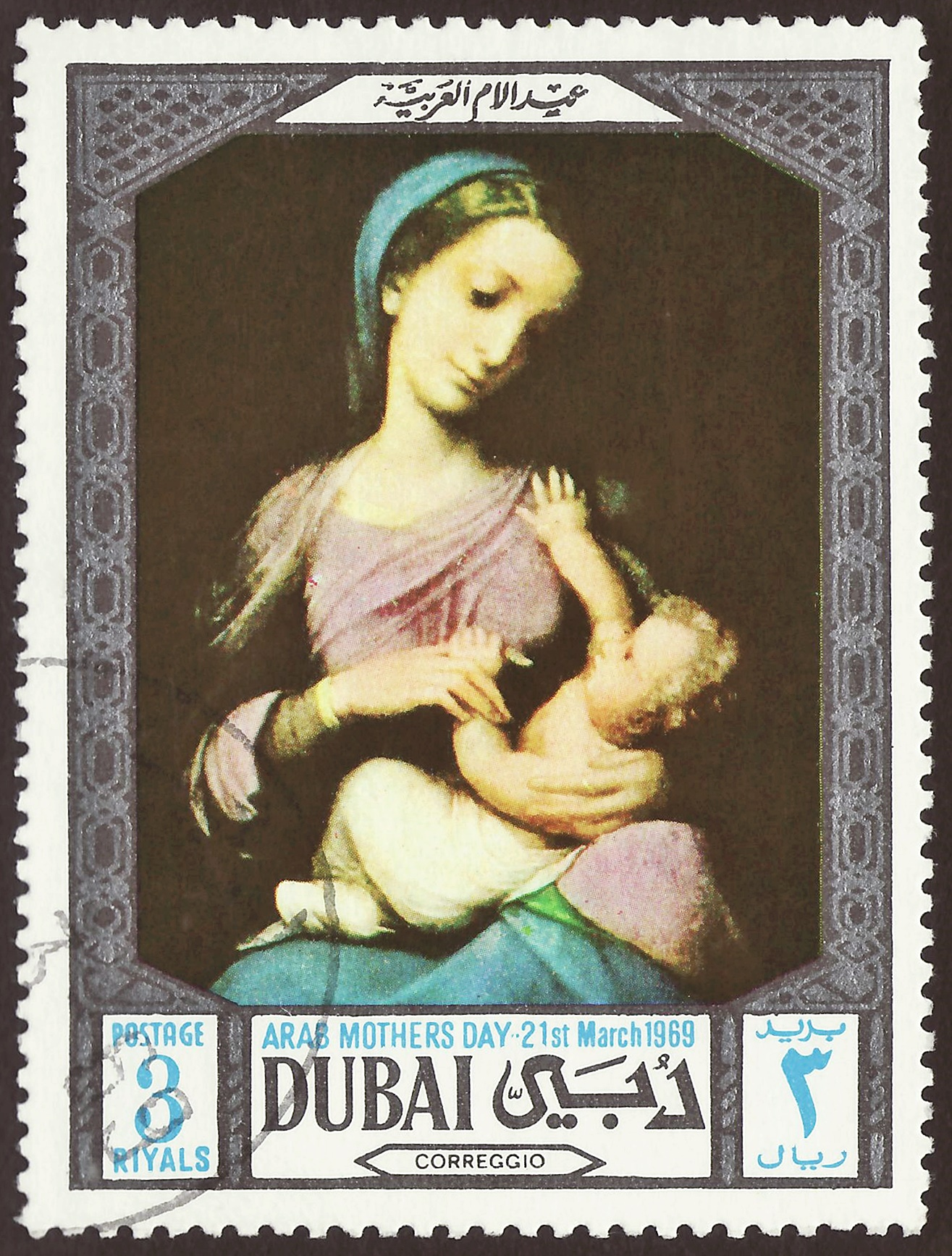
3 ريالات لوحة للفنان أنطونيو دا كوريدجو: السيدة وطفلها

### إصدار السمك
بتاريخ 26 مايو 1969، أصدرت طوابع تحمل صور نوع معين من السمك، وكانت قيمة كل طابع 60 درهما:

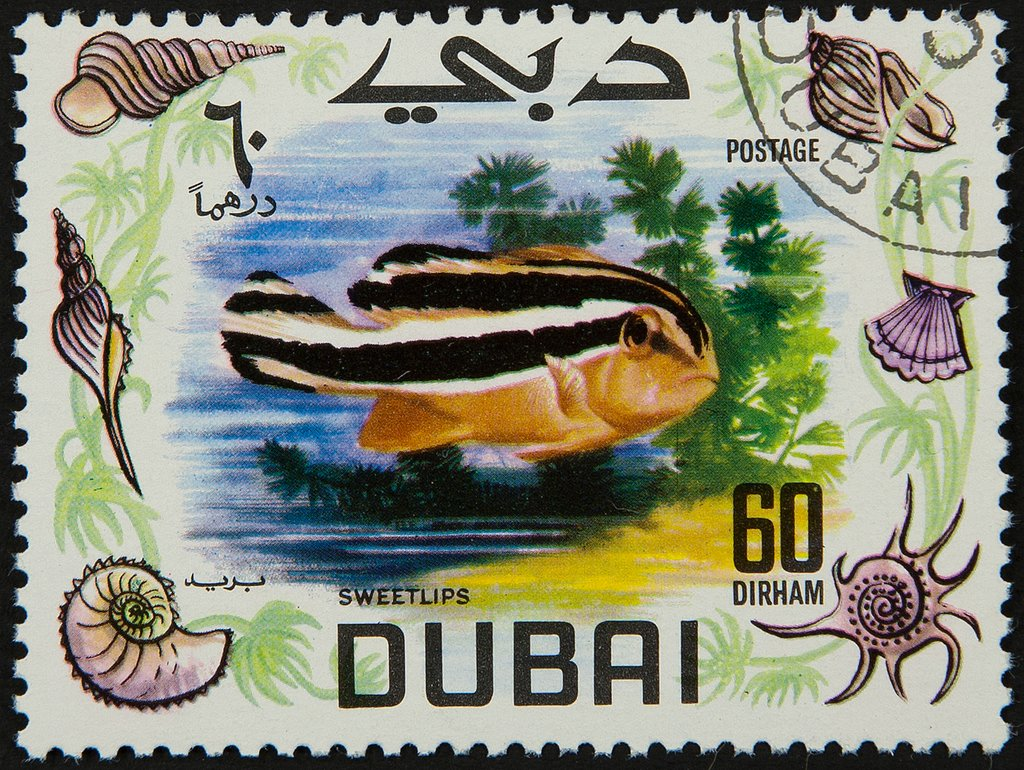
سمكة الخنزير الأطلسية[الإنجليزية] (Anisotremus virginicus)
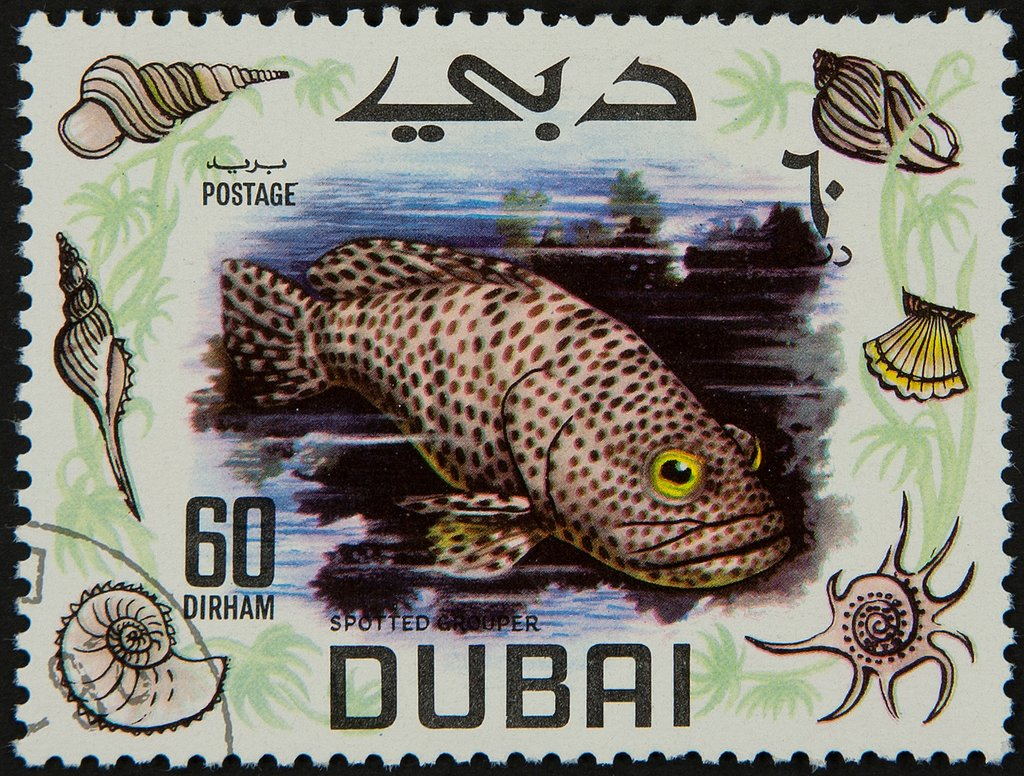
هامور عربي (Epinephelus elongatus)
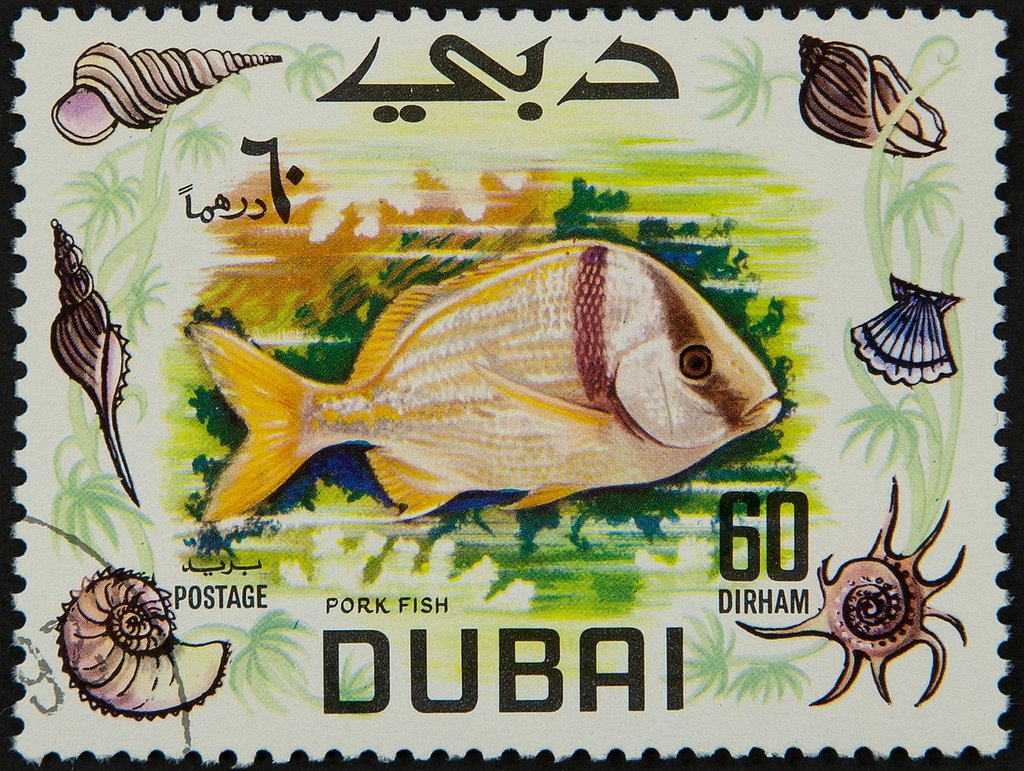
سمكة الملاك ذات الحلقة الزرقاء[الإنجليزية] (Pomacanthus annularis)
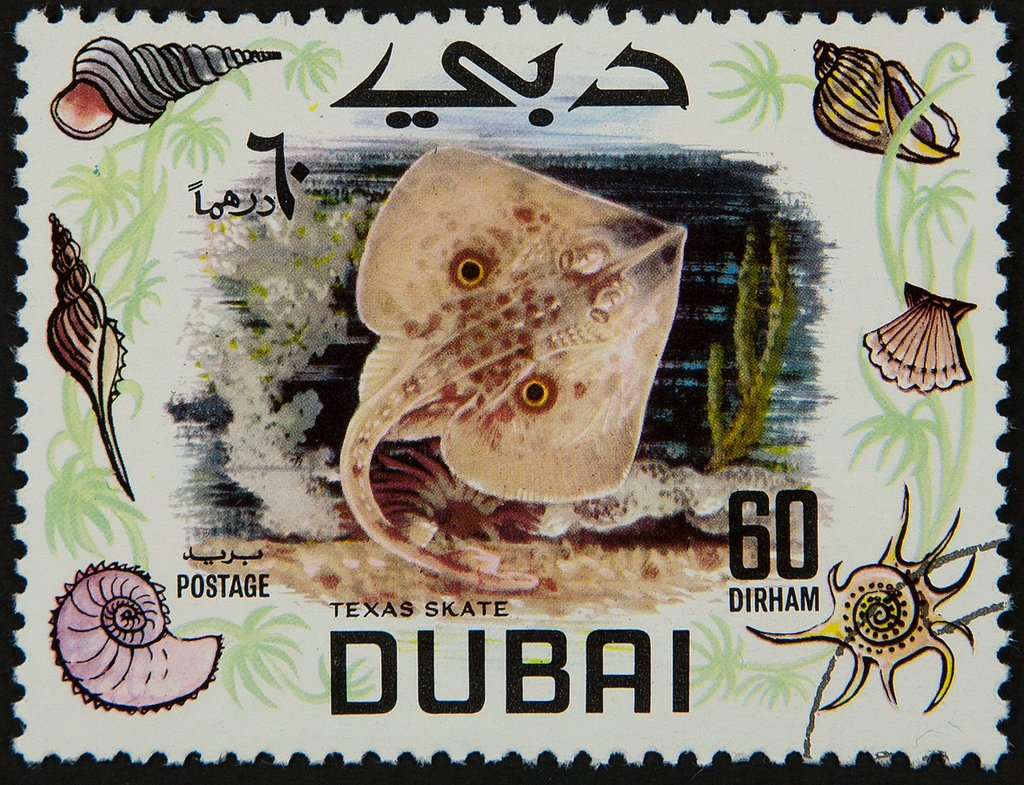
ورنك تكساني (Raja texana)
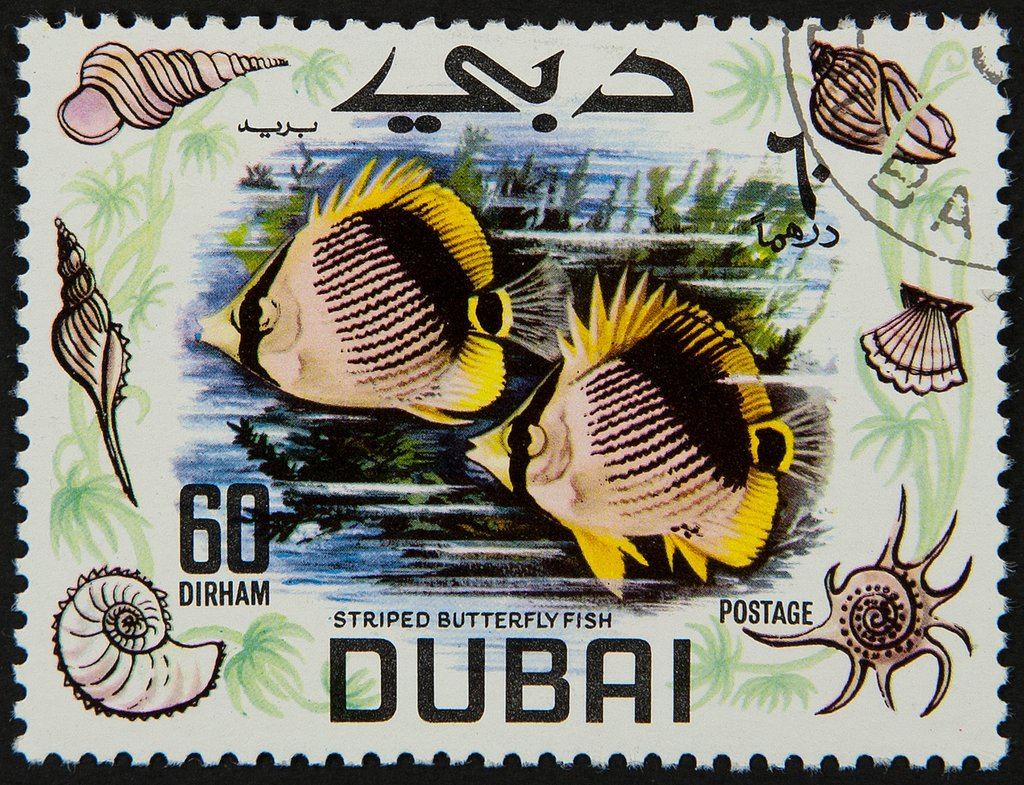
سمكة الأصبع (Monodactylus argenteus)
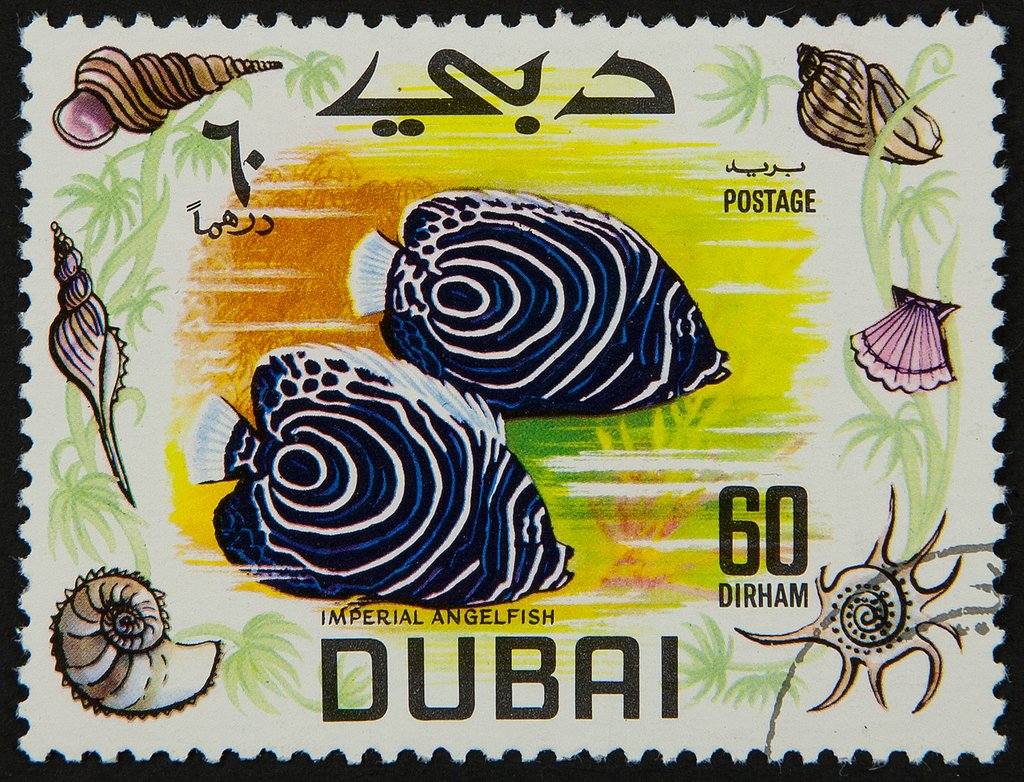
ينم مخطط[الإنجليزية] (Gaterin lineatus juv.)
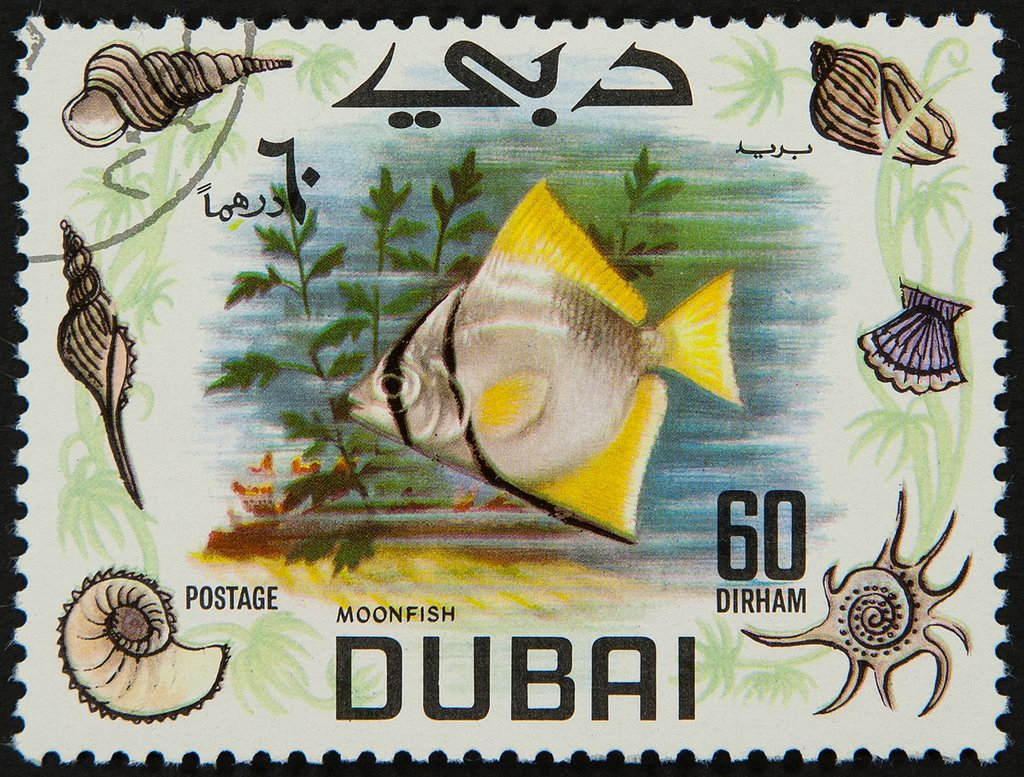
سمكة الفراشة سوداء الظهر[الإنجليزية] (Chaetodon melanotus)
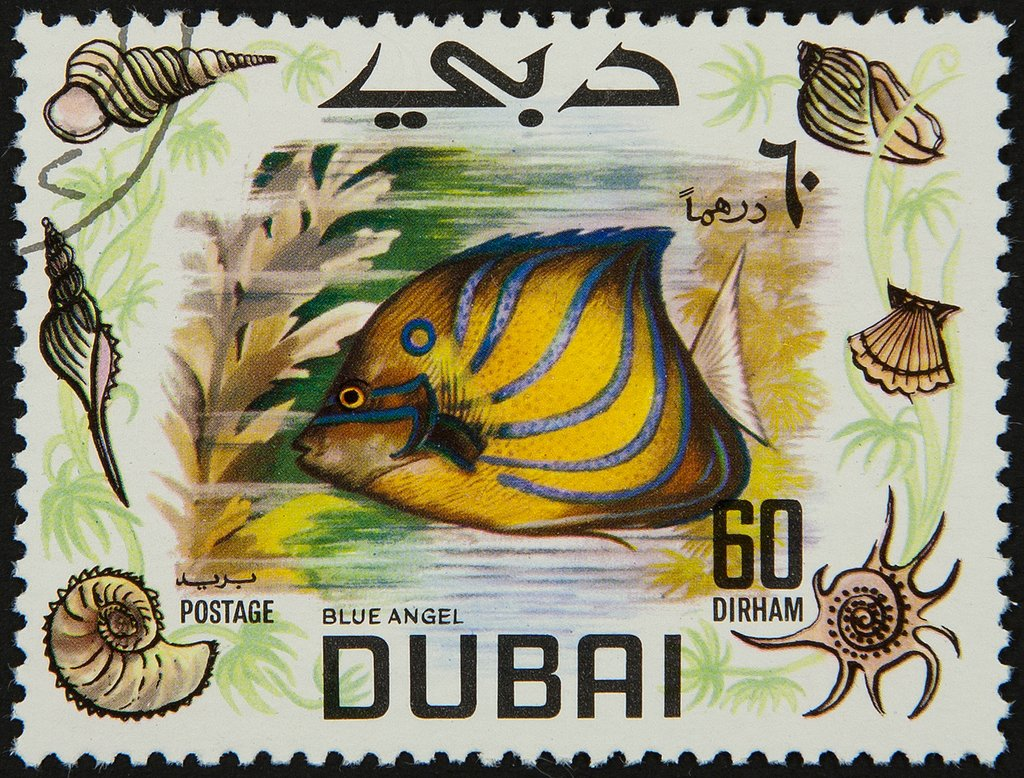
عنفوز الإمبراطور[الإنجليزية] (Pomacanthus imperator juv.)

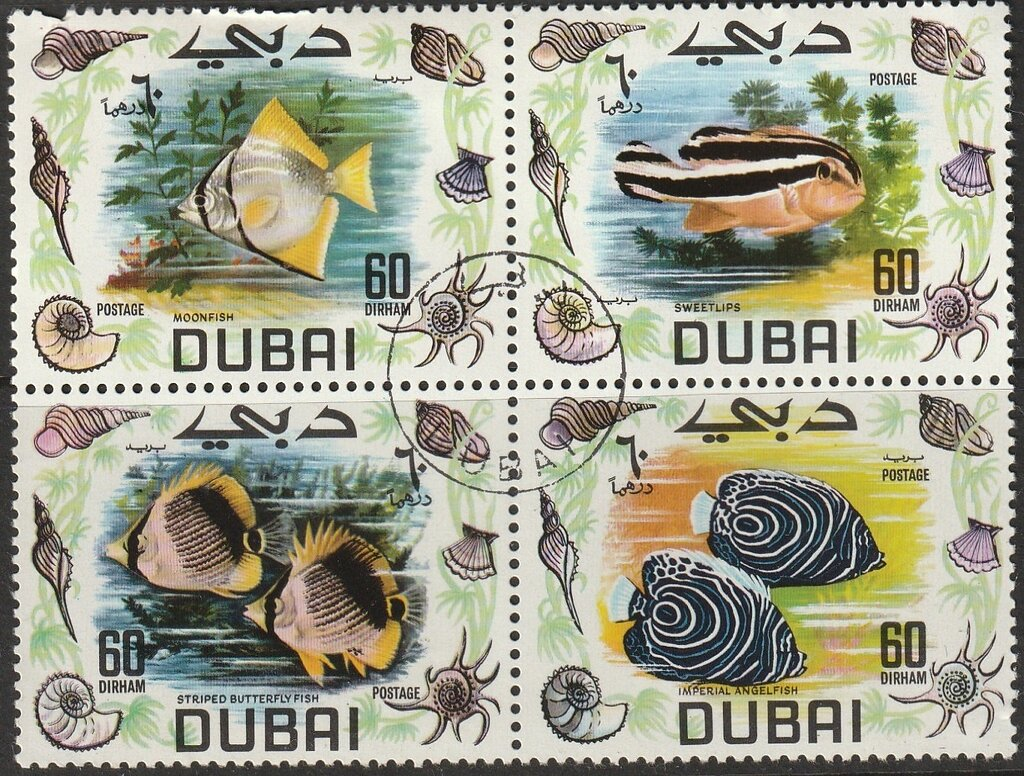
أربعة طوابع متجاورة مختلفة.

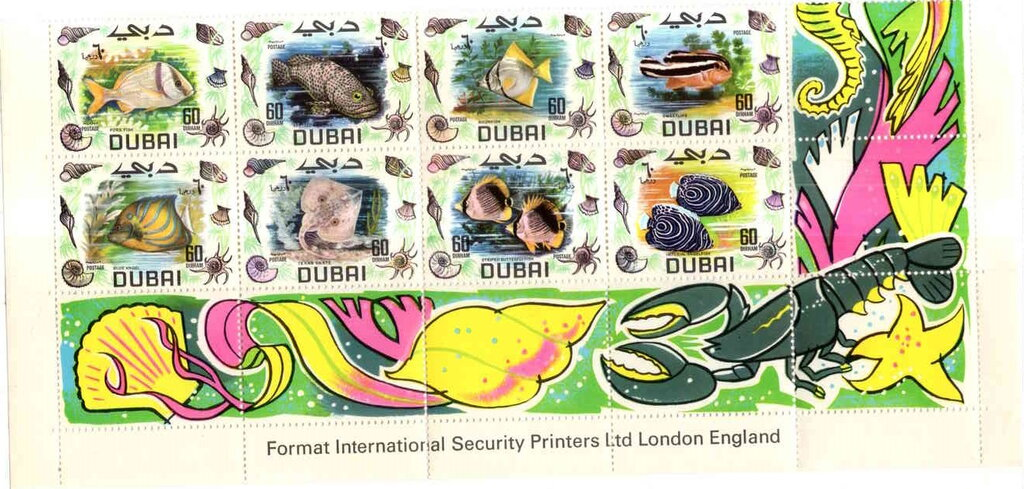
مجموعة الأسماك كاملة في ورقة طوابع صغيرة.

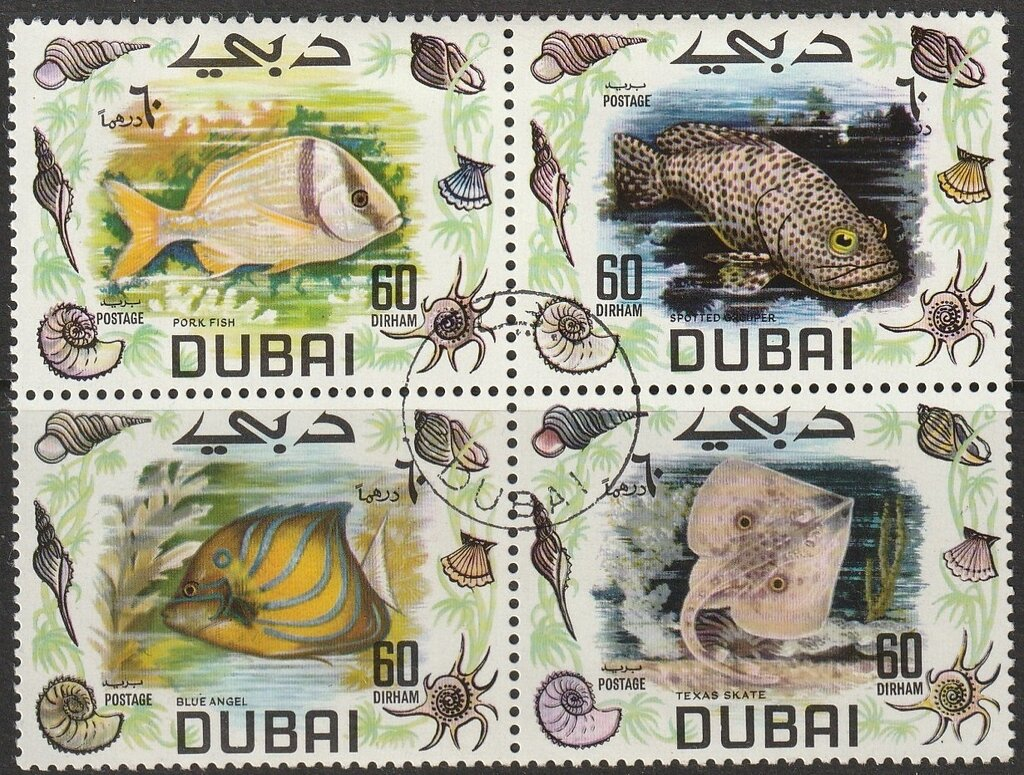
أربعة طوابع متجاورة مختلفة.

### إصدار المستكشفين
في 21 يونيو 1969، أصدرت 4 طوابع تحمل صور 4 من المستكشفين الغربيين الذين استكشفوا شبه الجزيرة العربية مع عبارة غير دقيقة هي "المستكشفون العرب"، والمستكشفون هم:
- ريتشارد فرانسيس برتون
- تشارلز داوتي
- يوهان لودفيك بركهارت
- ويلفريد ثيسيجر

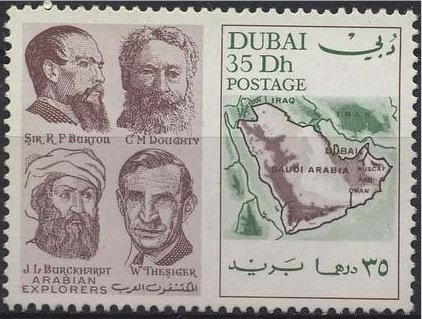
35 درهما
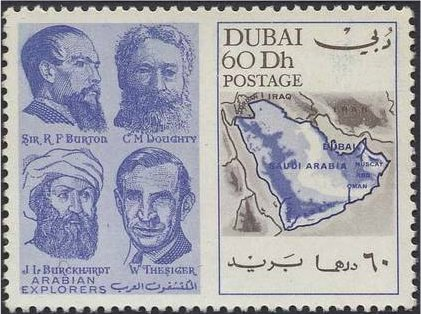
60 درهما
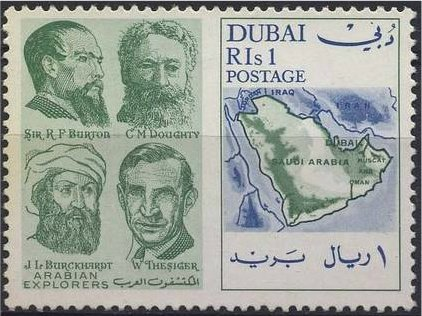
ريال واحد
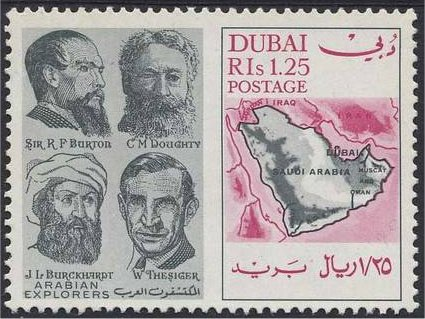
ريال وربع

### إصدار حقل فتح النفطي
في 13 أكتوبر 1969، أصدرت الطوابع التالية التي تحتفي بحقل فتح النفطي في الخليج العربي والذي بدأ الضخ منه بتاريخ 22 سبتمبر 1969، وهو أول بئر نفط في إمارة دبي.

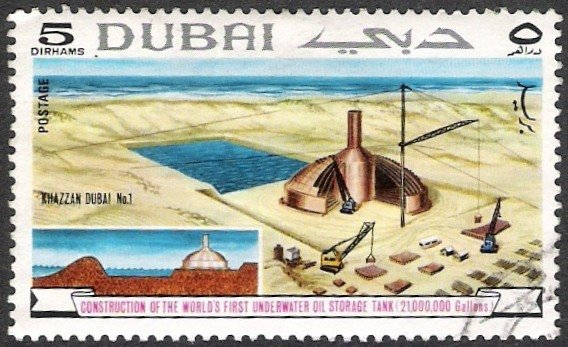
5 دراهم
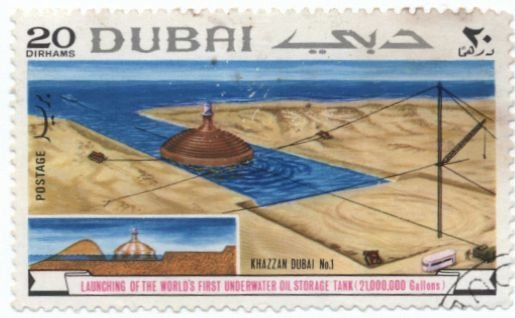
20 درهما
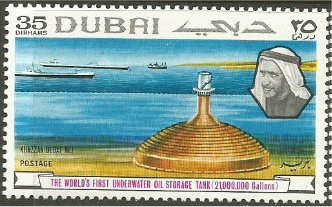
35 درهما
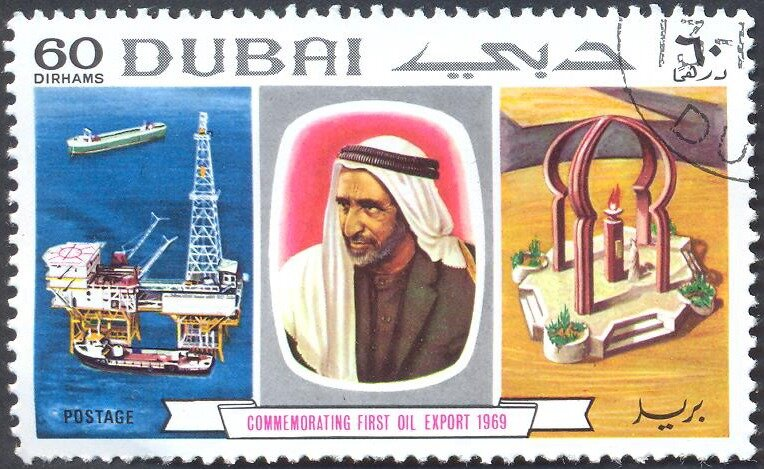
60 درهما
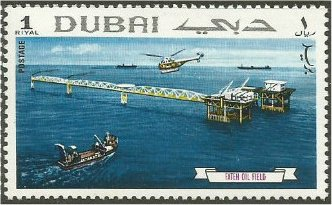
ريال واحد

### إصدار أبولو 11

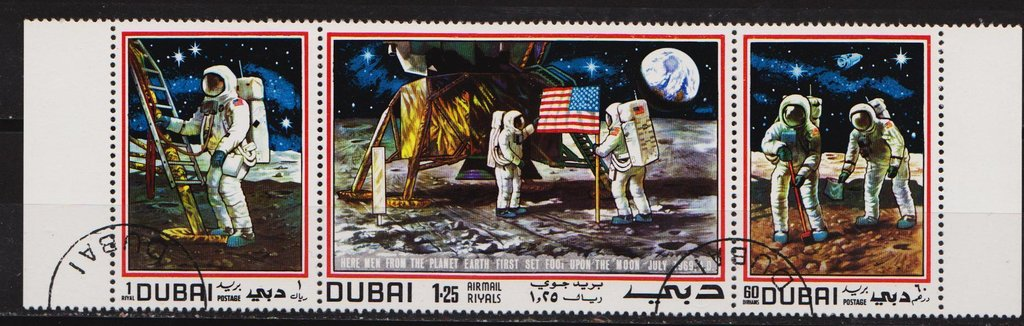
الإصدار متكون من 3 طوابع متجاورة.

في 15 ديسمبر 1969، أصدرت الطوابع التالية التي تحتفي بمهمة أبولو 11 لاستكشاف القمر:

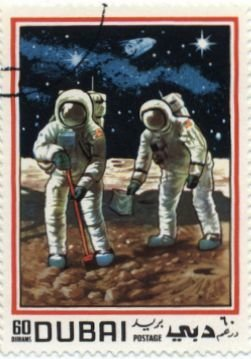
60 درهما
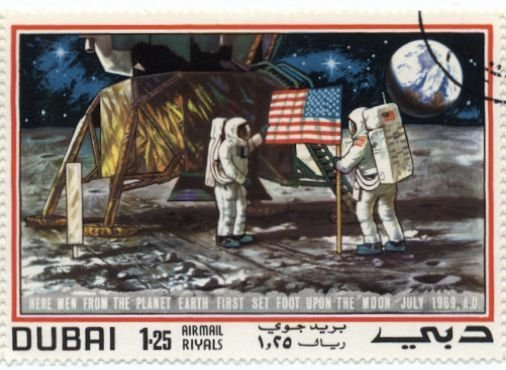
ريال وربع (بريد جوي)
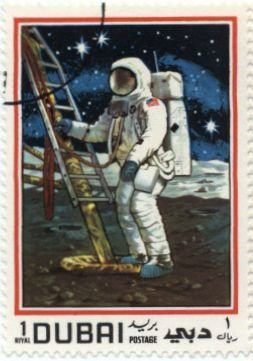
ريال واحد

## إصدارات عام 1970

### إصدارات اليوم العالمي للأرصاد الجوية
في 23 مارس 1970، أصدرت الطوابع التالية لمناسبة اليوم العالمي للأرصاد الجوية:

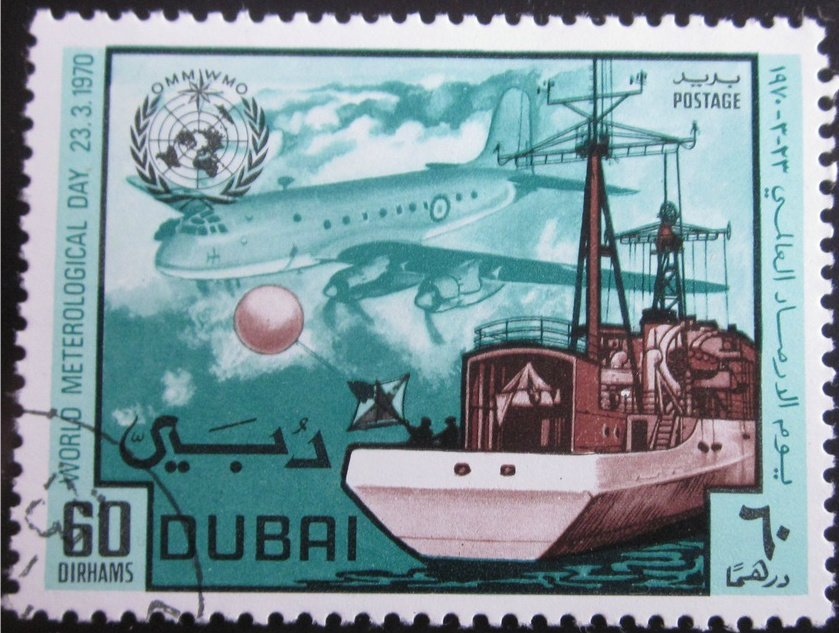
60 درهما
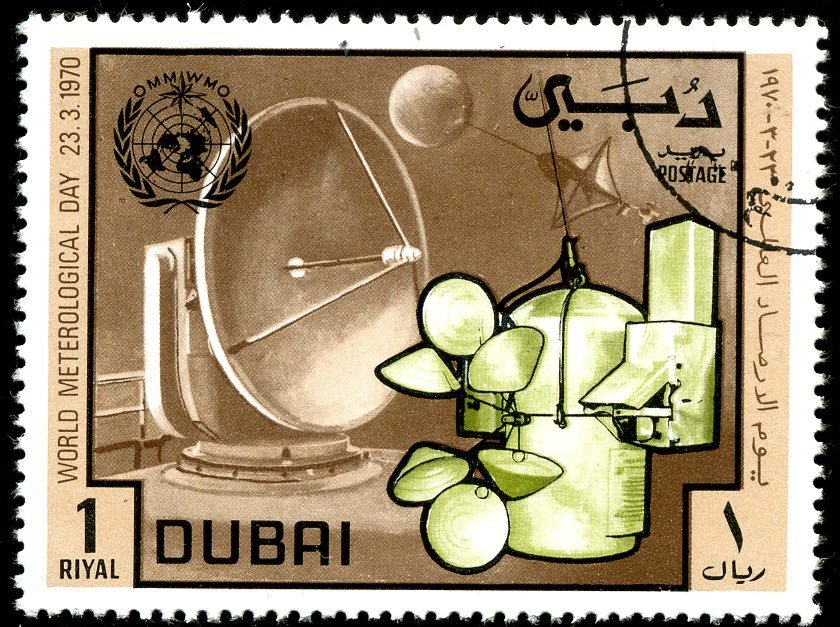
ريال واحد
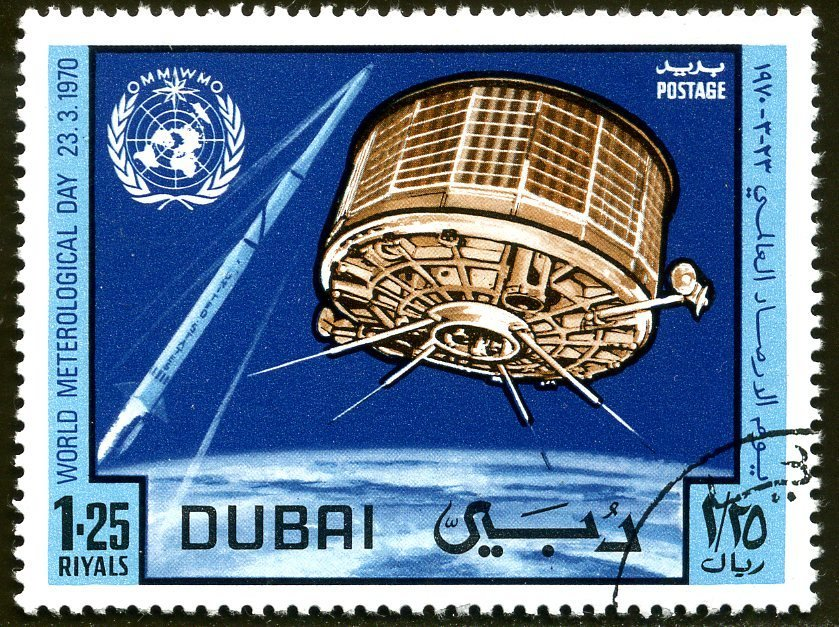
ريال وربع
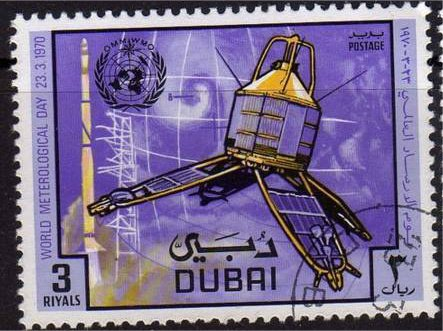
3 ريالات

### إصدارات الاتحاد البريدي العالمي
في 20 مايو 1970، أصدر الطابعان التاليان لمناسبة افتتاح المقر الجديد للاتحاد البريدي العالمي في العاصمة السويسرية برن:

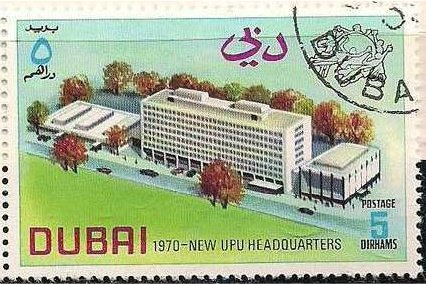
5 دراهم
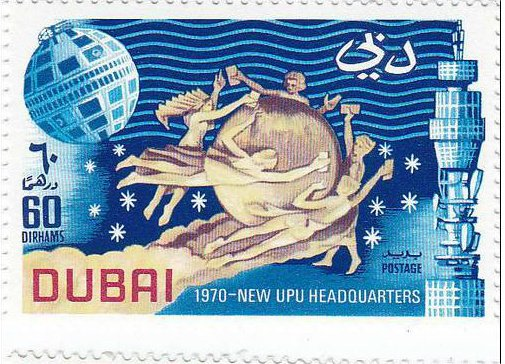
60 درهما

### إصدارات تشارلز ديكنز
في 23 يوليو 1970، أصدرت الطوابع التالية لمناسبة الذكرى المئوية لوفاة الروائي تشارلز ديكنز:

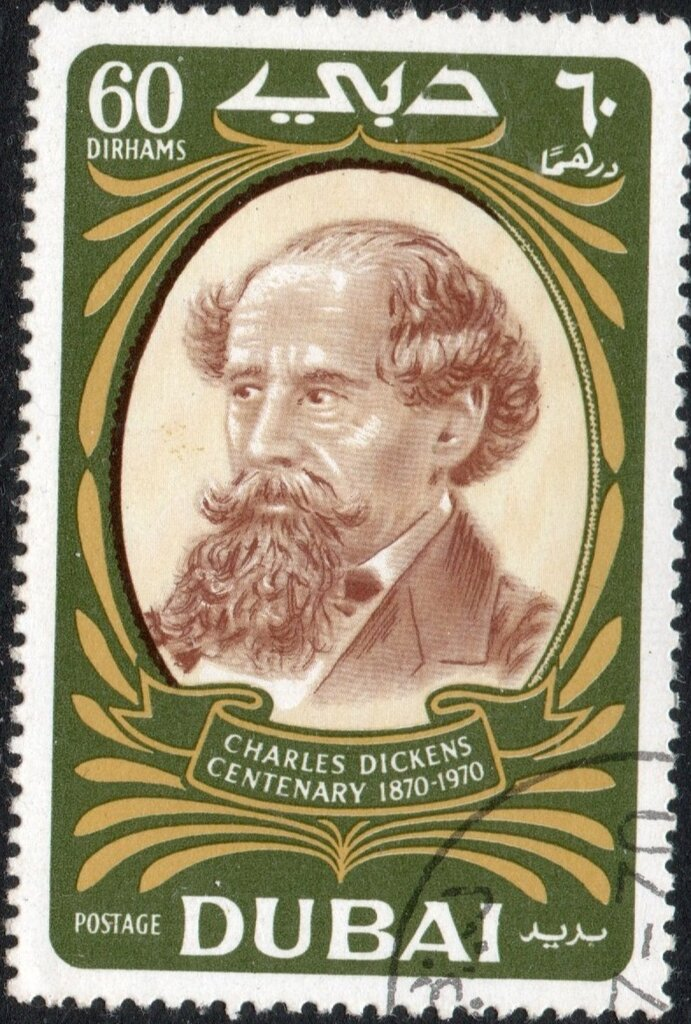
60 درهما
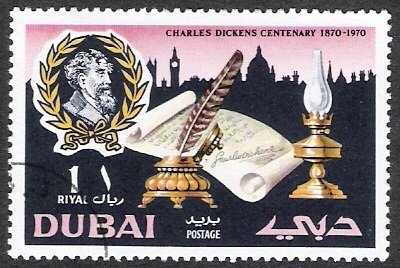
ريال واحد
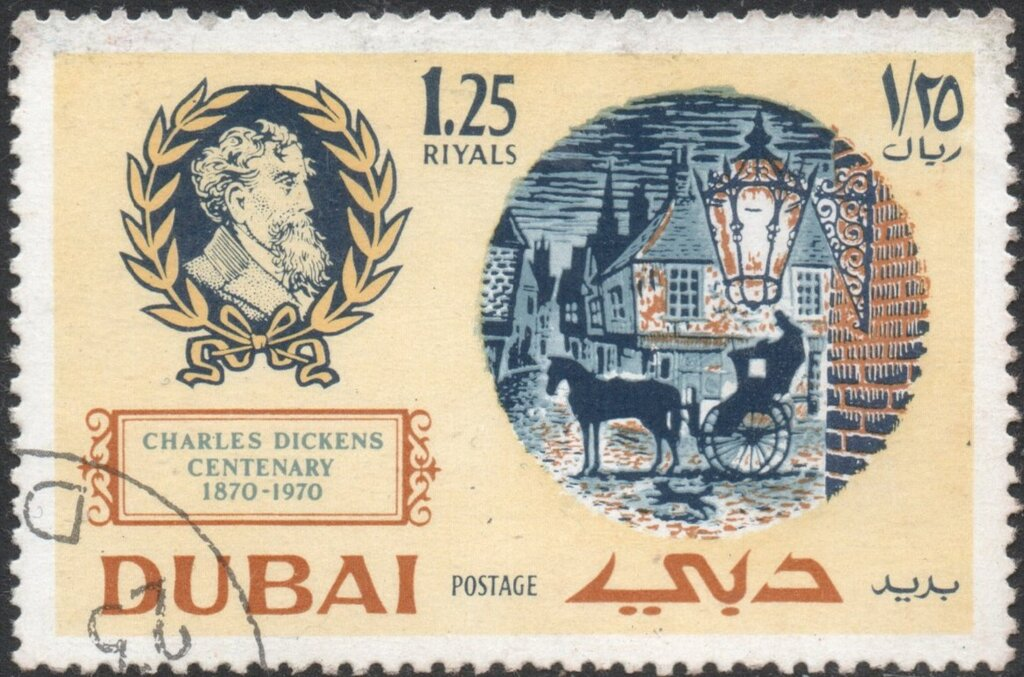
ريال وربع
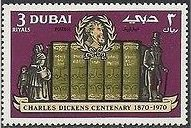
3 ريالات

### إصدار اللوحات الفنية ليوم الطفل
في 1 أكتوبر 1970، أصدرت الطوابع التالية والتي تحمل صور لوحات عالمية فيها صور أطفال لمناسبة يوم الطفل:

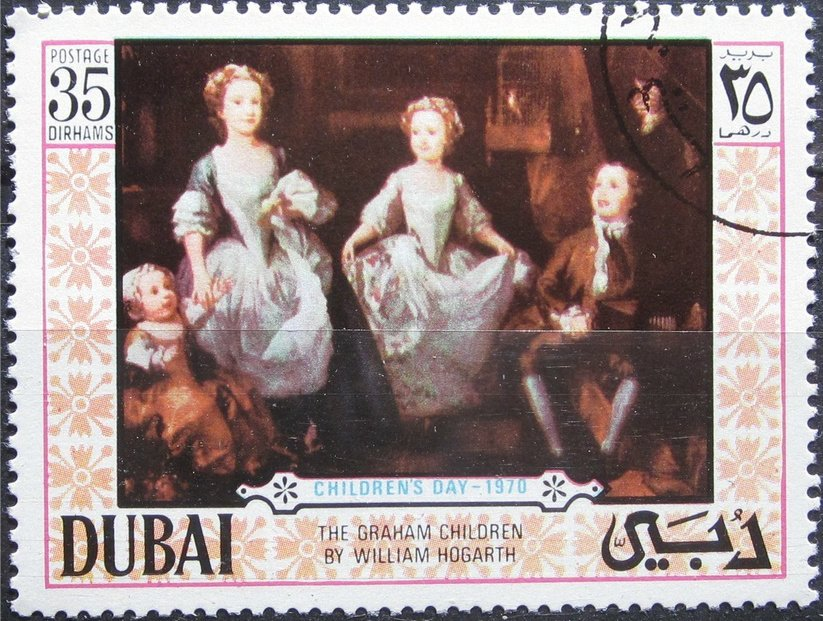
35 درهما لوحة الفنان وليم هوجرت بعنوان أطفال غراهام[الإنجليزية]
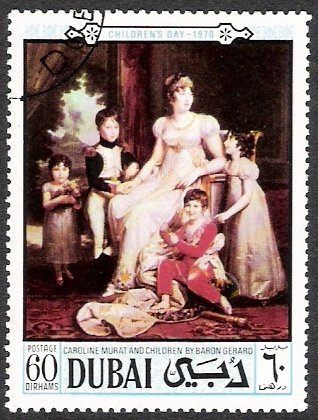
60 درهما لوحة الرسام فرانسوا جيرار (كارولين ملكة نابولي مع أطفالها (Q79416834))
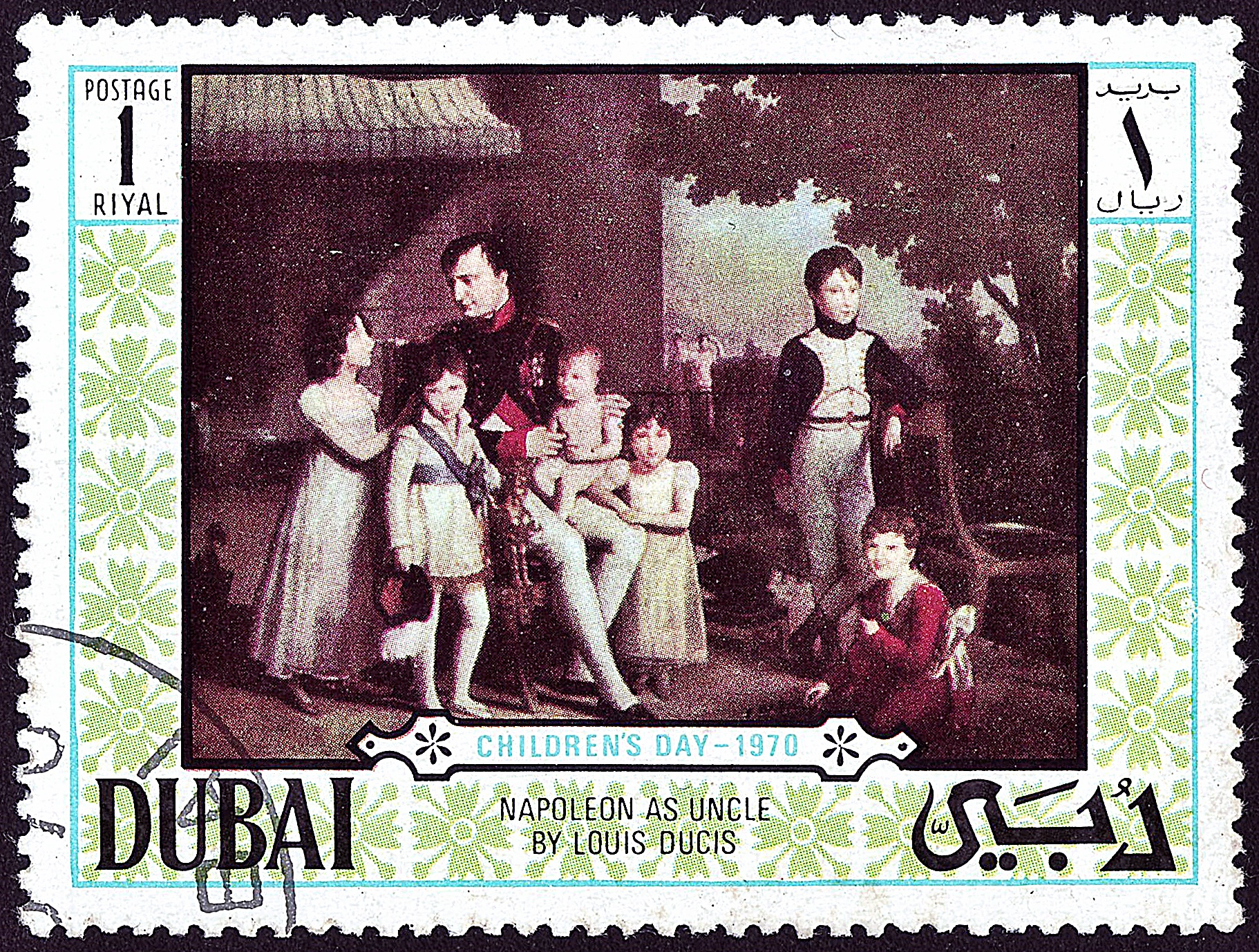
ريال واحد لوحة "نابليون مع الأطفال" للرسام لويس دوسيس[الإنجليزية]

### إصدارات مباني ومعالم دبي
في 14 ديسمبر 1970، أصدرت الطوابع التالية والتي تعنى بمعالم دبي:

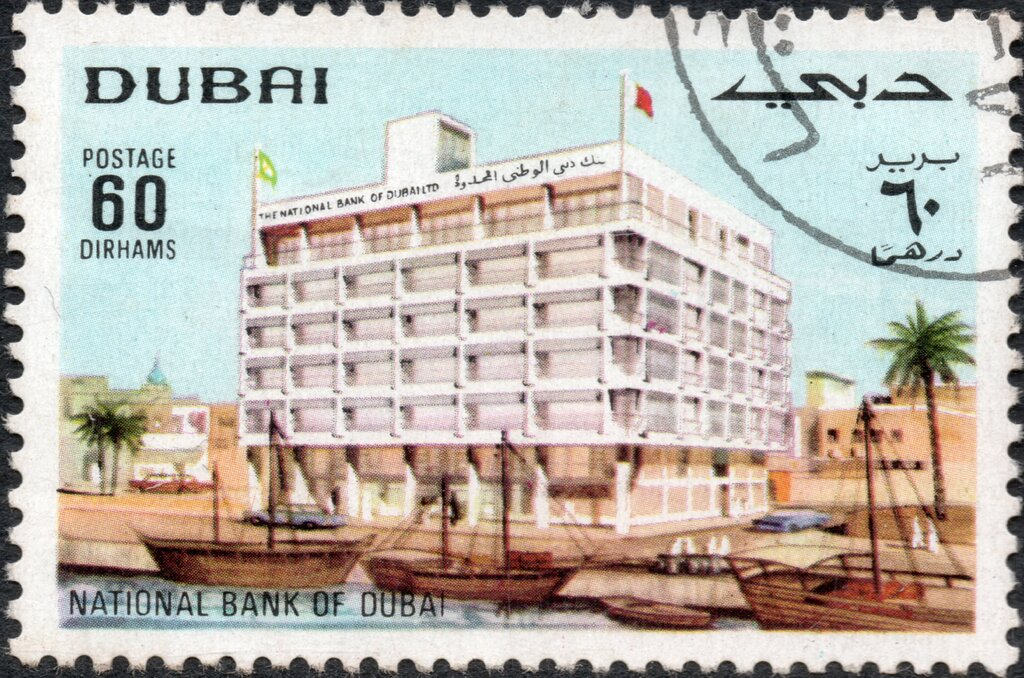
60 درهما البنك الوطني
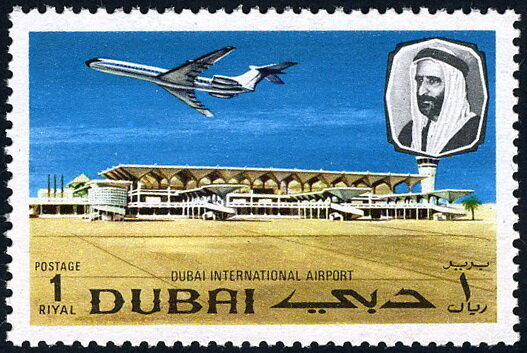
ريال واحد مطار دبي الدولي
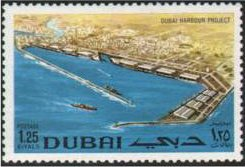
ريال وربع مشروع ميناء راشد
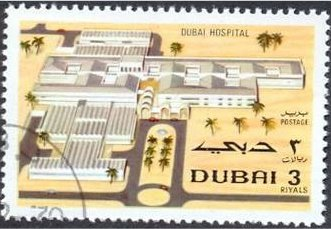
3 ريالات مستشفى راشد
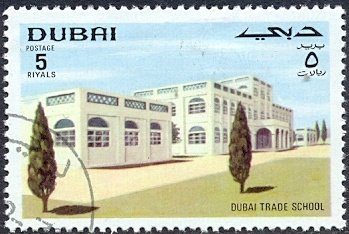
5 ريالات مدرسة دبي للتجارة

## إصدارات عام 1971

### إصدارات مباني ومعالم دبي
هذه الطوابع استمرار مع الطوابع الصادرة العام الماضي، وقد أصدرت بتاريخ 29 مارس 1971:

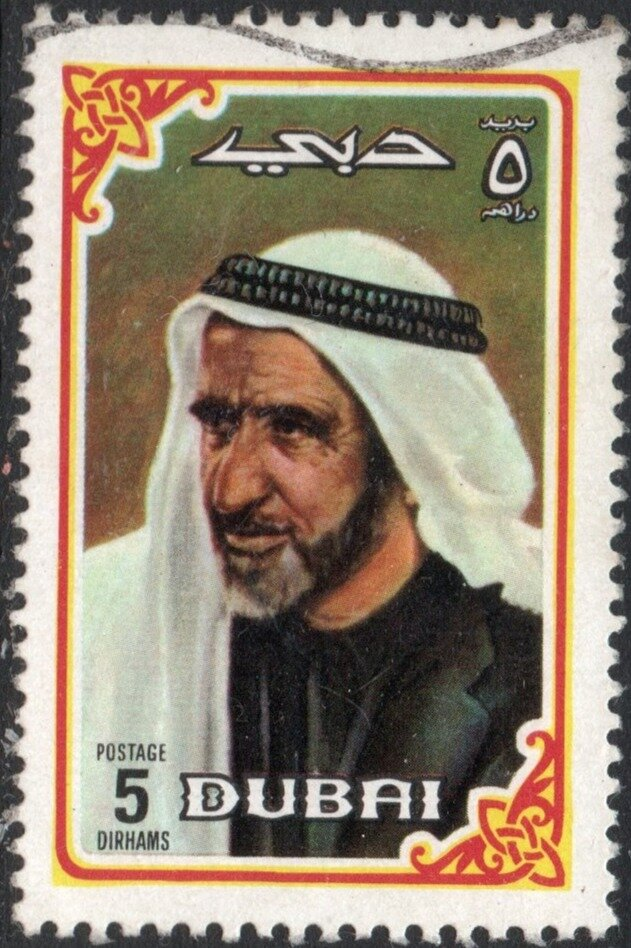
5 دراهم الشيخ راشد آل مكتوم
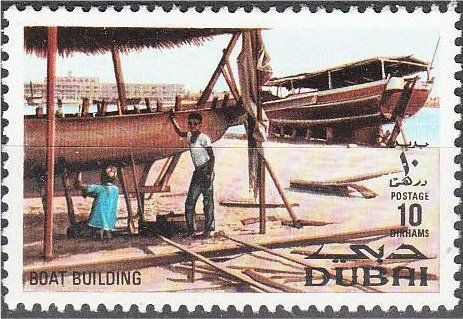
10 دراهم صناعة القوارب في دبي
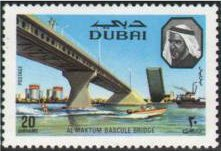
20 درهما جسر آل مكتوم
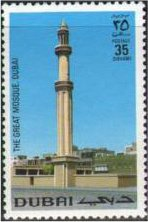
35 درهما مئذنة الجامع الكبير في دبي
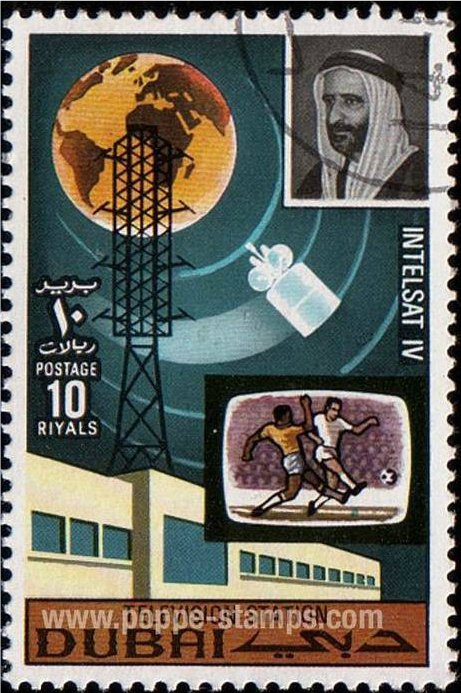
10 ريالات محطة التلفزيون في دبي

### إصدارات افتتاح مطار دبي
في 15 مايو 1971، أصدر طابعان لمناسبة افتتاح مطار دبي:

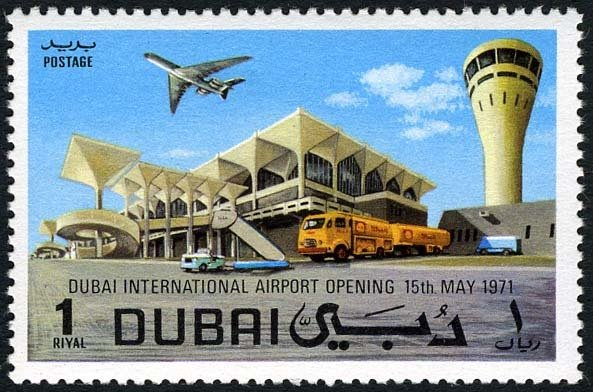
ريال واحد
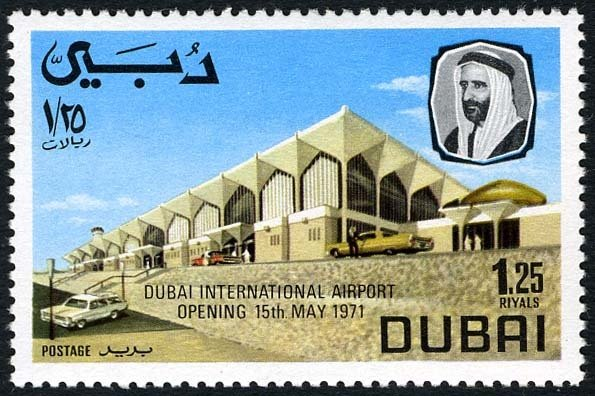
ريال وربع

### إصدارات مؤتمر الاتصالات الفضائية
في 21 يونيو 1971، أصدرت الطوابع التالية لمناسبة مؤتمر الاتصالات الفضائية لعام 1971 في باريس:

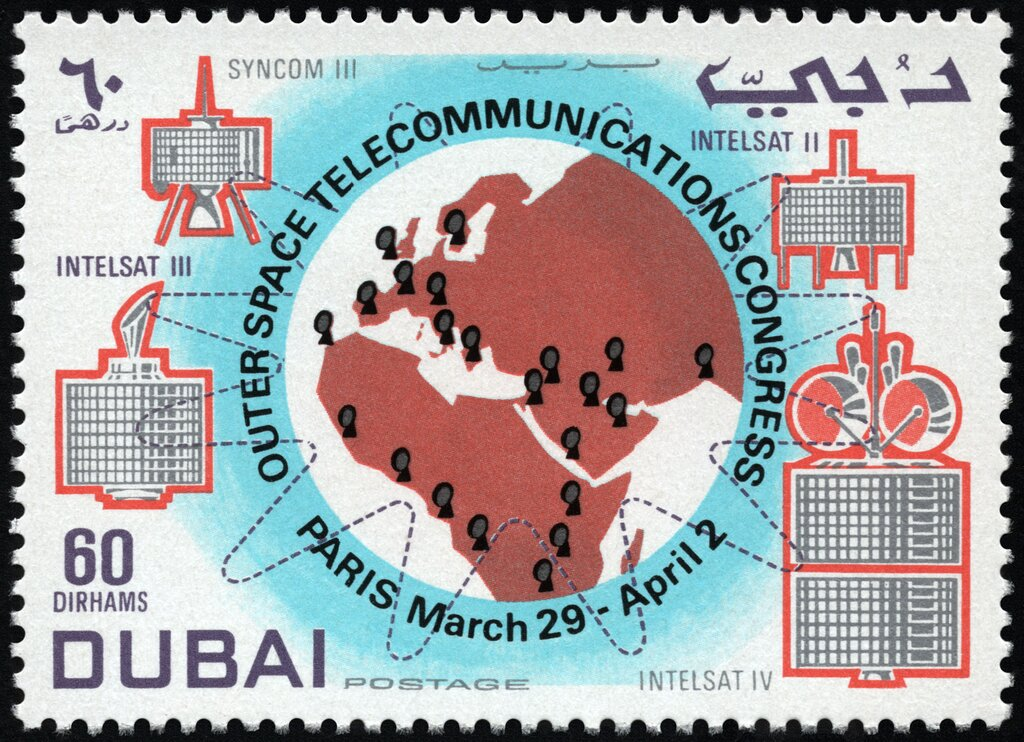
60 درهما
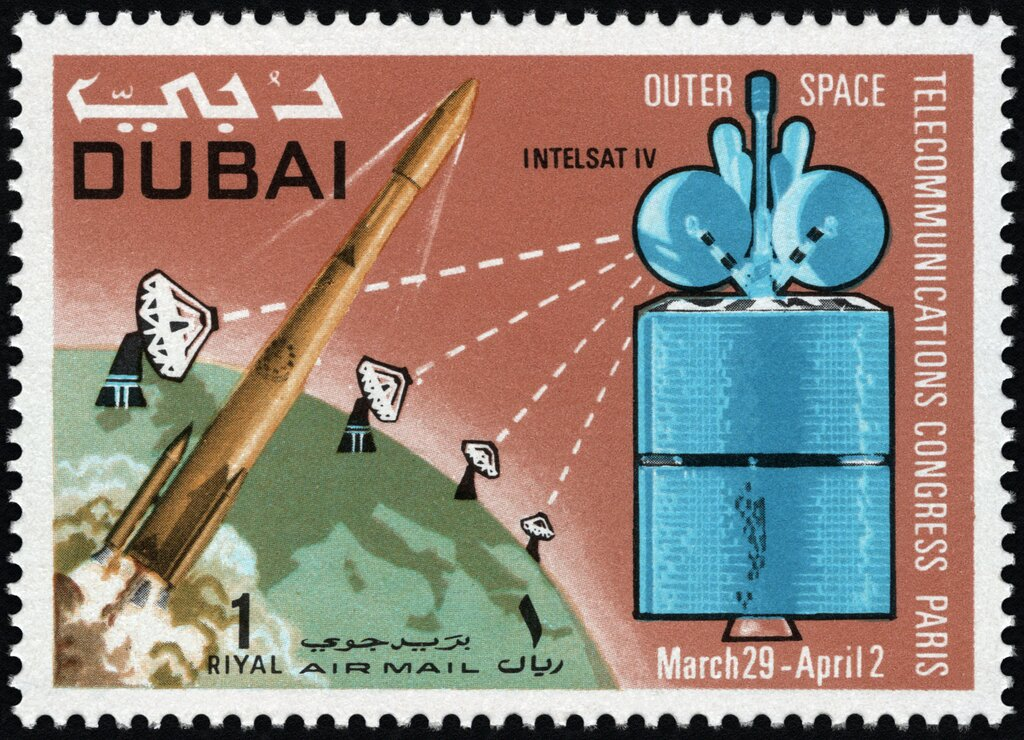
ريال واحد
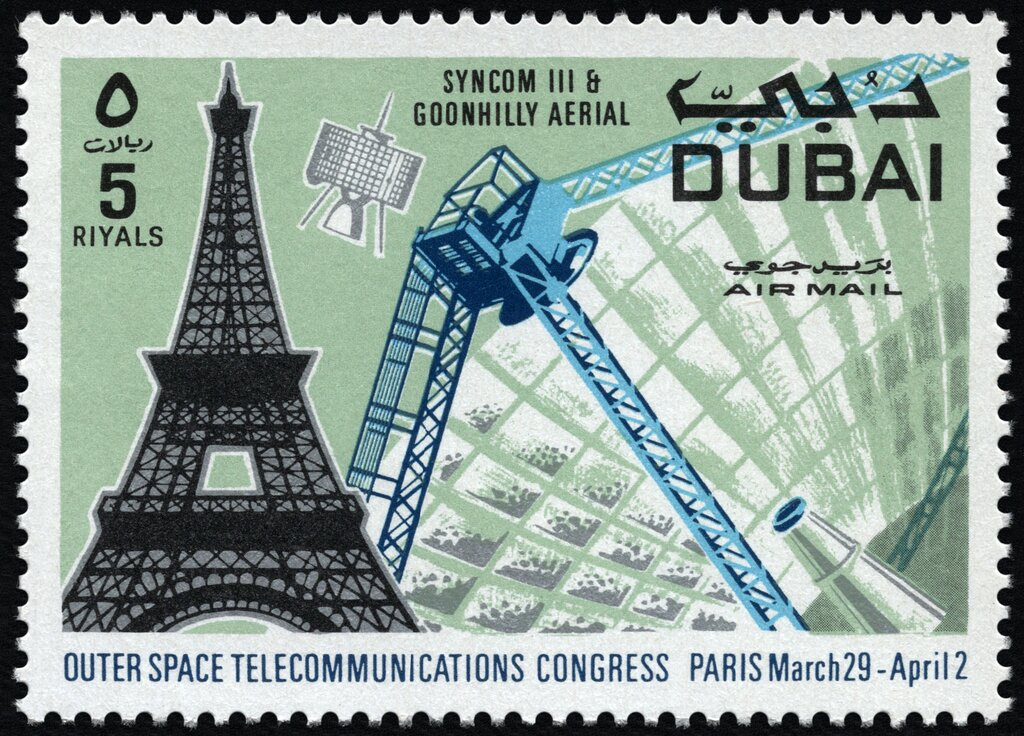
5 ريالات

### إصدارات المخيم الكشفي العالمي الثالث عشر
في 30 أغسطس 1971، أصدرت الطوابع التالية لمناسبة المخيم الكشفي العالمي الثالث عشر الذي أقيم في أساغيري في اليابان للفترة من 2 أغسطس 1971 إلى 10 أغسطس 1971:

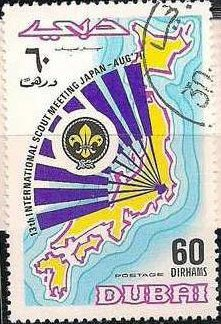
60 درهما
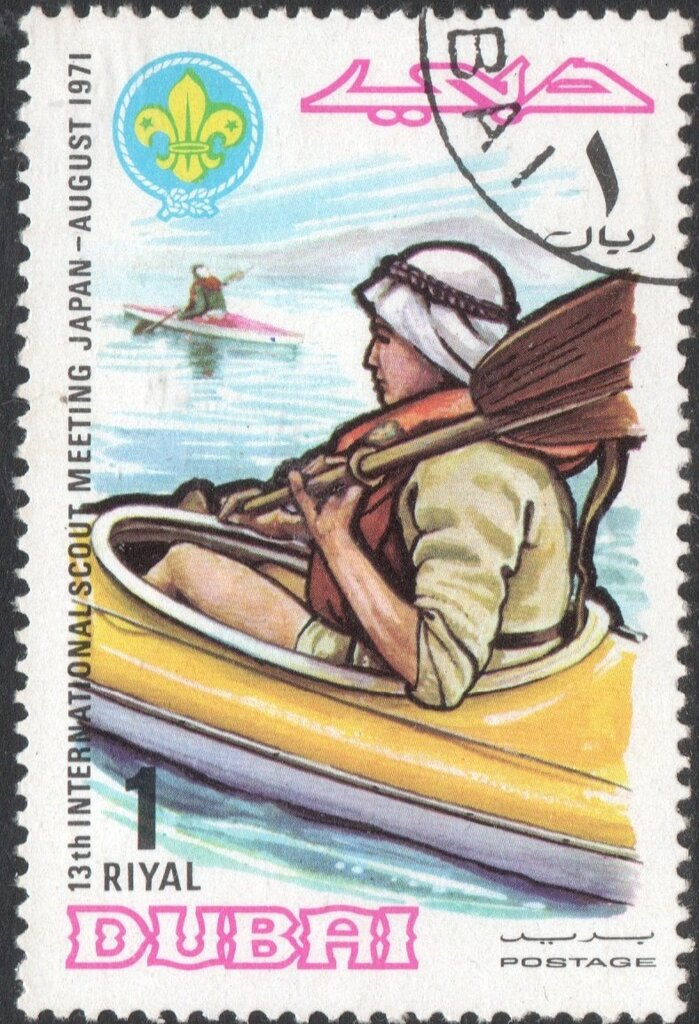
ريال واحد
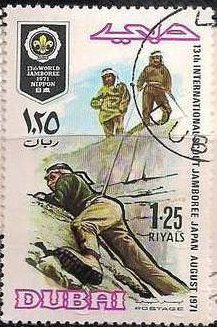
ريال وربع
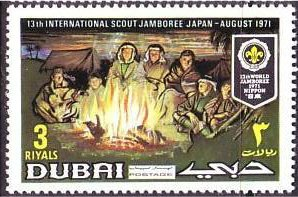
3 ريالات

### إصدارات طوابع المشاهير
في 18 أكتوبر، أصدرت الطوابع التالية التي تحمل صور مشاهير:

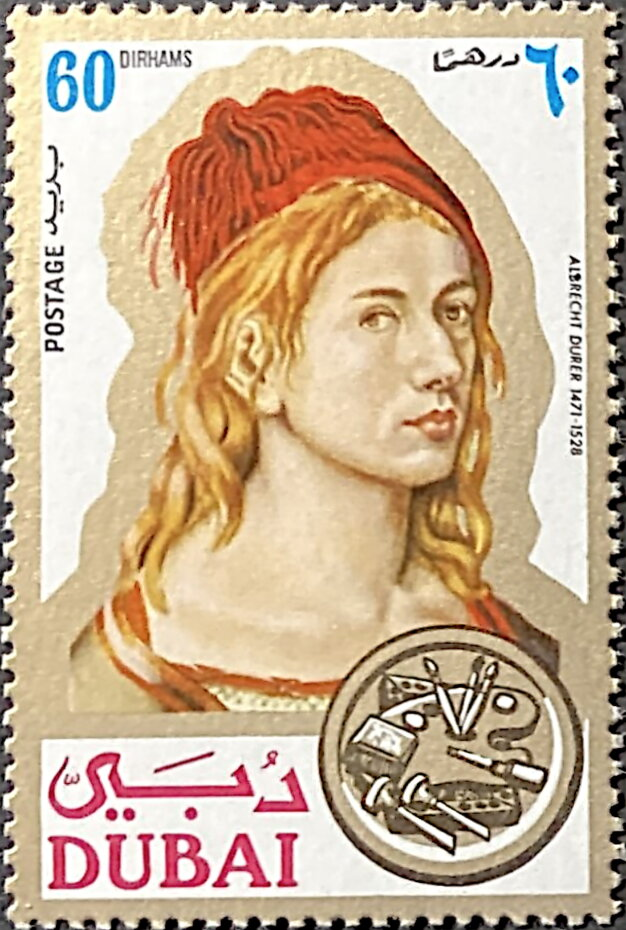
60 درهما آلبرخت دورر
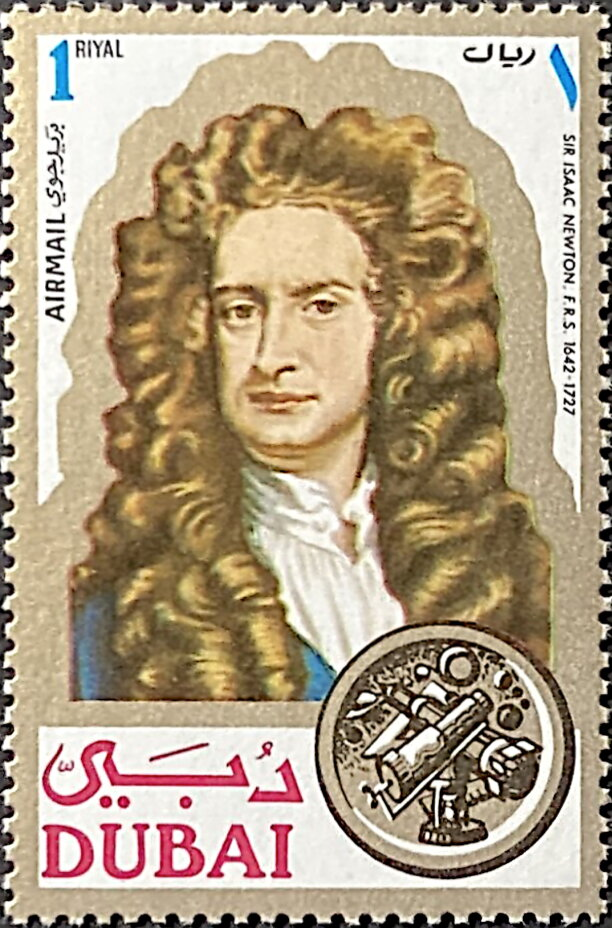
ريال واحد إسحاق نيوتن
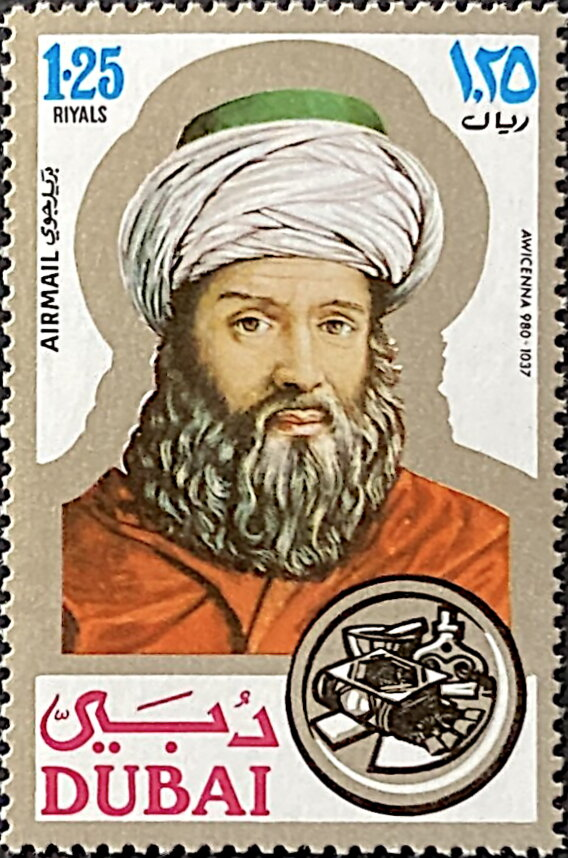
ريال وربع ابن سينا
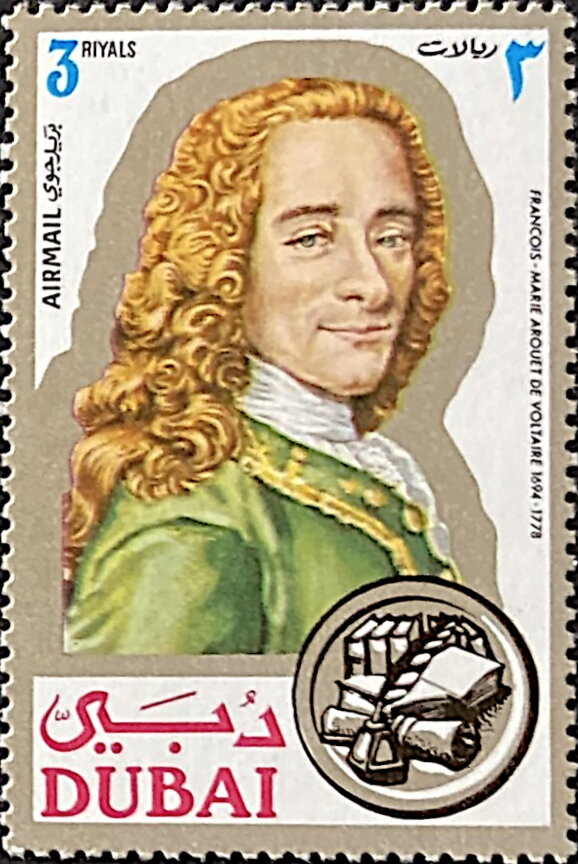
3 ريالات فولتير

## إصدارات عام 1972

### إصدارات المشاهير
في 7 فبراير 1972، أصدرت الطوابع التالية والتي تظهر عليها صور مشاهير:

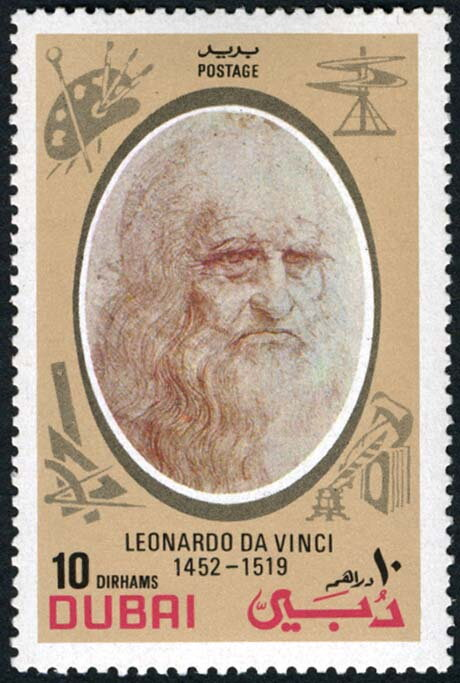
10 دراهم ليوناردو دافنشي
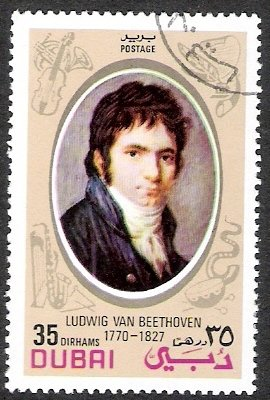
35 درهما لودفيج فان بيتهوفن
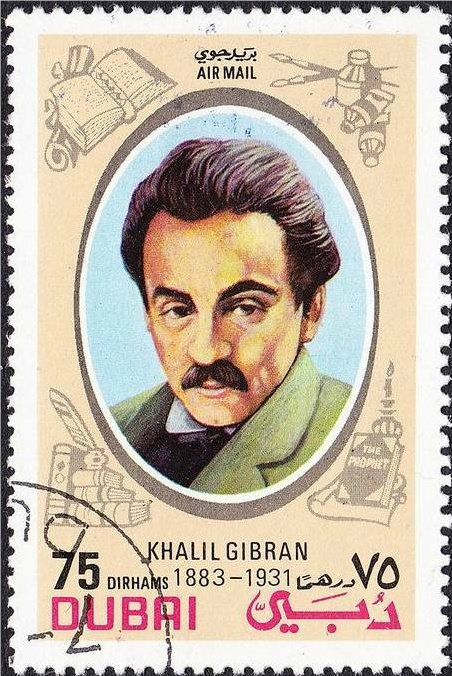
75 درهما جبران خليل جبران
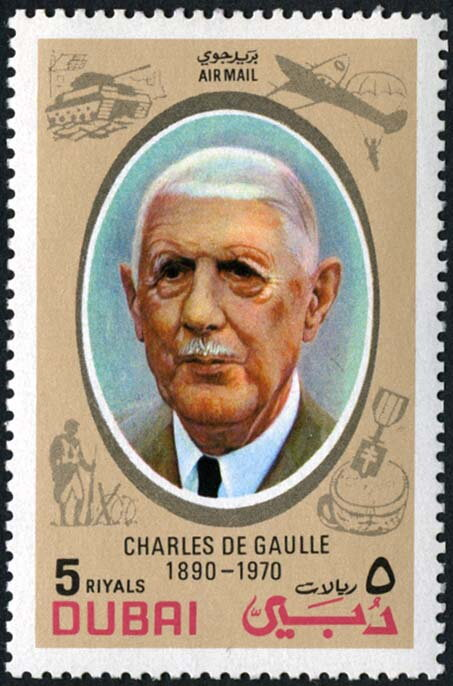
5 ريالات شارل ديغول (بريد جوي)

### أصدارات يوم الصحة العالمي
في 1 أبريل 1972، أصدر طابعان لمناسبة يوم الصحة العالمي:

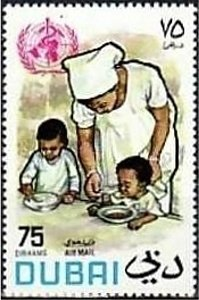
75 درهما
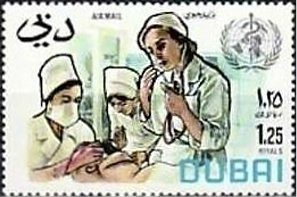
ريال وربع

### إصدار الطوابع المستحقة
أصدرت هذه المجموعة بالتاريخ 22 مايو 1972، وتعد هذه المجموعة إحدى مجموعات الطوابع البريدية الغامضة في إمارة دبي، إذ لم يكن هناك سبب لإصدارها قبل أسابيع فقط من فقدانها أهميتها. بعد شهر تقريبًا، أصدرت آخر مجموعة من الطوابع في 31 يوليو 1972. ولعلّ أفضل وصف لها هو ما ورد في الإعلان البريدي، إذ سمّاها "ملصقات" بدلًا من "طوابع". ومن الغريب أنها ليست سهلة المنال دائمًا، ويبدو أنها مطلوبة دائمًا لهواة جمع الطوابع. وقد شوهدت على الأقل مجموعة إصدار أول يوم واحدة لهذه المجموعة، وكانت تُستخدم مثل أية طوابع بريدية عادية على الأغلفة عبر البريد. كما شوهد غلاف ثانٍ يحمل بعض القيم على ظهر الظرف.

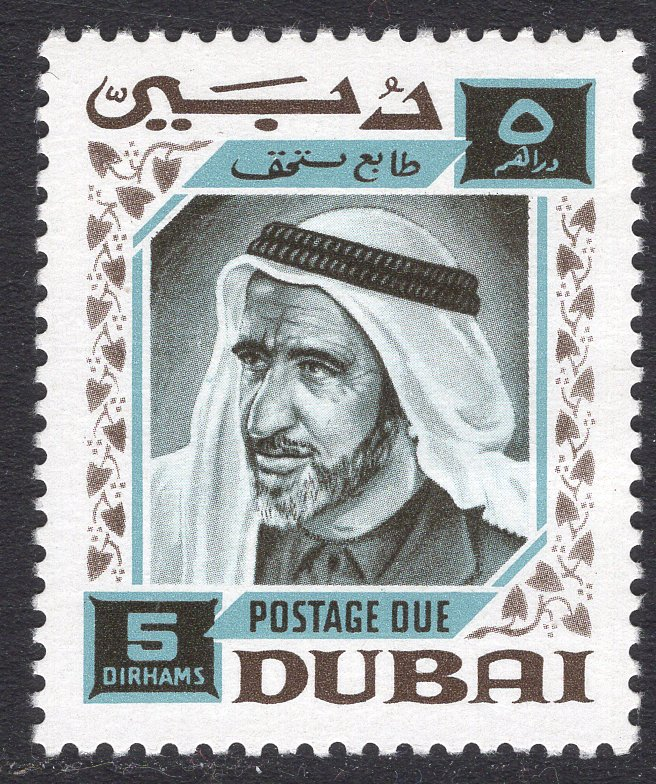
دراهم
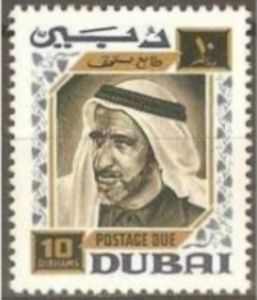
10 دراهم
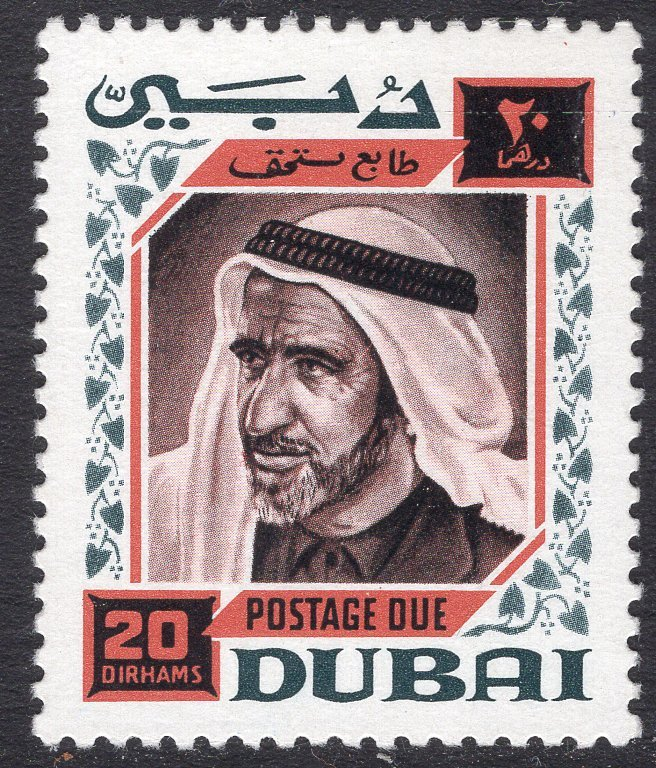
20 درهما
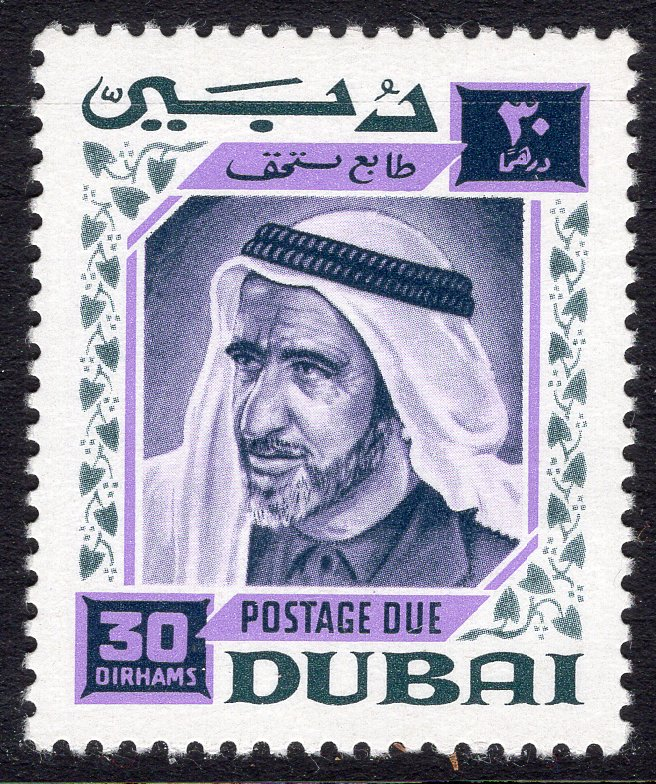
30 درهما
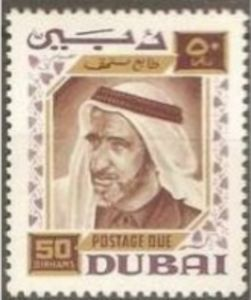
50 درهما

### إصدارات الألعاب الأولمبية الصيفية 1972
في 31 يوليو 1972، أصدرت الطوابع التالية لمناسبة دورة الألعاب الأولمبية الصيفية 1972 في ميونخ في ألمانيا، وهي أخر إصدار في إمارة دبي.

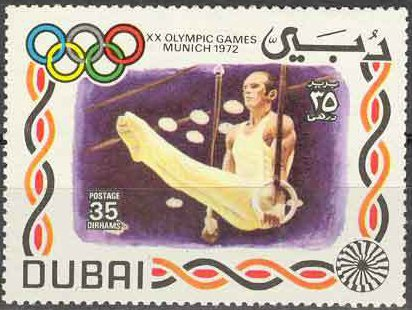
35 درهما
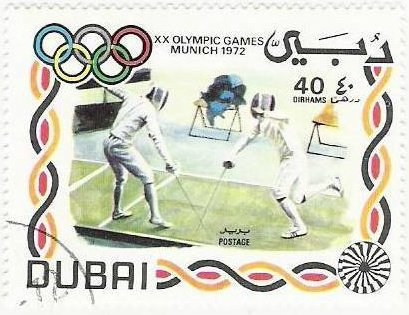
40 درهما
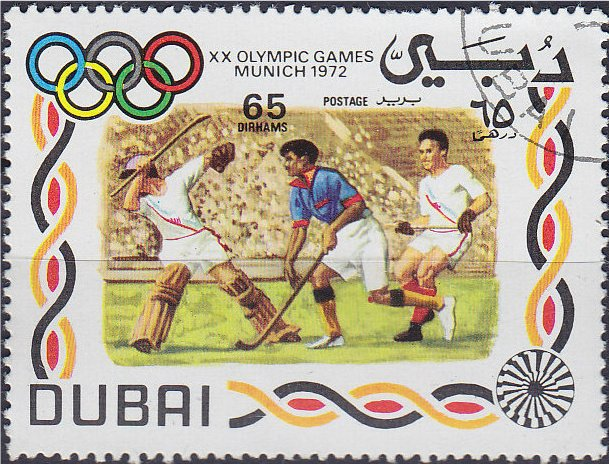
65 درهما
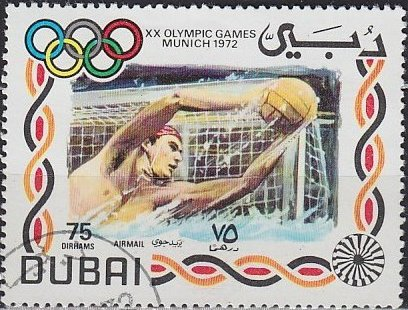
75 درهما
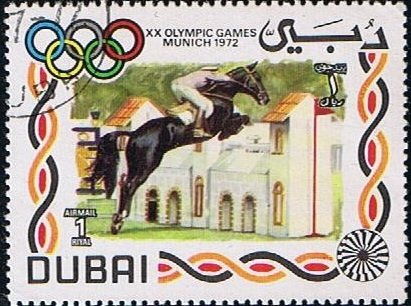
ريال
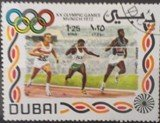
ريال وربع